# Melilla
Melilla (Aussprache [meˈliʎa], Tarifit ⵎⵕⵉⵜⵛ Mritc) ist eine spanische Stadt an der nordafrikanischen Mittelmeerküste mit einer Landgrenze zu Marokko. Als spanische Exklave gehört Melilla zur Europäischen Union, ist aber gemäß dem Zollkodex der Union vom Zollgebiet der Union ausgenommen. Melilla gehört auch nicht zum Schengen-Raum. Das Gebiet umfasst 13,4 km², auf denen etwa 85.170 Einwohner leben (Stand 1. Januar 2022).
Melilla ist seit dem Jahr 1497 unter spanischer Kontrolle; auch nach der Unabhängigkeit Marokkos von den Kolonialmächten Frankreich und Spanien (1956) blieben Melilla und das ebenfalls in Afrika gelegene Ceuta durch Spanien kontrolliert (siehe Plaza de soberanía). Die Altstadt von Melilla (Medina Sidonia) ist als Kulturgut (Bien de Interés Cultural) in der Kategorie Conjunto histórico-artístico anerkannt.
Der Name leitet sich vom tamazight Wort für Weiß ⴰⵎⵍⵍⴰⵍ(Amllal) ab.

## Geographie

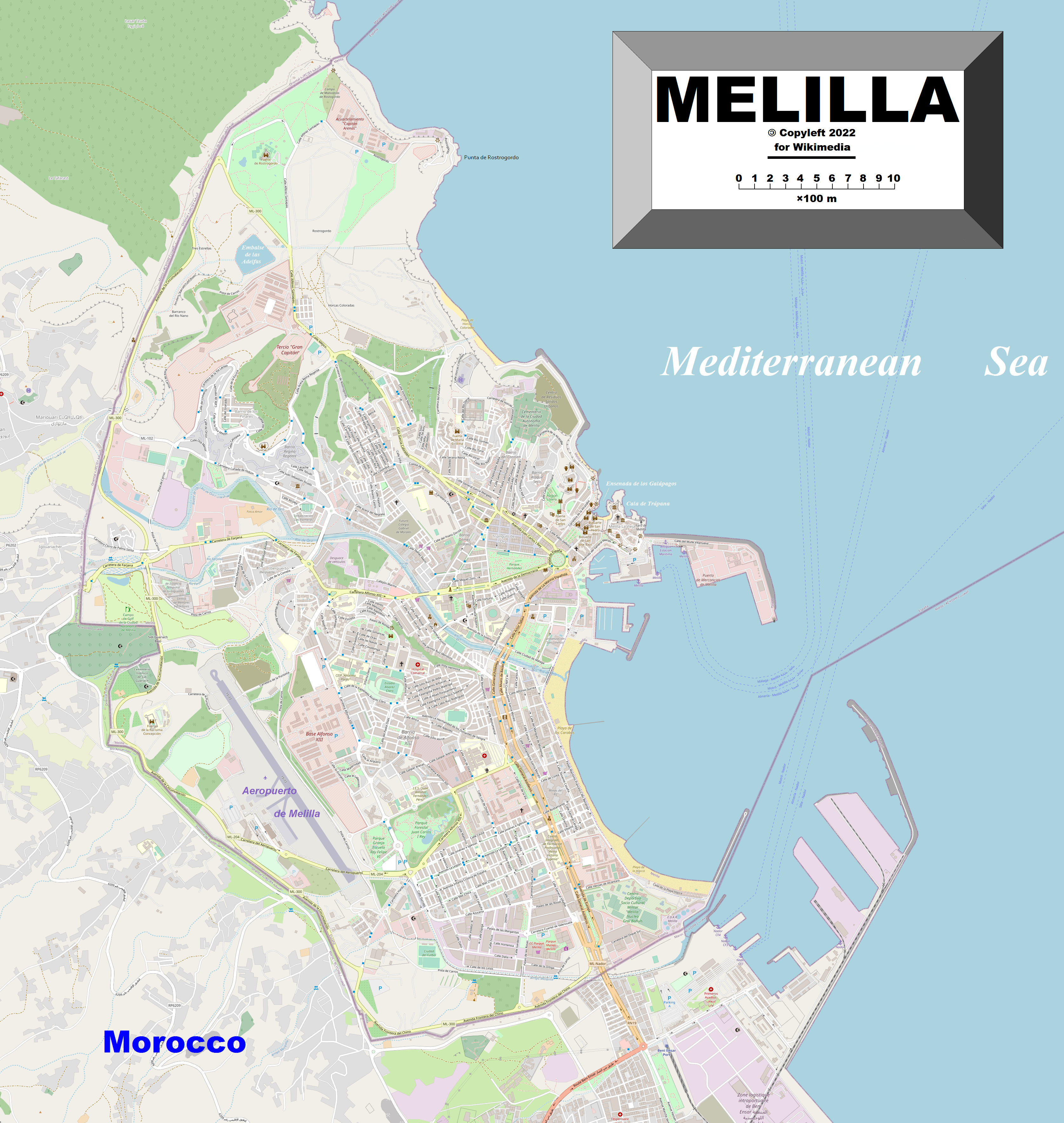
Detailkarte von Melilla.

### Lage

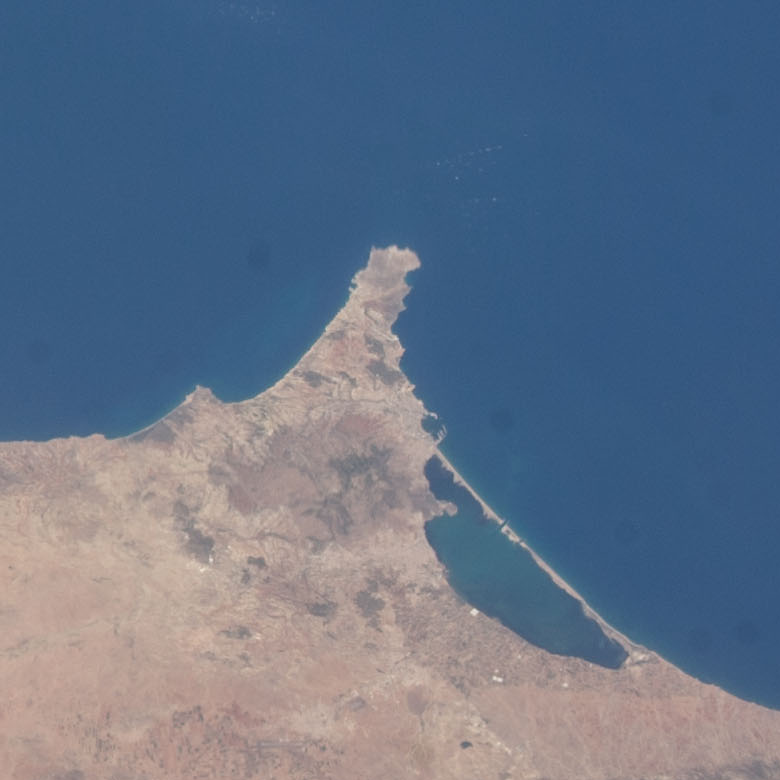
Satellitenaufnahme von Kap Drei Gabeln mit Fokus auf Melilla (ISS-36-Mission, 2013).

Melilla liegt im Nordwesten Afrikas an den Ufern des Alborán-Meers, eines Randmeers des Mittelmeers – im westlichsten Teil dieses Meeres. Die Stadt ist in einem weiten Halbkreis um den Strand und den Hafen von Melilla herum angeordnet, an der Ostseite der Halbinsel Kap Tres Forcas, am Fuß des Monte Gurugú und an der Mündung des periodisch wasserführenden Río de Oro, etwa ein Meter über dem Meeresspiegel. Der urbane Kern war ursprünglich eine Festung, die Melilla la Vieja genannt wurde, errichtet auf einem etwa 30 Meter hohen Hügel. Melilla liegt auf einer Halbinsel (Cabo de Tres Forcas) des afrikanischen Kontinents und ist von Grenzbefestigungen umgeben. Nador, die nächstgelegene Großstadt auf marokkanischem Boden, liegt etwa zehn Kilometer südlich. Die Entfernung der Fährverbindung nach Málaga beträgt etwa 190 Kilometer; nach Almería sind es rund 180 Kilometer.
Die marokkanische Siedlung Beni Ansar liegt unmittelbar südlich von Melilla. Die nächstgelegene marokkanische Stadt ist Nador, und die Häfen von Melilla und Nador befinden sich in derselben Bucht. In der Nähe liegt die Lagune Bou Areg.

### Hydrographie
Der wichtigste Fluss Melillas ist der Río de Oro, der am Monte Gurugú in Marokko entspringt, wo er Río Meduar genannt wird. Er mündet in die Bucht von Melilla zwischen den Stränden von San Lorenzo und Los Cárabos.
Der Fluss ist die meiste Zeit des Jahres trocken und führt nur Wasser nach längeren Regenfällen. Ein Beispiel dafür sind die Überschwemmungen vom 26. Oktober 2008, bei denen der Fluss über die Ufer trat und unter anderem den Grenzzaun Melillas beschädigte. Der Río de Oro fließt in etwa südwest-nordöstlicher Richtung und wird von mehreren Zuflüssen gespeist, unter anderem vom Nano-Fluss und verschiedenen Schluchten.

### Böden
Die Hauptbodentypen in Melilla sind kalkhaltig, steinig und tonhaltig.

### Klima
|                       | Jan  | Feb  | Mär  | Apr  | Mai  | Jun  | Jul  | Aug  | Sep  | Okt  | Nov  | Dez  |   |       |
| Mittl. Tagesmax. (°C) | 16,9 | 17,1 | 18,5 | 20,2 | 22,9 | 26,0 | 29,0 | 29,6 | 27,0 | 23,8 | 20,2 | 17,8 | ⌀ | 22,4  |
| Mittl. Tagesmin. (°C) | 10,3 | 10,8 | 12,1 | 13,6 | 16,3 | 19,4 | 22,2 | 23,1 | 20,7 | 17,4 | 13,8 | 11,4 | ⌀ | 16    |
|                       |      |      |      |      |      |      |      |      |      |      |      |      |   |       |
| Niederschlag (mm)     | 55,3 | 48,2 | 43,6 | 37,7 | 15,2 | 7,2  | 0,5  | 3,8  | 18,9 | 42,6 | 53,3 | 48,2 | Σ | 374,5 |
|                       |      |      |      |      |      |      |      |      |      |      |      |      |   |       |
| Regentage (d)         | 6,1  | 5,0  | 4,9  | 4,5  | 2,3  | 0,6  | 0,2  | 0,8  | 2,6  | 4,7  | 5,7  | 5,6  | Σ | 43    |

| 10,3 |

| 10,8 |

| 12,1 |

| 13,6 |

| 16,3 |

| 19,4 |

| 22,2 |

| 23,1 |

| 20,7 |

| 17,4 |

| 13,8 |

| 11,4 |

| 10,3 |

| 10,8 |

| 12,1 |

| 13,6 |

| 16,3 |

| 19,4 |

| 22,2 |

| 23,1 |

| 20,7 |

| 17,4 |

| 13,8 |

| 11,4 |

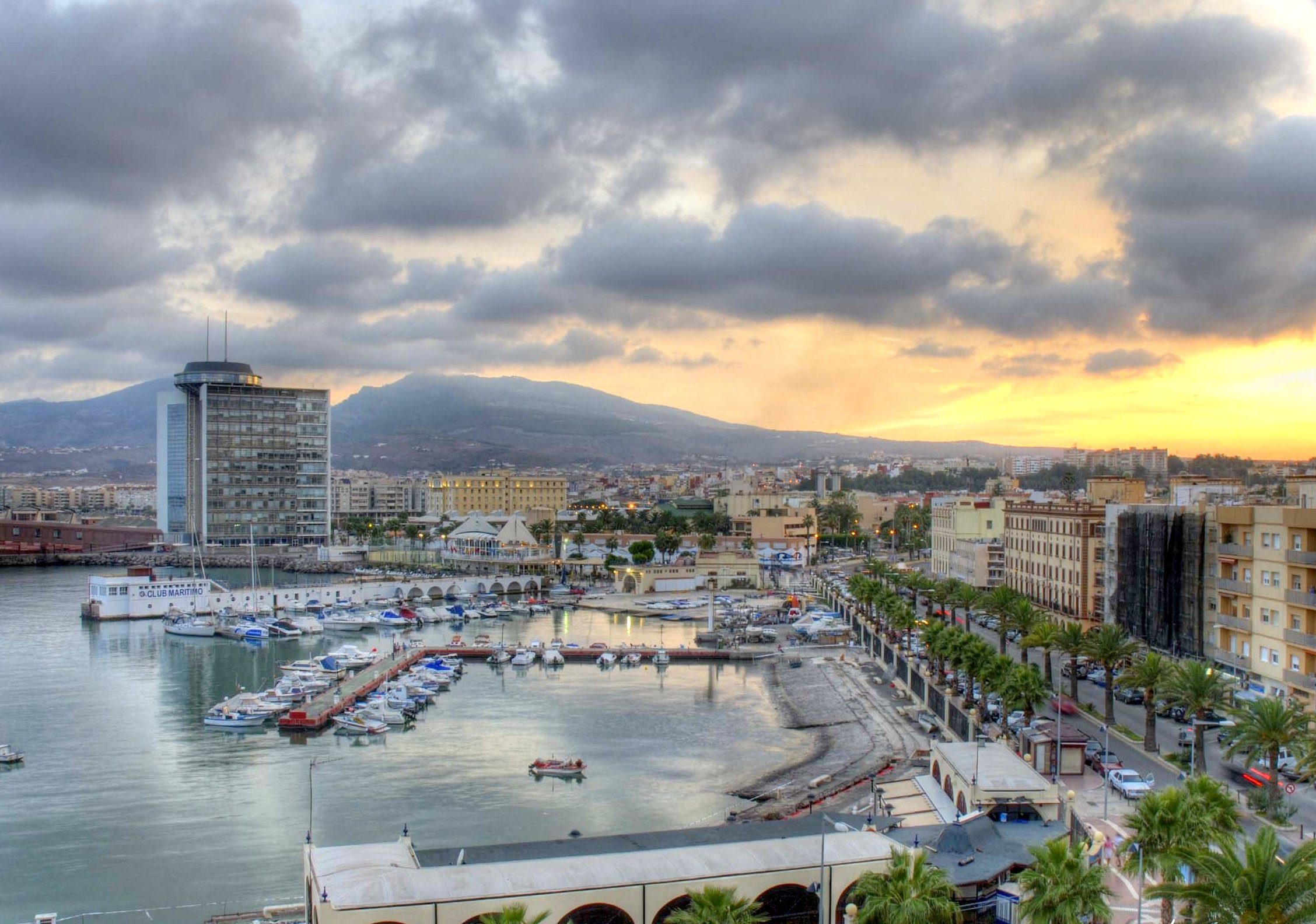
Blick von der Altstadt über den Hafen und die Uferpromenade auf das zur Erinnerung an die Fünfhundertjahrfeier der Eroberung der Stadt durch die Spanier (1997) errichtete Hochhaus und den Monte Gurugú

Melilla hat ein heißes Mittelmeerklima mit Übergang zu einem heißen Halbwüstenklima, beeinflusst durch die Nähe zum Meer, was zu kühleren Sommern und mehr Niederschlag führt als in den inneren Landesteilen Afrikas. Das Klima ähnelt dem der südlichen Küste Spaniens und der nördlichen Küste Marokkos, mit relativ geringen Temperaturunterschieden zwischen den Jahreszeiten. Die Mindesttemperaturen lagen zwischen 1991 und 2020 nie unter 0 °C; nur an durchschnittlich 2,2 Tagen pro Jahr überschreitet die Höchsttemperatur 35 °C.

### Relief
Das Relief Melillas ist vielfältig, mit einer felsigen Halbinsel, einer erhöhten Hochebene und einem vulkanischen Massiv. Die Melilla-Halbinsel ragt ins Mittelmeer und ist von hügeligem Gelände geprägt. Südöstlich befindet sich die Küstenlagune Mar Chica, weiter südlich das vulkanische Massiv des Gurugú. Die maximale Höhe in der Stadt übersteigt 200 Meter über dem Meeresspiegel. Melilla liegt auf einem Hügel, der sanft zum Meer im Osten abfällt, während das westliche Gebiet zerklüfteter ist. Die Ostküste besteht aus felsigen Klippen mit Panoramablick aufs Meer. Dieses abwechslungsreiche Relief beeinflusst das Stadtbild: Die Altstadt passt sich den Geländeunregelmäßigkeiten an, während die moderneren Stadtteile sich in den flacheren Zonen ausbreiten.

### Flora

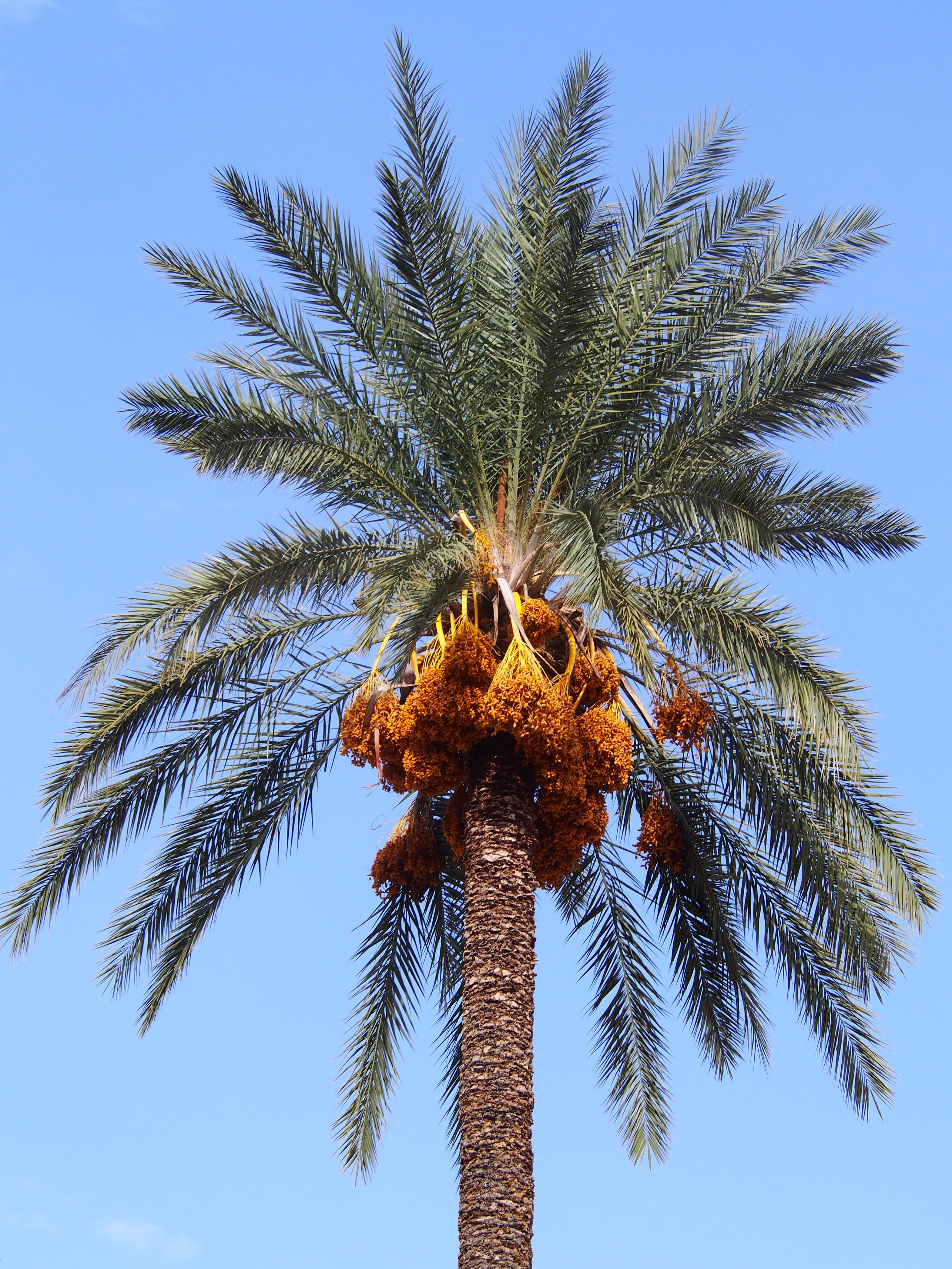
Dattelpalme

Biogeographisch gehört Melilla zum Holarktischen Reich, speziell zur Mittelmeerregion, westlicher Teil.
Die typische Vegetation ist mediterraner Wald mit immergrünen und trockenresistenten Pflanzen. Im Kiefernwald von Rostrogordo wachsen u. a. Aleppo-Kiefern, Wildoliven, Ficus benjamina, Trachycarpus fortunei, Zypressen und gelegentlich Paprikapflanzen. Die Unterwuchsvegetation besteht aus aromatischen, dornigen Sträuchern wie Rosmarin, Thymian und Zistrosen.

### Fauna

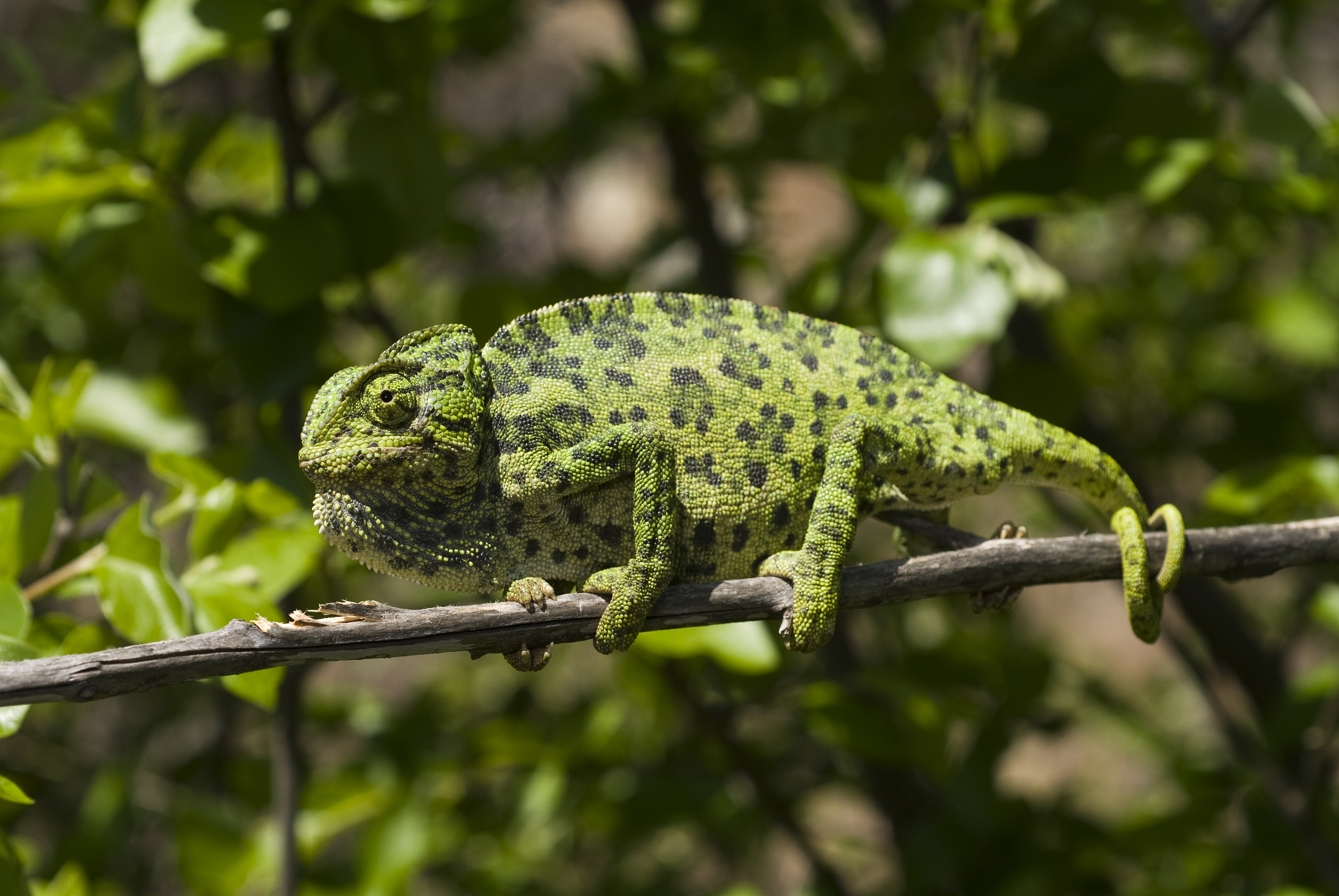
Gewöhnliches Chamäleon

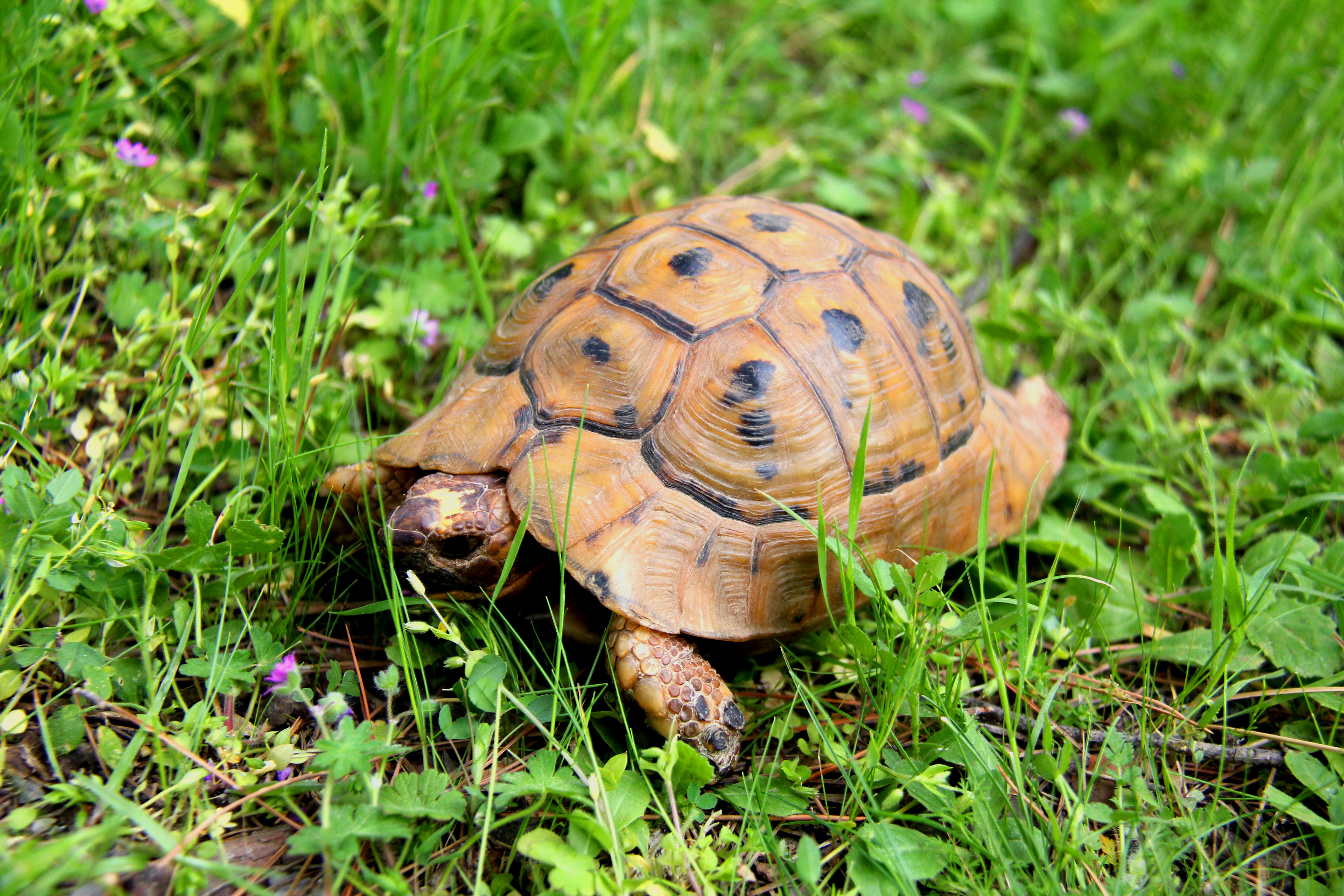
Maurische Landschildkröte

Die Tierwelt Melillas ist eng mit ihrer natürlichen Umgebung verbunden. Trotz der menschlichen Eingriffe haben viele Arten überlebt und sich angepasst.
Unter den Reptilien sind besonders das gewöhnliche Chamäleon und die maurische Landschildkröte hervorzuheben – beide sind gefährdet. Letztere hat eine lange Verbindung zur Region und ist auch in Gefangenschaft beliebt.
Vögel wie Wanderfalke, Turmfalke und Eule sind ebenfalls verbreitet. Zudem ist Melilla ein wichtiger Rastplatz für Zugvögel mit über 100 Arten.
Im Meeresökosystem finden sich gefährdete Arten wie Unechte Karettschildkröte und Großer Tümmler. Korallenriffe und andere wirbellose Meerestiere sind ebenfalls zahlreich.

### Geschützte Gebiete

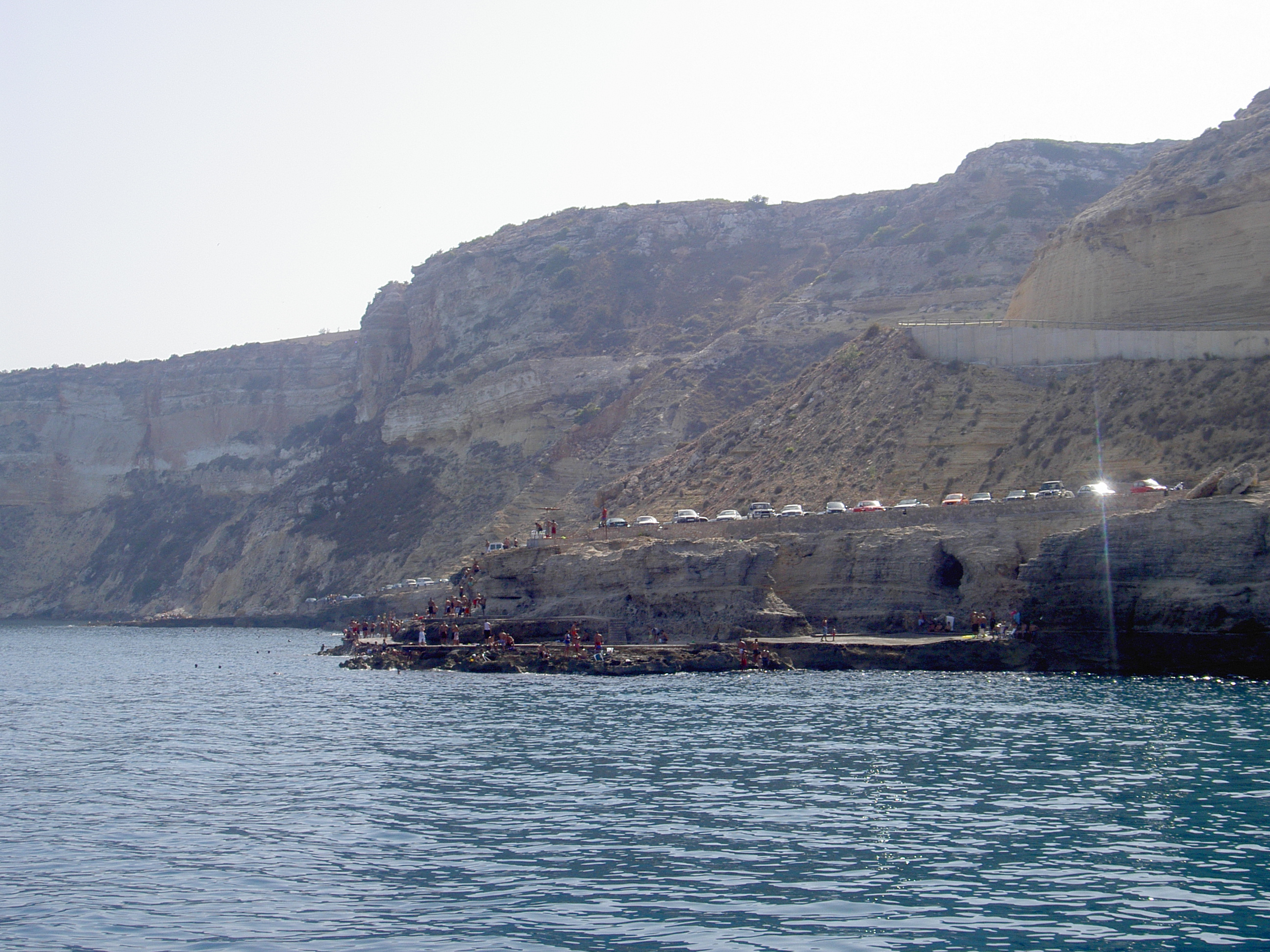
Klippen von Aguadú

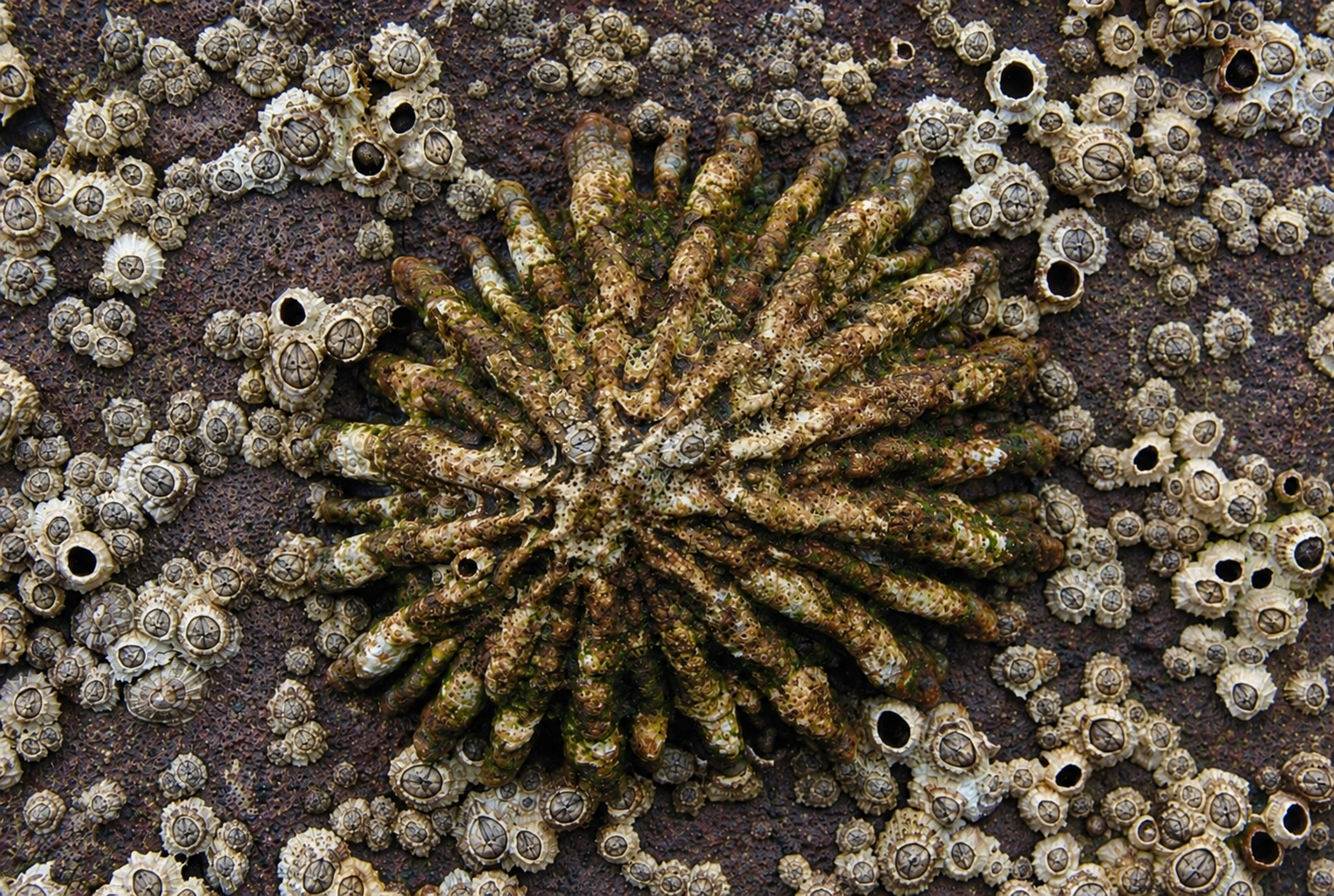
Patella ferruginea, bedrohte Muschelart

Melilla hat zwei FFH-Gebiete im Rahmen des Natura-2000-Netzwerks:
- Barranco del Nano – militärisch geschütztes Gebiet mit Araar-Bäumen, Katzenkopf-Zistrosen, Cartagena-Zistrosen, Goldschakal und Schildkröten.
- Klippen von Aguadú – maritimes Schutzgebiet mit Vogelfelsen (u. a. Audouin-Möwen), Patella-ferruginea-Muscheln und Korallenriffen in 15–20 Metern Tiefe.

### Küstenlinie
Die Stadt verfügt über folgende Strände: Playa de Aguadú, Playa de Horcas Coloradas, Playa de la Alcazaba, Playa de la Ensenada de los Galápagos, Playa de la Cala Trápana, Playa de San Lorenzo, Playa de los Cárabos, Playa del Hipódromo und Playa de la Hípica.

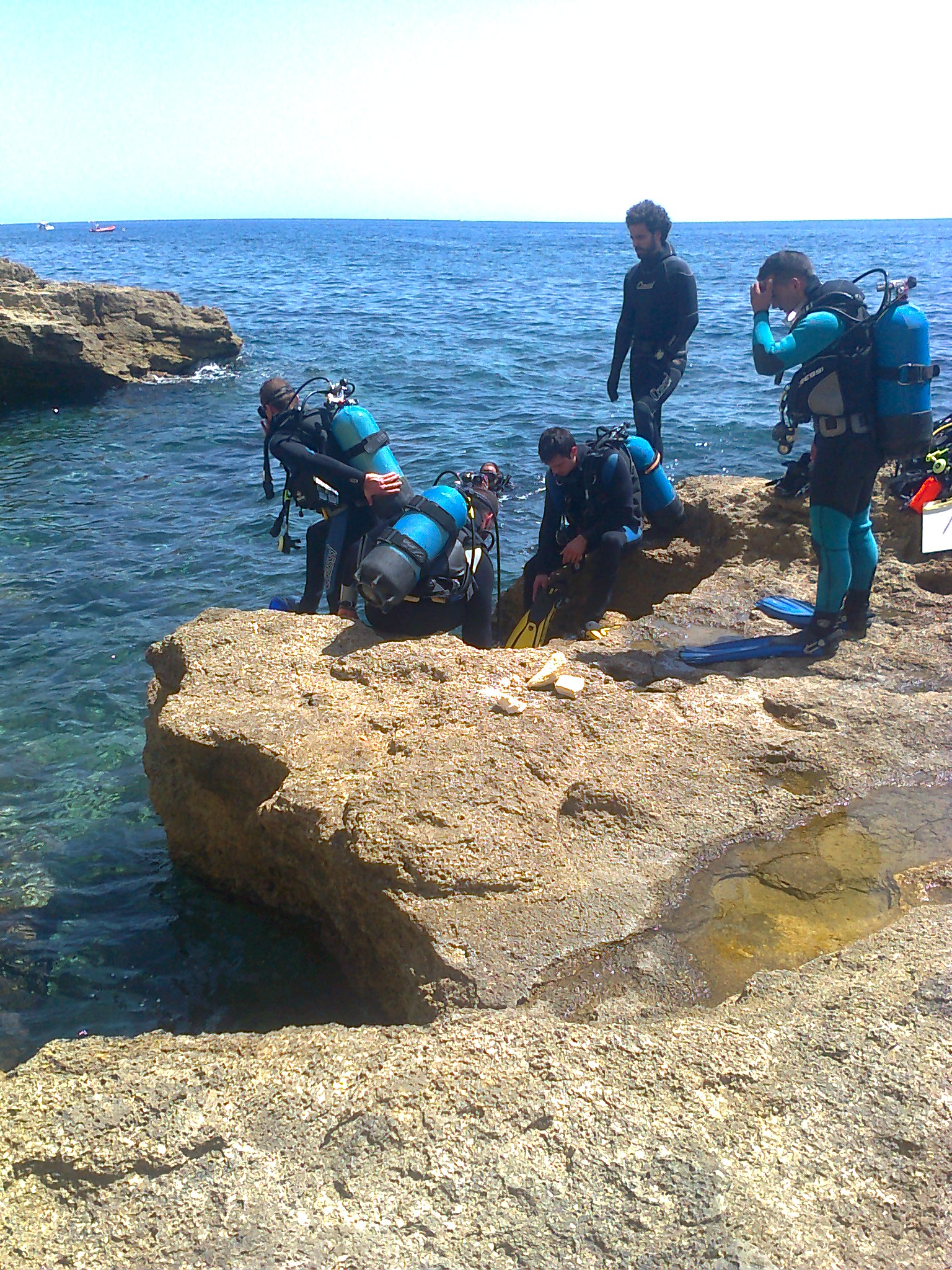
Aguadú-Klippen
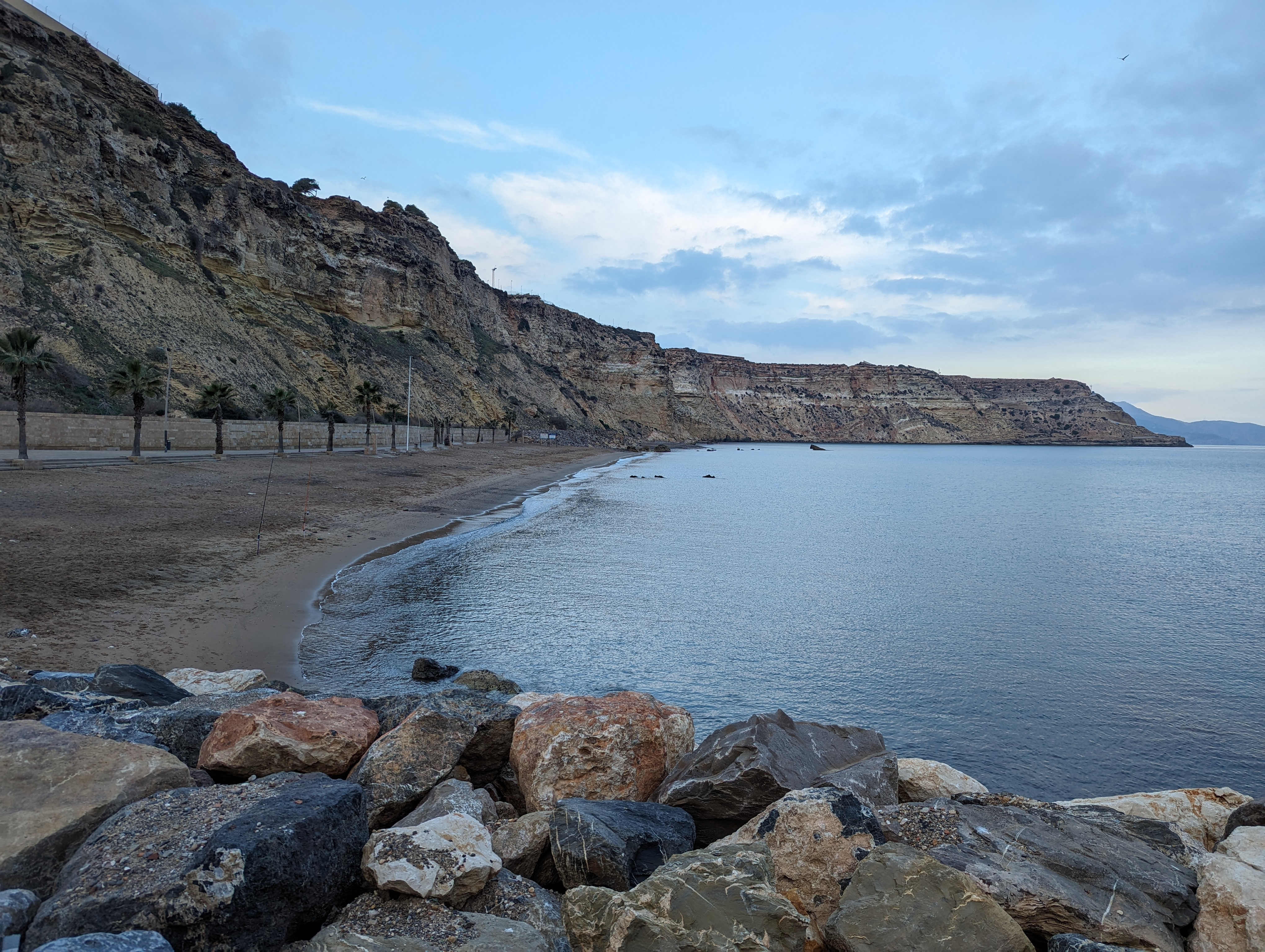
Strand von Horcas Coloradas
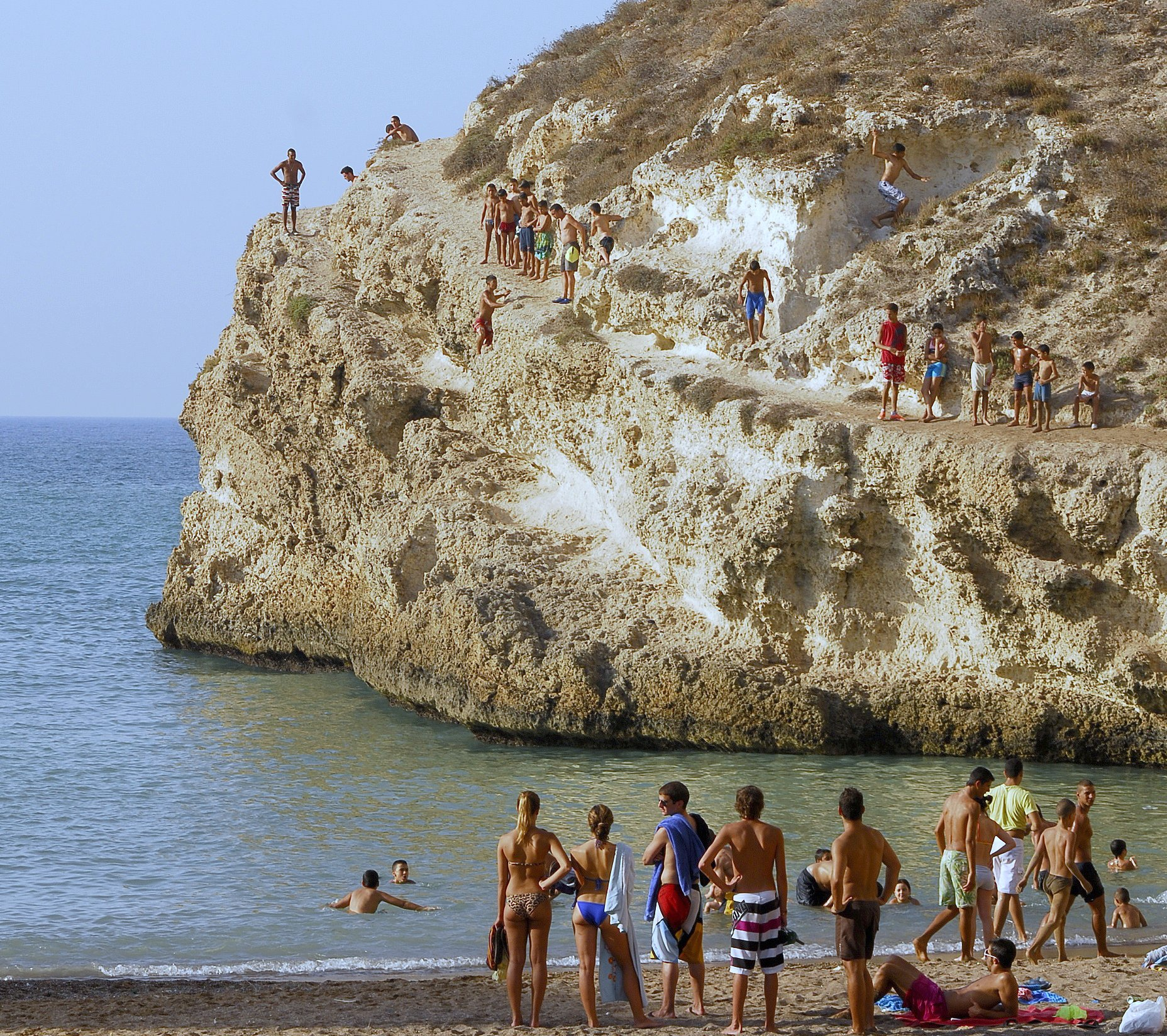
Galápagos-Bucht
Cala Trápana
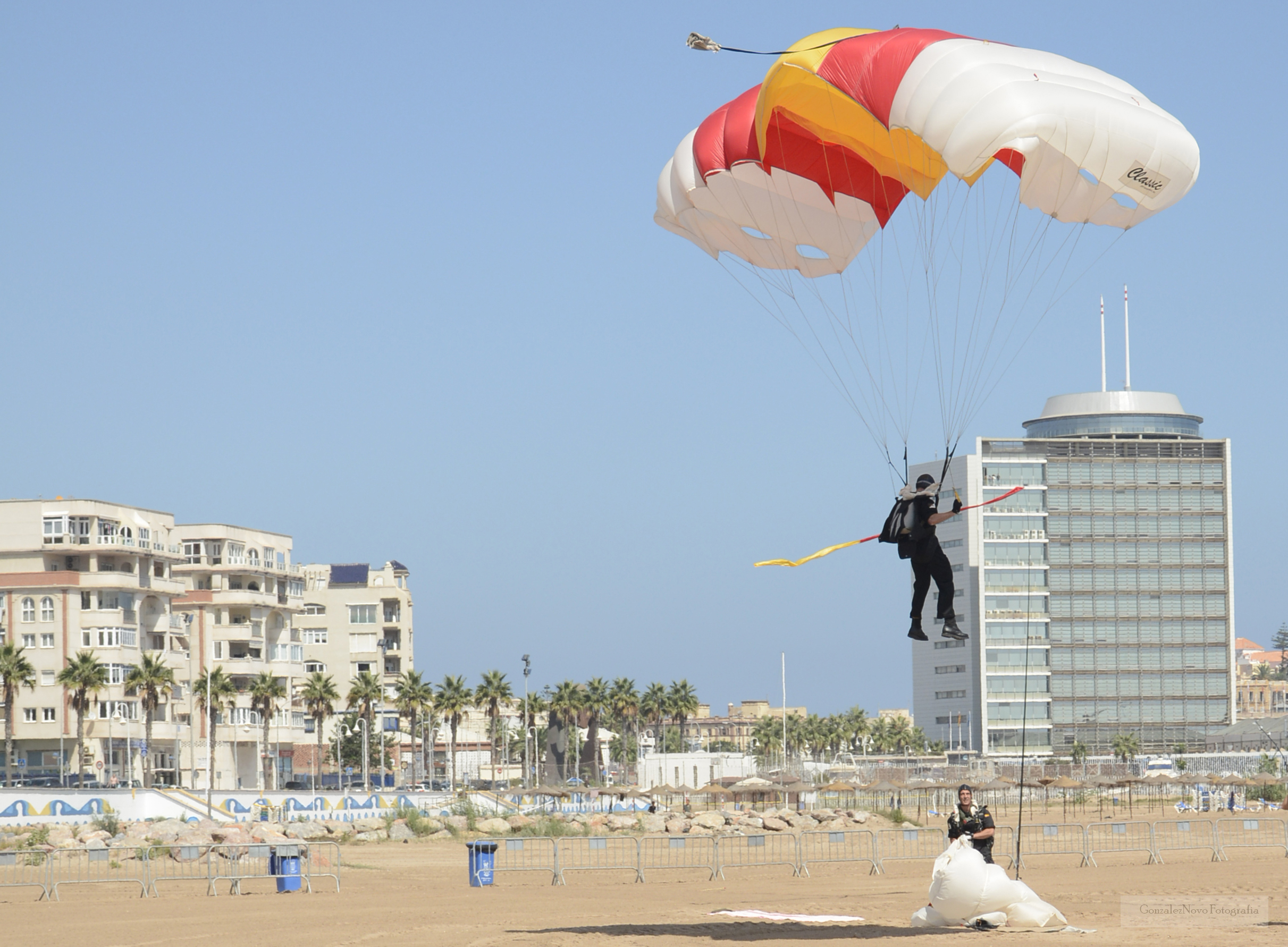
San Lorenzo-Strand
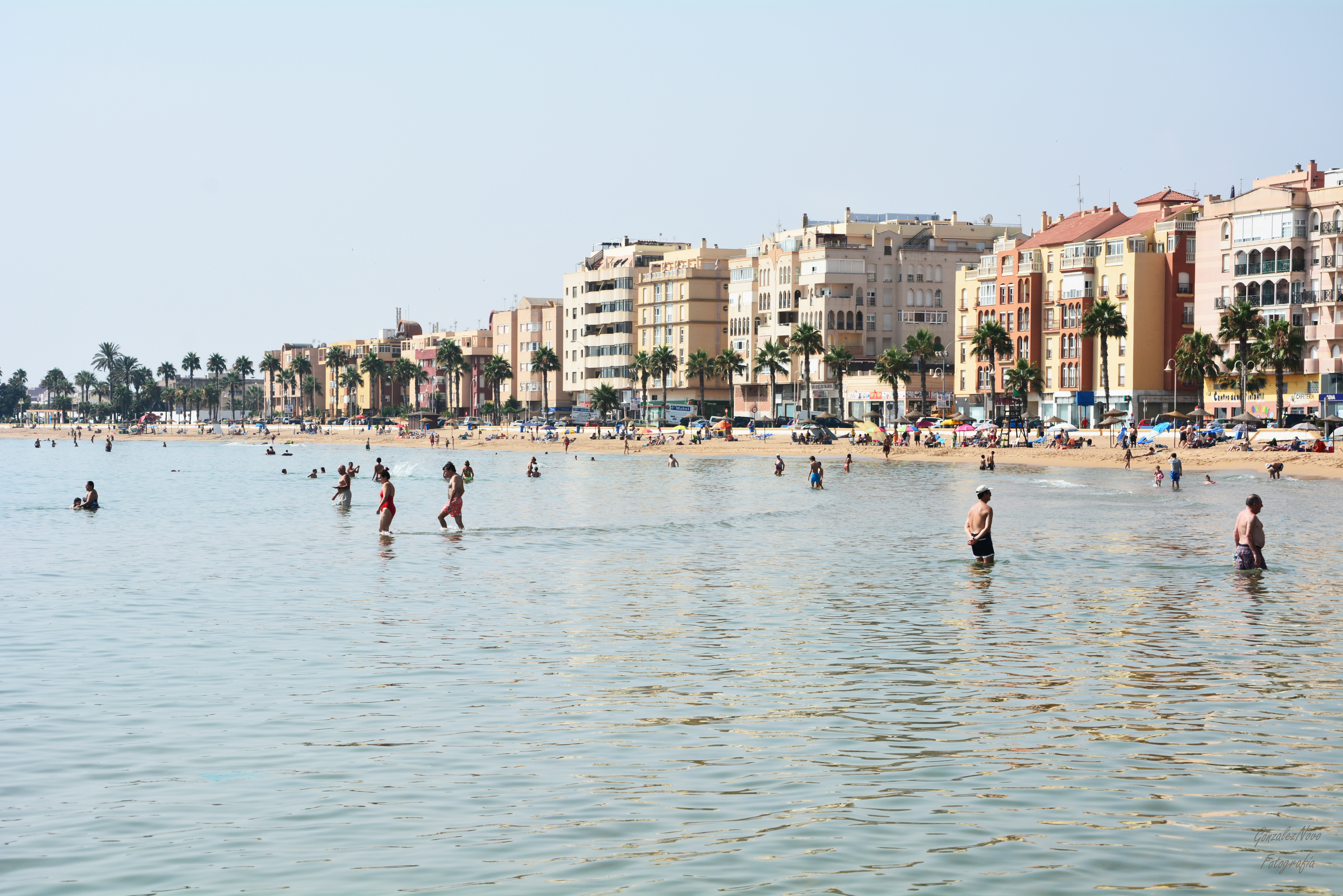
Strand von Los Cárabos
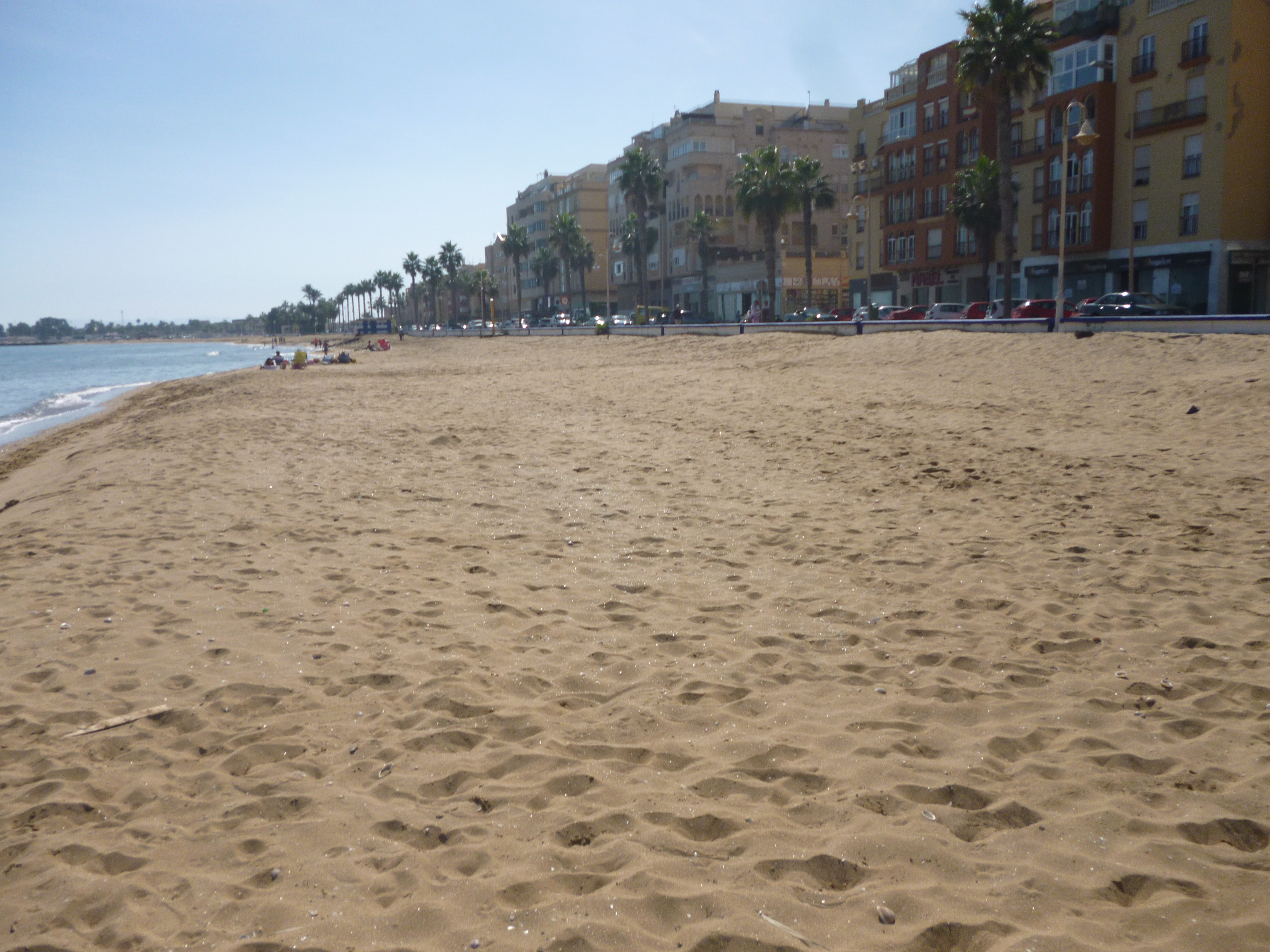
Strand des Hipódromo
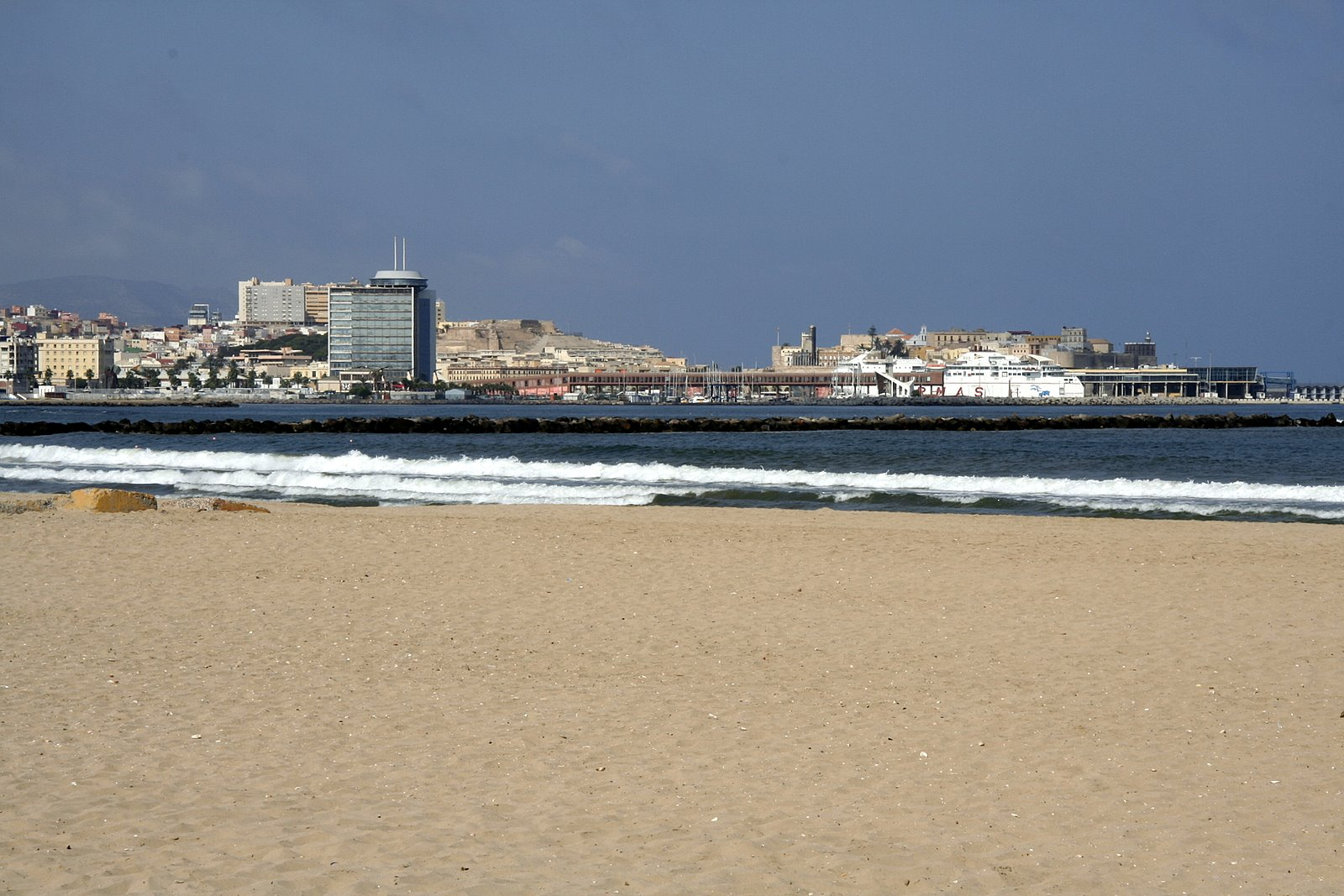
Strand der Hípica

### Luft- und Lärmbelastung
Der Straßenverkehr ist die Hauptursache für die Umweltverschmutzung in der Stadt. Periodisch auftretende Dürren in Melilla führen zu erhöhten Konzentrationen von Schwebestaub sowie von Gasen wie Kohlendioxid und Stickstoff, die jedoch im genannten Jahr die zulässigen Grenzwerte nicht überschritten. Was die Lärmbelastung betrifft, so wurde festgestellt, dass Melilla einen Pegel von 65,7 Dezibel überschreitet und damit die von der Weltgesundheitsorganisation festgelegten Grenzwerte übertrifft.
Die Hauptquellen der Küstenverschmutzung stammen aus Abwasser (65,8 %) sowie Ölen und Erdöl (34,2 %). Die hohe Bevölkerungsdichte führt zur Produktion großer Mengen an Abwasser, das ins Meer eingeleitet wird. Obwohl es in der Stadt eine Kläranlage gibt, beeinflussen Einleitungen aus anderen Gebieten Melilla negativ, was zu einer erhöhten Trübung führt. Diese behindert das Eindringen von Sonnenlicht, das für die Photosynthese aquatischer Pflanzen notwendig ist, verursacht ein Ungleichgewicht in den aquatischen Lebensgemeinschaften aufgrund übermäßiger organischer Substanz, eine Zunahme von Keimen in der Küstenumgebung sowie das Auftreten von Schaum und Schlieren auf der Meeresoberfläche.

### Naturgefahren
Melilla ist verschiedenen Naturgefahren ausgesetzt, die die Raumplanung und Stadtentwicklung beeinflussen. Das größte Risiko ist Überschwemmung, insbesondere durch Sturzfluten nach Starkregenereignissen. Der Río de Oro, der durch die Stadt fließt, ist künstlich kanalisiert und weist eine begrenzte Kapazität auf, was zu häufigen Überläufen führt – besonders an seiner Mündung – und Stadtviertel wie Industrial und Real betrifft.
Die Situation wird durch die Ansammlung von Festmüll, illegale Bebauung der Gewässerschutzzone und mangelnde Wartung des Kanals verschärft. Darüber hinaus haben städtebauliche Entwicklungen das natürliche Entwässerungssystem verändert und die Anfälligkeit gegenüber Regenfällen erhöht.
Weitere Risiken im Gebiet sind die Erosion von Flussbetten und Küsten, gelegentliche Erdrutsche in Klippenzonen sowie ein moderates Erdbebenrisiko, mit einer geschätzten seismischen Beschleunigung von 0,08 g, was Erdbeben der Intensität VI mit einer Wiederkehrperiode von 500 Jahren ermöglicht.

### Stadtgliederung
Melilla wird in 25 Stadtbezirke (barrios) gegliedert:
- Barrio de Medina Sidonia
- Barrio del General Larrea
- Barrio del Ataque Seco
- Barrio de los Héroes de España
- Barrio del General Gómez Jordana
- Barrio del Príncipe de Asturias
- Barrio del Carmen
- Barrio del Polígono Residencial de La Paz
- Barrio Hebreo-Tiro Nacional (Nuevo)
- Barrio De Cristóbal Colón (35°17'53"N 2°57'1"W)
- Barrio De Cabrerizas (Poblado)
- Barrio De Batería Jota
- Barrio De Hernán Cortés
- Barrio De Reina Regente
- Barrio De Concepción Arenal
- Barrio De Isaac Peral (Tesorillo)
- Barrio Del General Del Real
- Barrio De La Libertad (35°17'4"N 2°56'47"W)
- Barrio De Alfonso Xiii (Nuevo) (35°16'59"N 2°56'55"W)
- Barrio Del Hipódromo (Antes Del Gral Sanjurjo)
- Barrio Industrial
- Barrio Virgen De La Victoria (35°17'16"N 2°57'4"W)
- Barrio De La Cañada De Hidum
- Barrio De La Constitución (Nuevo)
- Barrio De Los Pinares (Nuevo)

## Geschichte

### Frühgeschichte

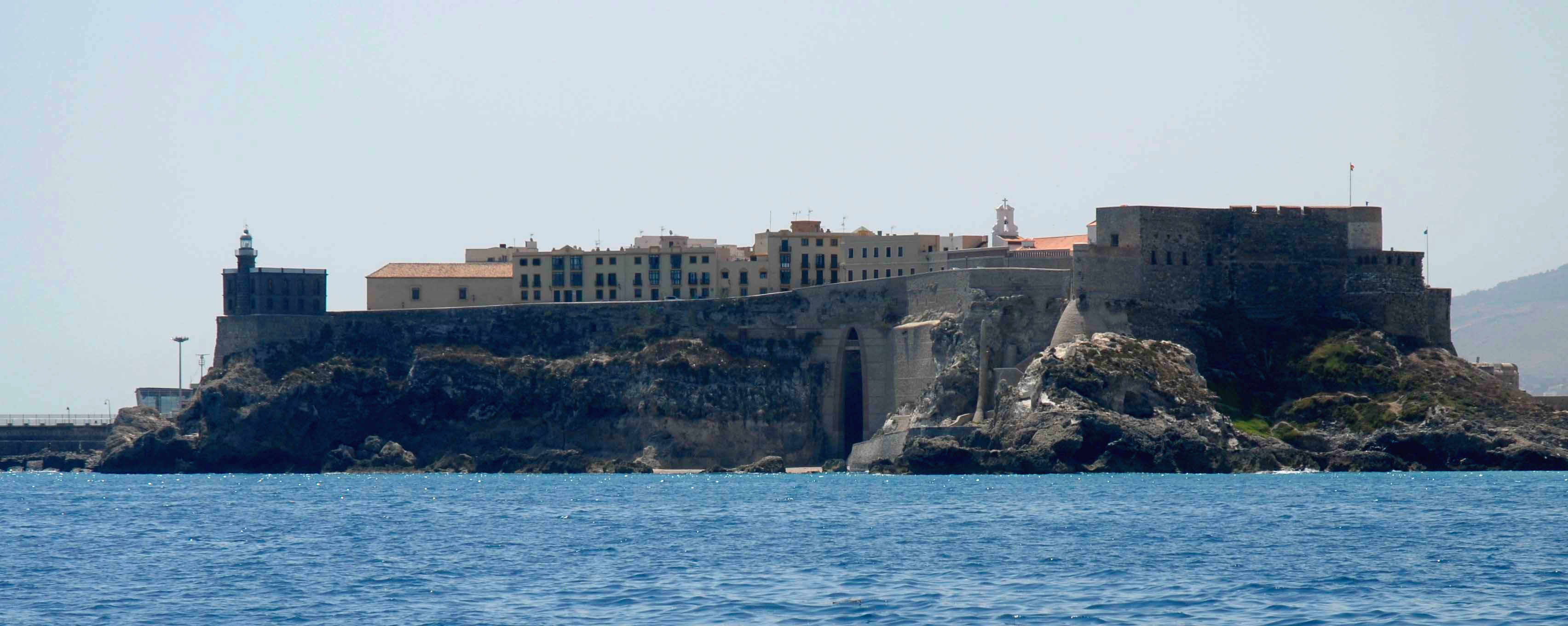
Blick auf den Festungshügel Medina Sidonia

Melilla geht möglicherweise auf eine Gründung der Phönizier zurück, die hier um 1100 v. Chr. einen Handelsplatz und eine Siedlung mit Namen Rusadir gründeten. Später wurde die Siedlung karthagisch, dann gehörte sie zum Königreich Mauretanien, welches im Jahre 42 n. Chr. in die römische Provinz Mauretania Tingitana integriert wurde.

### Mittelalter
Im 5. Jahrhundert wurde der Ort zunächst von Vandalen erobert und um 535 dann von Ostrom. Während der islamischen Expansion verlor Ostrom bis 698 ganz Nordafrika an die Araber. Diese zerstörten die Siedlung.
Im 9. und 10. Jahrhundert wiederaufgebaut, wurde sie erneut zum Endpunkt eines bedeutenden Karawanenwegs zwischen dem Mittelmeer und der Wüstenstadt Sijilmassa. Abd ar-Rahman III. befahl im Jahre 927 die Eroberung Melillas und der gesamten Nordküste Marokkos, das er von den schiitischen Fatimiden bedroht sah. Um 1030 gehörte Melilla zum Teilkönigreich (taifa) von Málaga. Unter den Meriniden war Melilla zeitweise Grenzbefestigung zwischen den Königreichen von Tlemcen und Fès.
In Weiterführung seiner Politik, die nichtchristliche Welt unter die katholischen Seemächte zu verteilen, bestätigte Papst Alexander VI., im Jahr 1495, die Rechte Kastiliens an den Gebieten des östlichen Marokko. Der erste Schritt der kastilischen Expansion nach Nordafrika war die Eroberung von Melilla im Jahr 1497, durch Juan Alonso Pérez de Guzmán y Afán de Ribera Herzog von Medina-Sidonia, mit Zustimmung des kastilischen Königspaares Isabella und Ferdinand. Später finanzierte die Krone Kastiliens die Stationierung einer kleinen Truppe, um die besetzte Stadt zu verteidigen.
Ab 1556 unterstand Melilla direkt der spanischen Krone. Philipp II. war 1556 bis 1598 König von Spanien.

### Neuzeit
Nach mehrfachen vergeblichen Belagerungen (die letzte in den Jahren 1774/1775) wurde Melilla im 17. und 18. Jahrhundert von den Spaniern zu einer Festungsstadt ausgebaut.

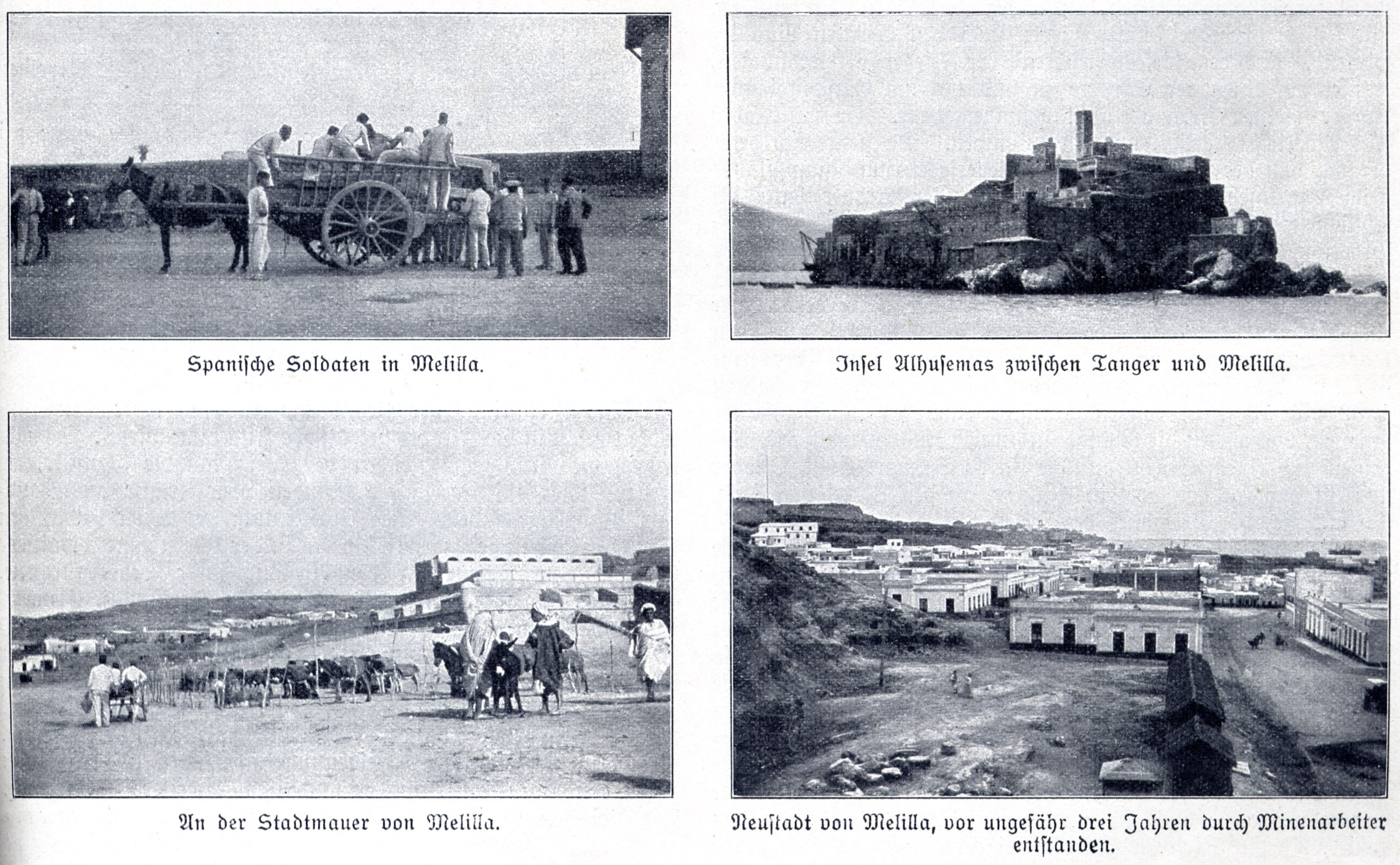
Melilla und Alhusemas vor 1910

Permanente Konflikte im Norden Marokkos, die auch von den europäischen Mächten Frankreich, Spanien und dem Deutschen Reich geschürt wurden, mündeten schließlich in den Rifkrieg (1921–1927), der auch unter dem Einsatz von Giftgas geführt wurde. Am 17. Juli 1936 erhoben sich Teile der in Melilla stationierten spanischen Truppen unter der Führung des Generals Francisco Franco gegen die Zweite Spanische Republik und lösten somit den Spanischen Bürgerkrieg aus.

### Neueste Zeit
Seit der Unabhängigkeit im Jahr 1956 beansprucht Marokko Melilla, das ca. 400 km weiter westlich gelegene Ceuta sowie einige kleine spanische Inseln vor der afrikanischen Küste, die auch zur Gruppe der Plazas de soberanía gehören. Die Gebietsansprüche werden jedoch nicht vorangetrieben, da Marokko in vielerlei Hinsicht (Handel mit Europa, Status der Westsaharagebiete) von Melilla profitiert.
Bis zum 14. März 1995 gehörte Melilla zur Provinz Málaga. Seither ist sie eine „autonome Stadt“ (Ciudad autónoma) und genießt ähnliche Rechte wie die autonomen Gemeinschaften des Mutterlandes. Letzteres gilt auch für Ceuta.
Melilla ist somit integraler Bestandteil des spanischen Staatsgebiets und der Europäischen Union, nicht aber der NATO, und verfügt über einige Sonderrechte. Insbesondere gehört es gem. Art. 4 Abs. 1 Zollkodex der Union nicht zum Zollgebiet der Union.

## Bevölkerung
| Jahr      | 1877  | 1887  | 1900   | 1910   | 1920   | 1930   | 1940   | 1950   | 1960   | 1970   | 1981   | 1991   | 2001   | 2011   | 2019   |
| --------- | ----- | ----- | ------ | ------ | ------ | ------ | ------ | ------ | ------ | ------ | ------ | ------ | ------ | ------ | ------ |
| Einwohner | 1.009 | 5.432 | 10.182 | 40.929 | 53.577 | 69.133 | 69.684 | 76.247 | 72.430 | 60.843 | 53.593 | 63.670 | 66.411 | 81.323 | 86.450 |

Bei der ersten Volkszählung im Jahre 1877 hatte Melilla nur etwa 1.500 Einwohner; zehn Jahre später waren es ca. 5.500 und im Jahr 1900 ca. 10.000.

### Religion
Über die Hälfte der knapp 85.000 Einwohner Melillas sind Muslime, die überwiegend Tarifit sprechen. Wahrscheinlich sind es noch mehr, weil Tausende Marokkaner illegal in der Stadt leben. Ein Stadtteil Melillas gilt als dschihadistischer Treffpunkt (ebenso ein Stadtteil in Ceuta).

Bevölkerungspyramide von Melilla im Jahr 2022

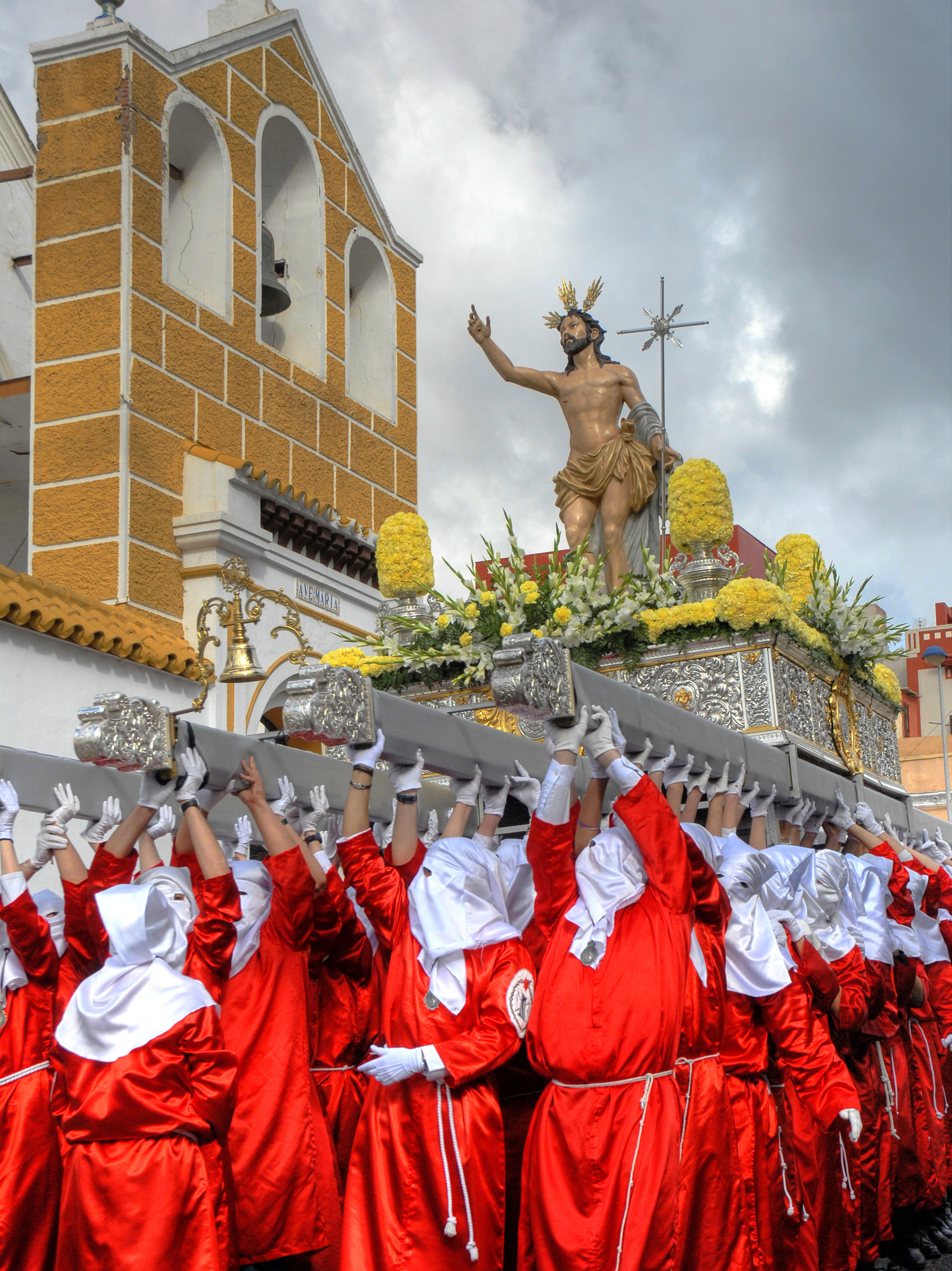
Prozession in Melilla während der Karwoche

Melilla wird als ein Beispiel für Multikulturalismus gelobt, da es eine kleine Stadt ist, in der Christen, Muslime, Juden, Hindus und Buddhisten vertreten sind.

#### Judentum
Prozentual gesehen könnte Melilla die jüdischste Stadt in Spanien sein, mit etwa 1.000 Juden, die noch in der Stadt leben, im Vergleich zu 7.000 um das Jahr 1930, was hauptsächlich auf wirtschaftliche Gründe zurückzuführen ist, die zur Abwanderung auf das spanische Festland, nach Israel oder anderswohin führten. In der zweiten Hälfte des 19. Jahrhunderts zog eine große Zahl sefardischer Juden aus Nordmarokko nach Melilla. Die ersten waren Händler aus den marokkanischen Städten, die aus wirtschaftlichen und Sicherheitsgründen kamen. Später schlossen sich verarmte Juden aus den ländlichen Rifgebieten an, ebenfalls aus Sicherheitsgründen.

#### Christentum
Laut dem Spanischen Zentrum für Soziologische Forschung ist der römische Katholizismus die größte Religion in Melilla. Im Jahr 2019 identifizierten sich 65,0 % der Melillaner als römisch-katholisch (31,7 % definieren sich als nicht praktizierend, während 33,3 % als praktizierend gelten). 30 % identifizieren sich mit anderen Glaubensrichtungen, 2,7 % bezeichnen sich als Ungläubige und 2,3 % als Atheisten.
Die römisch-katholischen Kirchen in Melilla gehören zur Diözese Málaga.

#### Islam
Einige Quellen geben an, dass Muslime etwa die Hälfte der Bevölkerung von Melilla ausmachen, was im Widerspruch zu den vom Spanischen Zentrum für Soziologische Forschung gemeldeten Zahlen steht.

#### Hinduismus
In Melilla gibt es eine kleine, autonome und kommerziell bedeutende hinduistische Gemeinschaft, die in den letzten Jahrzehnten zurückgegangen ist, da ihre Mitglieder auf das spanische Festland gezogen sind. Heute zählt sie etwa 100 Mitglieder.

### Sprache
Melilla weist eine Diglossie auf, wobei Spanisch die erste und offizielle Sprache ist und Tarifit die zweite Sprache, die jedoch nur begrenzt kodifiziert und in der Familie sowie im häuslichen Bereich und in der mündlichen Kommunikation verwendet wird.
Die Bevölkerung lässt sich somit in monolinguale Spanischsprecher europäischer Herkunft (die keine andere Sprache als die in der Schule formal unterrichteten Sprachen beherrschen), solche, die von Tamazight sprechenden Eltern abstammen und in der Regel zweisprachig in Spanisch und Tamazight sind, und marokkanische Migranten und Grenzgänger unterteilen, deren dominante Sprache in der Regel Tamazight (mit einigen, die auch Arabisch sprechen) ist und deren Zweitsprache Spanisch ist. Das in Melilla gesprochene Spanisch ist dem andalusischen Dialekt aus Cádiz ähnlich, während die in Melilla gesprochene Berbervariante das Tarifit ist, das auch im benachbarten Nador gesprochen wird. Statt „Berber“ verwenden die Berbersprecher in Melilla entweder den Glottonym Tmaziɣt, oder auf Spanisch cherja für ihre Sprache.
Der erste Versuch, einen gewissen Grad der Anerkennung für Berber in Melilla gesetzlich festzulegen, fand 1994 im Kontext der Ausarbeitung des Status der Autonomie statt, wobei die Förderung der sprachlichen und kulturellen Pluralität erwähnt wurde (ohne explizit die Berbersprache zu erwähnen). Die Initiative scheiterte, wurde von PP und PSOE abgelehnt. Als Gründe für die Nichtanerkennung von Tamazight wurden das Fehlen einer Standardisierung der Sprache angeführt.

### Stadtplanung
Die urbane Expansion von Melilla begann nach dem Vertrag von Wad Ras im Jahr 1860, als die Stadt ein langsames, anfängliches Wachstum erlebte, hauptsächlich durch Immigration, insbesondere aus der jüdischen Gemeinschaft und der Provinz Málaga. Im Jahr 1861 begann die kommerzielle Aktivität, die Bevölkerung anzutreiben, die in diesem Jahr nur 375 Menschen zählte. 1868 wurde ein Expansionsplan genehmigt und 1879 umgesetzt, und 1881 wurden außerhalb der Mauern neue Viertel wie die Alcazaba und Mantelete erbaut, wodurch die Bevölkerung bis 1893 auf 3.031 anstieg.
Im Laufe der Jahre wuchs die Bevölkerung Melillas schnell, insbesondere zwischen 1893 und 1909, als der Krieg von 1893 und das Eintreffen der Truppen die Bevölkerung auf 6.000 ansteigen ließen. In dieser Zeit wurden neue Viertel geschaffen und wichtige Infrastrukturen gebaut. 1906 erreichte die Bevölkerung 8.800 Menschen, und 1909 intensivierte sich die Expansion mit neuen Vierteln wie dem Hipódromo und dem Bau hoher Gebäude. Der 1910 genehmigte Urbanisierungsplan wurde jedoch weitgehend ignoriert, was zu einem unregelmäßigen urbanen Wachstum führte.
In den folgenden Jahrzehnten setzte Melilla die Expansion fort, konsolidierte städtisches Eigentum und schuf informelle Viertel wie García Valiño und Virgen de la Victoria als Reaktion auf die wachsende Nachfrage nach Wohnraum, insbesondere nach der Schlacht von Annual im Jahr 1921. Die Expansion gipfelte 1956 mit der Urbanisierung des letzten verfügbaren Landes, was den städtischen Kern der Stadt konsolidierte.
Dieser Prozess des urbanen Wachstums wurde von der Entwicklung des Plan General de Ordenación Urbana (PGOU) von Melilla begleitet, der darauf abzielt, die Nutzung von Land und Baubedingungen zu regeln. Der ursprüngliche PGOU wurde 1986 genehmigt und 1995 überarbeitet. Seitdem wurde der Plan in verschiedenen Modifikationen angepasst, wie etwa der Umklassifizierung von Kasernen im Jahr 2014 und einer spezifischen Änderung im Jahr 2015 für die Ausführungseinheit E.U.-34 Valenzuela-Kaserne. Zuletzt wurde 2023 eine vorübergehende Aussetzung von Baugenehmigungen beschlossen, um die Koexistenz des PGOU von 1995 mit seiner aktuellen Überarbeitung sicherzustellen. Dieser Prozess soll eine angemessene Stadtplanung gewährleisten, die sich an die aktuellen Bedürfnisse der Stadt anpasst und ein kontrolliertes und ausgewogenes Wachstum fördert.

## Politik

### Vorautonome Phase

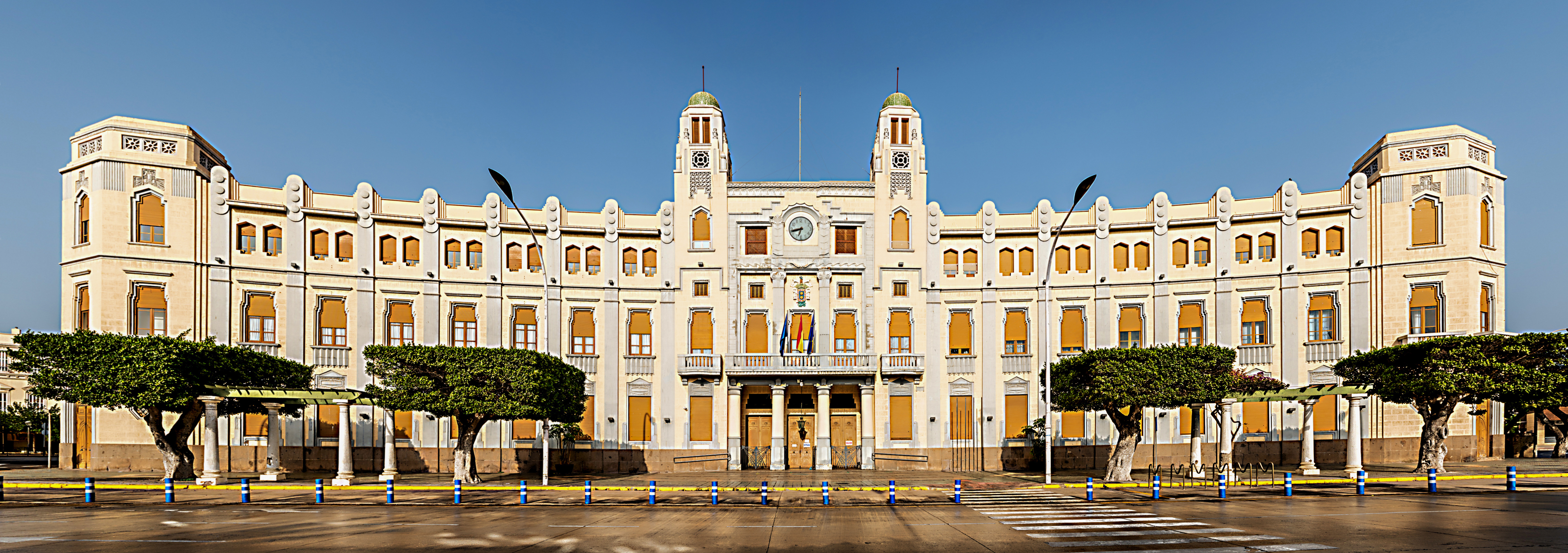
Palast der Asamblea de Melilla

Ceuta und Melilla waren seit der Provinzeinteilung durch Javier de Burgos Gemeinden von Cádiz bzw. Málaga, mit kurzen Perioden, in denen sie getrennt waren (Diktatur von Primo de Rivera, Zweite Spanische Republik). In den Vorverhandlungen  zur künftigen autonomen Gemeinschaft Andalusien wurde von Vertretern der PSOE die Eignung von Ceuta und Melilla als Teil des neuen andalusischen Autonomierahmens in Frage gestellt. UCD und einige andalusische Regionalisten waren gegen eine Trennung. Die PSA hatte keine klare Position. Gleichzeitig sprachen sich die Einwohner von Ceuta und Melilla sowie die UCD- und PSOE-Vertreter dieser Städte gegen eine Abspaltung aus. Die von der PSOE vorgebrachten Gründe waren zwei:
Einerseits hatte Marokko kürzlich die Westsahara besetzt, und man befürchtete, dass Ceuta und Melilla als Nächstes angegriffen würden. Dies hätte die neue autonome Gemeinschaft destabilisiert. Der andere Grund war, dass Ceuta und Melilla als Hochburgen der Rechten galten, in denen die PSOE keine Wahlen gewinnen konnte, was den zukünftigen Wahlsieg der Sozialisten in Andalusien gefährdete. Schließlich wurden Ceuta und Melilla vom andalusischen Autonomierahmen ausgeschlossen. Keine der von den Sozialisten angeführten Befürchtungen trat ein: Weder griff Marokko Ceuta oder Melilla an, noch verlor die PSOE die unmittelbar folgenden Wahlen in diesen Städten – sie gewann sie gegen die rechten Parteien.
Im Jahr 1981 forderten die Stadtverwaltungen von Ceuta und Melilla die Anwendung der Übergangsbestimmung fünf der spanischen Verfassung, die besagt:
Die Städte Ceuta und Melilla können autonome Gemeinschaften bilden, wenn dies von ihren jeweiligen Stadtverwaltungen durch eine absolute Mehrheit beschlossen wird und wenn die Cortes Generales dies durch ein Organgesetz genehmigen, gemäß Artikel 144.
Aufgrund marokkanischen Drucks wurden die Autonomiestatute von Ceuta und Melilla erst 1995 verkündet. Der Artikel wurde nie angewendet, da man den Städten 1995 einen Autonomiestatus verlieh (Organgesetz 1/95, B.O.E. vom 14. März 1995), wodurch sie zu autonomen Städten wurden, jedoch nicht einer autonomen Gemeinschaft gleichgestellt sind. Durch diesen Status mussten die politischen Ämter in der Stadt nicht verdoppelt werden, da die kommunalen Ämter gleichzeitig autonome Funktionen übernahmen. Somit ist der Präsident von Melilla auch der Bürgermeister, das Stadtparlament ist gleichzeitig das Autonomieparlament (Asamblea de Melilla), und die Stadträte sind zugleich autonome Abgeordnete.

### Autonomierahmen
Im Jahr 2005 wurde ein Projekt zur Reform des Autonomiestatuts begonnen, bei dem die autonome Stadt Melilla nicht nur mehr Kompetenzen übernehmen, sondern auch offiziell als autonome Gemeinschaft bezeichnet werden sollte, um mit den anderen autonomen Gemeinschaften Spaniens gleichgestellt zu werden. Die Reform wurde jedoch vom Partido Popular abgelehnt.

### Institutionen

#### Regierungsrat von Melilla
Der Regierungsrat von Melilla ist das Organ der Selbstverwaltung der autonomen Stadt Melilla. Er besteht aus dem Präsident von Melilla, der oberste Vertreter der autonomen Stadt sowie ordentlicher Vertreter des Staates in dieser ist. Seine Wahl erfolgt durch die absolute Mehrheit des Plenums der Asamblea de Melilla und seine Ernennung obliegt dem König. Der Präsident von Melilla ist Juan José Imbroda.

#### Zusammensetzung
In der Legislaturperiode 2023–2027 regiert die Partido Popular (Volkspartei) allein, da sie 14 der 25 Abgeordneten der Versammlung von Melilla erhalten hat – eine absolute Mehrheit, die es Juan José Imbroda ermöglichte, am 7. Juli 2023 erneut zum Präsidenten von Melilla gewählt zu werden. Dies ist sein Regierungsteam:
| Politische Partei                                                                                                |      | Partido Popular de Melilla              |
| Amt | Name | Name                                    |
| Bürgermeister-Präsidentschaft                                                                                    |      | Juan José Imbroda Ortiz                 |
| Erste Vizepräsidentschaft. Ministerium für Wirtschaft, Handel, Innovation, Technologie, Tourismus und Förderung. |      | Miguel Marín Cobos                      |
| Zweite Vizepräsidentschaft. Ministerium für Umwelt und Natur.                                                    |      | Daniel Ventura Rizo                     |
| Dritte Vizepräsidentschaft. Ministerium für Öffentliche Sicherheit                                               |      | José Bienvenido Ronda Inglés            |
| Ministerium für Kultur, Kulturerbe und Senioren                                                                  |      | Fadela Mohatar Maanan                   |
| Finanzministerium                                                                                                |      | Daniel Conesa Mínguez                   |
| Ministerium für Präsidentschaft, Öffentliche Verwaltung und Gleichstellung                                       |      | Marta Victoria Fernández de Castro Ruiz |
| Ministerium für Sozialpolitik und Öffentliche Gesundheit                                                         |      | Randa Mohamed El Aoula                  |
| Ministerium für Bildung, Jugend und Sport                                                                        |      | Miguel Ángel Fernández Bonnemaisón      |

Die Versammlung von Melilla ist das Organ, das für die Ausarbeitung und Verabschiedung der Gesetze sowie für die Wahl und Abberufung des Präsidenten der Autonomen Stadt Melilla zuständig ist.
Die Wahlen zur Versammlung von Melilla sind das demokratische Mittel, mit dem die Bürger Melillas ihre 25 politischen Vertreter im Regionalparlament wählen. Nach der Verabschiedung des Autonomiestatuts von Melilla durch das Organgesetz 2/1995 vom 13. März 1995 wurden die ersten Wahlen zur autonomen Versammlung am 28. Mai 1995 einberufen. Seither fanden Wahlen in den Jahren 1995, 1999, 2003, 2007, 2011, 2015, 2019 und 2023 statt.

#### Versammlung
Die Versammlung von Melilla besteht aus dem Präsidenten, der gleichzeitig Bürgermeister und Präsident der autonomen Stadt ist, sowie insgesamt 25 Abgeordneten verschiedener politischer Parteien.
| Wahlen zur Versammlung von Melilla 2023 |                                   |                     |         |         |       |       |
| Partei                                  | Partei                            | Kandidat            | Stimmen | Stimmen | Sitze | Sitze |
|                                         | Partido Popular de Melilla        | Juan José Imbroda   | 15555   | 52,67 % | 14    | ▲ +4  |
|                                         | Coalición por Melilla             | Dunia Al-Mansouri   | 5557    | 18,81 % | 5     | ▼ −3  |
|                                         | Sozialistische Partei von Melilla | Gloria Rojas        | 3148    | 10,66 % | 3     | ▼ −1  |
|                                         | Vox                               | José Miguel Tasende | 2937    | 9,94 %  | 2     | ▬     |
|                                         | Somos Melilla                     | Amin Azmani         | 1508    | 5,10 %  | 1     | Neu   |
| Quelle: Junta Electoral Central         |                                   |                     |         |         |       |       |

| Partei                                         | 2023  | 2023    | 2023  | 2019  | 2019    | 2019  | 2015  | 2015    | 2015  | 2011  | 2011    | 2011  | 2007  | 2007    | 2007  |
| Partei                                         | %     | Stimmen | Sitze | %     | Stimmen | Sitze | %     | Stimmen | Sitze | %     | Stimmen | Sitze | %     | Stimmen | Sitze |
| Volkspartei (PP)                               | 52,67 | 15 555  | 14    | 37,83 | 12 943  | 10    | 42,75 | 13 654  | 12    | 53,91 | 16 852  | 15    | 55,96 | 16 102  | 15    |
| Koalition für Melilla (CpM)                    | 18,81 | 5557    | 5     | 30,61 | 10 472  | 8     | 26,44 | 8445    | 7     | 23,66 | 7394    | 5     | 21,71 | 6245    | 5     |
| Spanische Sozialistische Arbeiterpartei (PSOE) | 10,66 | 3148    | 3     | 14,40 | 4928    | 4     | 12,57 | 4013    | 3     | 8,58  | 2683    | 2     | 18,23 | 5246    | 5     |
| Vox                                            | 9,94  | 2937    | 2     | 7,76  | 2655    | 2     | —     | —       | —     | —     | —       | —     | —     | —       | —     |
| Somos Melilla (SML)                            | 5,10  | 1508    | 1     | —     | —       | —     | —     | —       | —     | —     | —       | —     | —     | —       | —     |
| Ciudadanos (CS)                                | —     | —       | —     | 5,54  | 1897    | 1     | 6,74  | 2154    | 2     | —     | —       | —     | —     | —       | —     |
| Populares en Libertad (PPL)                    | —     | —       | —     | —     | —       | —     | 5,43  | 1734    | 1     | 6,81  | 2128    | 2     | —     | —       | —     |

#### Präsidenten
| Legislaturperiode | Präsident/in | Präsident/in                       | Partei            | Amtsantritt   | Amtsende      |
| ----------------- | ------------ | ---------------------------------- | ----------------- | ------------- | ------------- |
| 1995–1999         |              | Ignacio Velázquez Rivera           | PP                | 14. März 1995 | 3. März 1998  |
| 1995–1999         |              | Enrique Palacios Hernández         | Unabhängig        | 3. März 1998  | 5. Juli 1999  |
| 1999–2003         |              | Mustafa Hamed Moh Mohamed Aberchán | CpM               | 5. Juli 1999  | 19. Juli 2000 |
| 1999–2003         |              | Juan José Imbroda Ortiz            | UPM               | 20. Juli 2000 | 16. Juni 2003 |
| 2003–2007         |              | Juan José Imbroda Ortiz            | PP                | 16. Juni 2003 | 9. Juli 2007  |
| 2007–2011         | 9. Juli 2007 | Juan José Imbroda Ortiz            | PP                | 4. Juli 2011  |               |
| 2011–2015         | 4. Juli 2011 | Juan José Imbroda Ortiz            | PP                | 6. Juli 2015  |               |
| 2015–2019         | 6. Juli 2015 | Juan José Imbroda Ortiz            | PP                | 18. Juni 2019 |               |
| 2019–2023         |              | Eduardo de Castro González         | Unabh. (ehem. Cs) | 18. Juni 2019 | 7. Juli 2023  |
| 2023–2027         |              | Juan José Imbroda Ortiz            | PP                | 7. Juli 2023  | Im Amt        |

### Bürgerorganisationen und Gewerkschaften
Im September 2023 zählte Melilla insgesamt 136 Bürgervereinigungen. Die sozialen Ziele dieser Vereinigungen sind vielfältig. Besonders zahlreich sind Nachbarschafts-, Kultur-, Jugend- sowie Elternvereine. Andere widmen sich dem Schutz sozialer Minderheiten, dem Umweltschutz oder den Verbraucherrechten. Ebenso sind in der Stadt die größten Gewerkschaften Spaniens vertreten, darunter die UGT und die CC.OO. unter anderem.

### Justiz
Der Gerichtsbezirk von Melilla ist zuständig für die Rechtspflege, und das höchste Organ der Justizgewalt in der autonomen Stadt ist das Oberste Gericht von Andalusien, Ceuta und Melilla.

### Postleitzahlgliederung
Vor der Reform des spanischen Postleitzahlensystems im Jahr 1984 verwendete Melilla den Code 29801, der der Provinz Málaga zugeordnet war, mit der es eine administrative Verbindung hatte. Die Nummer 29 kennzeichnete alle Ortschaften dieser Provinz, und Melilla verfügte trotz seiner geografischen und politischen Besonderheit über keine eigene Kodierung.
Diese Situation änderte sich mit dem Inkrafttreten der Orden de 27 de septiembre de 1995, die ein neues Postleitzahlensystem zur besseren Berücksichtigung territorialer Besonderheiten einführte. Aufgrund dieser Verordnung erhielt Melilla ab dem 1. Februar 1996 das Präfix 52, wobei der Postleitzahlencode 52001 als Hauptkennzeichnung zugewiesen wurde. Diese Änderung bedeutete eine administrative Trennung von Málaga im postalischen Bereich und war Teil des institutionellen Anerkennungsprozesses Melillas als autonome Stadt.
Seitdem beginnen alle Postleitzahlen in Melilla mit 52, wodurch sich das Gebiet klar vom spanischen Festland unterscheidet und seine administrative sowie territoriale Eigenständigkeit unterstrichen wird.

### Migration nach Europa

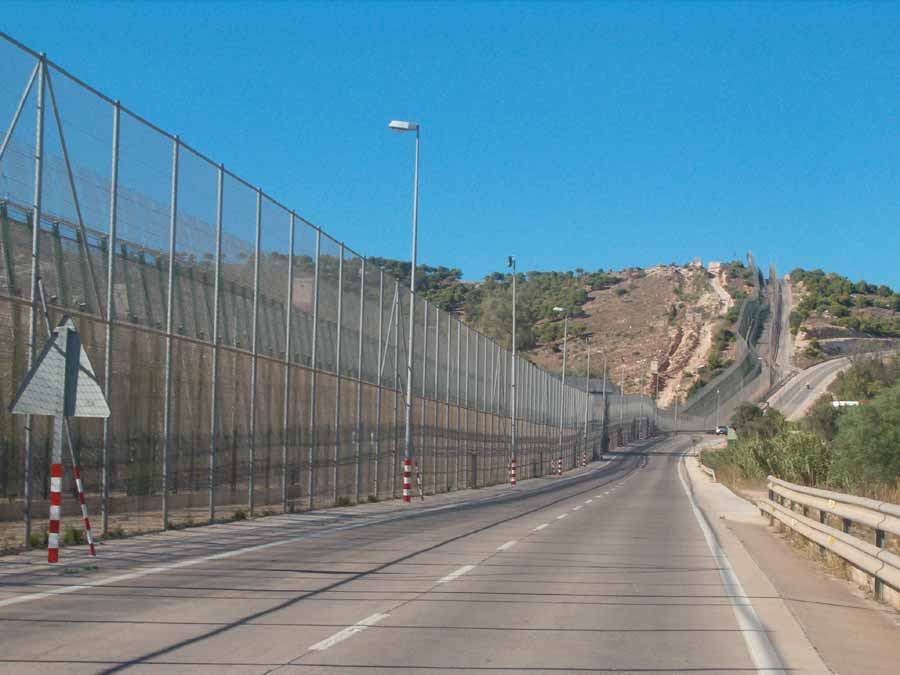
Der Grenzzaun

Migranten aus Subsahara-Afrika versuchen immer wieder, über Algerien und Marokko nach Melilla und von dort weiter nach Spanien oder in andere Länder der Europäischen Union zu gelangen. Sie campieren in den Waldgebieten des Monte Gurugú und werden von Hilfsorganisationen mit Wasser und Lebensmitteln versorgt. Die Stadt ist zum Schutz vor illegaler Einwanderung mit drei bis zu sechs Meter hohen Zäunen (perímetros) sowie mit Bewegungsmeldern, Nachtsichtgeräten und Kameras gesichert; außerdem patrouilliert die Guardia Civil. Die Situation verschärfte sich erstmals Ende September 2005, nachdem bekannt geworden war, dass die spanische Regierung die Sicherungsanlagen verstärken ließ (Frontex-Mission Hera). Während der Grenzübertritte kam es seitdem zu insgesamt 15 Todesfällen. Marokko schob Migranten, die an den Grenzanlagen von Melilla abgewiesen wurden, in südliche Nachbarländer ab; dabei wurde Marokko von internationalen Hilfsorganisationen beschuldigt, sie in der Wüste ausgesetzt zu haben. Die marokkanische Regierung bestritt dies jedoch.
Im Juni 2008 gelangten in zwei Wellen erneut Dutzende afrikanischer Migranten in die spanische Exklave. Dabei sollen auch mehrere Grenzpolizisten verletzt worden sein. Nur wenige erreichten die Stadt, 50 Personen wurden aufgegriffen und in Abschiebelager gebracht. Ähnliches wiederholte sich in den Jahren 2012, 2013, und 2014. Anfang 2014 schätzte man die Zahl der Migranten, die sich in der Nähe der Grenzanlagen aufhielten, auf 30.000 Personen. 2014 kam es nach spanischen Angaben zu 65 Stürmen auf die Grenzanlagen, bei denen es rund 2000 Personen gelang, sich Zutritt zu verschaffen. Am 26. Juni 2016 durchbrachen etwa 30 Personen die Grenzbefestigung zum spanischen Hoheitsgebiet. Am 20. August 2016 gelang es 40 von 150 Personen, den Grenzzaun zu überwinden.
Am 9. Mai 2017 kletterten 110 Personen über den Grenzzaun. Am 6. Januar 2018 waren es 209.
Am 21. Oktober 2018 versuchten über 300, vorwiegend männliche Afrikaner aus Ländern südlich der Sahara, nach Melilla zu gelangen. Einer davon erlitt dabei einen Herzstillstand, 19 weitere wurden verletzt. 200 davon gelang es, EU-Gebiet zu erreichen – sie wurden daraufhin in das Erstaufnahmezentrum gebracht.
Am 19. Juli 2019 versuchten 200 Afrikaner in einer koordinierten Aktion die Grenzbefestigungen zu überwinden; etwa 50 gelangten dabei auf EU-Gebiet. 2.498 hatten sich bis dahin im Jahr 2019 bereits irregulär Zugang nach Melilla verschafft.
Am 13. Februar 2020 entschied die Große Kammer des EGMR, dass eingedrungene Migranten sofort zurückgeschoben werden dürfen. Sie revidierte damit die vorangegangene Kammerentscheidung des EGMR aus dem Jahr 2017.
Am Morgen des 24. Juni 2022 versuchten rund 2000 Afrikaner, den Grenzzaun zu überwinden. Rund 500 von ihnen waren erfolgreich, mindestens 23 starben.

### Partnerstädte

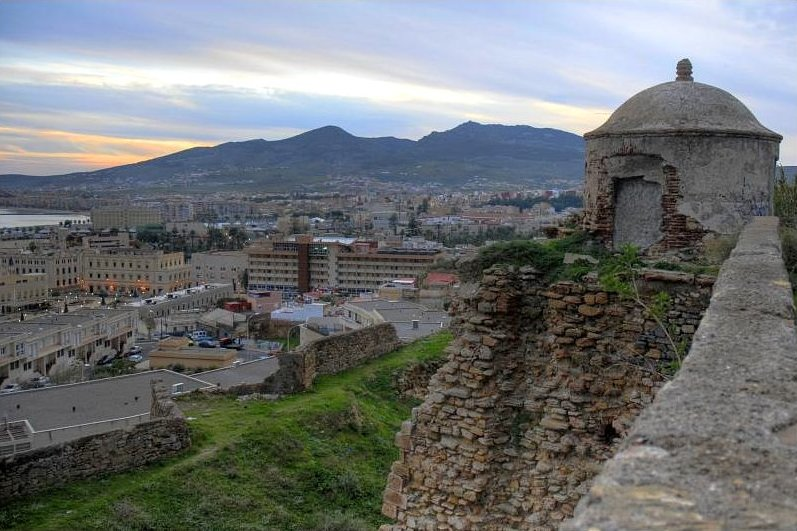
Blick von einem der südlichen Forts auf den Berg Gurugú zwischen Melilla und Nador in Marokko

- Almería, Spanien
- Caracas, Venezuela
- Cavite, Philippinen
- Ceuta, Spanien
- Málaga, Spanien
- Montevideo, Uruguay
- Motril, Spanien
- Toledo, Spanien
- Mantua, Italien

## Wirtschaft

### Wirtschaft
Das Bruttoinlandsprodukt (BIP) der autonomen Gemeinschaft betrug 1,6 Milliarden Euro im Jahr 2018 und machte 0,1 % der spanischen Wirtschaftsleistung aus. Das BIP pro Kopf, bereinigt um die Kaufkraftparität, betrug 19.900 Euro oder 66 % des EU27-Durchschnitts im gleichen Jahr. Melilla war die NUTS2-Region mit dem niedrigsten BIP pro Kopf in Spanien.
Melilla nimmt nicht am Europäische Union Zollunion (EUCU) teil. Es gibt keine Mehrwertsteuer (IVA), aber eine lokale Steuer mit ermäßigten Sätzen namens IPSI. Im Rahmen des Status als Freihafen sind Importe zollfrei, und die einzige Steuer, die auf sie erhoben wird, ist die IPSI. Exporte in die Zollunion (einschließlich des Festlandes Spaniens) unterliegen jedoch den entsprechenden Zolltarifen und werden mit der entsprechenden Mehrwertsteuer besteuert. Es gibt spezielle Herstellungssteuern im Bereich Elektrizität und Transport sowie ergänzende Abgaben auf Tabak und Öl sowie Kraftstoffprodukte.
Arbeitsmarkt
Der Arbeitsmarkt in Melilla im Jahr 2023 weist eine Arbeitslosenquote von 27,42 % auf, die zweithöchste in Spanien. Die Beschäftigungsquote liegt bei 42,55 %, was unter dem nationalen Durchschnitt liegt. Der Dienstleistungssektor führt bei den Anmeldungen und Einstellungen, wobei 90 % der Verträge in diesem Sektor abgeschlossen werden. Trotz einer Verbesserung der Vertragsstabilität ging die Gesamtzahl der Verträge um 16,45 % zurück. Melilla bleibt eine Region, die junge Arbeitskräfte exportiert, hauptsächlich nach Andalusien. Die am häufigsten eingestellten Berufe sind geringqualifizierte Jobs wie Reinigungskräfte und Kellner. Die Aussichten für 2024 sind positiv in Sektoren wie Einzelhandel und Gastgewerbe, obwohl nach wie vor eine Diskrepanz zwischen Angebot und Nachfrage nach Arbeitsplätzen aufgrund mangelnder Ausbildung besteht.

### Tertiärer Sektor
Der wirtschaftliche Sektor, der den meisten Wohlstand und die meisten Arbeitsplätze generiert, ist der Dienstleistungssektor, der 80 % des BIP von 1,564 Milliarden Euro im Jahr 2018 ausmacht und 32 % der Bevölkerung beschäftigt (2021). Die wichtigste Industrie ist die Fischerei. Der grenzüberschreitende Handel (legal oder geschmuggelt) sowie spanische und europäische Subventionen und Gehälter sind die anderen Einkommensquellen.
Geschäftstätigkeit
Im Jahr 2022 gab es insgesamt 4.856 Unternehmen in der Stadt, die im Allgemeinen klein sind. Davon waren 2.617 im Handel, Transport und Gastgewerbe tätig, 1.714 im Dienstleistungssektor, 615 in professionellen und technischen Tätigkeiten und der Rest in anderen Dienstleistungen.
Melilla ist regelmäßig mit der Iberischen Halbinsel durch Luft- und Seeverkehr verbunden und auch wirtschaftlich mit Marokko verbunden: Der Großteil des Obstes und Gemüses wird über die Grenze importiert. Marokkaner aus dem Umland der Stadt werden angezogen: 36.000 Marokkaner überqueren täglich die Grenze, um zu arbeiten, einzukaufen oder Waren zu handeln.

#### Handel
In Melilla gibt es verschiedene Handelsbetriebe, darunter das Centro Comercial Parque Melilla, mehrere Warenhäuser, Hypermarkts und Supermärkte. Zu den bekanntesten gehören diejenigen großer Vertriebsketten, wie der Hypermarkt Carrefour, mit einer Filiale in der Stadt, Mercadona, mit einem Geschäft, Dia, mit drei Filialen, Lidl, mit einem Geschäft, und Aldi, mit einer Filiale.
Darüber hinaus war der Handel mit Marokko historisch gesehen ein Schlüsselfaktor für die Wirtschaft von Melilla, insbesondere durch das kommerzielle Zollbüro, das den Handel mit wesentlichen Waren für die Stadt ermöglichte. 2018 schloss Marokko jedoch dieses Zollbüro, was die Händler von Melilla und die rund 5.000 Grenzgänger, die vom informellen Handel abhängig waren, stark traf. 2020 verschärfte sich die Situation aufgrund der Grenzschließung wegen der Pandemie, was den kommerziellen Austausch weiter einschränkte.
Im Jahr 2025, nach fast drei Jahren Verhandlungen, einigten sich Spanien und Marokko darauf, die kommerziellen Zollbüros wieder zu öffnen, jedoch mit neuen Einschränkungen für die Produkte, die über die Grenze dürfen, und einer Begrenzung der täglichen Lkw-Zahl. Diese Vereinbarung hat, obwohl sie begrenzt ist, eine teilweise Erholung des grenzüberschreitenden Handels ermöglicht und eine Erleichterung für die am stärksten betroffenen Sektoren in Melilla gebracht.

#### Öffentliche Verwaltung
In Melilla haben die öffentlichen Verwaltungen Spaniens, insbesondere das Verteidigungsministerium, einen erheblichen Einfluss auf die Wirtschaft und machen insgesamt 47 % aus, was mit Ceuta geteilt wird. 2015 wurde ein Technologiezentrum eingeweiht, das die Entwicklung von IKT-Unternehmen fördern soll.
Die wichtigsten Wirtschaftszweige Melillas sind die Fischverarbeitung und der Schiffbau. Vom Freihafen aus werden vor allem Fisch und Obst sowie Eisen- und Bleierze exportiert. Weitere wirtschaftliche Stützen der Stadt sind der grenzüberschreitende Handel und finanzielle Transfers vom spanischen Festland und anderen Staaten der EU. Offizielle Währung ist allein der Euro, in vielen Geschäften werden aber auch marokkanische Dirhams angenommen.
Im Vergleich mit dem BIP der EU, ausgedrückt in Kaufkraftstandards, erreicht Melilla einen Index von 95 (EU-27:100) (2006). Im Jahr 2017 betrug die Arbeitslosenquote 27,6 %.
Das Bruttoinlandsprodukt (BIP) der autonomen Gemeinschaft betrug im Jahr 2018 1,6 Milliarden Euro, was 0,1 % der spanischen Wirtschaftsleistung ausmacht. Das BIP pro Kopf, bereinigt um die Kaufkraft, lag im selben Jahr bei 19.900 Euro, was 66 % des EU27-Durchschnitts entspricht. Melilla war die NUTS2-Region mit dem niedrigsten BIP pro Kopf in Spanien.
Melilla nimmt nicht am Europäischen Union Zollgebiet (EUZ) teil. Es gibt keine Mehrwertsteuer (MwSt.), sondern eine lokale Steuer mit ermäßigtem Satz, den IPSI. Da der Status des Freihafens erhalten bleibt, sind Importe zollfrei und die einzige Steuer darauf ist der IPSI. Exporte in die Zollunion (einschließlich des spanischen Festlands) unterliegen jedoch dem entsprechenden Zolltarif und werden mit der entsprechenden Mehrwertsteuer besteuert. Es gibt einige spezielle Fertigungssteuern für Strom und Transport sowie ergänzende Abgaben auf Tabak und Öl- sowie Treibstoffprodukte.
Arbeitsmarkt
Der Arbeitsmarkt in Melilla im Jahr 2023 zeigt eine Arbeitslosenquote von 27,42 %, die die zweithöchste in Spanien ist. Die Beschäftigungsquote liegt bei 42,55 %, was unter dem nationalen Durchschnitt liegt. Der Dienstleistungssektor führt bei den Anmeldungen und Einstellungen, wobei 90 % der Verträge in diesem Sektor liegen. Trotz einer Verbesserung der Stabilität von Verträgen ist die Gesamtzahl der Verträge um 16,45 % gesunken. Melilla bleibt eine Region, die junge Arbeiter hauptsächlich nach Andalusien exportiert. Die am häufigsten nachgefragten Berufe sind ungelernte Tätigkeiten wie Reinigungskräfte und Kellner. Die Aussichten für 2024 sind positiv in Sektoren wie Einzelhandel und Gastgewerbe, obwohl weiterhin Missverhältnisse zwischen Angebot und Nachfrage auf dem Arbeitsmarkt bestehen, bedingt durch einen Mangel an adäquater Ausbildung.

### Sekundärer Sektor
Die Industrie in Melilla spielte im 20. Jahrhundert eine bedeutende Rolle, insbesondere in der landwirtschaftlichen und Konservenproduktion. Zu Beginn des 20. Jahrhunderts war die Fischereiindustrie besonders hervorzuheben, mit Fischkonservenfabriken wie der 1907 von Luigi Dassori gegründeten San Luis-Konservenfabrik. Diese Branche wuchs schnell, unterstützt durch den Export von Fischprodukten in andere Städte auf dem spanischen Festland und in Mittelmeerländer.
Neben der Fischerei entwickelte Melilla auch eine Verarbeitungsindustrie für Produkte wie Mehl, Joghurt, Wein und Öl, unterstützt durch ihre landwirtschaftliche Tätigkeit. Die „Granja Agrícola del Estado“ (Staatliche Landwirtschaftliche Farm) spielte eine Schlüsselrolle in der Entwicklung der lokalen Produktion, die bis Mitte der 1990er-Jahre aktiv war. Doch Urbanisierung und ein Mangel an Wasserressourcen hinderten schließlich diese produktiven Sektoren.
Trotz der früheren industriellen Bedeutung von Fischerei und Landwirtschaft hat die industrielle Aktivität in Melilla heute erheblich abgenommen. Ehemalige Fabriken wurden durch andere Nutzungen ersetzt, und die Wirtschaft der Stadt hat sich auf den Dienstleistungssektor verlagert, was weitgehend durch das Wachstum der Städte und den Mangel an natürlichen Ressourcen wie Wasser bedingt ist.

### Primärer Sektor
Melilla hat ein kleines Gebiet, von dem ein großer Teil von städtischem Land eingenommen wird und ein erheblicher Anteil dem Ministerium für Verteidigung gehört. Dies begrenzt die Entwicklung und Nutzung von Land, das für den primären Sektor und andere wirtschaftliche Aktivitäten wesentlich ist. Das Landmanagement muss eine Balance zwischen städtischen, Verteidigungs- und produktiven Interessen finden.

#### Landwirtschaft und Viehzucht
Bis in die 1980er-Jahre waren Viehzucht und Landwirtschaft Schlüsselsektoren der Wirtschaft Melillas, wobei Obstplantagen mehr als ein Drittel des Territoriums bedeckten und Gemüse, Getreide und tierische Produkte erzeugt wurden, die sogar auf das spanische Festland exportiert wurden. Die Schaffung der „Staatlichen Landwirtschaftlichen Farm“ war entscheidend für die Entwicklung der lokalen Landwirtschaft. Doch ab den 1980er-Jahren führten Urbanisierung und Wasserknappheit zum Niedergang dieser Sektoren. Trotz Versuchen, die Landwirtschaft durch einen „Bewässerungsplan“ von 1994 wiederzubeleben, verblasste diese Aktivität und ist heute auf kleinbäuerliche Subsistenzwirtschaften begrenzt.

#### Fischerei

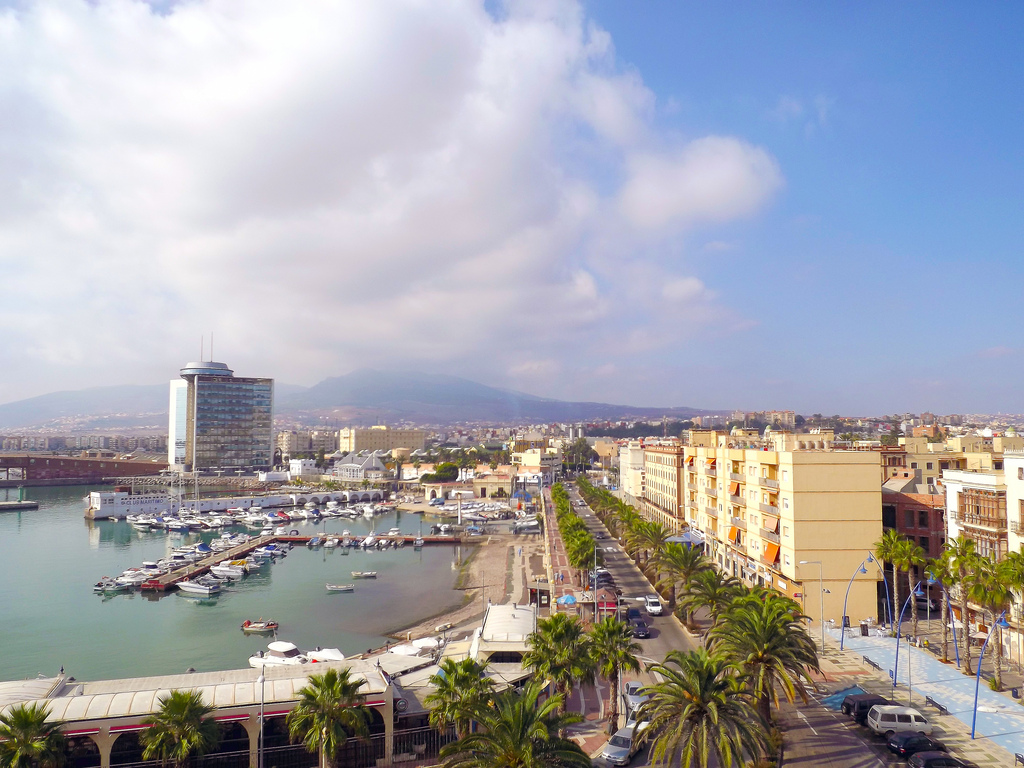
Fischereihafen von Melilla

Fischerei in Melilla hat seit der Antike eine bedeutende Rolle gespielt, ihren Höhepunkt erreichte sie im frühen 20. Jahrhundert. 1907 steigerte die San Luis-Konservenfabrik den Export, insbesondere von Sardinen. Ab 1914 kamen andalusische Fischerboote zur „Winterkampagne“, was die Produktion erhöhte.
Die häufigsten Arten waren Sardinen, Thunfisch und Meeresfrüchte, von denen ein großer Teil in andere Länder exportiert wurde. Die Flotte wurde durch Motorisierung modernisiert, und bis 1930 waren über 100 Boote im Einsatz.
Im Laufe der Jahre wurden modernere Fischereieinrichtungen wie Fischmärkte 1916 und 1921 gebaut. Die Konserven- und Salzindustrien, einschließlich der San Luis-Fabrik, boten vielen Einheimischen Arbeitsplätze.
Ab den 1980er-Jahren begann der Sektor jedoch aufgrund von Überfischung und regulatorischen Einschränkungen zu schrumpfen, trotz der Gründung der Fischerzunft im Jahr 1945.
Viehzucht und Landwirtschaft
Gegenwärtig ist die landwirtschaftliche und Viehzuchtproduktion hauptsächlich auf kleine, private Landwirtschaften und Zuchtbetriebe begrenzt, die vor allem für den Eigenbedarf produzieren.

#### Bergbau

##### Melilla–San Juan de las Minas Eisenbahnlinie
Die Melilla–San Juan de las Minas Eisenbahnlinie, die 1914 eröffnet wurde, war entscheidend für die Wirtschaft von Melilla, da sie den Transport von Eisenerz aus der Rif-Region in den Hafen von Melilla ermöglichte. Sie wurde von der Compañía Española de Minas del Rif betrieben und trug zur Förderung der industriellen Aktivität, des Hafenhandels und der Investitionen in Infrastruktur bei. Ihre Rentabilität ging nach der Unabhängigkeit Marokkos und dem Aufstieg des Straßentransports zurück, was zu ihrer Schließung im Jahr 1972 führte. Sie war einer der wirtschaftlichen Motoren Melillas im 20. Jahrhundert.

### Strategischer Gesamtplan von Melilla
Melilla hat einen Strategischen Gesamtplan entwickelt, um sein Produktionsmodell zu transformieren, mit dem Fokus auf drei Schlüsselsektoren: Tourismus, digitale Wirtschaft und grüne und zirkuläre Wirtschaft. Diese Sektoren haben derzeit einen begrenzten Einfluss auf die Stadt, aber sie bieten signifikante Chancen, die Wirtschaft zu diversifizieren und die Beschäftigung zu verbessern.

#### Tourismussektor
| Hotelbetten in Melilla im Jahr 2023 | Hotelbetten in Melilla im Jahr 2023 | Hotelbetten in Melilla im Jahr 2023 | Hotelbetten in Melilla im Jahr 2023 |
| Typ                                 | Typ                                 | Betriebe                            | Betten                              |
| ----------------------------------- | ----------------------------------- | ----------------------------------- | ----------------------------------- |
| Hotels                              | 4 Sterne                            | 2                                   | 339                                 |
| Hotels                              | 3 Sterne                            | 3                                   | 400                                 |
| Hotels                              | 1 Stern                             | 1                                   | 35                                  |
| Hotels                              | Gesamt                              | 6                                   | 774                                 |
| Hostels                             | 2 Sterne                            | 1                                   | 21                                  |
| Hostels                             | 1 Stern                             | 1                                   | 21                                  |
| Hostels                             | Gesamt                              | 2                                   | 42                                  |
| Pensionen                           | 1 Stern                             | 2                                   | 22                                  |
| Pensionen                           | Gesamt                              | 2                                   | 22                                  |
| Gesamt                              | Gesamt                              | 10                                  | 838                                 |

Der Tourismussektor in Melilla hat enormes Potenzial aufgrund seines historischen Erbes und seiner Verbindungen zu Marokko, sieht sich jedoch Herausforderungen wie hohen Transportkosten und dem Fehlen einer klaren Strategie gegenüber. Der Strategische Plan schlägt vor, das historische Erbe für touristische Zwecke zu rehabilitieren, einen internationalen Werbeplan zu entwickeln und die Finanzierung von Tourismusunternehmen zu fördern sowie eine Resilienzstrategie für den Tourismussektor umzusetzen, um die Infrastruktur zu verbessern und mehr Besucher anzulocken. Umwandlung des Gouverneurshauses in ein Hotel, die Sanierung des Parador und der Bau eines neuen Hotels auf der Explanada de San Lorenzo sowie die Gewährung von Subventionen zur Verbesserung bestehender Hotels, mit dem Ziel, den Tourismussektor zu stärken, insbesondere in den Bereichen Konferenzen und Veranstaltungen.

#### Digitale Wirtschaft
Der Plan zielt darauf ab, die digitale Wirtschaft zu stärken, indem der industrielle Sektor und KMU modernisiert, in die Digitalisierung investiert und die Fähigkeiten von Unternehmen und Arbeitnehmern verbessert werden. Dies würde dazu beitragen, die Wirtschaft zu diversifizieren, die Abhängigkeit vom öffentlichen Sektor zu verringern und technologische Marktchancen zu nutzen.

#### Grüne und zirkuläre Wirtschaft
Um eine nachhaltige Wirtschaft zu fördern, umfasst der Plan Maßnahmen zur Verbesserung des Abfallrecyclings, zur Förderung des Eigenverbrauchs von Energie (durch Energiegemeinschaften) und zur Steigerung der Energieeffizienz, insbesondere im Tourismussektor. Er hebt auch Projekte wie den Meeresschutz und die Verbesserung der Wasserversorgung hervor.
Der Hafen von Melilla bietet mehrere tägliche Verbindungen nach Almería und Málaga. Der Flughafen Melilla bietet tägliche Flüge nach Almería, Málaga und Madrid. Der spanische Betreiber Iberia Regional/Air Nostrum fliegt den Flughafen von Melilla an.
Viele Menschen, die zwischen Europa und Marokko reisen, nutzen die Fährverbindungen nach Melilla, sowohl für Passagiere als auch für Fracht. Daher bilden der Hafen und die damit verbundenen Unternehmen einen wichtigen wirtschaftlichen Motor für die Stadt.

## Infrastruktur

### Verkehr

#### Flughafen

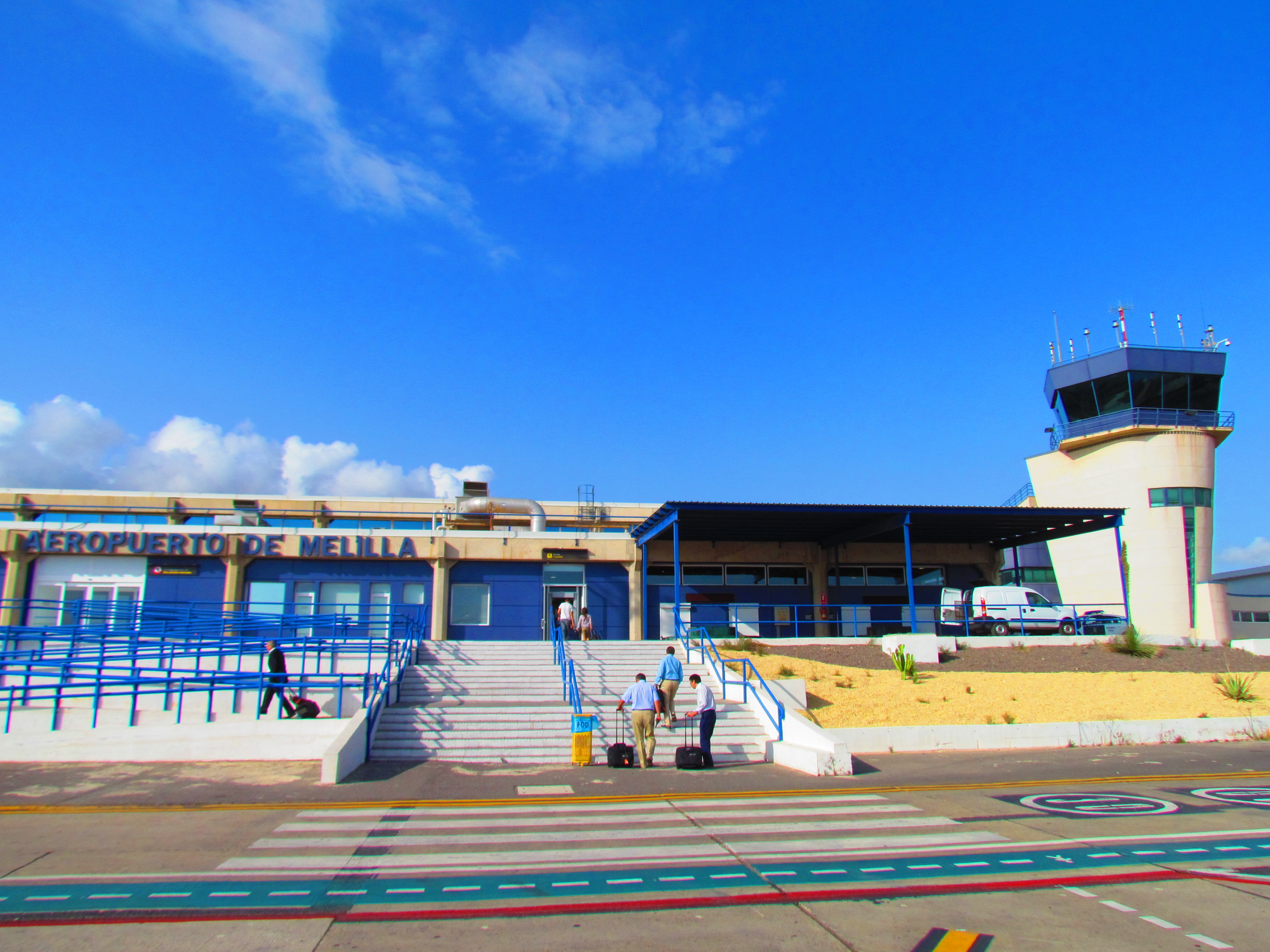
Flughafen Melilla

Die Stadt wird vom Flughafen Melilla bedient. Im Jahr 2024 wurden 507.957 Passagiere abgefertigt. Der Flughafen bietet tägliche Verbindungen zu elf Städten in Spanien. Er wird von Air Nostrum bedient.

#### Hafen

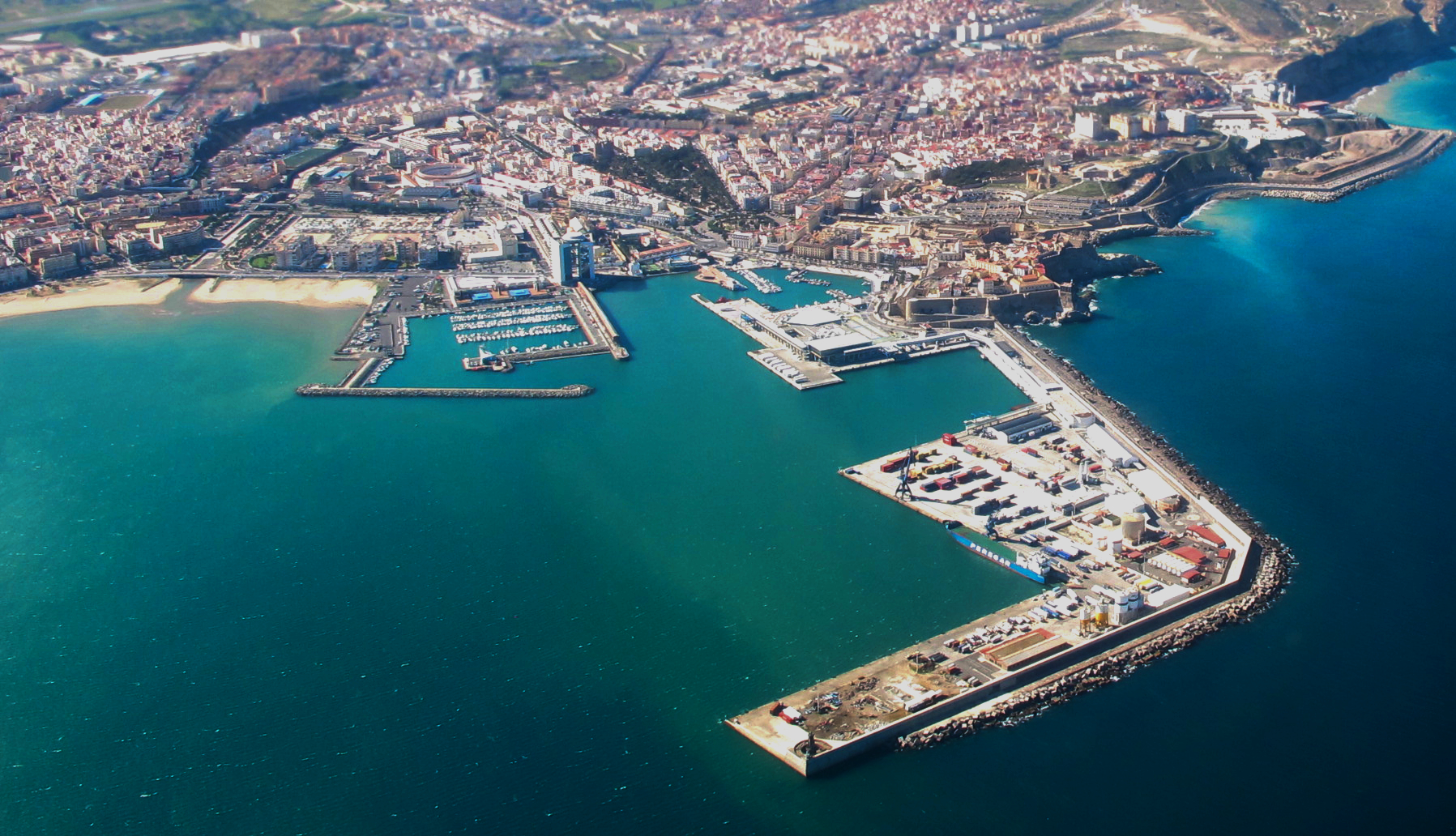
Hafen von Melilla

Der Hafen von Melilla ist der Seehafen der Stadt und ist mindestens seit 1908 kontinuierlich in Betrieb. Der Hafen ist einer der verkehrsreichsten Häfen im Mittelmeerraum und verzeichnete 2023 insgesamt 646.836 Passagiere. Der Hafen bietet eine Fährverbindung zum Hafen von Málaga und spielt eine Rolle in der sogenannten Operación paso del estrecho („Operation Kreuzung der Meerengen“), dem geplanten saisonalen Passagierverkehr während der Sommermonate von Europa nach Nordafrika (und zurück nach Europa).
Die Stadt ist mit Málaga, Almería und Motril per Fähre verbunden.
| Stadt    | Hafenname         | Reederei                    |
| National | National          | National                    |
| -------- | ----------------- | --------------------------- |
| Málaga   | Hafen von Málaga  | Trasmediterránea / Baleària |
| Almería  | Hafen von Almería | Trasmediterránea / Baleària |
| Motril   | Hafen von Motril  | Baleària                    |

Ins marokkanische Nador verkehren etwa halbstündlich Busse. An der Grenze muss man in einen anderen Bus umsteigen.

#### Entwicklung der Passagierzahlen
| Jahr | Schiff  | Flugzeug | Gesamt    | Veränderung |
| ---- | ------- | -------- | --------- | ----------- |
| 2010 | 633.044 | 292.608  | 925.652   |             |
| 2011 | 642.733 | 286.701  | 929.434   | ▲ 0,41 %    |
| 2012 | 810.883 | 315.850  | 1.126.733 | ▲ 21,23 %   |
| 2013 | 783.930 | 289.551  | 1.073.481 | ▼ −4,73 %   |
| 2014 | 772.124 | 319.603  | 1.091.653 | ▲ 1,69 %    |
| 2015 | 844.260 | 317.806  | 1.162.066 | ▲ 6,45 %    |
| 2016 | 889.348 | 330.116  | 1.219.464 | ▲ 4,94 %    |
| 2017 | 833.033 | 324.366  | 1.157.399 | ▼ −5,09 %   |
| 2018 | 828.659 | 348.121  | 1.176.782 | ▲ 1,67 %    |
| 2019 | 842.983 | 434.660  | 1.277.639 | ▲ 8,57 %    |
| 2020 | 234.536 | 195.636  | 430.172   | ▼ −66,33 %  |
| 2021 | 265.903 | 332.446  | 598.349   | ▲ 39,10 %   |
| 2022 | 641.263 | 447.450  | 1.088.713 | ▲ 81,95 %   |
| 2023 | 646.836 | 501.069  | 1.147.905 | ▲ 5,43 %    |
| 2024 | 711.900 | 507.957  | 1.219.857 | ▲ 6,27 %    |

Zwischen 2010 und 2019 verzeichnete Melilla einen stetigen Anstieg der Passagierzahlen, mit einem Zuwachs von 8,57 % im Jahr 2019, hauptsächlich durch den Luftverkehr. Der Schiffsverkehr beförderte jedoch konstant mehr Passagiere, obwohl der Luftverkehr insbesondere ab 2017 ein bemerkenswertes Wachstum zeigte, mit bedeutenden Anstiegen von 5,09 % im Jahr 2016 und 8,57 % im Jahr 2019.
Die COVID-19-Pandemie hatte 2020 erhebliche Auswirkungen auf die Passagierzahlen, was zu einem Rückgang von 66,33 % führte – insbesondere im Schiffsverkehr aufgrund der Beschränkungen. Trotz der Gesundheitskrise blieb der Schiffsverkehr das dominierende Transportmittel gemessen am Passagieraufkommen.
Melilla erlebte 2021 und 2022 eine starke Erholung mit Wachstumsraten von 39,10 % im Jahr 2021 und 81,95 % im Jahr 2022. In diesem Zeitraum führte der Luftverkehr die Erholung an, obwohl der Schiffsverkehr weiterhin das wichtigste Transportmittel hinsichtlich des Passagieraufkommens blieb. Während die Zahl der Flugreisenden zunahm, blieb die Fähre aufgrund ihrer Kapazität und der Möglichkeit, Fahrzeuge zu transportieren, beliebter.
In den Jahren 2023 und 2024 verlangsamte sich das Wachstum mit Zuwächsen von 5,43 % bzw. 6,27 %. Der Luftverkehr wuchs weiter, aber der Schiffsverkehr blieb führend bei der Gesamtzahl der Passagiere. Diese Präferenz für Schiffe ist auf ihre größere Kapazität und die Möglichkeit, Fahrzeuge zu transportieren, zurückzuführen.

#### Öffentlicher Nahverkehr
Stadtbus
Die Stadt verfügt über ein gut ausgebautes Busnetz, das von der Cooperativa Ómnibus de Automóviles betrieben wird und alle Stadtteile miteinander verbindet. Der Preis für ein Einzelticket beträgt 0,90 €, zahlbar direkt beim Fahrer beim Einsteigen. Für Vielfahrer ist die wiederaufladbare Bonobús-Karte eine günstigere Option, die an Kiosken und in Tabakläden erhältlich ist. Mit dieser Karte können zehn Fahrten für etwa 8,50 € unternommen werden.
| Linie   | Strecke                                               | Taktfrequenz                                                 |
| ------- | ----------------------------------------------------- | ------------------------------------------------------------ |
| Linie 1 | Plaza de España – Real                                | 20 – 30 Min.                                                 |
| Linie 2 | Mercado Central – Plaza de España – Grenze Beni Enzar | 15 Min. (Montag bis Samstag) – 20 Min. (Sonn- und Feiertage) |
| Linie 3 | General Marina – Alfonso XIII – Real                  | 20 – 30 Min.                                                 |
| Linie 5 | Torres Quevedo – Cabrerizas                           | 30 Min.                                                      |
| Linie 6 | Torres Quevedo – Reina Regente – Grenze Mariguari     | 40 Min.                                                      |
| Linie 7 | Mercado Central – Grenze Farjana                      | 20 Min. (Montag bis Samstag) – 40 Min. (Sonn- und Feiertage) |

Die Preise variieren je nach gewähltem Tarif:
| Tarifart                      | Preis   |
| ----------------------------- | ------- |
| Einzelticket/Reguläres Ticket | 90 Cent |
| Guthabenkarte                 | 75 Cent |

#### Landverkehr
Drei Straßen verbinden Melilla mit Marokko, wobei jedoch eine Abfertigung an Grenzübergängen erforderlich ist.

#### Taxi

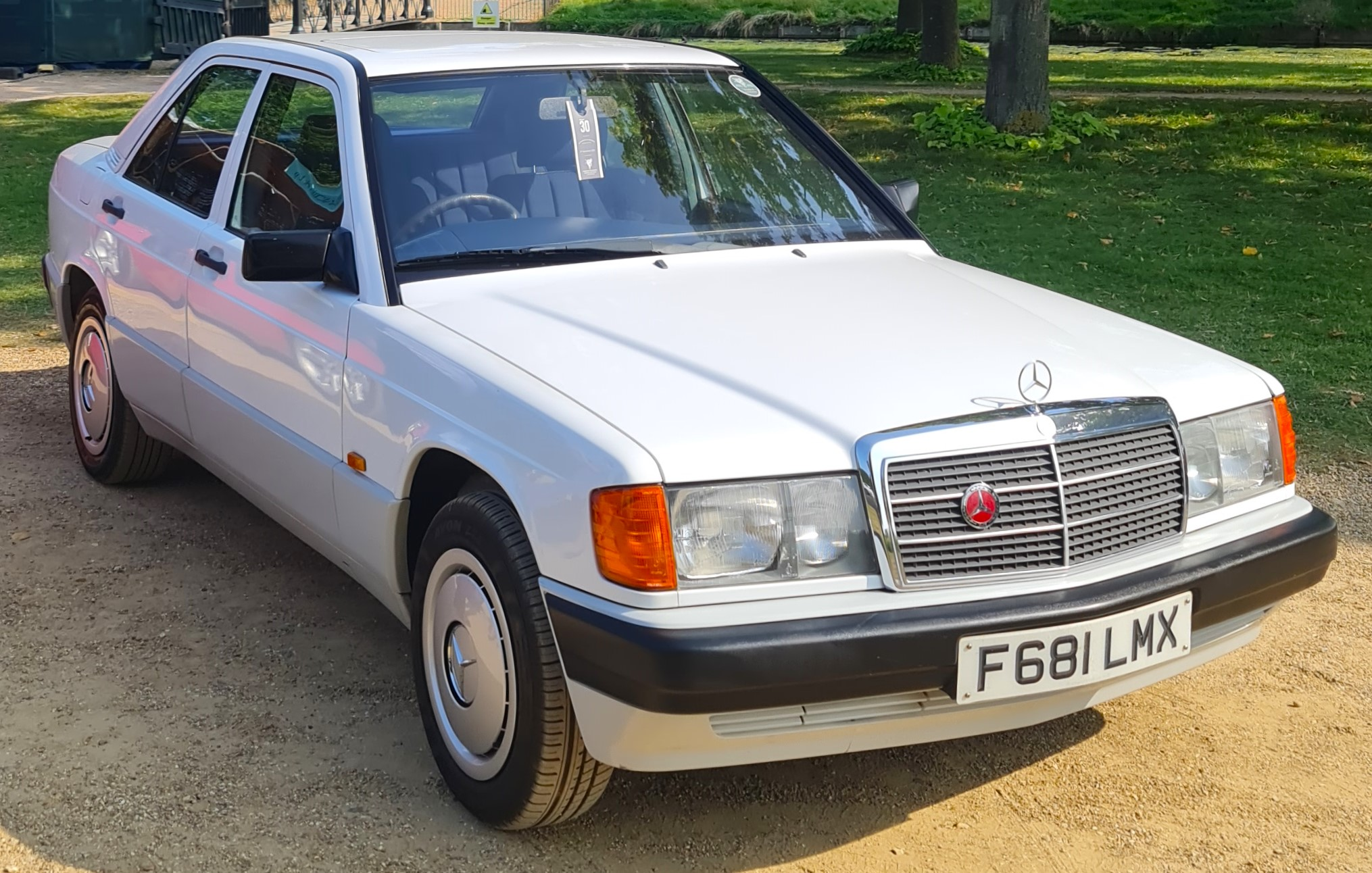
Mercedes-Benz W201, ein typisches Taxi in Melilla

Melilla verfügt zudem über eine große Taxiflotte mit festen Haltestellen im Stadtzentrum und in Grenznähe (letztere zu Stoßzeiten). Viele der Fahrzeuge sind jedoch recht alt, häufig aus zweiter oder sogar vierter Hand, über dreißig Jahre alt und weder besonders komfortabel noch sicher. Viele dieser Taxis verfügen nicht über Sicherheitsgurte auf den Rücksitzen und es fehlen weitere Sicherheitsmerkmale.

#### Elektrofahrzeuge
Der Wandel zur Elektromobilität nimmt zu, angetrieben durch verschiedene lokale und nationale Initiativen. Die Stadtverwaltung hat begonnen, Maßnahmen zur Förderung der Elektromobilität zu ergreifen, insbesondere durch Programme wie den MOVES III Plan.
Melilla wird von einem Fonds in Höhe von 800.000 € aus dem MOVES III Plan profitieren, der den Kauf von Elektrofahrzeugen und die Installation von Ladeinfrastrukturen fördern soll. Dieser Fonds ist Teil des Plans für Wiederaufbau, Transformation und Resilienz (PRTR) und wird von der öffentlichen Gesellschaft 'Proyecto Melilla' (Promesa) verwaltet. Die Zuschüsse umfassen bis zu 7.000 € pro Elektroauto, sofern ein Altfahrzeug verschrottet wird.
Neben Elektroautos konzentriert sich Melilla auch auf die Entwicklung erneuerbarer Energien, insbesondere der Photovoltaik. Der Ausbau von Solaranlagen wird gefördert, was nicht nur zur Energiewende beiträgt, sondern auch die Energieeffizienz in der Stadt verbessert.

### Energieversorgung
Die Energieversorgung der Stadt Melilla steht im Einklang mit den im Aktionsplan für Klima und Energie (PACES) der Autonomen Stadt Melilla festgelegten Zielen.
Stromversorgung

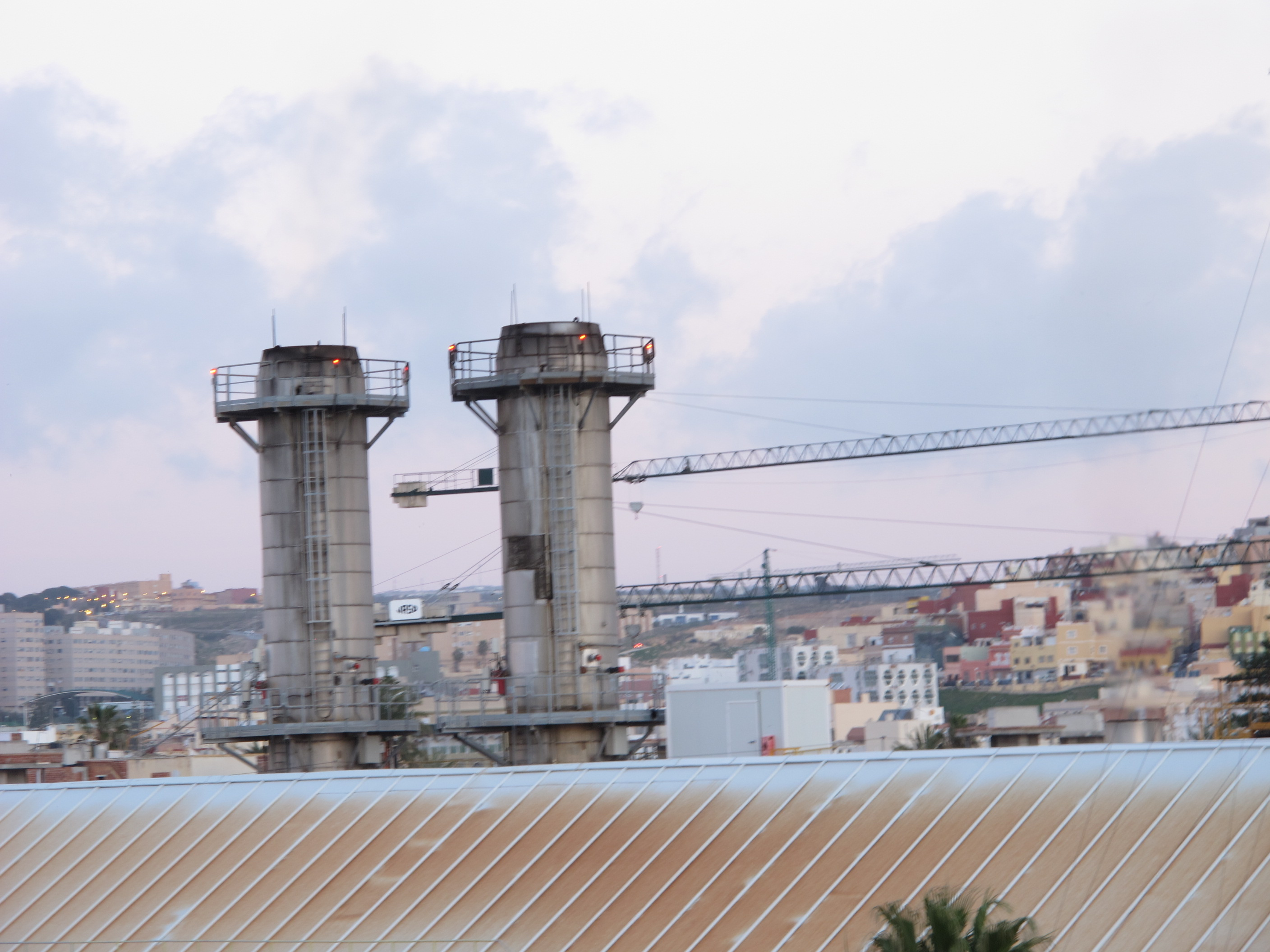
Kraftwerk Melilla

Das Kraftwerk Melilla, das zwischen 1920 und 1925 von der Compañía Española de Minas del Rif (CEMR) gebaut wurde, versorgte ursprünglich den Mineralverladehafen mit Strom und verkaufte später Energie an Gaselec. Es wurde 1963 stillgelegt, von Endesa übernommen und mehrfach ausgebaut, u. a. mit Dieselmotoren im Jahr 1980 und einer Gasturbine im Jahr 1991. Zu den neuesten Erweiterungen gehören moderne MAN-Motoren und Aggreko-Generatoren, die die Stromversorgungskapazität erhöhten. Seit 2002 ist das Kraftwerk nach ISO 14001 für Umweltmanagement zertifiziert.
Im Jahr 2020 wurde das Werk zum Zentrum eines innovativen Kreislaufwirtschaftsprojekts, bei dem Batterien aus Elektrofahrzeugen zur Energiespeicherung wiederverwendet werden. Das Projekt „Second Life Battery Energy Storage System“, das mit dem BASF-Preis für beste Kreislaufwirtschaftspraxis in Spanien ausgezeichnet wurde, ermöglicht es dem Werk, Energie zu speichern und die Versorgungssicherheit im Falle von Störungen zu gewährleisten. Das Werk verwendet Heizöl und Diesel als Brennstoffe und bezieht Wasser aus dem Meer und dem städtischen Versorgungsnetz. Ein Abwasserbehandlungssystem ist ebenfalls vorhanden.
Brennstoffe
Die Versorgung Melillas mit erdölbasierten Brennstoffen erfolgt über die Lagerstätten im Hafen der Stadt durch das Unternehmen Moeve. Der Transport zu den Tankstellen erfolgt per Tanklastwagen.
Butan- und Propangas
Das Unternehmen Moeve verfügt über Logistikeinrichtungen für Butangas und Propan in der Stadt, um die Nachfrage nach diesen Brennstoffen zu decken. Es vertreibt auch eine leichtere Gasflasche für den Hausgebrauch.

### Wasserversorgung

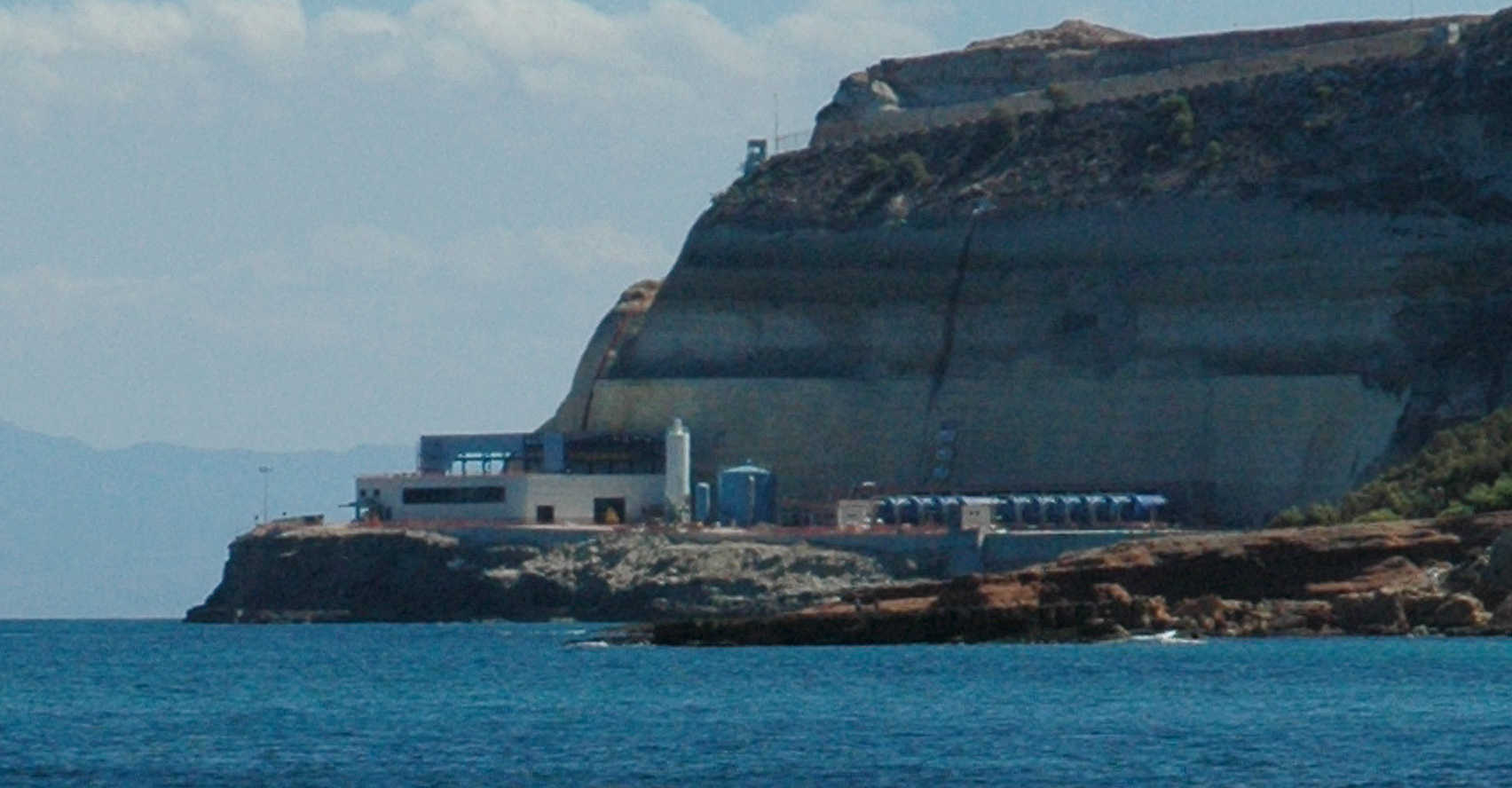
Blick auf die Entsalzungsanlage von Melilla

Die Wasserversorgung von Melilla stammte ursprünglich aus einem Netzwerk von gegrabenen Brunnen (die zu Beginn des 21. Jahrhunderts unter Übernutzung litten und auch eine Verschlechterung der Wasserqualität und das Eindringen von Meerwasser erlebten), sowie durch die Nutzung des Río de Oro-Unterlaufs. Um das Wasserversorgungsproblem zu lösen, wurden Arbeiten zum Bau einer Entsalzungsanlage an den Klippen von Aguadú begonnen, die voraussichtlich 22.000 m³ pro Tag produzieren sollte und im November 2003 begannen. Die Anlage ging im März 2007 in Betrieb. Der tägliche Betrieb wird teilweise durch die Zentralregierung finanziert. Im Vergleich zum spanischen Durchschnitt (und ähnlich wie auf den Kanaren und Balearen), gibt die Bevölkerung der Stadt vergleichsweise mehr Geld für Mineralwasser aus.
Gefördert durch den Europäischen Fonds für regionale Entwicklung und die Confederación Hidrográfica del Guadalquivir, begannen im September 2020 Arbeiten zur Erweiterung der Produktionskapazitäten der Anlage auf
30.000 m³ pro Tag.

### Abfall- und Straßenreinigung
Valoriza (Teil der Sacyr-Gruppe) ist das kommunale Reinigungsunternehmen des Melilla City Councils. Gegründet im Jahr 1985, ist es verantwortlich für die Verwaltung von städtischen Festabfällen und die Reinigung öffentlicher Straßen. Das Unternehmen beschäftigt 354 Mitarbeiter, betreibt 100 Fahrzeuge, hat einen zentralen Maschinenpark, sechs Hilfsreinigungsparks, vier Clear Points, eine Transferstation, ein pneumatisches Abfallsammelsystem und ein umfassendes Abfallbehandlungszentrum, zusätzlich zu seinen zentralen Büros. Das Jahresbudget von Valoriza übersteigt 50 Millionen Euro.

### Nahrungsmittelversorgung

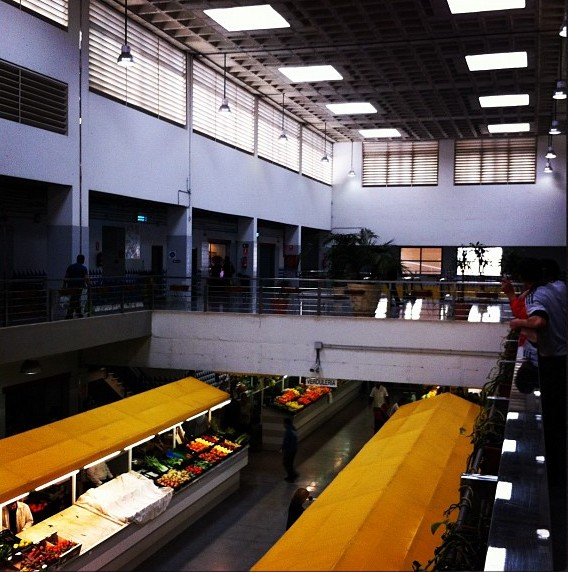
Mercado Central (Zentralmarkt)

Die Lebensmittelversorgung in Melilla basiert hauptsächlich auf Importen aus der Iberischen Halbinsel und, in geringerem Maße, auf Vereinbarungen mit Marokko.
Die Versorgung mit Obst, Gemüse, Fisch und Fleisch in Melilla erfolgt hauptsächlich über den Mercado Central (Zentralmarkt) sowie über große Handelsketten. Dieser Markt ist ein zentraler Punkt für den lokalen Handel und die tägliche Versorgung der Bevölkerung mit wesentlichen Lebensmitteln.

### Gesundheitswesen

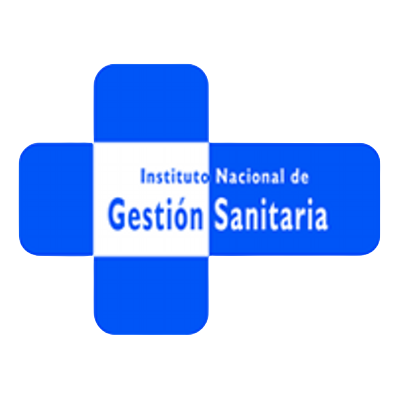
Nationales Institut für Gesundheitsmanagement

Melilla ist mit dem Comarcal Hospital of Melilla, das 1988 eingeweiht wurde, ausgestattet. Es gibt auch vier Gesundheitszentren, nämlich Centro, Zona Norte (Cabrerizas), Zona Oeste (Alfonso XIII) und Zona Este (Polavieja). Die Gesundheitszentren in der Gesundheitszone von Melilla werden von Ingesa (Nationales Institut für Gesundheitsmanagement) verwaltet. Der Bau des neuen Universitätskrankenhauses von Melilla begann 2009, mit der Eröffnung für 2023 geplant. Die Gesundheitszentren in Melilla sind unzureichend, da sie aufgrund der hohen Nachfrage nach medizinischer Hilfe von marokkanischen Bürgern überfüllt sind. Melilla hat die höchste Notaufnahme-Nutzungsrate in Spanien aufgrund der marokkanischen Bürger, die täglich die Grenze überqueren, zwischen 25.000 und 30.000, was die Notfalldienste aufgrund der Gesetzgebung zur universellen Gesundheitsversorgung im Nationalen Gesundheitssystem überlastet. Trotz der Präsenz von Krankenhäusern in Nador, Berkane, Alhucemas und Oujda in Marokko, bevorzugen sie das Comarcal Hospital in Melilla aufgrund der kostenlosen Gesundheitsversorgung. Darüber hinaus gibt es aufgrund der Tatsache, dass Kinder, die auf spanischem Staatsgebiet von spanischen Eltern geboren werden, die spanische Staatsbürgerschaft erhalten, einen signifikanten Zustrom von schwangeren Frauen, die manchmal rücksichtslos reisen. Infolgedessen hat Melilla die demografischen Besonderheiten, die Stadt mit der höchsten Geburtenrate pro Kopf und dem jüngsten Durchschnittsalter in Spanien zu sein. Diese und andere medizinische Eingriffe in Melilla und Ceuta verursachten 2018 Verluste von 105 Millionen Euro.

### Sicherheit

#### Öffentliche Sicherheit

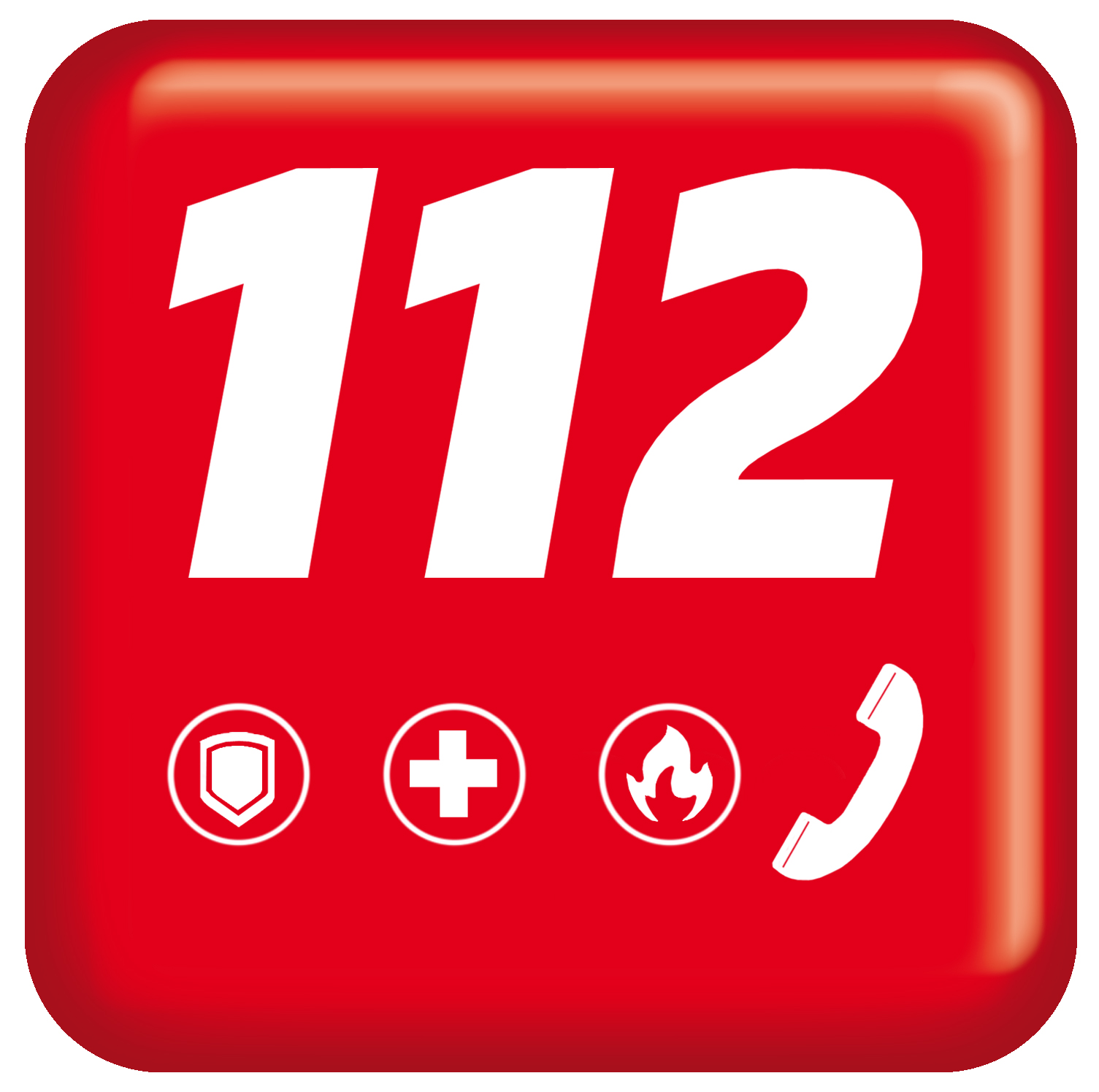
112 Notruf

In Melilla ist das 112 Notrufsystem in Betrieb. Über die kostenlose Telefonnummer 112 werden alle Notfälle im Zusammenhang mit Gesundheitsnotfällen, Katastrophen, Feuerbekämpfung, Rettung, öffentlicher Sicherheit und zivilem Schutz behandelt.
Die Strategie zur öffentlichen Sicherheit in Melilla für große Veranstaltungen, bei denen Menschen mobilisiert und versammelt werden, wie die Frühlingsfeste der Karwoche und die Messe oder hochriskante Fußballspiele, wie die mit der höchsten lokalen Rivalität, oder andere hochspannende und bedeutende Veranstaltungen, wird von einer Organisation namens Zentrum für Operative Koordination der Stadtverwaltung Melilla (Cecop) geplant. Ihre Kontaktnummer ist 112 und umfasst die Teilnahme der Sicherheitskräfte der Nationalpolizei, Lokalen Polizei, Zivilschutz, und Feuerwehr. Zusätzlich zu den Mitgliedern von Cecop sind andere Entitäten mit ihren spezifischen Kompetenzen und Verantwortlichkeiten an der Aufrechterhaltung der öffentlichen Sicherheit beteiligt, wie die Zivilgarde, Rotes Kreuz und der Notfalldienst 061. Darüber hinaus spielen die Hauptpolizeidirektion von Melilla der Nationalpolizei und das Melilla-Kommando, die Melilla-Ländergesellschaft und das C.O.S. der Zivilgarde Schlüsselrollen in der öffentlichen Sicherheit.

#### Verteidigung

Wappen der Regulares-Gruppe Melilla Nr. 52

Das Melilla General-Kommando ist eine Einheit der Spanische Armee, die für die Verteidigung und Sicherheit der autonomen Stadt Melilla und ihres Einflussgebiets verantwortlich ist. Es besteht aus den folgenden militärischen Einheiten:
- Regulares-Gruppe Melilla Nr. 52
- Erster Gran Capitán Tercio der Spanischen Legion
- Panzer-Kavallerieregiment Alcántara Nr. 10
- Gemischtes Artillerieregiment Nr. 32
- Ingenieurregiment Nr. 8
- Übertragungsbataillon XVIII
- Logistikgruppe
- Artilleriegruppe G.A.A.A.L. VII
- Melilla Marine-Kompanie (der älteste Verband Spaniens)[137]
- Militärflughafen der Luftwaffe

### Soziale Dienstleistungen
Die in der Stadt Melilla angebotenen Soziale Dienste umfassen den Schutz, die Vormundschaft und die soziale Förderung von Einzelpersonen oder Gruppen in benachteiligten Situationen, sowohl von lokalen, autonomen Gemeinschaften als auch von privaten karitativen Organisationen, wie Caritas, Rotes Kreuz oder anderen NGOs. Die autonome Stadt klassifiziert soziale Dienste in Gemeinschafts- und spezialisierte Dienste.
Die Gemeinschaftsdienste in Melilla werden vom Ministerium für Sozialfürsorge und Solidarität der Stadtverwaltung verwaltet. Die angebotenen sozialen Dienste sind in vier verschiedene Aktionsgruppen unterteilt: den Dienst für soziale Information, Orientierung und Evaluation (SIVO), den Dienst für soziale Koexistenz und Reintegration (CORE), den Hauspflege-Service, den Dienst für soziale Kooperation und den Dienst für Abhängigkeitsbetreuung.
Die spezialisierten Sozialdienste befassen sich mit spezifischeren und detaillierteren Bedürfnissen und werden in drei Aktionslinien entwickelt: Obdachlosigkeit und Immigranten (COIS), Slumbevölkerung und Notfallsituationen. Diese spezialisierten Dienste sind in die Betreuung der folgenden Bevölkerungsgruppen unterteilt: ältere Menschen, Behinderte, Kinder und Familien, obdachlose Personen, Drogenabhängige und Immigranten.

### Wi-Fi Zonen
Das Projekt Melilla en Red besteht aus der Einrichtung von 5 Wi-Fi-Zonen, die kostenlosen und drahtlosen Zugang zum Internet bieten. Derzeit sind 21 Wi-Fi-Punkte in Betrieb, die in elf öffentlichen Gebäuden verfügbar sind (der Versammlungshalle, der Bibliothek, den Kulturklassen für Senioren, dem Ausstellungs- und Kongresspalast oder dem Javier Imbroda Pavilion) und zehn öffentlichen Plätzen in der Stadt (Lobera Park, Hernández Park, Plaza Multifuncional San Lorenzo, Noray Hafen, Plaza España oder Plaza de las Culturas). Die Geschwindigkeit der Navigation ist langsam, aber in Melilla ist der Zugang zu allen Seiten verfügbar.

## Wissenschaft und Bildung

### Bildung

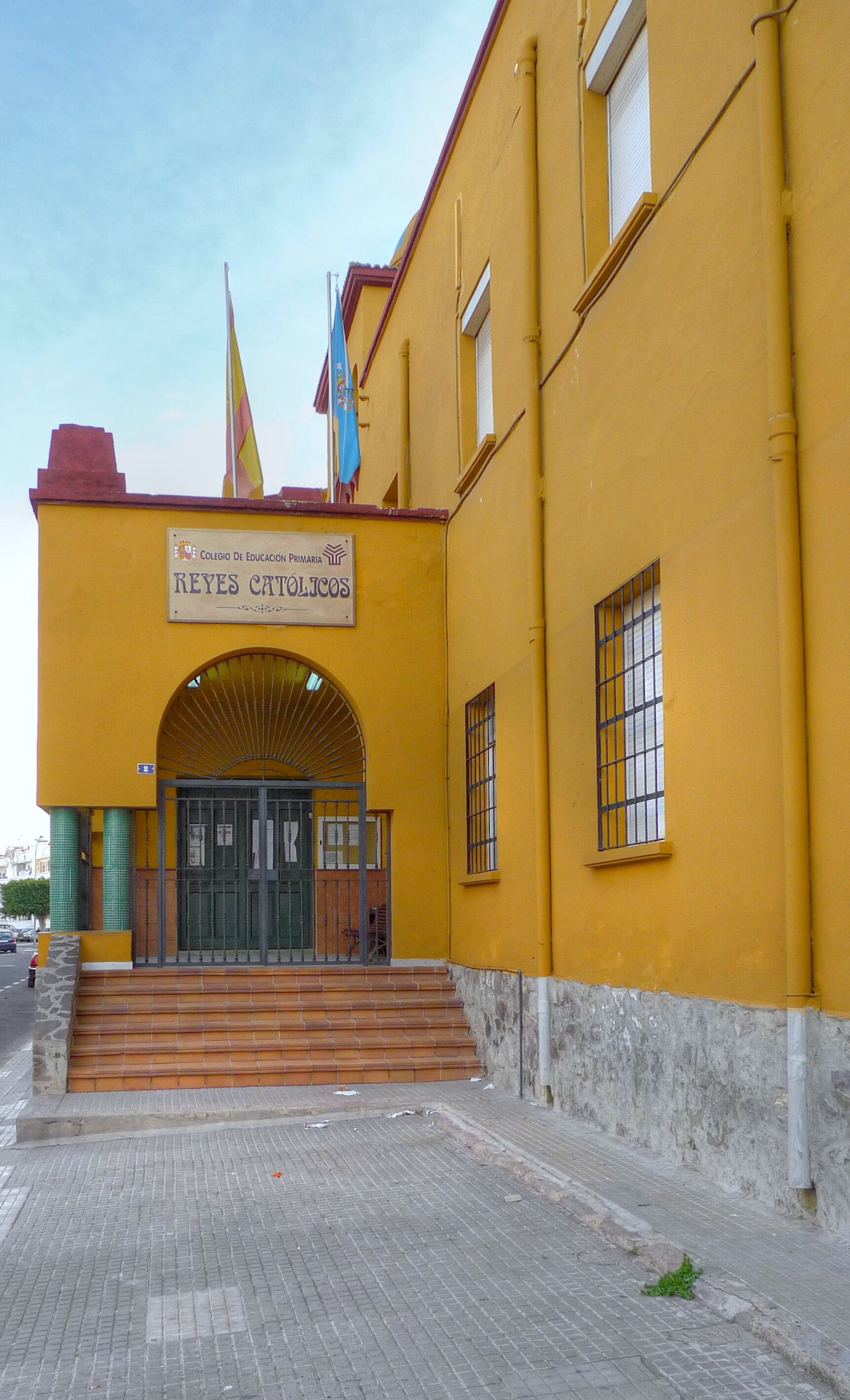
CEIP Reyes Católicos

Die Bildung in Melilla fällt unter die Zuständigkeit des spanischen Ministeriums für Bildung, das regionale und autonome Bildungsaufgaben übernimmt.
Melilla hat eine große Anzahl von Kindergärten, sowohl öffentliche als auch private, und Grundschulen, die unter der Aufsicht der Autonomen Stadt Melilla stehen. Weiterführende Schulen werden vom Ministerium für Bildung über die Territorialdirektion für Bildung von Melilla überwacht, zu denen folgende Schulen gehören: IES Leopoldo Queipo, IES Juan Antonio Fernández Pérez, IES Miguel Fernández, IES Enrique Nieto, IES Russadir, IES Virgen de la Victoria und CIFP Reina Victoria Eugenia. Zusätzlich gibt es das Sonderbildungszentrum Reina Sofía, das Erwachsenenbildung-Zentrum Carmen Conde Abellán, die Miguel Marmolejo Kunstschule und die kooperativen Schulen La Salle El Carmen, Enrique Soler und Nuestra Señora del Buen Consejo (HH. Franciscanas de los SS.CC.).

#### Frühkindliche Bildung, Grund- und Sekundarschulbildung
Melilla verfügt über zahlreiche Bildungseinrichtungen für verschiedene Bildungsstufen, einschließlich öffentlicher, kooperativer und privater Institutionen.
Im öffentlichen Schulnetzwerk gibt es in Melilla 13 Einrichtungen für frühkindliche und Grundbildung, 7 Sekundarschulen und 5 Erwachsenenbildungszentren.

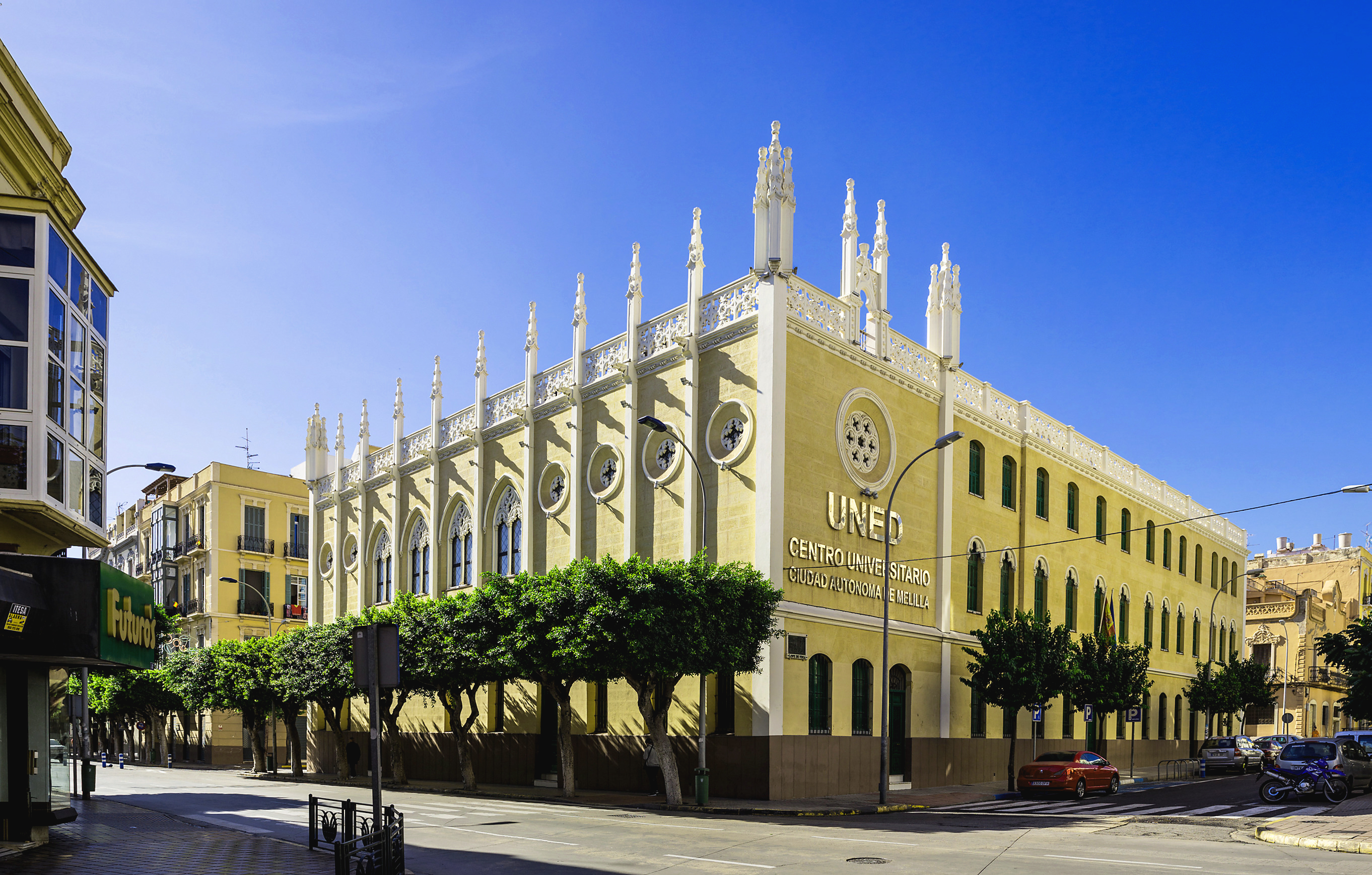
Nationales Bildungszentrum für Fernstudium

#### Universitäre Bildung
Die Universität von Granada ist in der Stadt vertreten, mit Fakultäten in Erziehungswissenschaften, Sportwissenschaften, Sozial- und Rechtswissenschaften sowie Gesundheitswissenschaften. Es gibt auch ein assoziiertes Zentrum der Nationalen Universität für Fernstudium und ein Konservatorium für professionelle Musik.

## Kultur

### Kunst

#### Architektur
Die Kuppel der Santiago-Kapelle, die Mitte des 16. Jahrhunderts von Miguel de Perea mit Unterstützung von Sancho de Escalante erbaut wurde, ist ein seltenes Beispiel für die gotische Architektur auf dem afrikanischen Kontinent.
Parallel zur Stadtentwicklung Melillas im frühen 20. Jahrhundert wurde der neue Architekturstil des Modernismo (aus Barcelona stammend und mit der Bourgeoisie assoziiert) in die Stadt eingeführt. Er verlieh ihr ein modernista-architektonisches Gepräge, vor allem durch die Arbeiten des produktiven katalanischen Architekten Enrique Nieto.
Dementsprechend besitzt Melilla nach Barcelona die zweitwichtigste Konzentration an Modernista-Bauten in Spanien, hauptsächlich im „Ensanche de Melilla“ (das „Neu-Melilla“) der Stadt konzentriert. Nieto war verantwortlich für den Entwurf der Hauptsynagoge, der Zentralmoschee und verschiedener katholischer Kirchen.

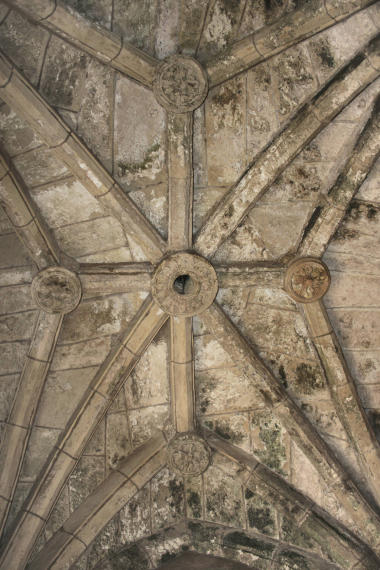
Kuppel der Santiago-Kapelle
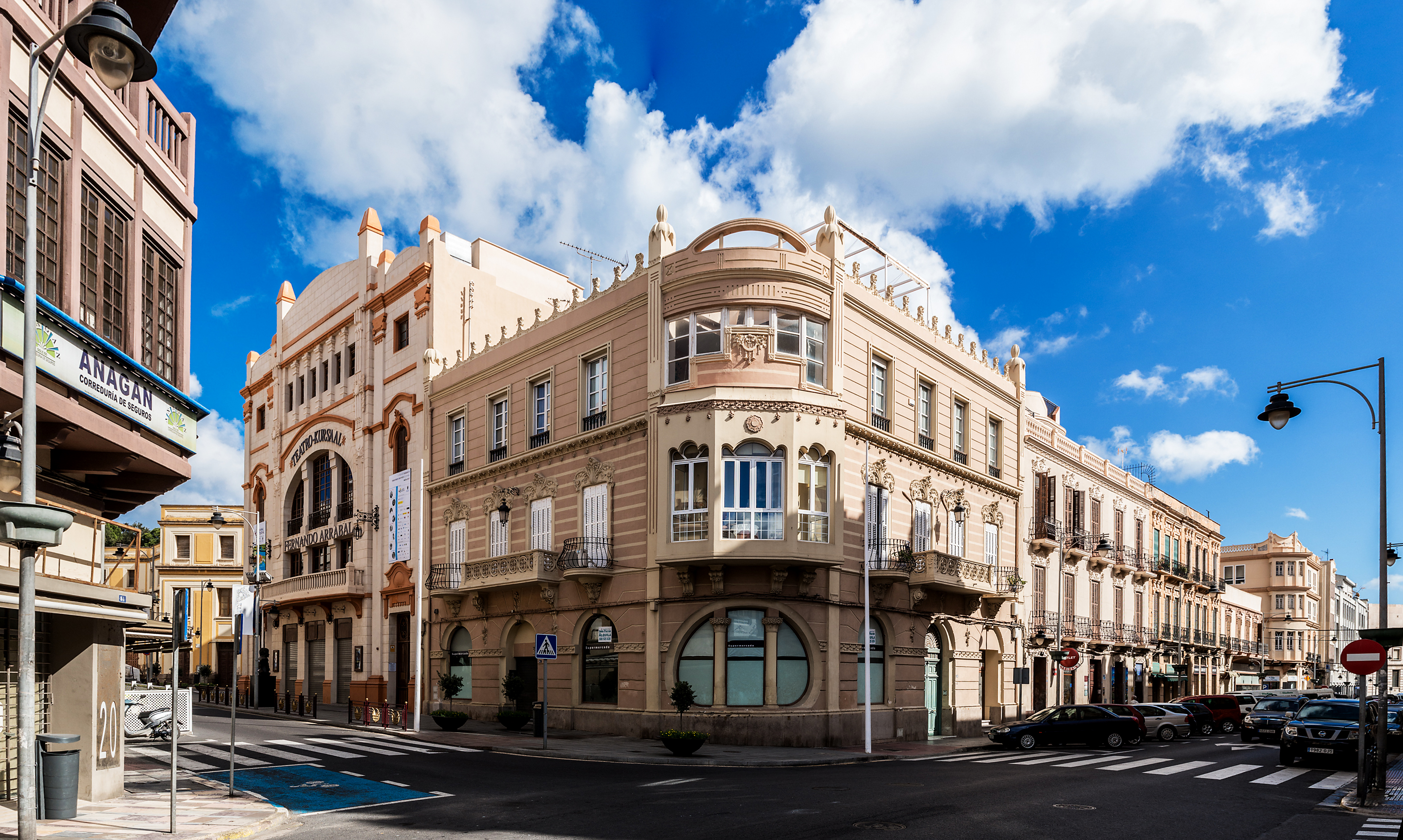
Modernista-Gebäude, ehemaliger Sitz der Zeitung El Telegrama del Rif
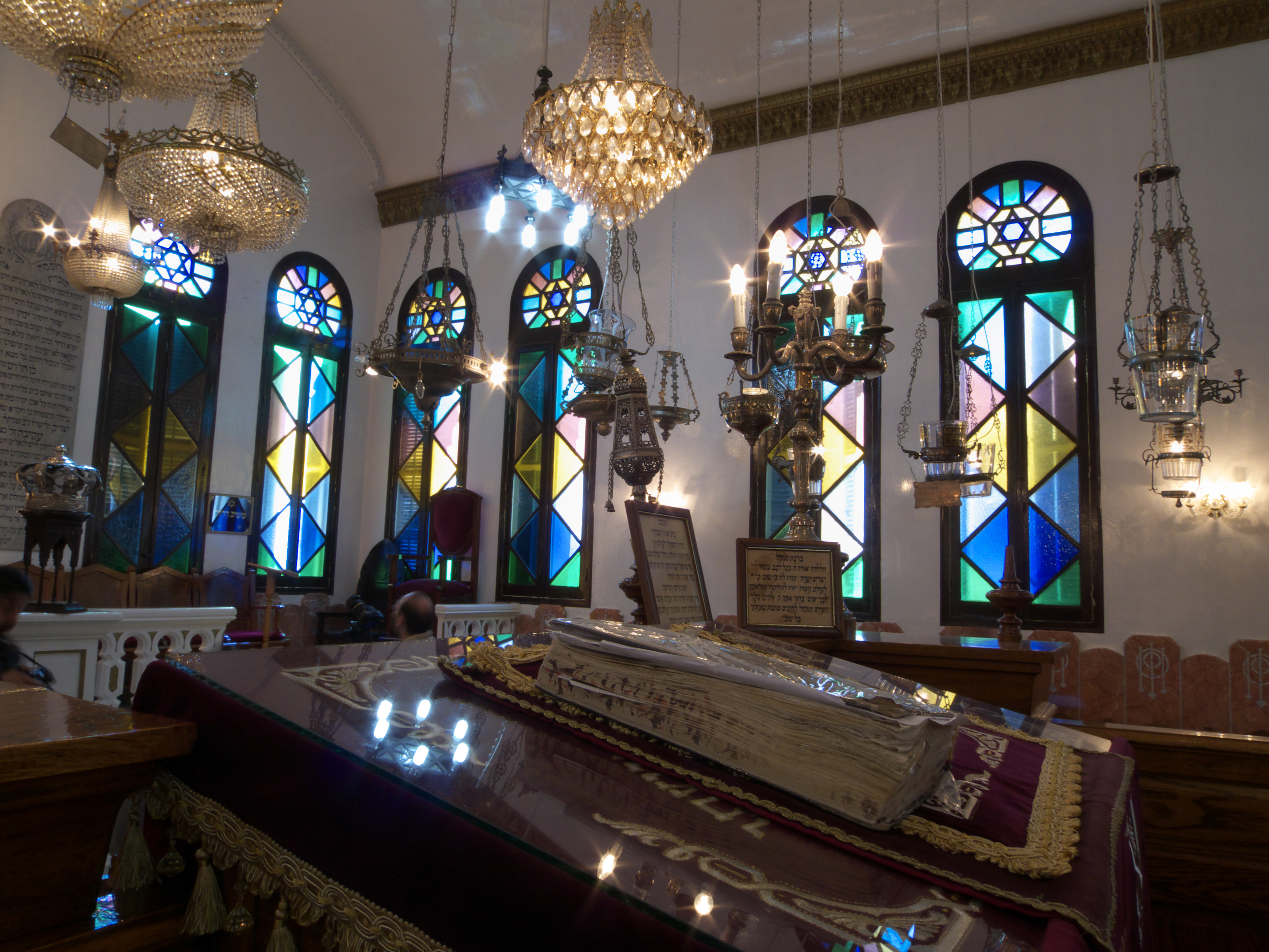
Or Zaruah Synagoge
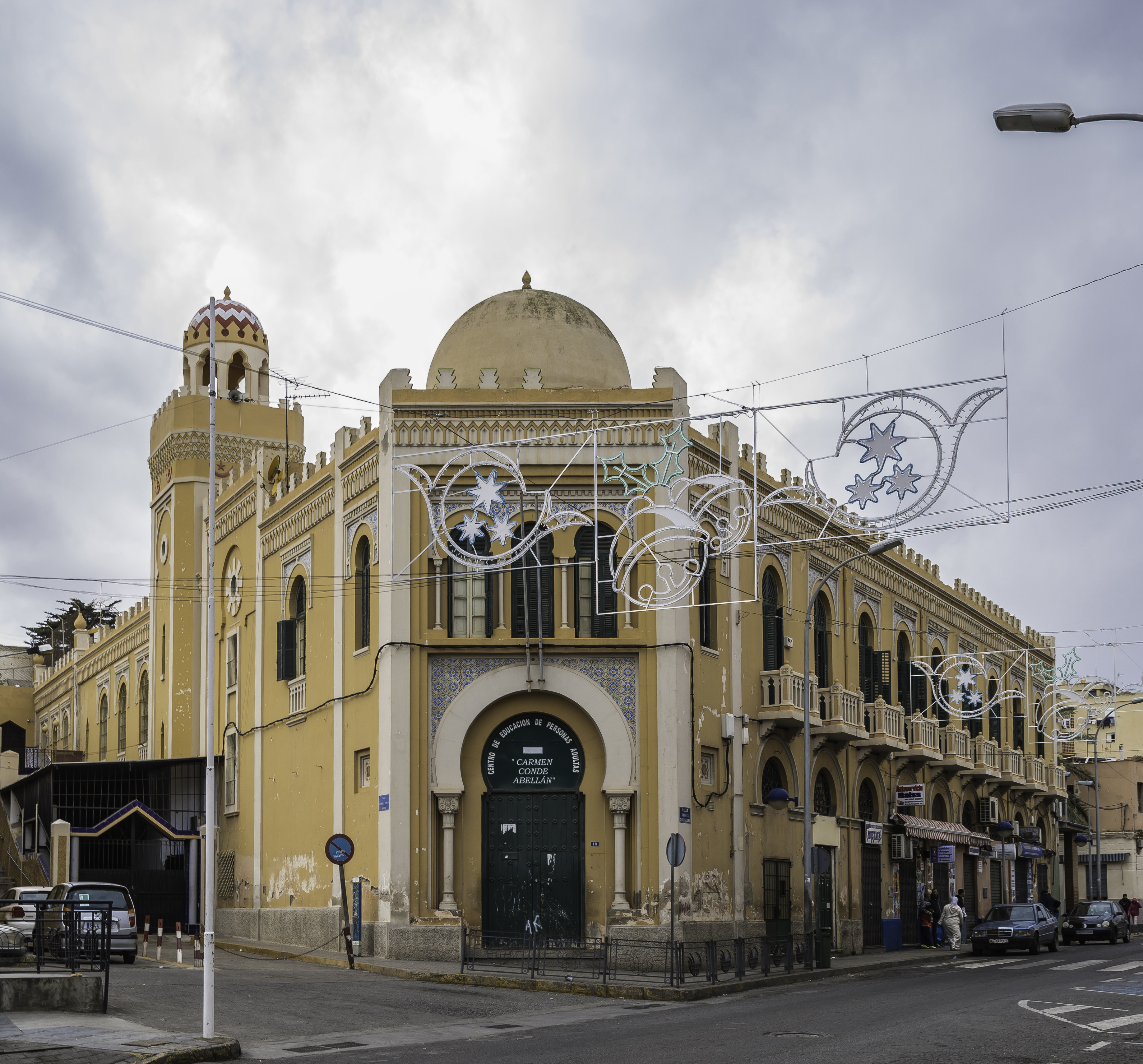
Zentralmoschee von Melilla

#### Skulptur
Ebenfalls bemerkenswert sind Skulpturen, die den Helden der Feldzüge in Marokko gewidmet sind: Monumento a los Héroes de Taxdirt (1910) und das Monumento a los Héroes y Mártires de las Campañas (1927–1931), solche aus dem franquistischen Regime wie das Monumento a los Héroes de España (1941) oder die Statue von Francisco Franco sowie zeitgenössische Werke wie Homenaje al Modernismo Melillense, Monumento a Pedro de Estopiñán y Virués, Encuentros und Homenaje a Fernando Arrabal.

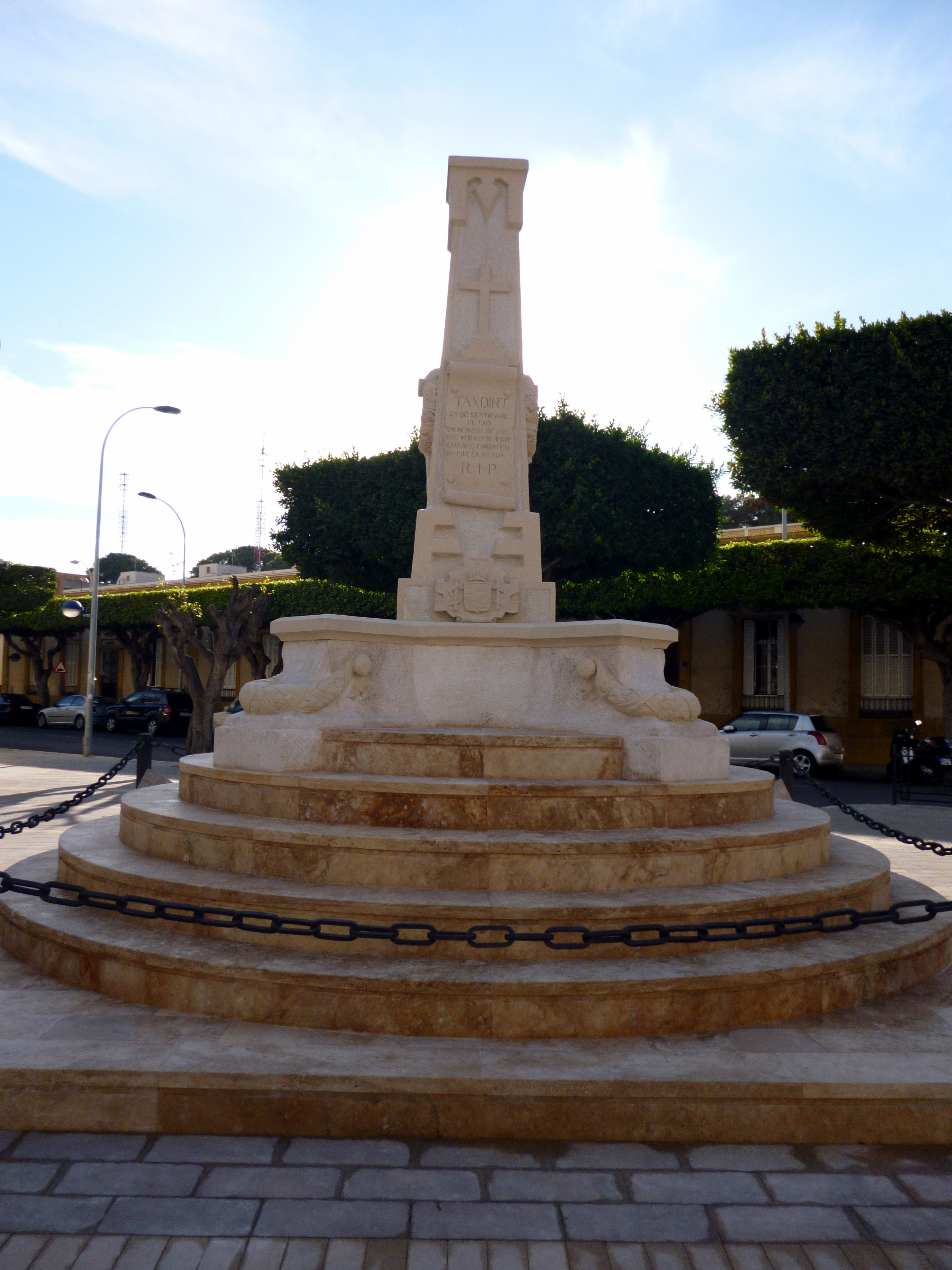
Monumento a los Héroes de Taxdirt
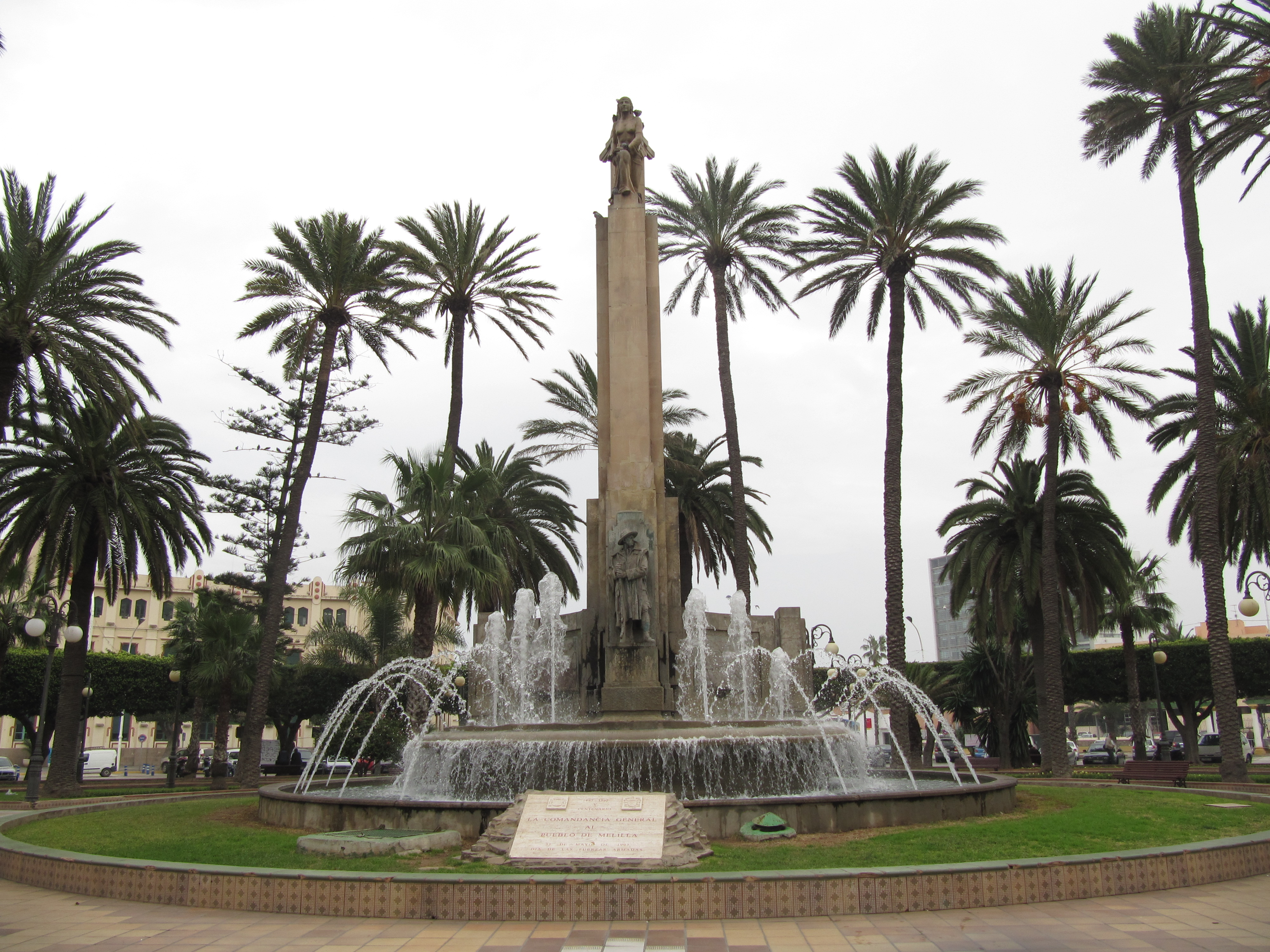
Monumento a los Héroes y Mártires de las Campañas
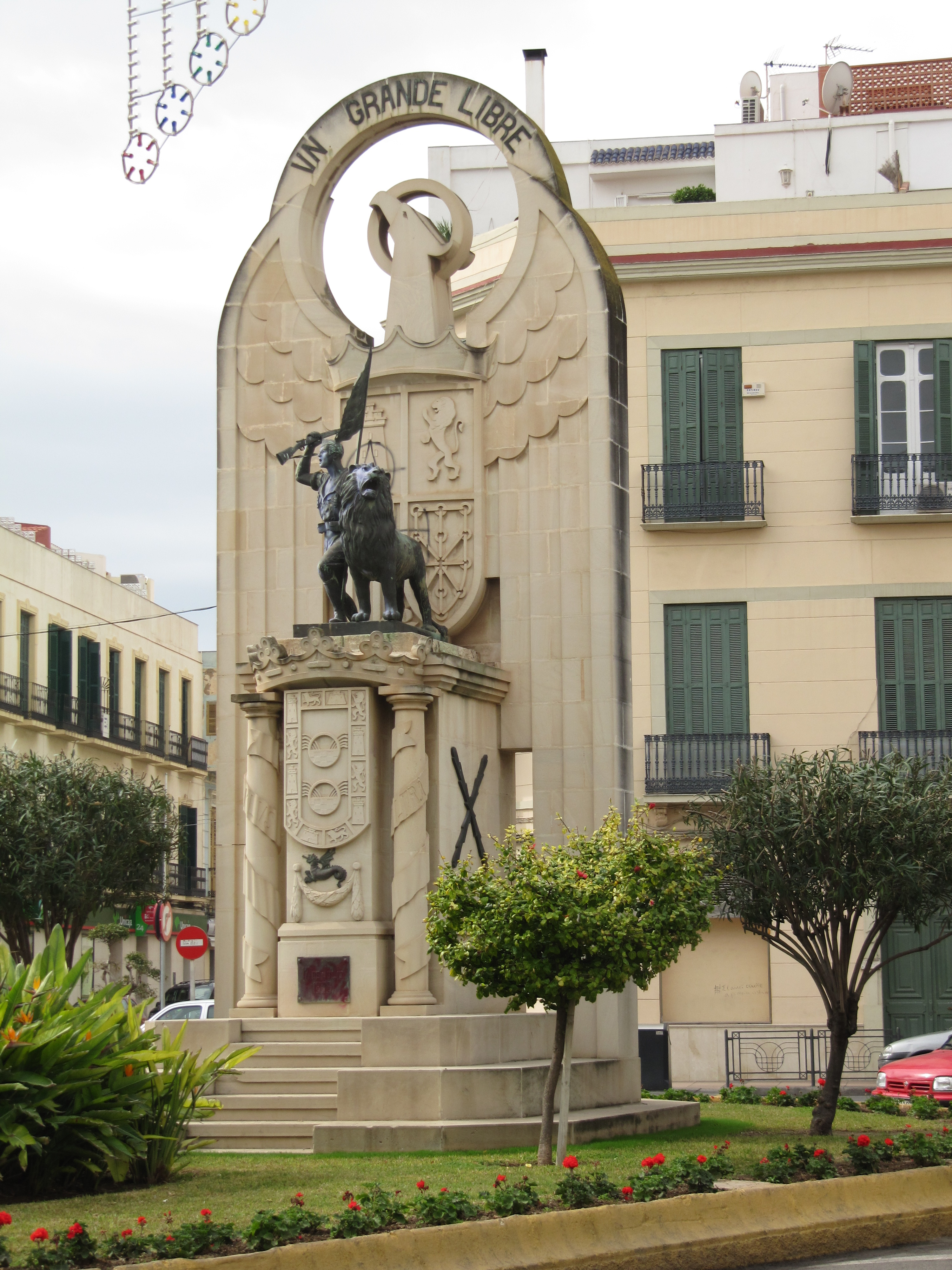
Monumento a los Héroes de España
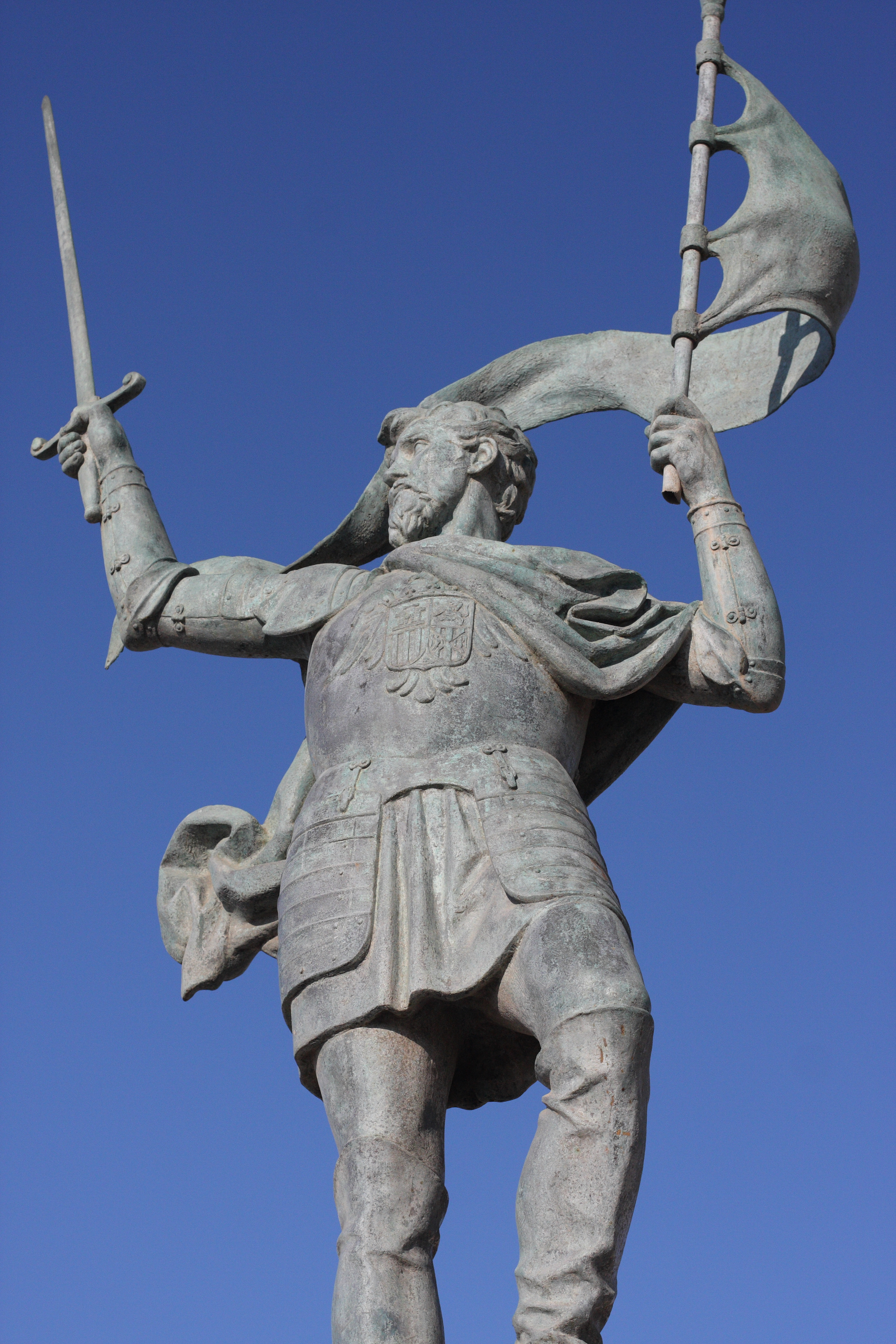
Monumento a Pedro de Estopiñán y Virués
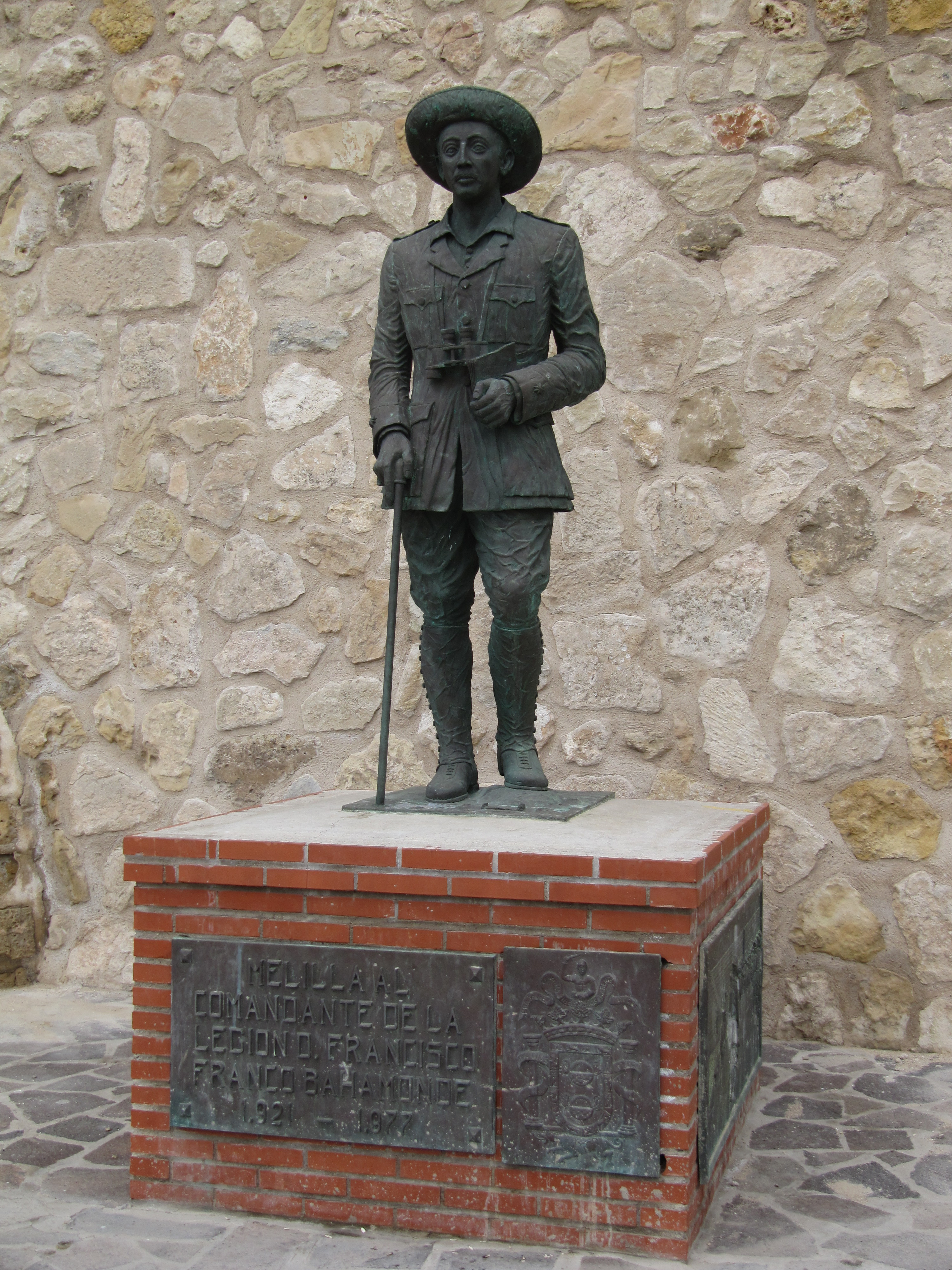
Statue des Legionärs Francisco Franco Bahamonde
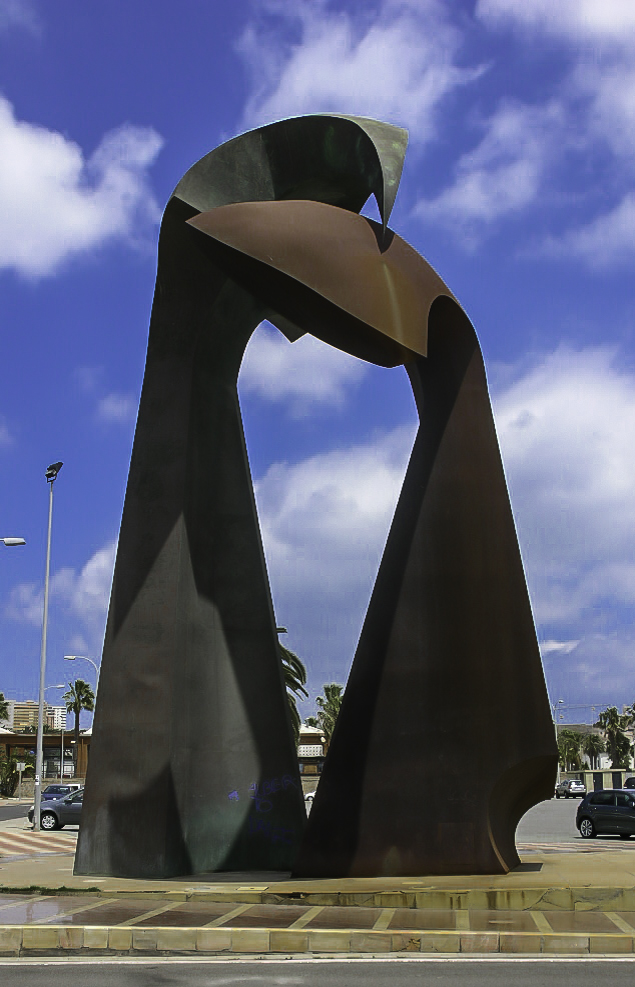
Encuentros
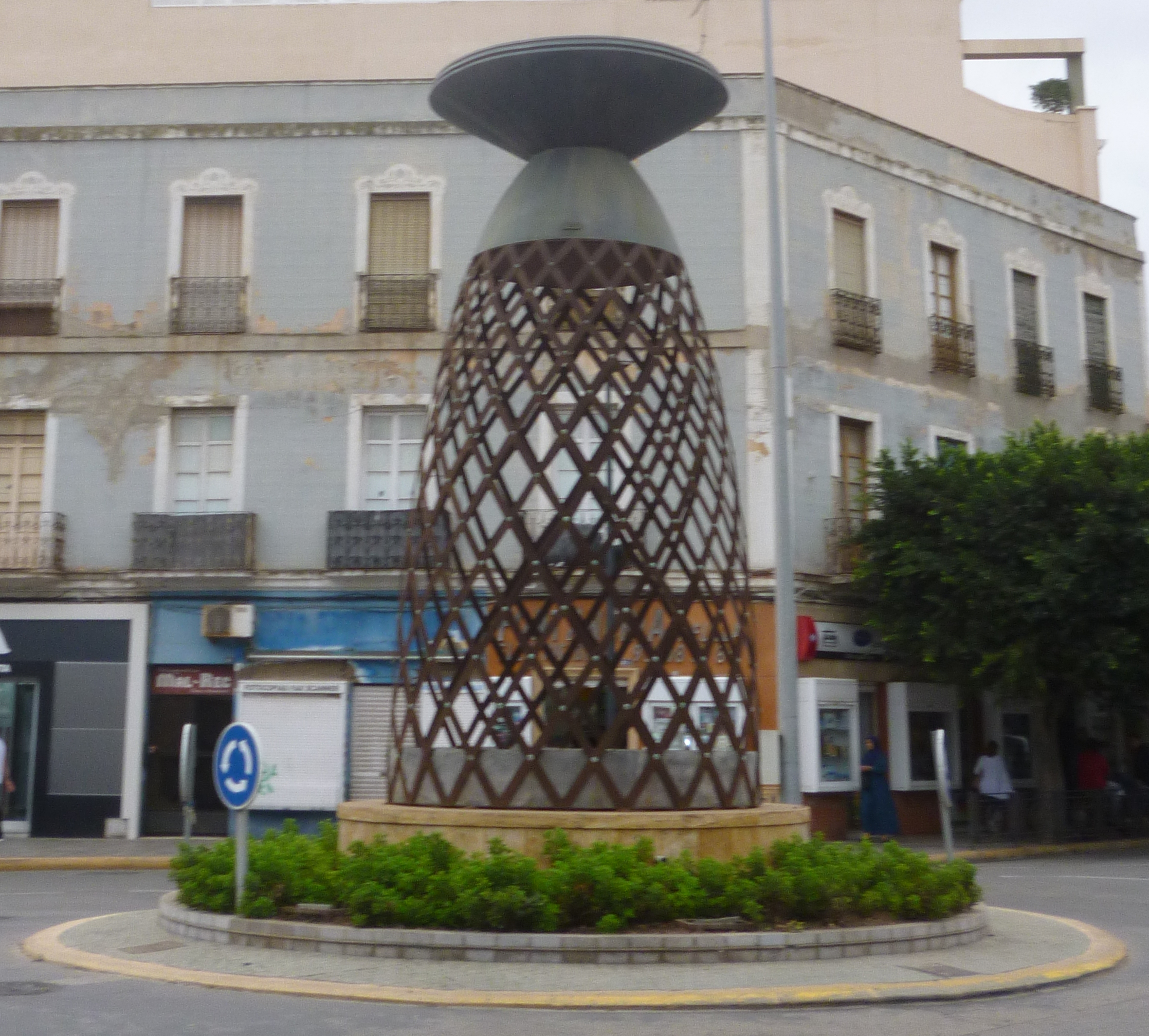
Homenaje al Modernismo Melillense
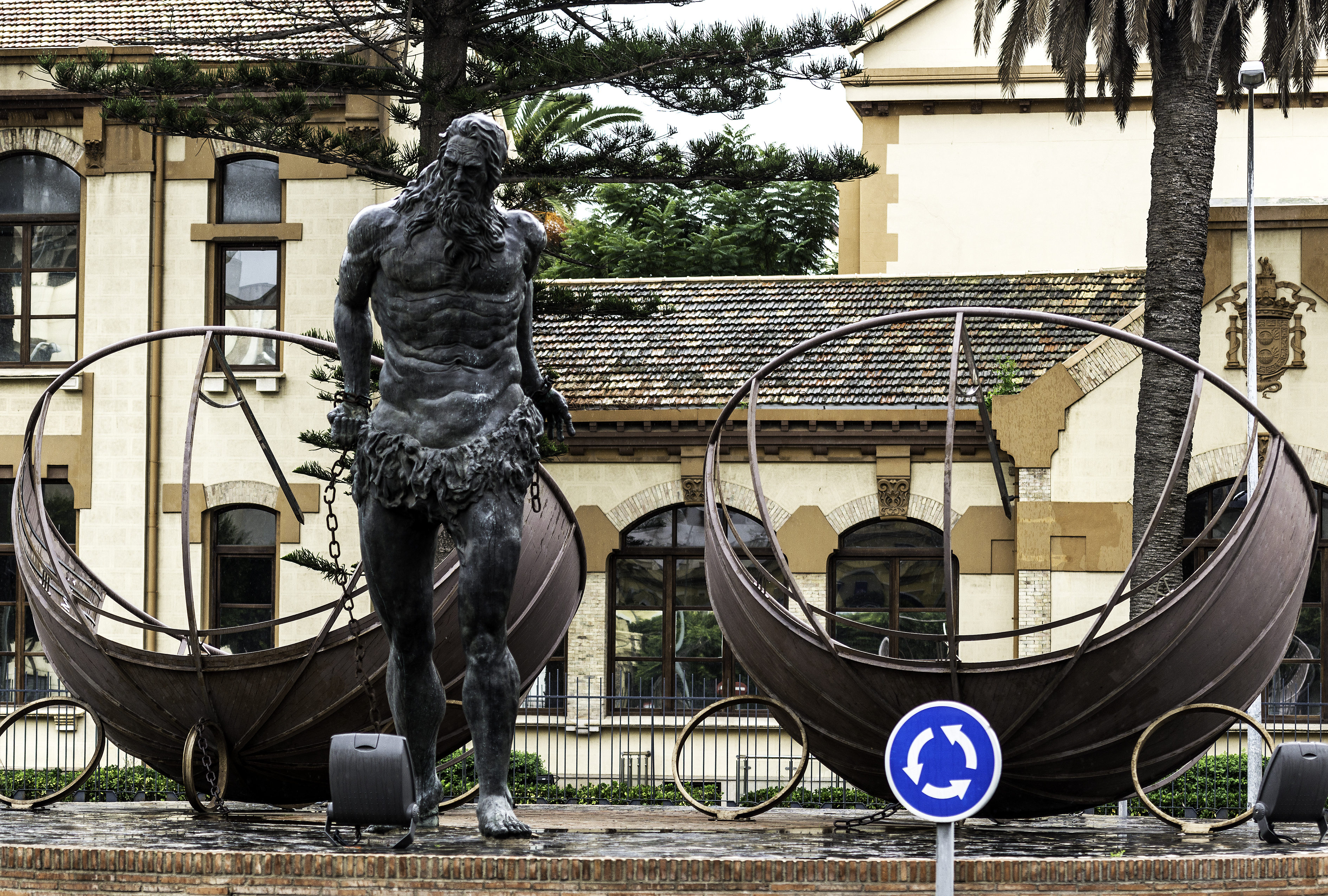
Sonnenuhr
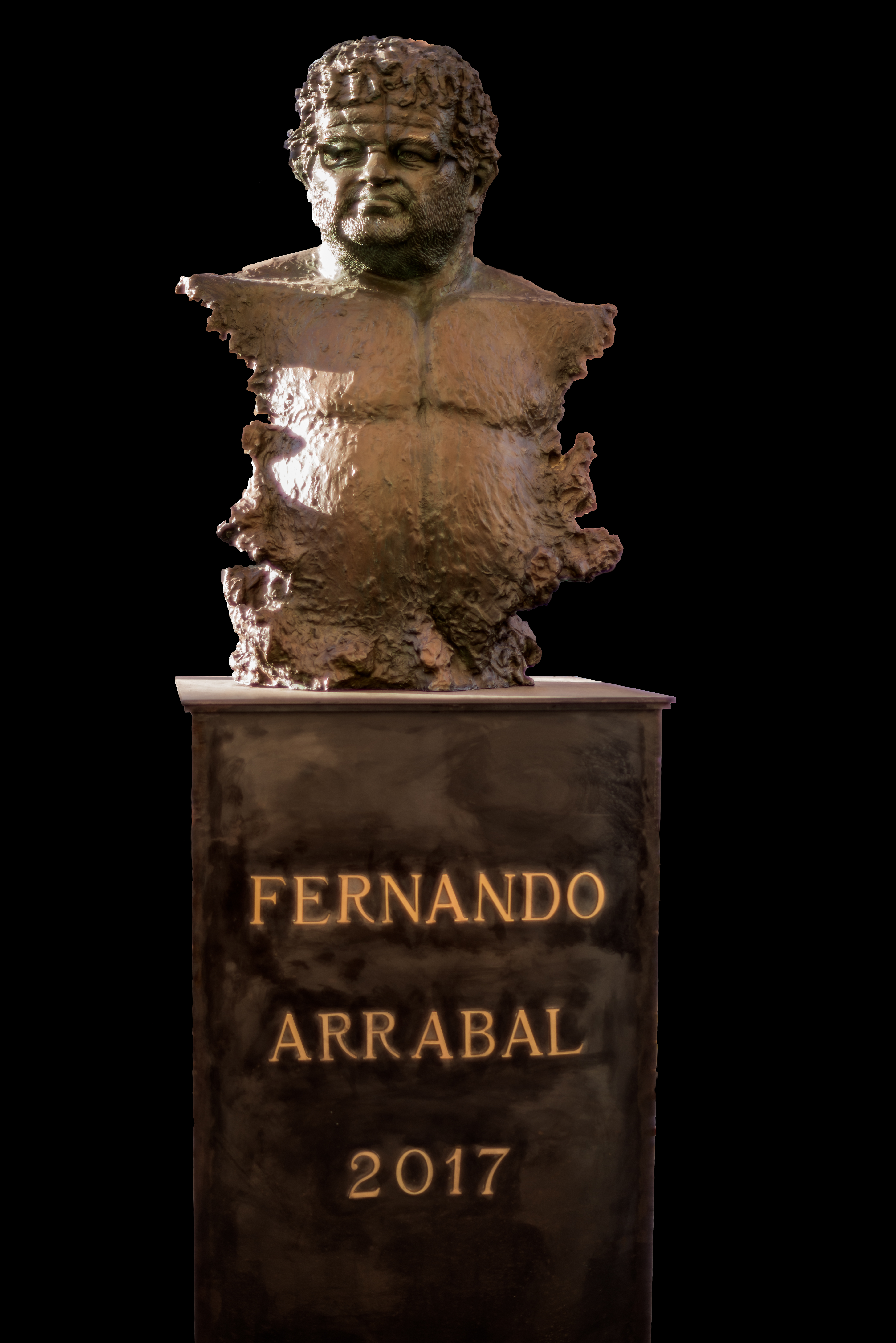
Homenaje a Fernando Arrabal

#### Malerei
Die Malerei in Melilla ist stark von ihrem multikulturellen Umfeld geprägt und zeigt eine Vielzahl künstlerischer Stile. Hervorzuheben ist Eduardo Morillas, bekannt für seine Verbindung zur Geschichte und Landschaft der Stadt, der Licht, Farben und modernistische Architektur Melillas einfängt. Sein Werk verbindet zeitgenössische Kunst mit lokalen Traditionen und trägt zur Anerkennung Melillas als künstlerisches Zentrum bei. Ebenfalls bemerkenswert ist das Werk von Carlos Baeza, insbesondere seine Serie La Ciudad de las Cúpulas, die die modernistische Architektur hervorhebt. Das Museum für zeitgenössische Kunst beherbergt zudem eine repräsentative Sammlung zur künstlerischen Entwicklung der Stadt durch Victorio Manchón.

### Museen
In Melilla gibt es mehrere Museen, darunter das Museum von Melilla, untergebracht in den Almacenes de las Peñuelas, das Archäologische und Historische Museum sowie das sephardisch-berberische Museum, das Militärhistorische Museum von Melilla im Baluarte de la Concepción Alta, das Museum für sakrale Kunst mit Zugang zu den Höhlen von Conventico, das Museo Casa del Reloj im Torre de la Vela, das Museum für Volkskunst und -traditionen Melillas bei der Vereinigung für Melilla-Studien, das Gaselec-Strommuseum und das Automobilmuseum von Melilla.

#### Museum für Geschichte, Archäologie und Ethnographie

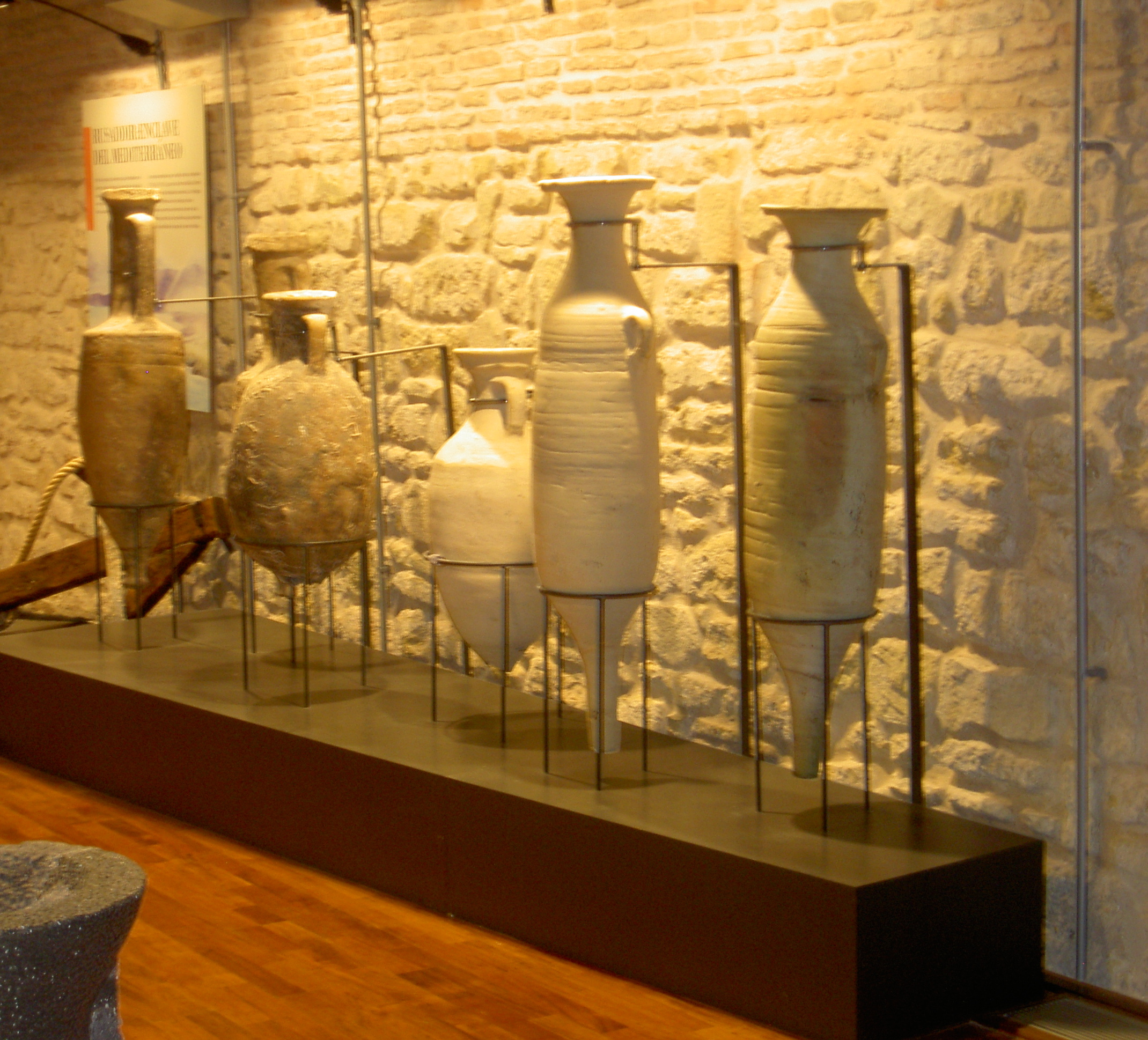
Museum für Geschichte, Archäologie und Ethnographie

Das Museum für Geschichte, Archäologie und Ethnographie von Melilla, das sich in den Almacenes de las Peñuelas befindet, ist in zwei Hauptbereiche unterteilt: einer widmet sich den Kulturen der Roma, Sephardim und Amazigh, der andere der Geschichte der Stadt von der Vorgeschichte bis zur Neuzeit. Seine Ursprünge reichen bis ins 20. Jahrhundert zurück, als archäologische Stücke gesammelt wurden, und es wechselte mehrmals den Standort, bevor es 2011 seinen heutigen Sitz bezog. Zu seinen Sammlungen gehören Objekte der Berber-, Sephardischen und Roma-Kultur sowie archäologische Funde wie karthagische und nasridische Münzen und ein Modell von Melilla La Vieja.

#### Militärgeschichtliches Museum

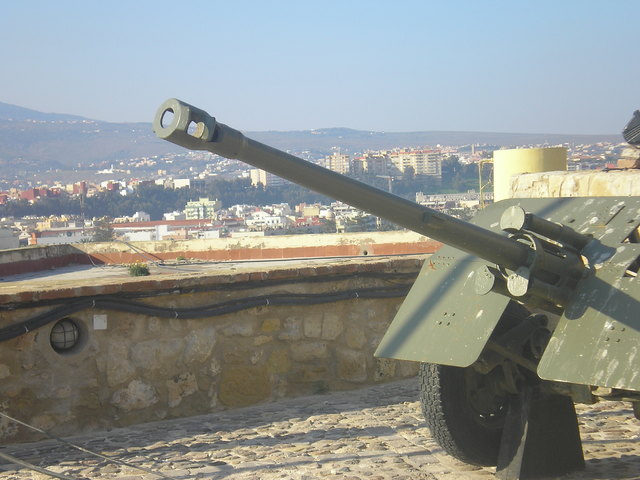
Militärmuseum

Das Militärmuseum von Melilla, das 1997 eröffnet wurde, befindet sich im Baluarte de la Concepción Alta in Melilla La Vieja. Es entstand aus einer Ausstellung zur Militärgeschichte, die während des fünfhundertjährigen Stadtjubiläums stattfand. Die Sammlung umfasst Militäruniformen, Modelle, Dioramen, eine Enigma-Maschine und einen Sattel von Königin Isabella II. Auf den Artillerieplattformen befinden sich Kanonen und Mörser, und in der oberen Galerie werden Wechselausstellungen gezeigt.

#### Museum für Sakrale Kunst
Das Museum für Sakrale Kunst von Melilla befindet sich im ehemaligen Franziskanerkloster im ersten ummauerten Bezirk von Melilla La Vieja. Es wurde in Zusammenarbeit mit der Stadt Melilla, der Bistum Málaga, dem Bischofsvikariat von Melilla, den Bruderschaften der Stadt und der Fundación Melilla Monumental gegründet. Das Museum bietet außerdem Zugang zu den Höhlen von Conventico. Zu den bemerkenswertesten Ausstellungsstücken gehört die „Custodia del Sol“.

#### Uhrturmmuseum

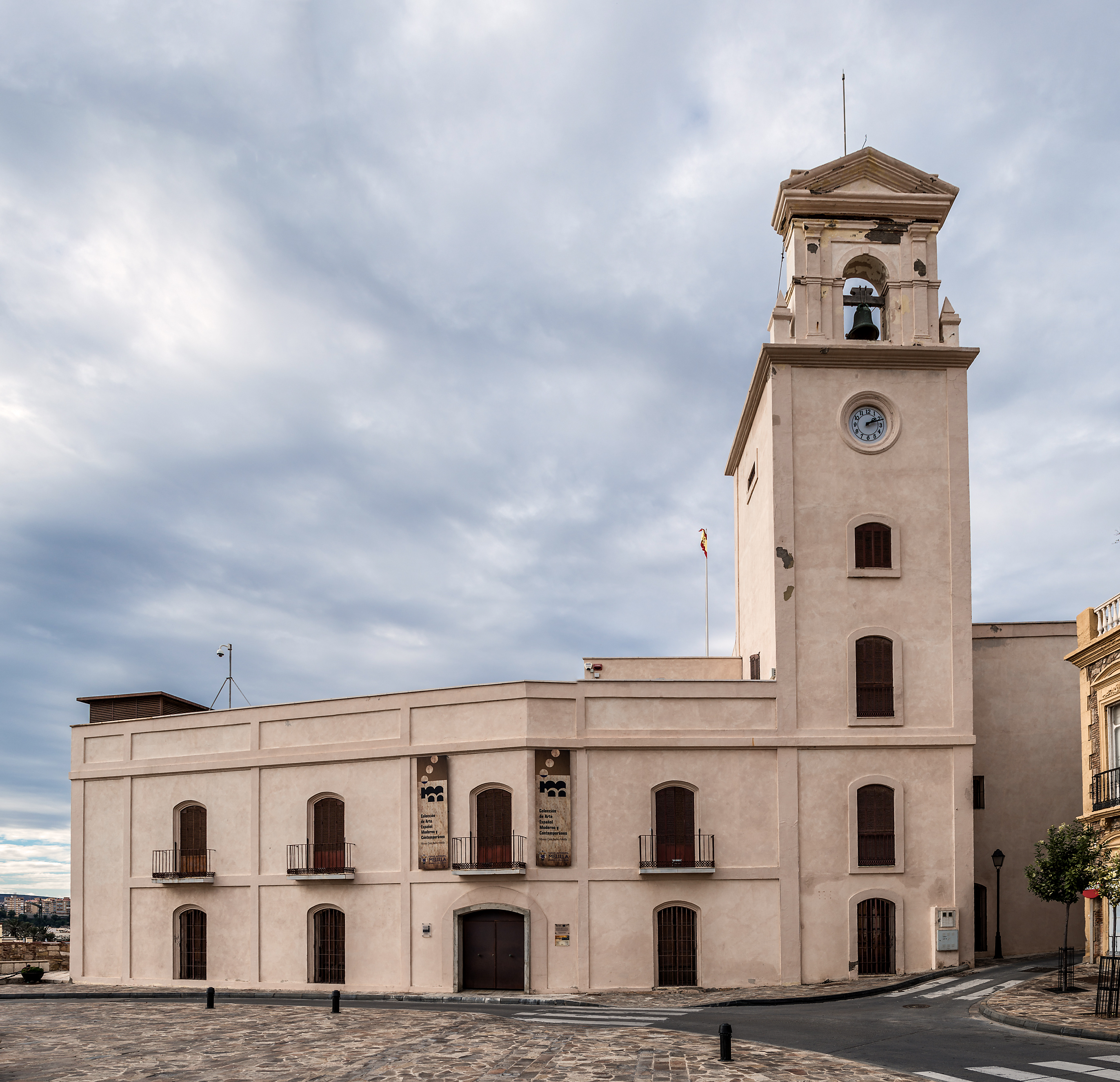
Uhrturmmuseum

Das Uhrturmmuseum von Melilla befindet sich im Turm Torre de la Vela im ersten ummauerten Bezirk von Melilla La Vieja und wurde durch die Schenkung eines Teils der Sammlung des almeriensischen Künstlers Andrés García Ibáñez an die Stadt Melilla gegründet. Es zeigt außerdem einen Teil seiner eigenen Kunstsammlung.
Das Museum verfügt über sechs Ausstellungsräume, die verschiedene Epochen ab dem 18. Jahrhundert abdecken. Zu sehen sind unter anderem Werke des 19. Jahrhunderts im Stil des Realismus, der Neuen Figuration und der spanischen fotografischen Dokumentation. Skulpturen stammen von Künstlern wie Juan López, Emilio Manescau Baccarelli, Félix Alonso und Mustafa Arruf, Gemälde u. a. von Vicente Maeso Cayuela, Victorio Manchón, Carlos Monserrate, Eduardo Morillas und Francisco Hernández.

#### Ägyptisches Museum von Melilla

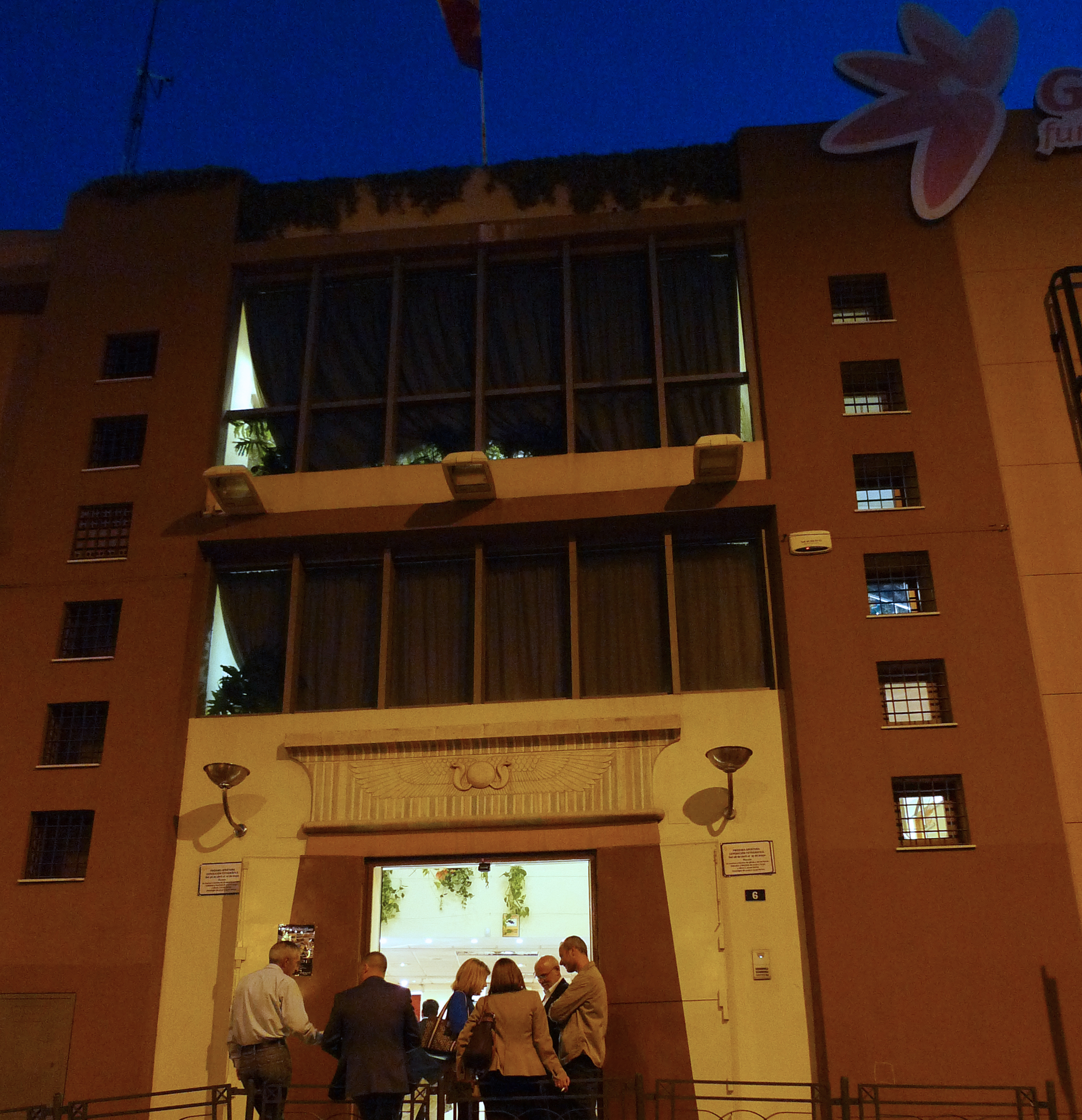
Ägyptisches Museum

Das Ägyptische Museum von Melilla ist ein der ägyptischen Kunst gewidmetes Museum in der spanischen Stadt Melilla. Es wurde 2021 eröffnet und ist eines von nur zwei Museen dieser Art in Spanien, neben dem in Barcelona. Das Museum erstreckt sich über drei Etagen und präsentiert zahlreiche Sammlungen zur altägyptischen Zivilisation, darunter Stücke von großem historischem und kulturellem Wert. Es bietet einen umfassenden Überblick über die Geschichte, Kultur und Kunst des alten Ägyptens.

#### Gaselec-Museum für Elektrizität

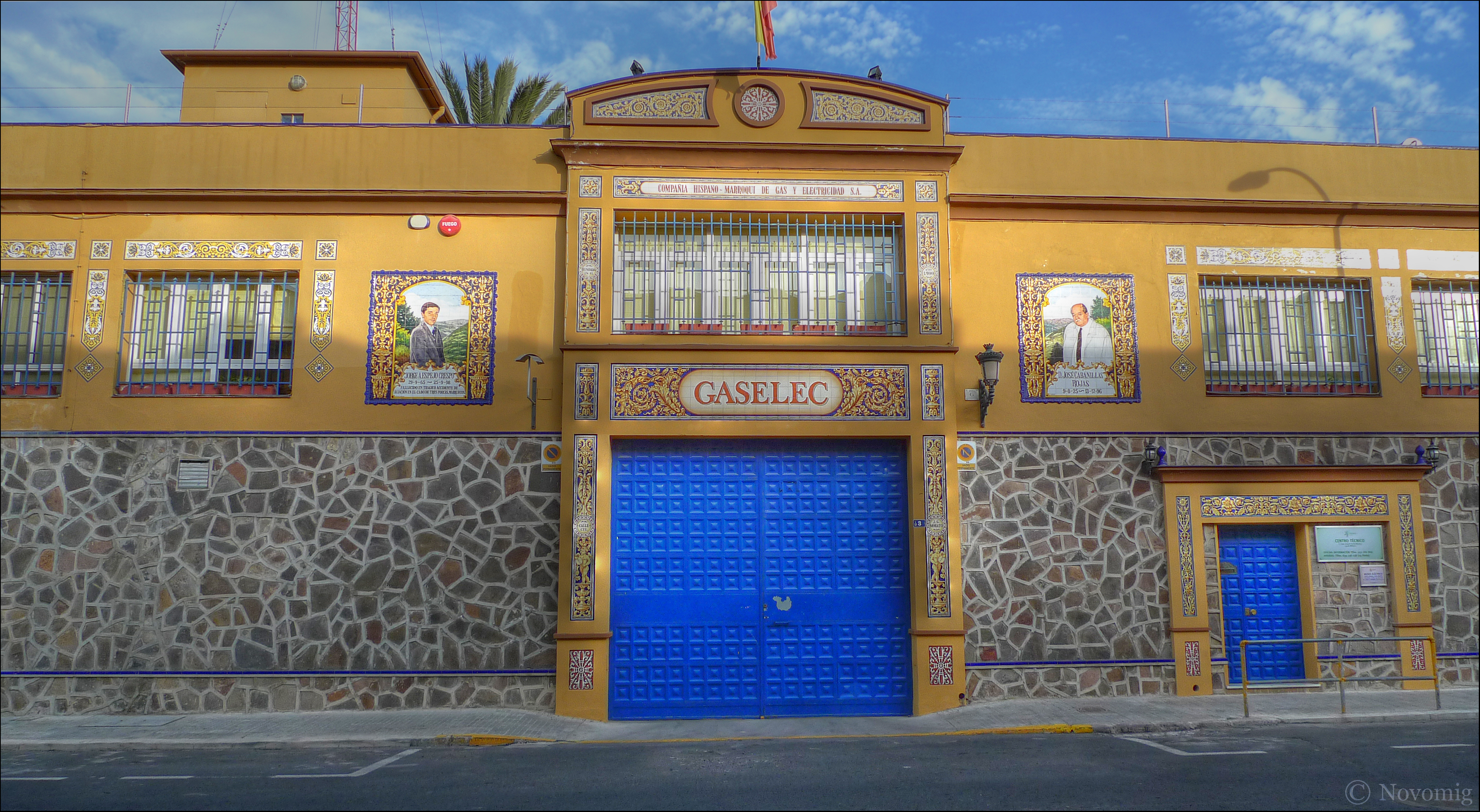
Gaselec-Museum für Elektrizität

Das Gaselec-Museum für Elektrizität und Industrie wurde 1997 von Gustavo Cabanillas, dem Präsidenten des Hispano-Marokkanischen Gas- und Elektrizitätsunternehmens, gegründet, das 2003 in Melillense de Gas y Electricidad (GASELEC) umbenannt wurde. Seit 2004 ist das Museum in die Gaselec-Stiftung integriert.
Das Museum besteht aus mehreren Bereichen: dem Technikraum und Lager, dem Büro mit Möbeln aus dem frühen 20. Jahrhundert sowie dem Industriemuseum, das den Schmiedeprozess des Unternehmens zeigt.

#### Automobilmuseum

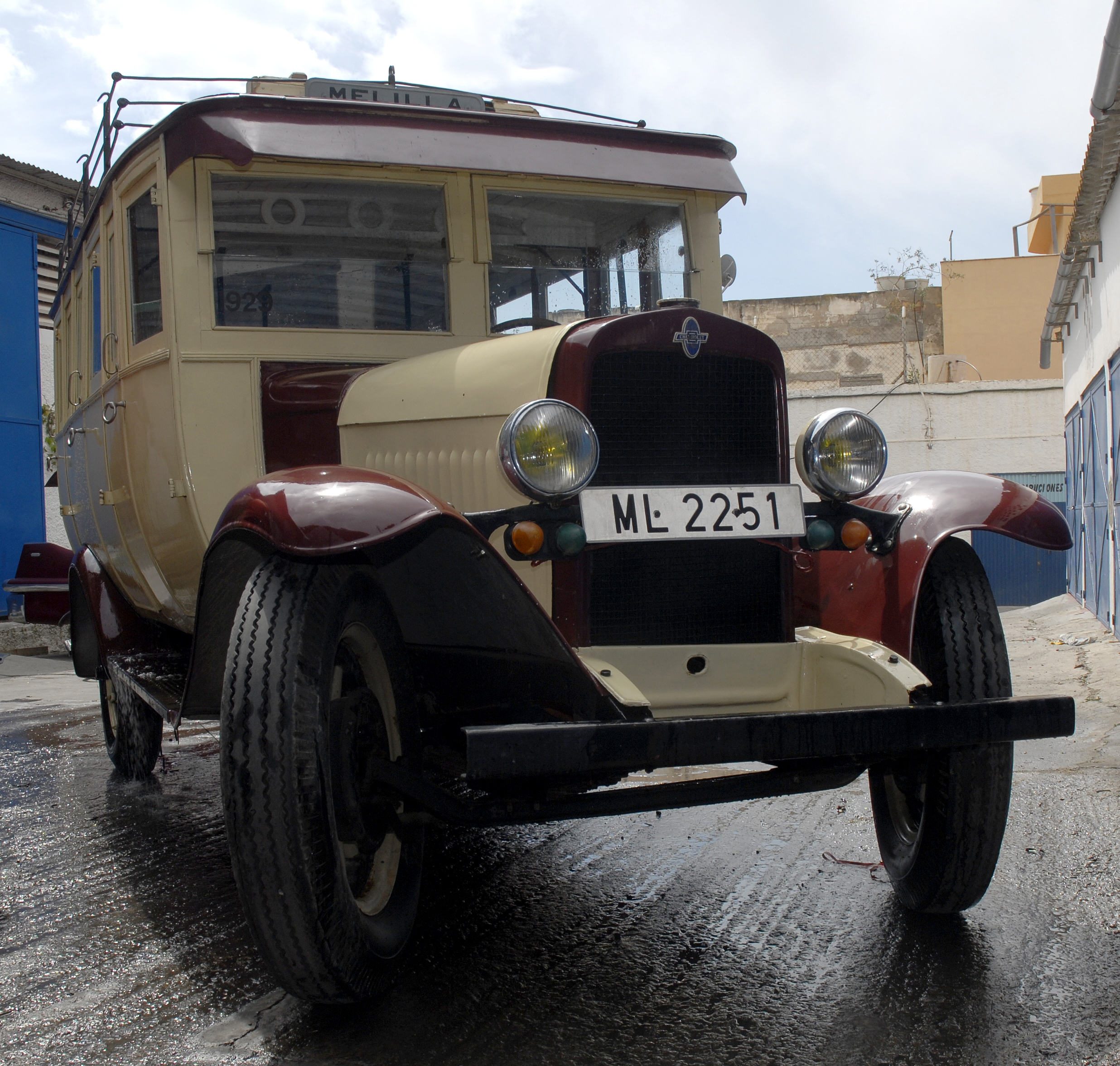
Automobilmuseum

Das Automobilmuseum von Melilla ist nur nach vorheriger Terminvereinbarung geöffnet. Es wurde vom Sammler Miguel Ángel Hernández gegründet, der sich seit 1970 für Autos interessierte. Unterstützt wurde er dabei vom Historiker Juan Díez Sánchez sowie weiteren Mitwirkenden wie José Nieto Egea, José Miguel Fernández und Federico Navajas.
Das Museum zeigt eine Ausstellung von 35 Autos, 12 Motorrädern und 2 Gespannen mit Beiwagen und verfügt über eine bedeutende Sammlung historischer Fahrzeuge.

#### Fossilien- und Mineralienmuseum
Das Fossilien- und Mineralienmuseum ist eine Einrichtung zur Ausstellung und Erforschung von Fossilien und Mineralien und befindet sich im Naturinterpretationszentrum „Ingeniero Ramón Gavilán“ in Melilla. Es wurde 2015 eröffnet und beherbergt eine Sammlung von etwa 130 Exponaten, darunter Fossilien von Meerestieren, Wirbellosen und Wirbeltieren wie Haifischzähnen.
Das Museum bietet Bildungsangebote wie Workshops und Führungen an und wurde nach der Norm UNE-EN ISO 9001:2015 zertifiziert. Derzeit wird es erweitert – geplant sind u. a. ein Petrologie-Saal und ein Naturwissenschaftliches Museum von Melilla.

### Ausstellungshallen
Die Ausstellungshallen im Hospital del Rey der Gaselec-Stiftung, Vicente Manchón im Kulturzentrum Federico García Lorca und im Königlichen Maritimen Club von Melilla.

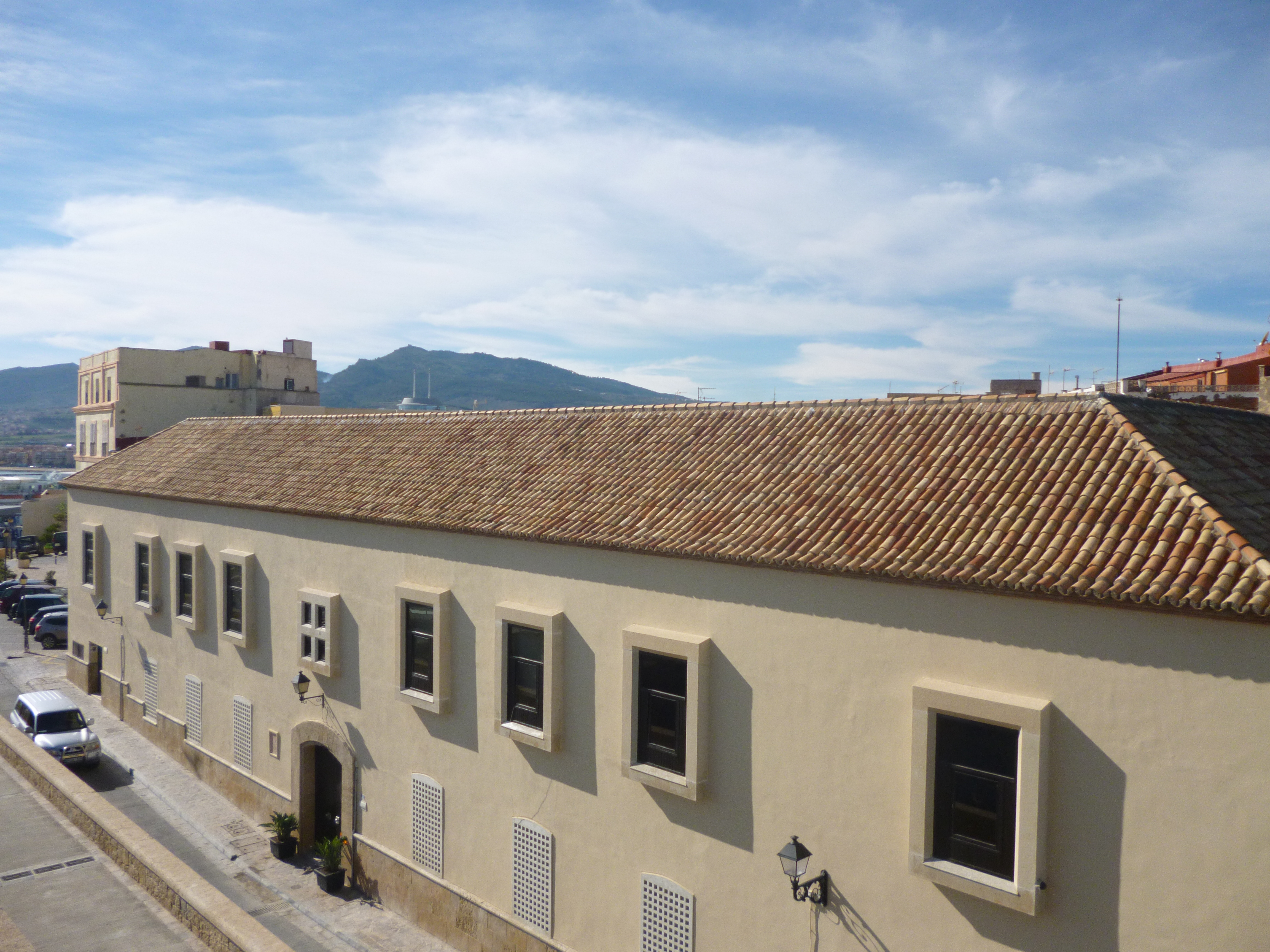
Hospital del Rey
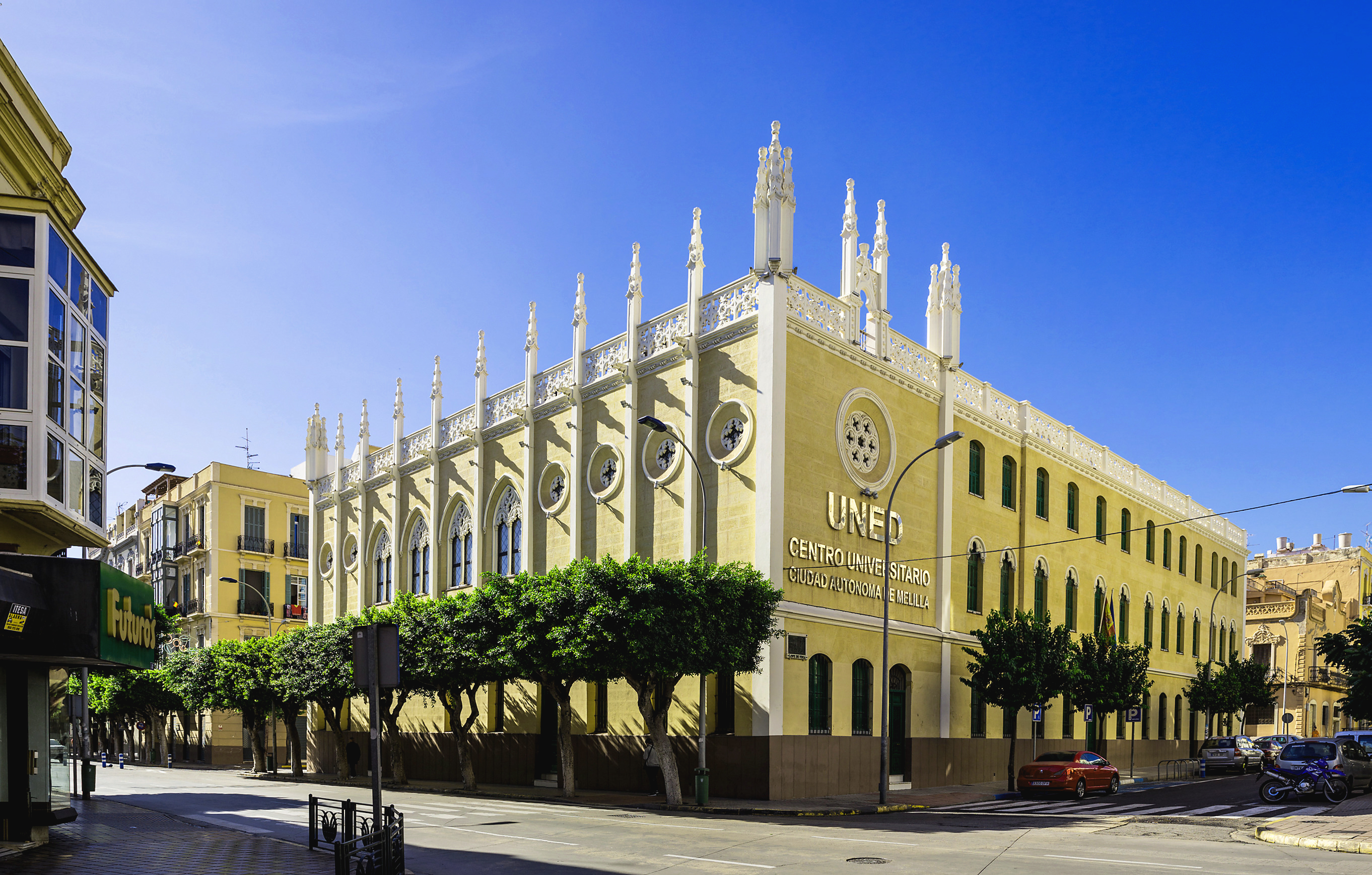
Ehemaliges Colegio del Buen Consejo
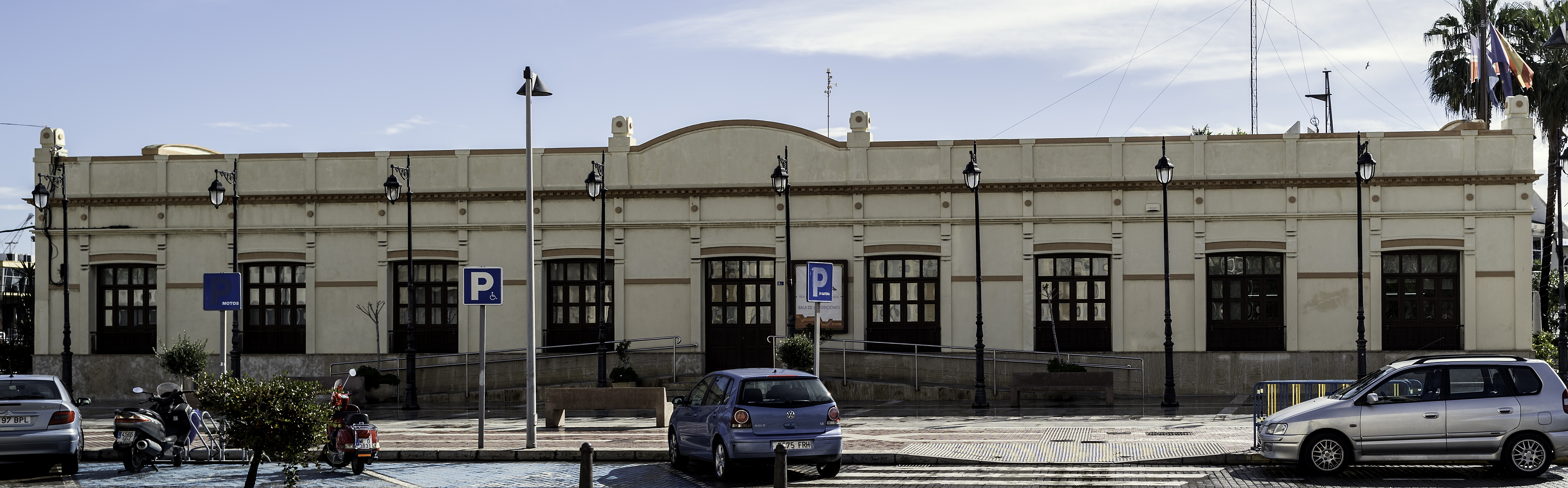
Königlicher Maritimer Club von Melilla

### Archive
- Historisches Archiv von Melilla: Beinhaltet Dokumentenbestände, darunter notarielle Protokolle der Kriegsschreibämter von Melilla, Vélez de la Gomera, Alhucemas und der Chafarinas-Inseln, die überwiegend aus dem 18. und 19. Jahrhundert stammen.[158]
- Allgemeines Archiv von Melilla: Gegründet im Jahr 2012, mit dem Ziel, die Dokumentenbestände der Stadt zu bewahren, zu sichern und für die Zukunft zugänglich zu machen.[159]
- Militärisches Zwischenarchiv von Melilla: Beinhaltet über 4000 Archivierungseinheiten mit Unterlagen vom 18. Jahrhundert bis heute.[160]
- Kirchliche Archive von Melilla: Umfasst Dokumentenbestände verschiedener Pfarrgemeinden der Stadt.[161]

### Bibliotheken
- Öffentliche Bibliothek von Melilla.[162]
- Militärhistorische Bibliothek von Melilla.[163]

### Kulturelle Institutionen
- Kulturunterricht für Senioren in Melilla.[164]
- Islamischer Rat von Melilla.[165]
- Soziokultureller Verein: Mem Guímel.[166]

### Musik
- Konservatorium für Musik Melilla.[167]
- Musikband, Symphonieorchester und Chorvereinigung der Stadt Melilla.[168]
- Musikeinheit des Generalkommandos von Melilla.[169]

### Theater

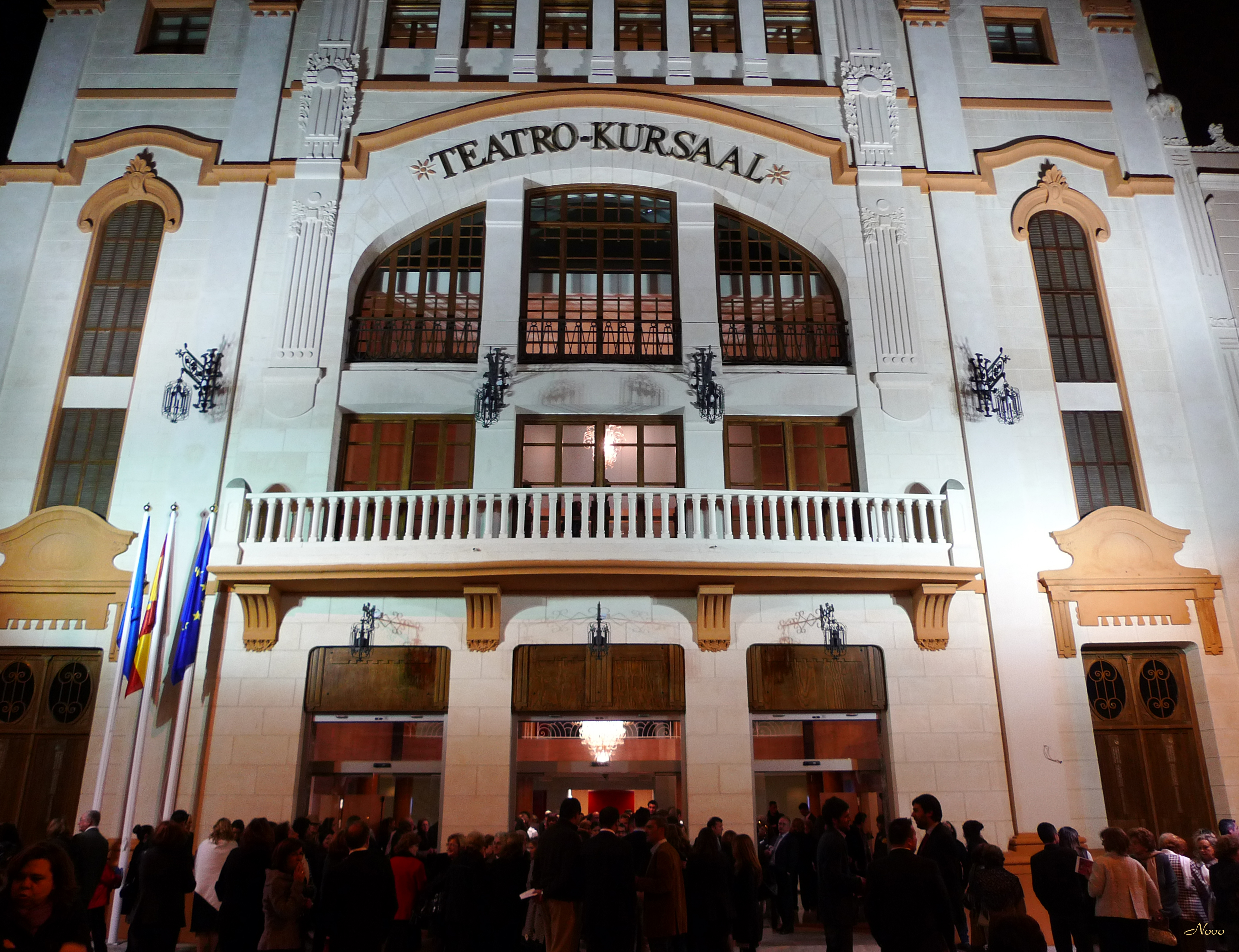
Theater Kursaal – Fernando Arrabal

In Melilla gibt es das Theater Kursaal-Fernando Arrabal, das dem Kulturministerium der Autonomen Stadt Melilla untersteht, sowie den Ausstellungs- und Kongresspalast, betrieben vom Tourismusverband, wo die wichtigsten Theater-, Tanz- und Musikveranstaltungen der Stadt stattfinden. Das Perelló-Theater-Kino ist das einzige kommerzielle Kino in Melilla und seit 1932 in Betrieb. Im Sommer finden Konzerte in Melilla la Vieja, im Carvajal-Auditorium und auf dem Messegelände statt, mit nationalen und internationalen Künstlern. Das ganze Jahr über gibt es zahlreiche Auftritte lokaler Musikgruppen, hauptsächlich in privaten Lokalen und Bars.

### Kulturelle Veranstaltungen

#### Filmwoche von Melilla
Die Filmwoche von Melilla ist ein jährliches Filmfestival in der autonomen Stadt Melilla, Spanien. Es wurde erstmals 2009 organisiert und wird vom Kulturministerium der Stadt koordiniert, mit dem Ziel, das Kino und die audiovisuelle Kultur in der Region zu fördern.
Jede Ausgabe findet im Mai statt und bietet ein Programm mit nationalen und internationalen Spielfilmen, Kurzfilmen und Kinderkino. Die Vorführungen finden hauptsächlich im Theater Kursaal-Fernando Arrabal und im Perelló-Theater-Kino statt.
Das Festival umfasst auch begleitende Veranstaltungen wie Podiumsdiskussionen, Präsentationen und Konzerte. Einer seiner Hauptpreise ist der José-Sacristán-Preis (früher „Ciudad de Melilla“-Preis), mit dem Persönlichkeiten des spanischen Kinos ausgezeichnet werden.

#### Tempelroute
Die Tempelroute ist ein touristischer Rundgang zu den wichtigsten Gotteshäusern von Melilla und spiegelt die religiöse Vielfalt der Stadt wider. Sie beginnt an der Kirche Nuestra Señora de la Purísima Concepción (1657), einem Gebäude im spätromanischen und barocken Stil. Weiter geht es zur Synagoge Or Zaruah (1924), einem modernistischen Gebäude der jüdischen Gemeinde. Danach folgt der hinduistische Tempel von Melilla, ebenfalls modernistisch, und schließlich die Zentrale Moschee von Melilla (1950), ein zentraler Ort muslimischer Verehrung.

#### Der Renaissance-Markt Karls V

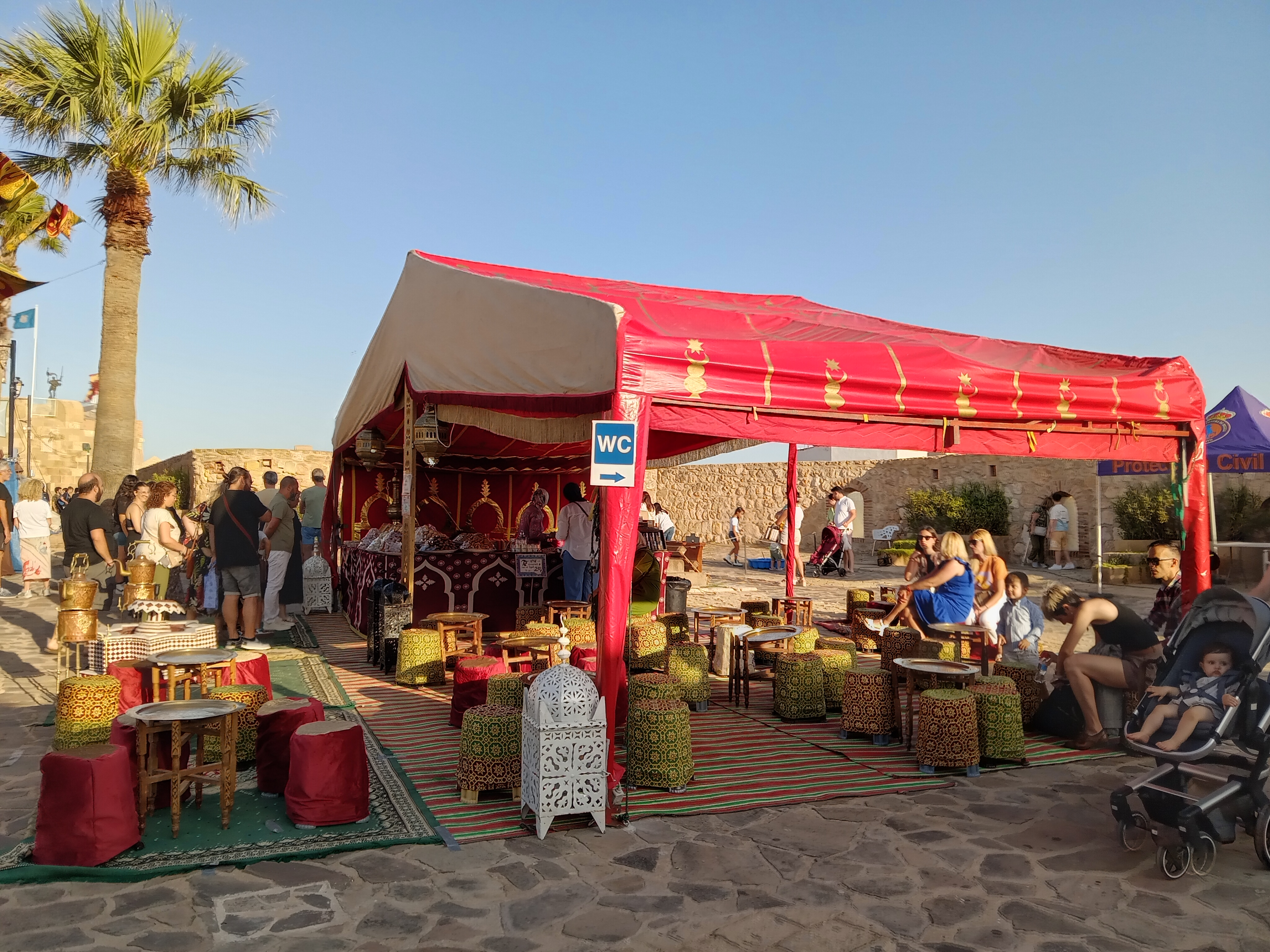
Renaissance-Markt Karls V.

Der Renaissance-Markt Karls V. ist eine jährliche Kulturveranstaltung in Melilla, die die Atmosphäre des 16. Jahrhunderts nachbilden und das historische Erbe der Stadt fördern soll. Er findet seit 2016 in Melilla la Vieja statt, das sich in einen thematischen Renaissance-Markt verwandelt.
Über 60 Stände bieten Handwerk und Speisen im Stil der damaligen Zeit, begleitet von Aufführungen, Theater, Fechtshows, Musik und interaktiven Aktivitäten. Der Markt ist in thematische Bereiche unterteilt, die Kulturen wie kastilisch, amazigh, sephardisch und indo-gypsie darstellen.
Die Veranstaltung zieht jährlich Tausende Besucher an, fördert den Kulturtourismus und belebt die lokale Wirtschaft. Der nächste Markt ist für Juni 2025 geplant.

#### Musik unter dem Mond
„Musik unter dem Mond“ ist eine kulturelle Sommerveranstaltung mit Open-Air-Konzerten an symbolträchtigen Orten der Stadt. Das Programm umfasst Musikrichtungen von Klassik bis Flamenco und richtet sich an ein breites Publikum. Neben lokalen treten auch internationale Künstler auf.

#### Melilla Jazz Days
Die Melilla Jazz Days sind ein jährlich stattfindendes Jazzfestival, das Konzerte mit nationalen und internationalen Künstlern an verschiedenen Orten der Stadt präsentiert. Es umfasst unterschiedliche Jazzstile und fördert auch lokale Musiker. Begleitend gibt es Workshops und Meisterklassen, wodurch das kulturelle und touristische Profil Melillas gestärkt wird.

#### Liedermacher-Wettbewerb
Der Liedermacher-Wettbewerb von Melilla ist eine jährliche Veranstaltung zur Förderung neuer Musik. Junge Liedermacher – sowohl aus der Region als auch darüber hinaus – können eigene Kompositionen vorstellen. Preise beinhalten Studioaufnahmen und Konzertauftritte. Der Wettbewerb ist ein kultureller Treffpunkt mit ergänzenden Veranstaltungen.

### Feste und Feiertage
- Weihnachten: Gesetzliche Feiertage sind der 25. Dezember (Weihnachten), der 31. Dezember (Silvester), der 1. Januar (Neujahr) und der 6. Januar (Heilige Drei Könige).
- Ostern: Mit Gründonnerstag und Karfreitag.[176]
- Ramadan: Eid al-Fitr
- Eid al-Adha: 11. Juli[177]
- Mariä Himmelfahrt: 15. August.
- Fest der Schutzpatronin: Feier der Heiligen Jungfrau vom Rosenkranz am 8. September.
- Tag von Melilla, 17. September. Er erinnert an die Eroberung von Melilla im Jahr 1497 durch Pedro de Estopiñán, als Melilla Teil der Krone von Kastilien wurde.
- Spanischer Nationalfeiertag: 12. Oktober
- Allerheiligen: 1. November
- Verfassungstag: 6. Dezember
- Mariä Empfängnis: 8. Dezember

#### Melilla-Messe

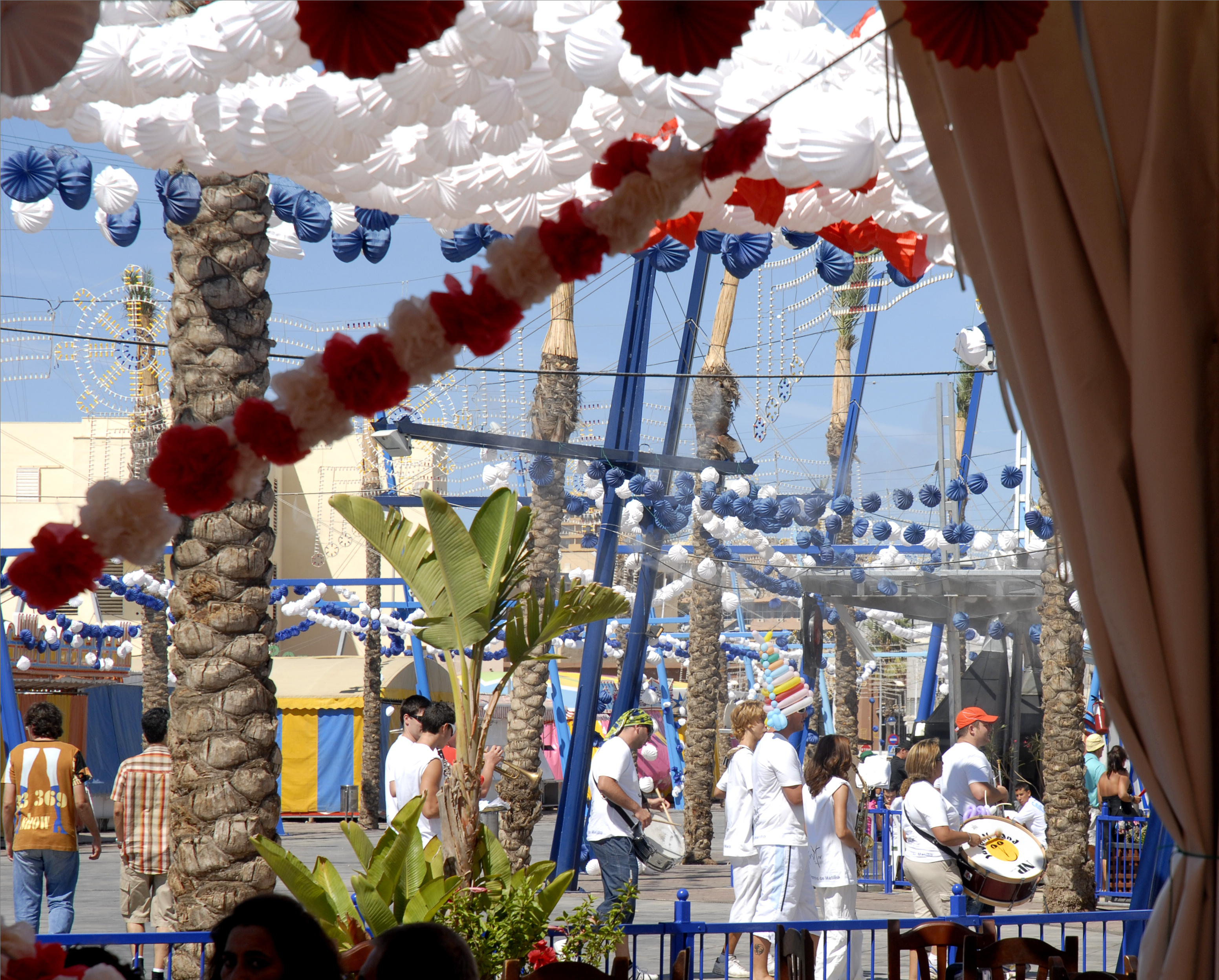
Melilla-Messe.

Während der Melilla-Messe im September verwandeln sich die Straßen in traditionelle Symbole spanischer Kultur und Geschichte mit Süßwein, Tapas und Live-Flamenco-Shows. Tagsüber finden Tänze, Live-Musik (wie Flamenco) und Stierkämpfe in der Stierkampfarena von Melilla statt, während die Nachtveranstaltungen auf das Messegelände verlagert werden – mit Restaurants, Clubs sowie Fahrgeschäften und Spielbuden.

#### Karwoche in Melilla

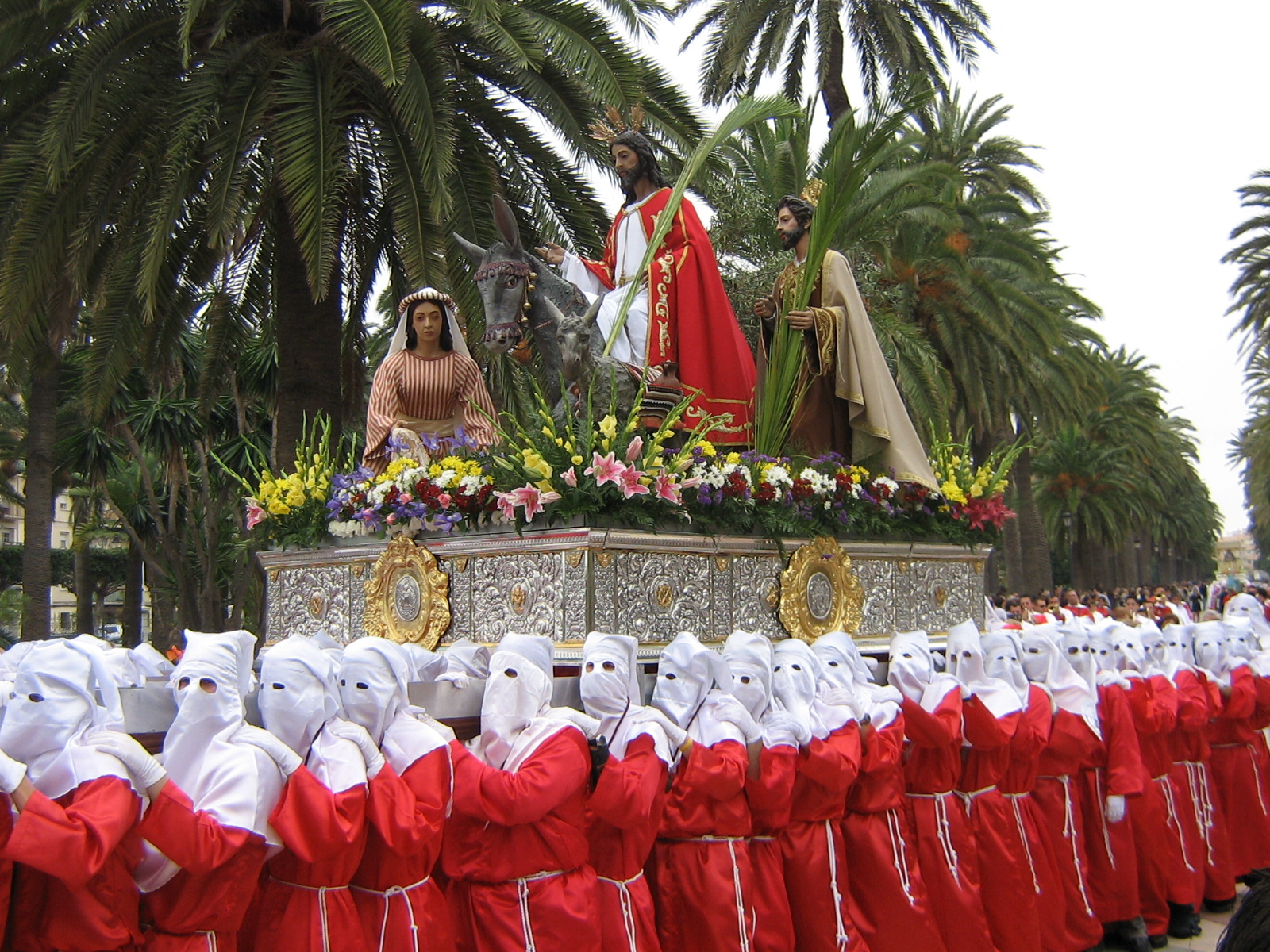
Prozession der Karwoche: „La Pollinica“ am Palmsonntag im Parque Hernández

Karwoche in Melilla ist eines der bedeutendsten religiösen Feste der Stadt, das mit tief verwurzelter Tradition und breiter Volksbeteiligung gefeiert wird. Ihre dokumentierten Ursprünge reichen bis ins Jahr 1498 zurück, mit der Prozession des Christus vom Wahren Kreuz (Cristo de la Vera Cruz), die heute von der Cofradía del Nazareno organisiert wird, der ältesten Bruderschaft der Stadt.
Während der Karwoche organisieren fünf Bruderschaften – Flagelación, Nazareno, Jesús Cautivo, Soledad und Humillado – Prozessionen von Palmsonntag bis Ostersonntag, die sowohl durch das historische Zentrum als auch durch die modernen Stadtteile führen.
Eines der bedeutendsten Ereignisse ist die Prozession der Klage Christi am Karfreitag. Sie gilt als offizielle Bußstation und wird von zivilen und militärischen Behörden begleitet. Eine weitere charakteristische Tradition ist das Tragen schwarzer Mantillas durch Frauen – ein Symbol der Trauer und feierlichen Andacht.

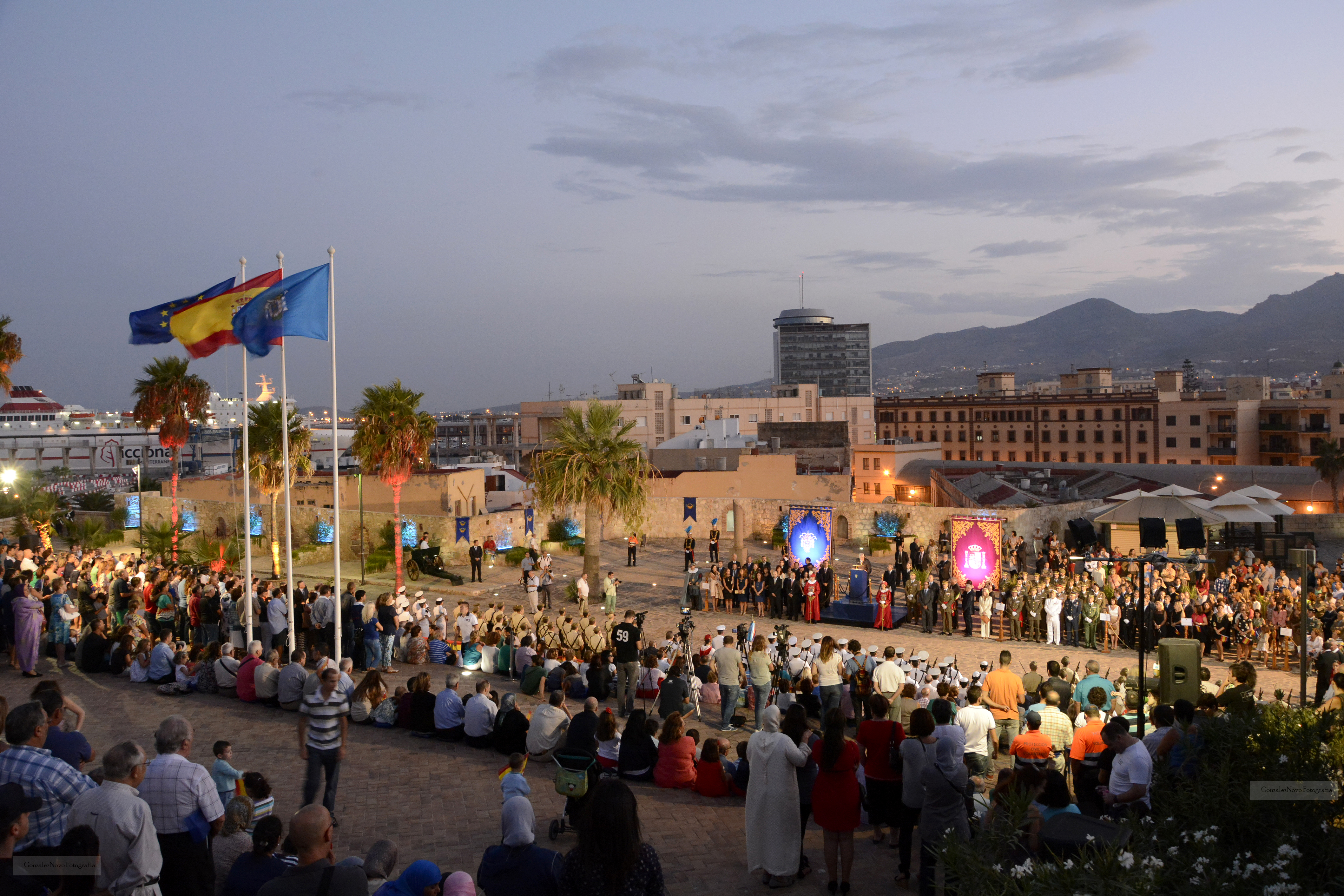
Tag von Melilla

#### Tag von Melilla
Der Tag von Melilla wird am 17. September gefeiert und erinnert an die Eingliederung der Stadt in die Krone von Kastilien im Jahr 1497. Während dieses Festes finden Gedenkveranstaltungen und offizielle Zeremonien statt.

#### Weitere Feierlichkeiten

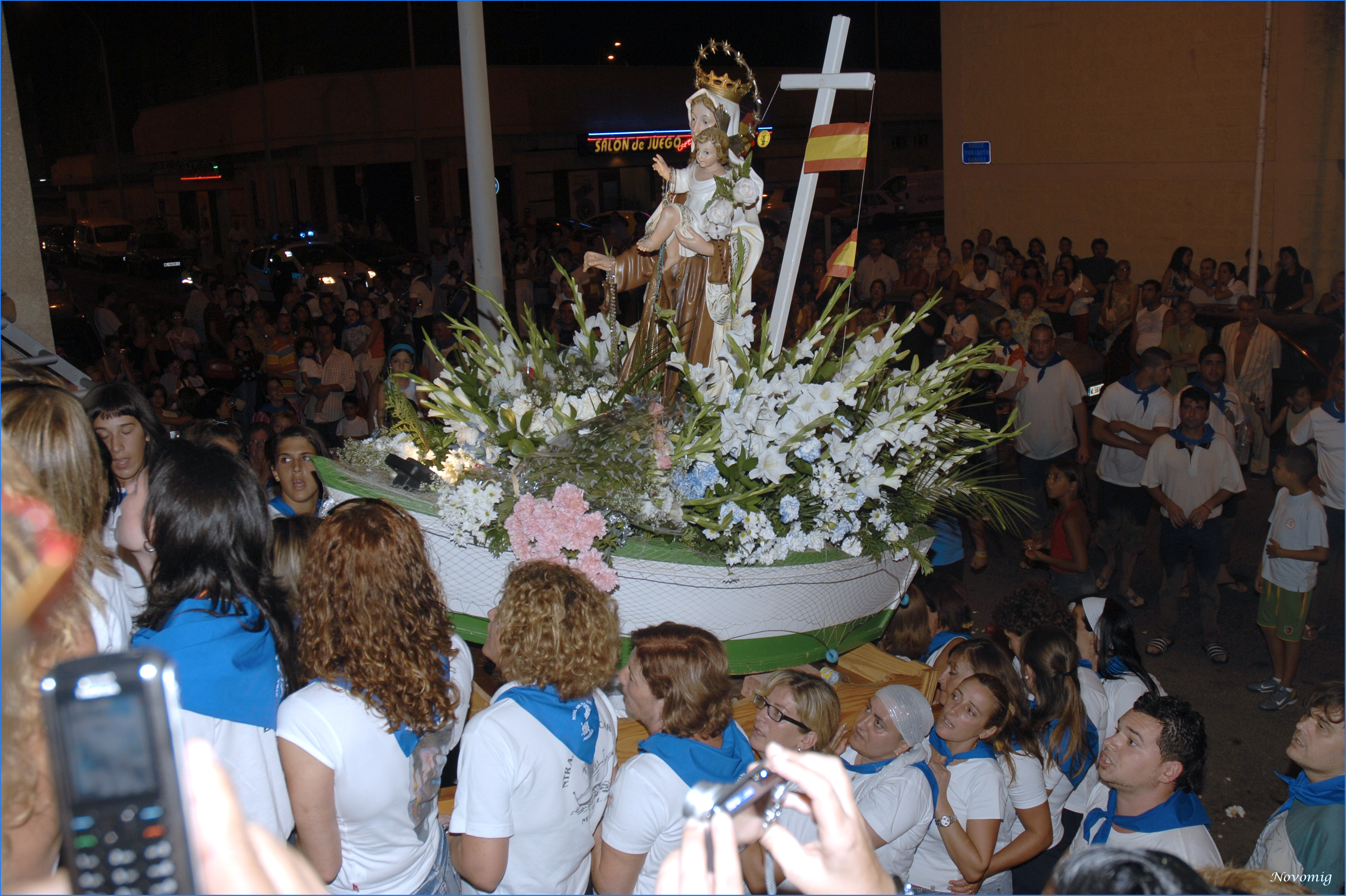
Unsere Liebe Frau vom Berge Karmel in Melilla

Das Fest der Unsere Liebe Frau vom Berge Karmel wird am 16. Juli gefeiert und umfasst eine Landprozession, gefolgt von einer Seeprozession mit der Bildnisfigur der Schutzheiligen der Seeleute. Eine der Figuren, die „Virgen del Carmen Coronada del Perchel“, wird am darauffolgenden Sonntag nach ihrem Festtag durch die Stadt zur Kirche San Agustín getragen, von dort zum Hafen von Melilla gebracht, eingeschifft und am Nachmittag zurückgeführt.
Am letzten Wochenende im Juni findet der Renaissance-Markt Karls V. statt, ein Festival in Melilla La Vieja, das einen mittelalterlichen Markt über drei Tage hinweg nachstellt.

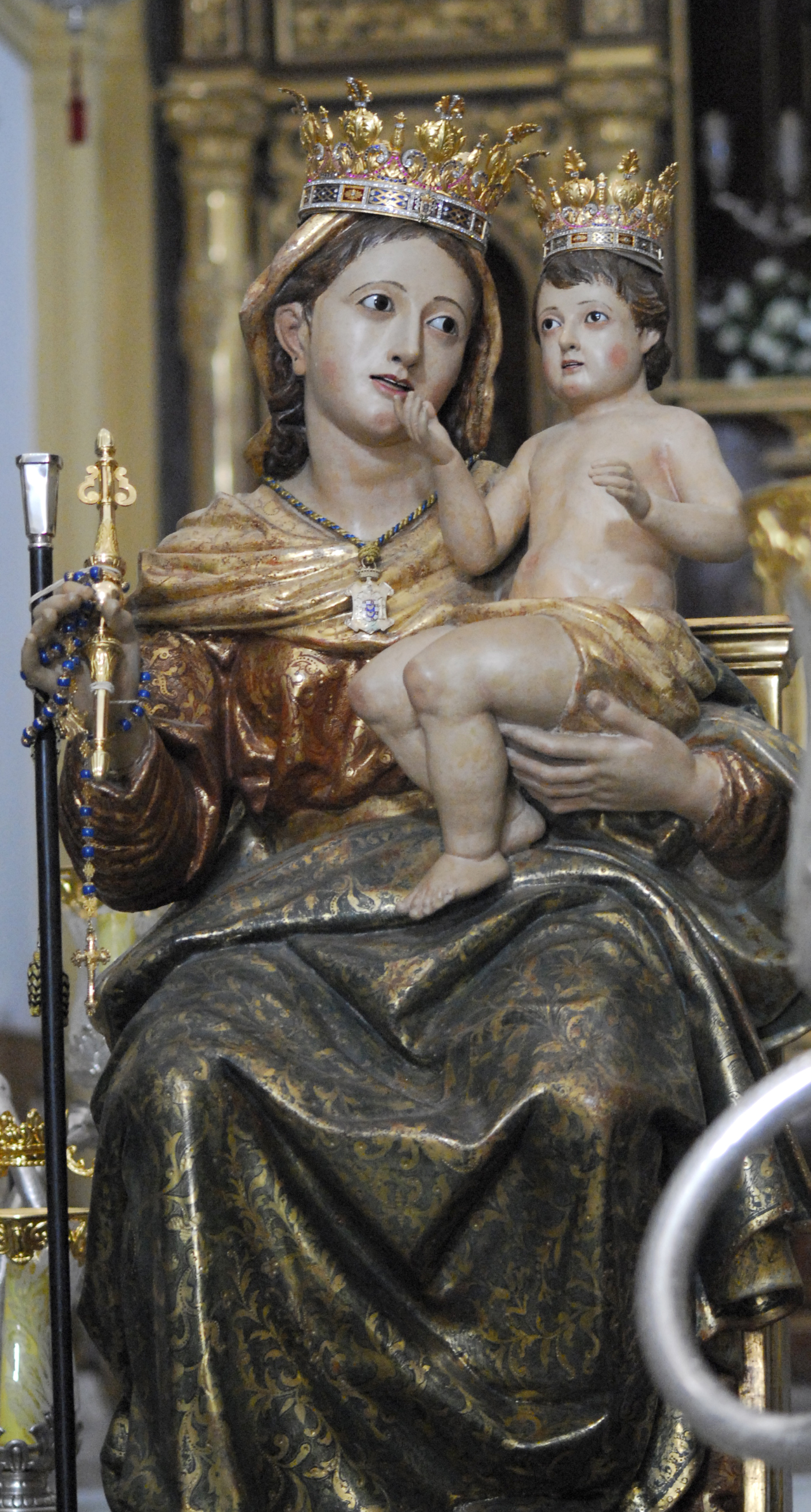
Patronin von Melilla

Am 8. September wird jedes Jahr der Tag der Unsere Liebe Frau vom Rosenkranz, Schutzpatronin von Melilla, gefeiert.
Außerdem sind die Feierlichkeiten zum Ramadan, darunter Eid al-Fitr und Eid al-Adha, offiziell anerkannt.
Jede Gemeinschaft begeht ihre eigenen Feiertage, wie das jüdische Chanukka, das hinduistische Diwali, oder das islamische Aid-al Kebir, auch bekannt als Fest des Opfers oder Lammfest. Letzteres ist seit 2010 der einzige nicht-christliche Feiertag, der offiziell im Arbeitskalender anerkannt ist.

### Sport

#### Sporteinrichtungen
Die Stadt verfügt über ein umfangreiches Netz an Sportzentren, die vom Amt für Bildung, Jugend und Sport verwaltet werden, von denen viele von privaten Unternehmen im Rahmen einer Verwaltungskonzession betrieben werden. Viele dieser Zentren bieten eine Vielzahl von sportlichen Aktivitäten wie Schwimmen an und ermöglichen die Anmietung von Hallen, Mehrzweckplätzen, Feldern, Fitnessräumen und Sport-Campus.

##### Stadion Álvarez Claro
Das Stadion Álvarez Claro ist das wichtigste Sportstadion in Melilla und Heimat des UD Melilla. Es wurde am 29. September 1945 vom damaligen Bürgermeister Rafael Álvarez Claro eingeweiht, nach dem das Stadion benannt ist. Es bietet Platz für 10.000 Zuschauer.
Im Laufe seiner Geschichte fanden hier bedeutende Spiele statt, unter anderem gegen Vereine wie Atlético Madrid, Athletic Club, Levante UD und Real Madrid CF sowie internationale Spiele der Spanischen U21-Nationalmannschaft. Zudem war es Austragungsort des Finales der Copa de la Reina de Fútbol 2015.
Seit 2021 wird das Stadion in ein kommunales Multisportzentrum umgewandelt, mit neuen Einrichtungen wie einer Kletterwand, Padeltennisplätzen und einem Schießstand.

##### Sporthalle Javier Imbroda Ortiz
Die Sporthalle Javier Imbroda Ortiz hat eine Kapazität von 2.900 Zuschauern und ist Heimspielstätte des Basketballclubs Melilla (LEB Oro), von Melilla Fútbol Sala (LNFS) und vom Volleyballclub Melilla (Superliga de Voleibol Masculina).
Die Halle wurde am 17. Februar 1995 als Ciudad de Melilla Sports Pavilion eingeweiht. 2007 wurde sie zu Ehren des aus Melilla stammenden Trainers Javier Imbroda umbenannt, einer Schlüsselfigur im spanischen Basketball, der mit CB Málaga in der Saison 1993–94 Vizemeister der Liga ACB wurde.
Die Halle war Austragungsort bedeutender Sportveranstaltungen, darunter drei Ausgaben der Copa Princesa de Asturias und drei Liga-ACB-Playoff-Finals. 2025 wurden Verbesserungen an der Klimaanlage angekündigt, nachdem bei Veranstaltungen wie dem 1. Javier-Imbroda-Gedenkturnier im August 2024 hohe Temperaturen gemessen wurden.

##### General Bañuls Sozio-kulturelles Sportzentrum
Das General Bañuls Sozio-kulturelle Sportzentrum wurde 1914 als die Melilla Reitergesellschaft gegründet. 1920 wurde es von Alfons XIII. von Spanien als Königliche Reitergesellschaft anerkannt und nahm 2014 seinen heutigen Namen zu Ehren von General Francisco Bañuls an.
Das Zentrum bietet eine Vielzahl von Sport- und Kulturaktivitäten, mit einem Schwerpunkt auf seinen Reitsport, Tennis und Padeltennis Schulen sowie modernen Einrichtungen. Es hat im Laufe der Jahre zahlreiche Turniere und gesellschaftliche Veranstaltungen ausgerichtet.
Zu den bekanntesten Alumni gehört der Tennisspieler Feliciano López, der im Zentrum seine ersten Schritte im Tennis machte, als er von 5 bis 12 Jahren in Melilla lebte, bevor er seine erfolgreiche Karriere als Profi begann.

##### Königlicher Maritimer Club von Melilla
Der Königliche Maritime Club von Melilla (RCMM) ist eine nautische Organisation, die am 6. März 1944 unter dem Namen „Maritime Club von Melilla“ gegründet wurde. Die offizielle Eröffnung fand am 13. August 1944 statt, und 2006 erhielt der Club den Titel "Königlich" von König Juan Carlos I. von Spanien. Der Club hat mehr als 6.000 Mitglieder.
Der RCMM zeichnet sich besonders durch den Segelsport aus und organisiert seit 1997 die Melilla Nautische Woche. Außerdem hat er eine starke Basketballabteilung mit 18 Teams. Der Club bietet eine breite Palette von Einrichtungen und Aktivitäten, darunter einen Bereich für nautische Aktivitäten, ein Schwimmbad, ein Fitnessstudio, einen Pétanque-Platz, eine Sauna, ein Restaurant, ein Café und eine Ausstellungshalle.
Kulturell organisiert der Club die Kulturwoche, die sich auf maritime Themen konzentriert, sowie andere gesellschaftliche und bildungsbezogene Aktivitäten.

##### Weitere Einrichtungen
Melilla verfügt auch über mehrere Fußball- und Sieben-a-Seite-Fußball-Plätze, eine Motocross-Strecke, einen Funkferngesteuerten Autocircuit, Padel-Tennis- und Pétanque-Vereine, den El Fuerte Sportclub, einen Golf-Platz, die Sporthallen Lázaro Fernández und García Pezzi, kommunale Schwimmbäder und die Álvarez Claro-Plätze.

#### Sportvereine

##### Fußball
Der Fußballverein der Stadt, UD Melilla, spielt in der dritten spanischen Liga, der Segunda División B. Der Verein wurde 1943 gegründet und spielt seit 1945 im 12.000 Zuschauer fassenden Estadio Municipal Álvarez Claro. Bis zur Auflösung des anderen Clubs im Jahr 2012 spielte UD Melilla das Ceuta-Melilla-Derby gegen AD Ceuta. Die Clubs reisten jeweils über das spanische Festland, um Marokko zu vermeiden. Der zweitgrößte Verein der Stadt ist Casino del Real CF aus der vierten Liga Tercera División. Die Fußballbehörde ist die Melilla Football Federation.

##### Basketball
Club Melilla Baloncesto ist die wichtigste Basketballmannschaft der Stadt. Der Verein wurde 1984 gegründet und spielt in der LEB Oro, der zweiten spanischen Basketballliga, direkt unter der ACB-Liga. Melilla Baloncesto war in dieser Liga wettbewerbsfähig und hat im Laufe der Jahre mehrere Aufstiegsphasen zur ACB bestritten. Die Mannschaft trägt ihre Heimspiele in der Pabellón Municipal de Deportes Javier Imbroda aus, die rund 5.000 Zuschauern Platz bietet. Diese Halle ist das Herzstück der Melilla-Fanszene, die das lokale Team bei jedem Spiel leidenschaftlich unterstützt. Obwohl der Verein noch nicht in die ACB aufgestiegen ist, ist er ein ständiger Anwärter in der LEB Oro und nimmt regelmäßig an den Playoffs teil, was auf ein hohes Niveau hinweist. Zusätzlich hat Melilla Baloncesto großen Erfolg bei der Entwicklung junger Spieler und bietet eine Plattform für Talente, die später in anderen Wettbewerben erfolgreich wurden. Ähnlich wie im Fußball erzeugen die Begegnungen mit anderen LEB-Oro-Vereinen wie Club Ourense Baloncesto oder Cáceres Ciudad del Baloncesto aufgrund der Rivalität und des Wettbewerbsgeistes zwischen beiden Vereinen große Begeisterung.

#### Sportveranstaltungen

##### Afrikanisches Rennen der Legion
Das Afrikanische Rennen der Legion (Carrera Africana de la Legión) ist ein Ausdauerwettbewerb, der jährlich in Melilla stattfindet und von der 1. Tercio “Gran Capitán” der Spanischen Legion organisiert wird. Es umfasst mehrere Kategorien: ein 50 km Lauf, ein 25 km Marsch, Mountainbiking (BTT) und ein E-Bike-Rennen (75 km), sowie eine Kinderkategorie namens MiniAfricana.
Die Strecke führt durch natürliche Landschaften, Strände und das historische Stadtzentrum und ist bekannt für ihre körperlichen Anforderungen und landschaftliche Schönheit. Die Teilnahme ist auf 3.500 Athleten begrenzt, und die Veranstaltung bietet Verpflegungsstationen, medizinische Unterstützung und Begleitveranstaltungen wie das traditionelle Afrikanische Abendessen. Es gilt als eines der emblematischsten Sportereignisse der Stadt und ein Symbol für die Verbindung zwischen Leichtathletik und den Werten der Legion.

##### Melilla Sailing Week
Die Melilla Sailing Week (Semana Náutica de Melilla) ist eine jährlich im August stattfindende Veranstaltung, die im Noray Marina organisiert wird und vom Königlichen Maritimen Club von Melilla ausgerichtet wird. Sie kombiniert wettbewerbsorientierte Segelveranstaltungen, wie Dinghy- und Hochseeregatten, mit Freizeit-, Kultur- und Bildungsaktivitäten.
Höhepunkt der Veranstaltung ist die Offshore-Regatta „Zwei Kontinente“, die Melilla mit Motril verbindet. Darüber hinaus umfasst sie Workshops, geführte Touren, Konzerte und familienfreundliche Aktivitäten unter dem Motto „Ein Meer ohne Barrieren“, das Inklusion und den universellen Zugang zu nautischen Sportarten fördert. Sie ist eine Schlüsselveranstaltung für den Sporttourismus und das kulturelle Leben der Stadt.

### Traditionelle Kleidung

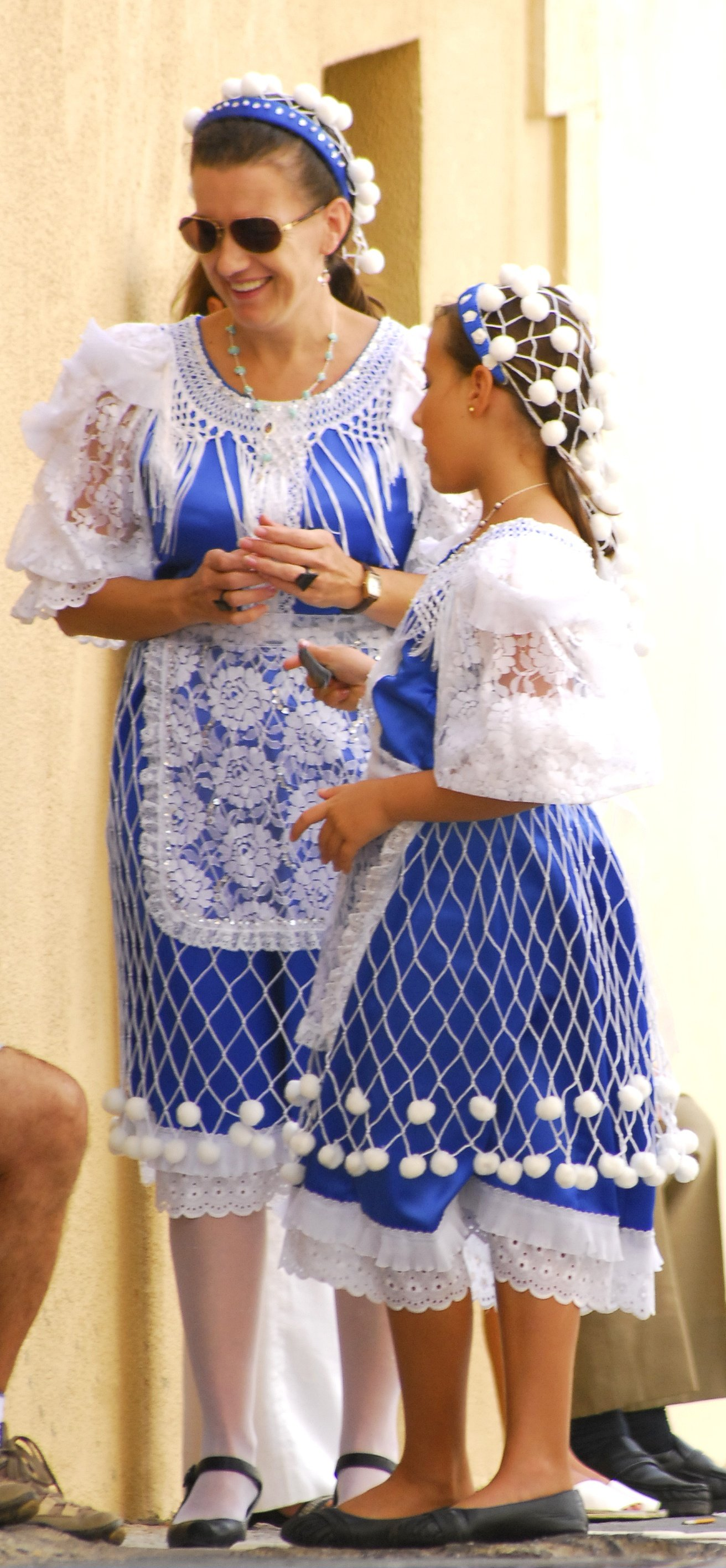
Traditionelle Frauentracht aus Melilla

Die traditionell Frauentracht von Melilla hat eine relativ kurze Geschichte und geht auf das Jahr 1994 zurück, als Joaquín Callejón und Diego Piñero die regionale Tracht entwarfen, die von der Melilla-Kandidatin im Wettbewerb um die Miss Spanien getragen wurde. Die Tracht sollte die vier Kulturen der Stadt repräsentieren, blau (wie die Flagge von Melilla) sein und typische Elemente dieser Kulturen beinhalten. Fischernetze mit weißen Madroños finden sich auf dem Rock, florale Stickereien auf der Schürze und den Ärmeln sowie weitere Details wie Organza, die die berberischen und hinduistischen Einflüsse widerspiegeln. Die Fransen des Ausschnitts bildeten den Davidstern, der die jüdische Kultur symbolisiert. Die Tracht wurde später auch für eine männliche Version adaptiert.

### Stierkampf

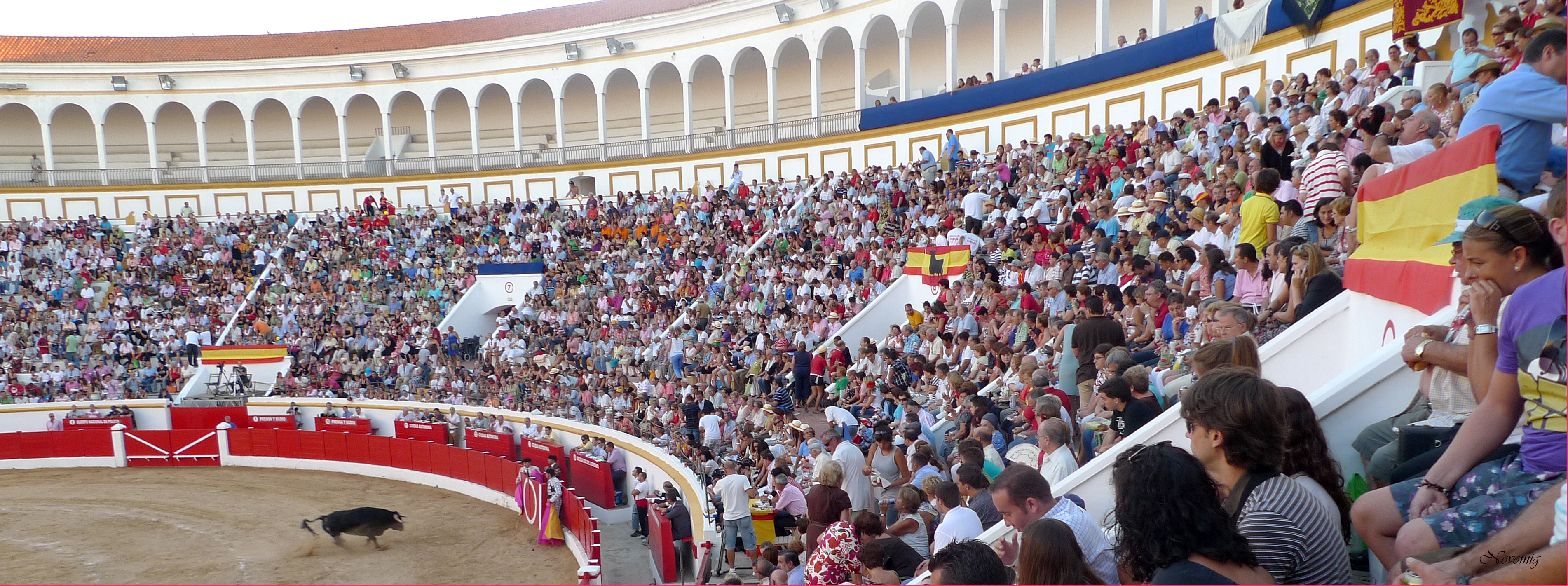
Stierkampfarena von Melilla

Die Bedeutung des Stierkampfs in Melilla reicht bis ins Jahr 1946 zurück, dem Jahr der ersten Stierkampfveranstaltung in der Stadt, als der Bau der Stierkampfarena von Melilla noch unvollständig war. Die offizielle Eröffnung der Arena fand ein Jahr später statt.

### Küche
Die traditionelle Küche von Melilla ist sehr vielfältig. Sie gehört zur Mediterrane Ernährung, basierend auf Olivenöl, Getreide, Hülsenfrüchte, Gemüse, Fisch, Nüsse und Fleisch, sowie einer langjährigen Tradition des Weinkonsums. Darüber hinaus hat sie eine einzigartige Mischung aus spanischen, rifkabylen, andalusischen, maghrebinischen und sephardischen Einflüssen, was zu einer reichen und abwechslungsreichen Küche voller intensiver Aromen und Traditionen aus verschiedenen Kulturen führt. Einige der repräsentativsten Gerichte von Melilla sind:
- Rape a la Rusadir: Ein typisches Gericht von Melilla, bekannt für die Zubereitung mit Seeteufel und einer Vielzahl lokaler Zutaten.Pescado frito

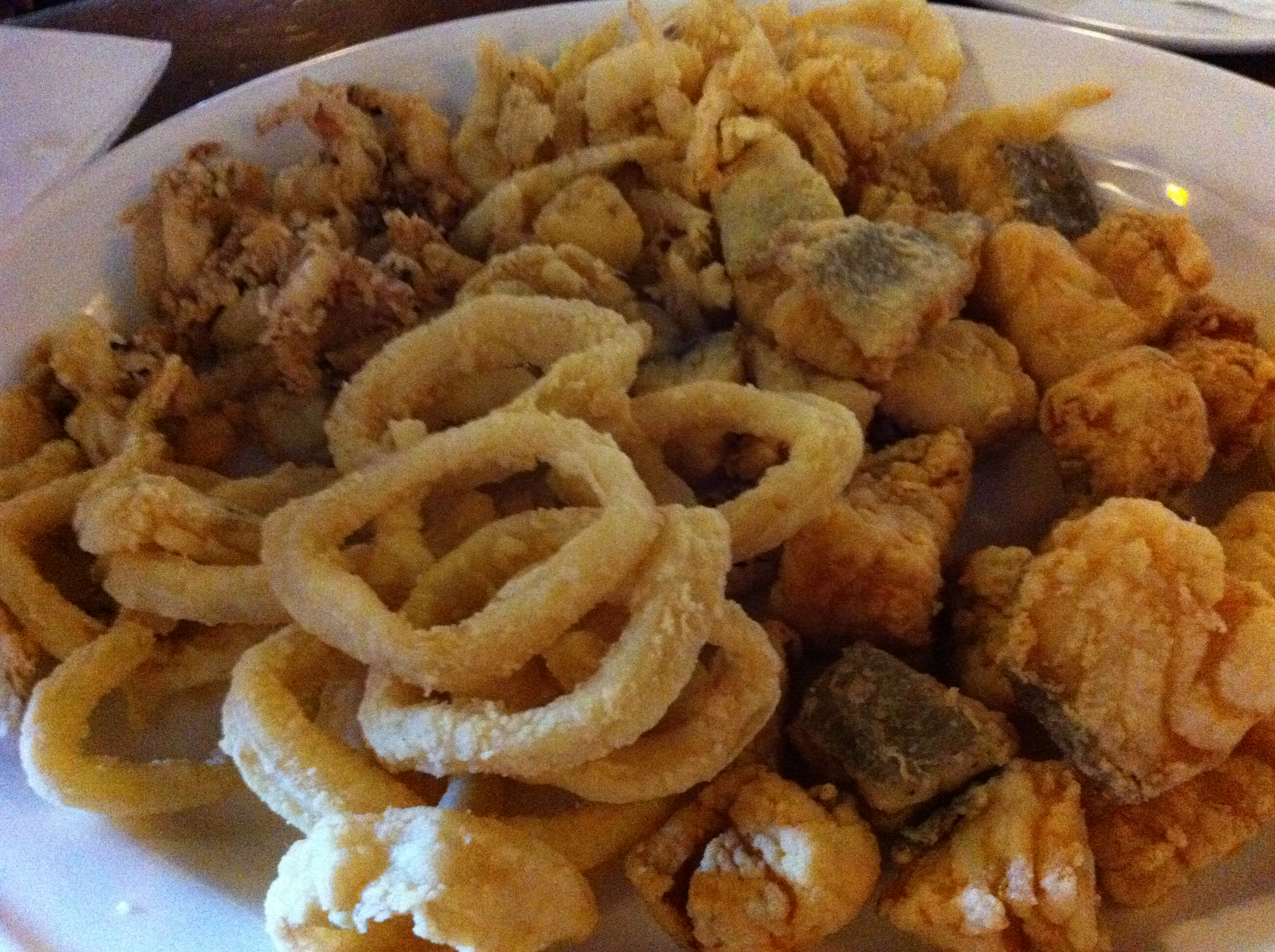
Pescado frito

- Paella: Ein klassisches spanisches Gericht, das auch in der Riffianregion übernommen wurde.
- Olla gitana: Ein traditionelles andalusisches Gericht, das mit Hülsenfrüchten, Fleisch und Gemüse zubereitet wird.
- Pollo a la moruna: Gewürztes und mariniertes Hühnchen im Riffian-Stil, eine der bekanntesten Spezialitäten.
- Harira: Eine maghrebinische Suppe mit Fleisch, Linsen, Kichererbsen und Gewürzen, ideal zum Starten einer Mahlzeit.
- Cazuela de pescados: Ein traditioneller spanischer Fisch-Eintopf, zubereitet mit frischen Meeresfrüchten.Pinchitos

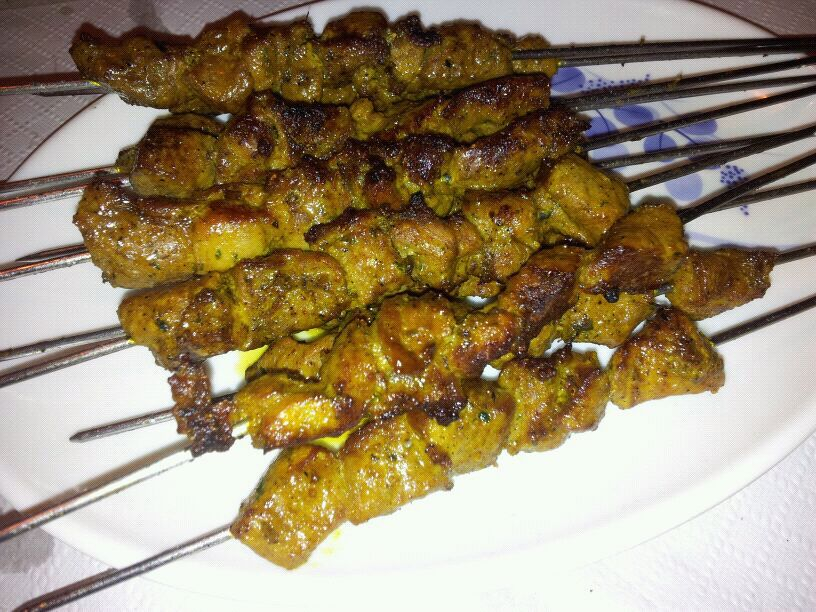
Pinchitos

- Pescado frito: Ein typisches andalusisches und riffianisches Gericht, bei dem der Fisch in heißem Öl frittiert wird, bis er knusprig ist.
- Schalentier: Besonders Muscheln, Garnelen und Shrimps, gekocht mit Knoblauch oder gegrillt, wobei ihre Frische und ihr Geschmack hervorgehoben werden.
- Pinchitos: Gewürzte Fleischspieße, ein beliebtes Gericht auf den Grills von Melilla.
- Tagine: Ein traditioneller maghrebinischer Eintopf, der mit Fisch, Hühnchen, Rind, Lamm oder Kefta (Hackfleisch) langsam in einem Ton-Tagine gekocht wird.
- Ensalada cocha (Matbuja): Ein sephardisches Gericht, das mit Gemüse und frischen Gewürzen zubereitet wird, leicht und erfrischend im Geschmack.

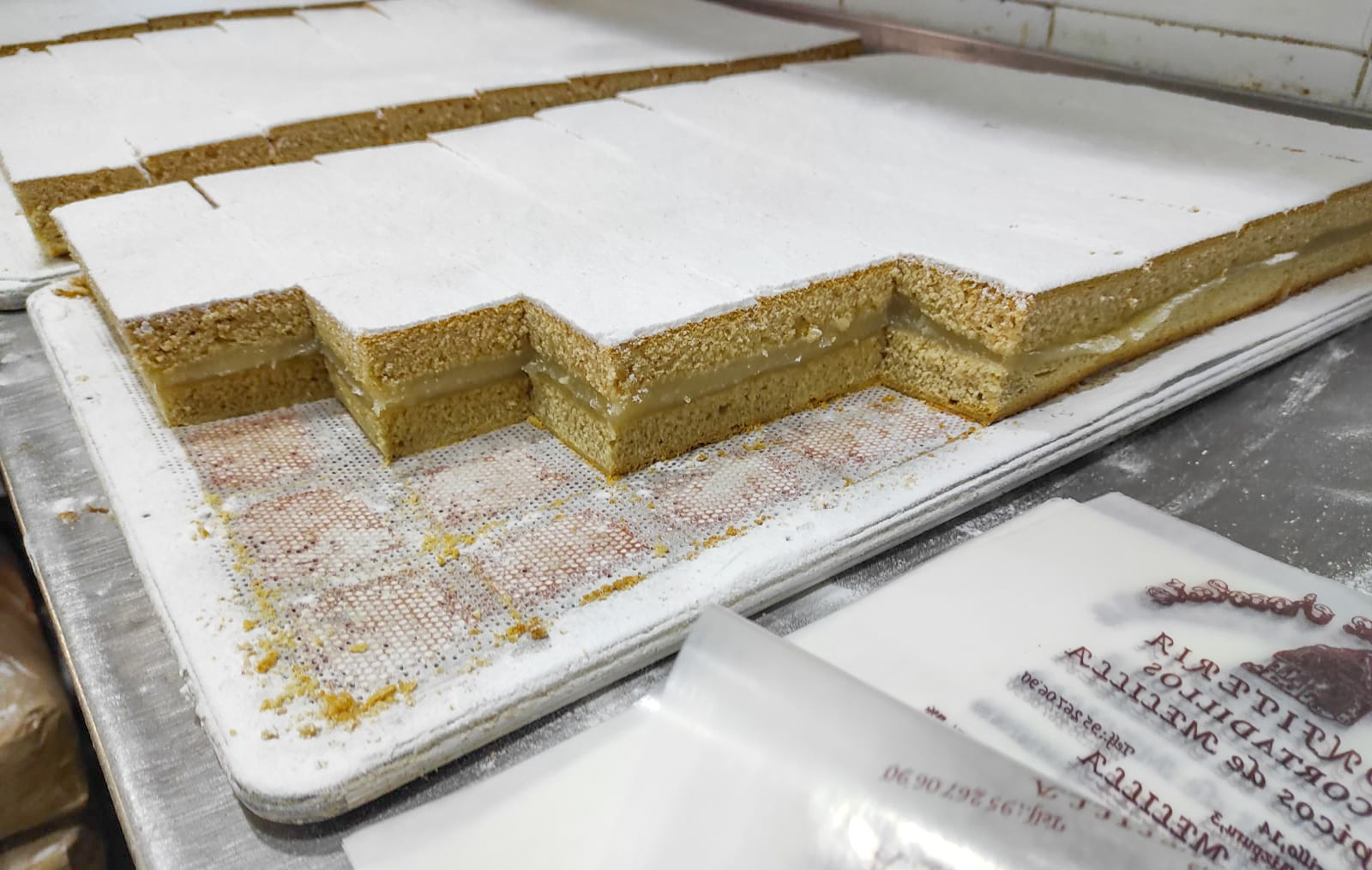
Cortadillo

- CortadilloCouscous: Ein klassisches maghrebinisches Gericht, das aus Hartweizengrieß besteht und mit verschiedenen Eintöpfen serviert wird.
- Msemen: Blättriges, geschichtetes Fladenbrot, typisch für die riffianische Küche, ähnlich wie Pfannkuchen oder Crêpes.

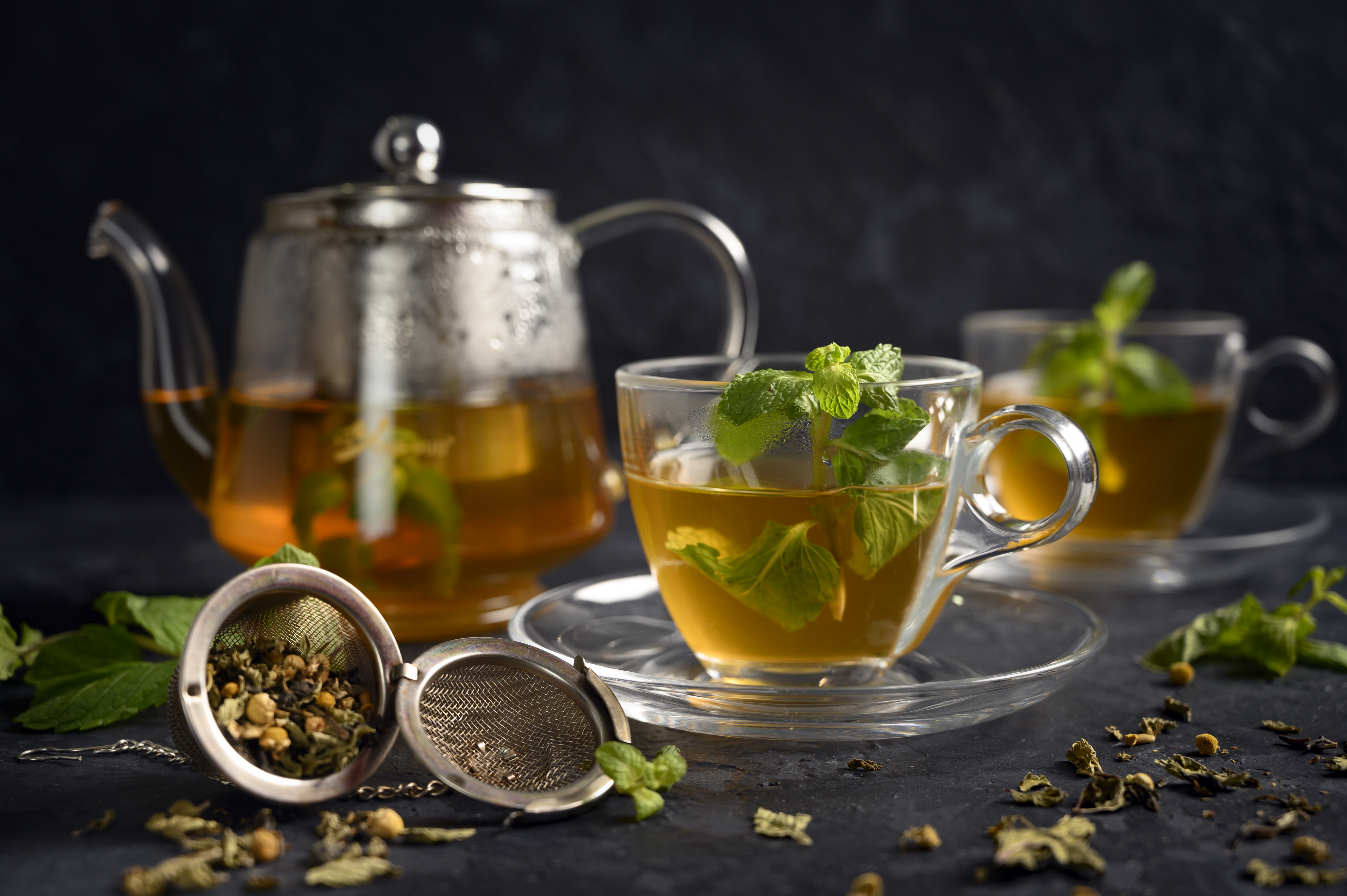
Maghrebinische Teekultur

- Maghrebinische TeekulturPastilla: Eine traditionelle maghrebinische Pastete, gefüllt mit Fleisch, getrockneten Früchten und Gewürzen, in Blätterteig gewickelt.
- Chebakia: Ein traditionelles maghrebinisches Süßgebäck, das aus frittiertem Teig besteht, der in Honig getaucht und mit Sesamsamen bestreut wird.
- Cortadillo: Ein spanisches Dessert, ähnlich wie ein Schwammkuchen, der mit Mehl, Zucker und Öl zubereitet wird.
- Maghrebinische Teekultur: Ein erfrischendes Getränk, sehr beliebt in der Riffianregion, das typischerweise nach den Mahlzeiten genossen wird.

Diese kulinarische Vielfalt spiegelt das reiche kulturelle Erbe von Melilla wider, das Zutaten und Techniken aus der mediterranen und afrikanischen Küche kombiniert.

### Melilla in der Popkultur

#### Romane
Einige der bekanntesten Romane, die in Melilla spielen, umfassen:
- Cuando leas esta carta von Vicente Gramaje
- Demiurgo: El despertar de los necios von Francisco Elipe Torné und Ferrán Cubells Tomeo
- Corsarios de Levante und Die Königin des Südens von Arturo Pérez Reverte
- Mi Melilla Entrevista (1949) von Vicente Aleixandre
- Canto a Melilla (1920) von Alberto Álvarez de Cienfuegos
- Empezando la Vida. Memorias de una Infancia en Melilla (1914–1920) von Carmen Conde
- En la Guerra: Episodios de Melilla (1909) und ihre Arbeit als Kriegsberichterstatterin während der Rifkrieg von Carmen de Burgos
- Una mujer en la guerra de España von Carlota O'Neill
- La Buena Reputación von Ignacio Martínez de Pisón
- La Hija del Coronel von Martín Casariego
- El Novio del Mundo von Felipe Benítez Reyes
- La Hija de Marte von Francisco Carcaño
- Melilla la codiciada von Juan Berenguer
- Murillo 11: Melilla von Juan Guerrero Zamora
- La Reina del Azúcar von Dolores García Ruíz
- Crónicas de Guerra: Melilla 1921 von Indalecio Prieto
- Del Dolor de la Guerra (1921) von Teresa de Escoriaza

#### TV-Serien
Die wichtigsten TV-Serien, die in Melilla gedreht wurden und dort spielen, umfassen:
- Die Königin des Südens (2011)
- Marokko: Liebe im Krieg (2017)
- La unidad (2020)
- Sagrada familia (2022)

#### Filme
Melilla war Schauplatz mehrerer Filme:
- En Ghentar se muere fácil (1967)
- Golden Balls (1993)
- You Shall Die in Chafarinas (1995)
- The Man Who Knew Infinity (2015)
- Chavela (2017)
- Adú (2020)
- Alegría (2021)
- The Jump (2024)

#### Lieder
Einige der bekanntesten Lieder, die Melilla gewidmet sind, umfassen:
- Viva Melilla (1969) von Emilio el Moro
- Para Melilla embarcamos (1979) von Joaquín Díaz
- Pasodoble a Melilla (1993) von Leo Rubio
- Melilla (2003) von Ismael Serrano

### Medien

#### Zeitungen
Neben den nationalen Zeitungen gibt es zwei lokale Zeitungen: *Melilla Hoy* und *El Faro*.

#### Öffentliches Fernsehen

Televisión Melilla

Alle nationalen Fernsehsender werden ausgestrahlt, einschließlich des öffentlichen andalusischen Kanals, Canal Sur Televisión. Die Stadt hat auch zwei lokale Kanäle, Televisión Melilla und Popular TV, sowie ein Studio von Radio Televisión Española, das Nachrichten überträgt.

#### Radio
Alle nationalen Radiosender können empfangen werden, die lokale Ausgaben haben, darunter COPE, Onda Cero, und andere.

#### Internet
Mit der Verbreitung des Internets und sozialer Medien sind mehrere Medien und Portale entstanden, von denen nur MelillaMedia bleibt, das von der autonomen Stadt abhängt.
Im Oktober 2022 wurde ein persönliches Dokumentationsarchiv von digitalen Dateien mit offenem Zugang über Melilla und die Rif-Region im Norden Marokkos lanciert, das reichhaltiges Material für Forscher oder Studenten bietet.

### Amateurfunk
Der Standard ISO 3166-1 reserviert die Erweiterung EA als Ländercode für Ceuta und Melilla. Das Rufzeichen, das von Amateurfunkbetreibern in diesen beiden Städten verwendet wird, ist EA9, wobei jede Stadt als separate „Entität“ betrachtet wird.

### Ehrenauszeichnungen, die vom Stadtrat verliehen werden
Die Titel, Ehren und Auszeichnungen, die offiziell vom Stadtrat von Melilla verliehen werden, um besondere Verdienste, bemerkenswerte Leistungen oder außergewöhnliche Dienste zu würdigen, sind wie folgt: der Titel des Bevorzugten Sohnes oder Adoptivkindes von Melilla, die Medaille der Ehre von Melilla und die Medaille der Stadt Melilla in drei Kategorien: Gold, Silber und Bronze.
Die ersten und höchsten Auszeichnungen, die vom Stadtrat von Melilla verliehen werden, sind die des Bevorzugten Sohnes für herausragende Bürger, die in Melilla geboren wurden (Fernando Arrabal oder Javier Imbroda, unter anderem), und Adoptivkind für bemerkenswerte Persönlichkeiten, die nicht in Melilla geboren wurden (José Manuel García-Margallo, oder Carlota O'Neill).

## Sehenswürdigkeiten

### Melilla la Vieja

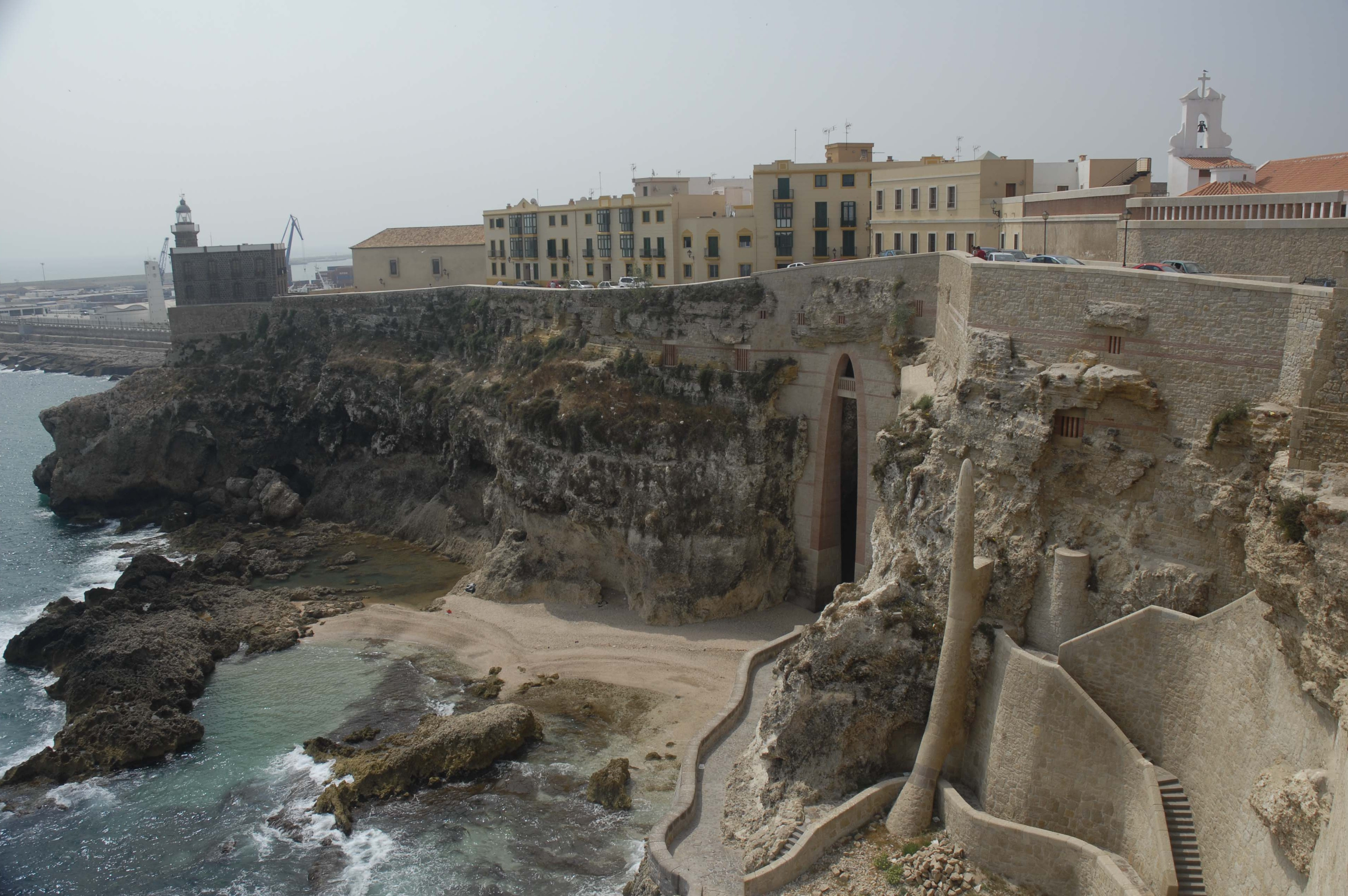
Melilla la Vieja

Melilla la Vieja ist die befestigte Zitadelle von Melilla, die sich auf einem felsigen Vorgebirge am Meer befindet. Es ist der ursprüngliche historische Kern der Stadt und eines der am besten erhaltenen Verteidigungskomplexe der spanischen Militärarchitektur aus dem 16. bis 19. Jahrhundert. Es wurde auf den Überresten antiker phönizischer und punischer Befestigungen errichtet und in mehreren Phasen von Militäringenieuren der Spanischen Monarchie erweitert.
Es ist in vier befestigte Umfassungen unterteilt, die bemerkenswerte Elemente wie die Kapelle von Santiago (das einzige gotische Gebäude auf dem afrikanischen Festland), die Höhlen von Conventico, die Forts der Siege und ein Netzwerk unterirdischer Verteidigungstunnel beherbergen.
Heute ist es Teil des historischen Komplexes von Melilla und als Kulturerbe-Stätte erklärt, die eine der Hauptattraktionen der Stadt für Tourismus und Erbe darstellt.

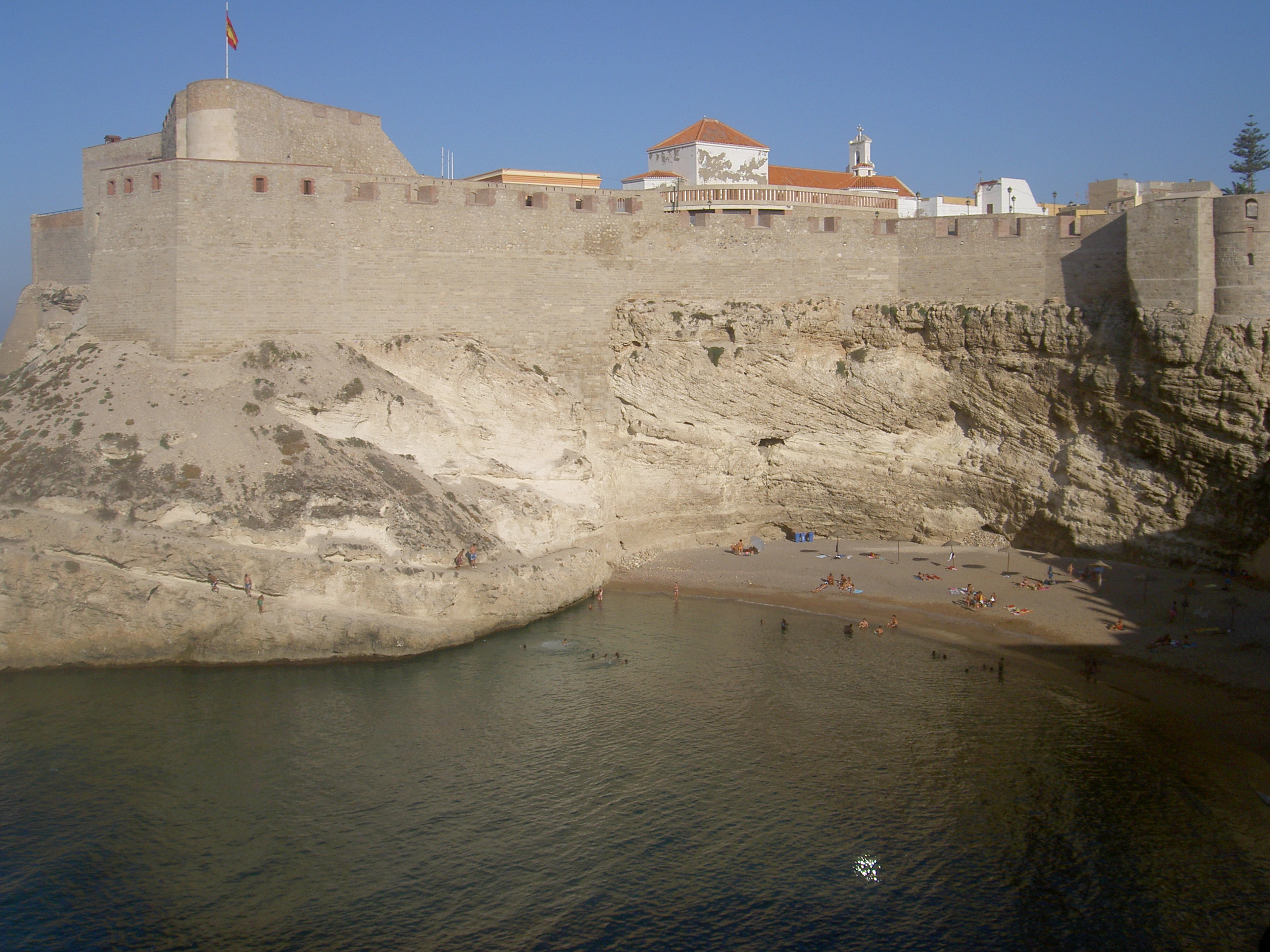
Land Front
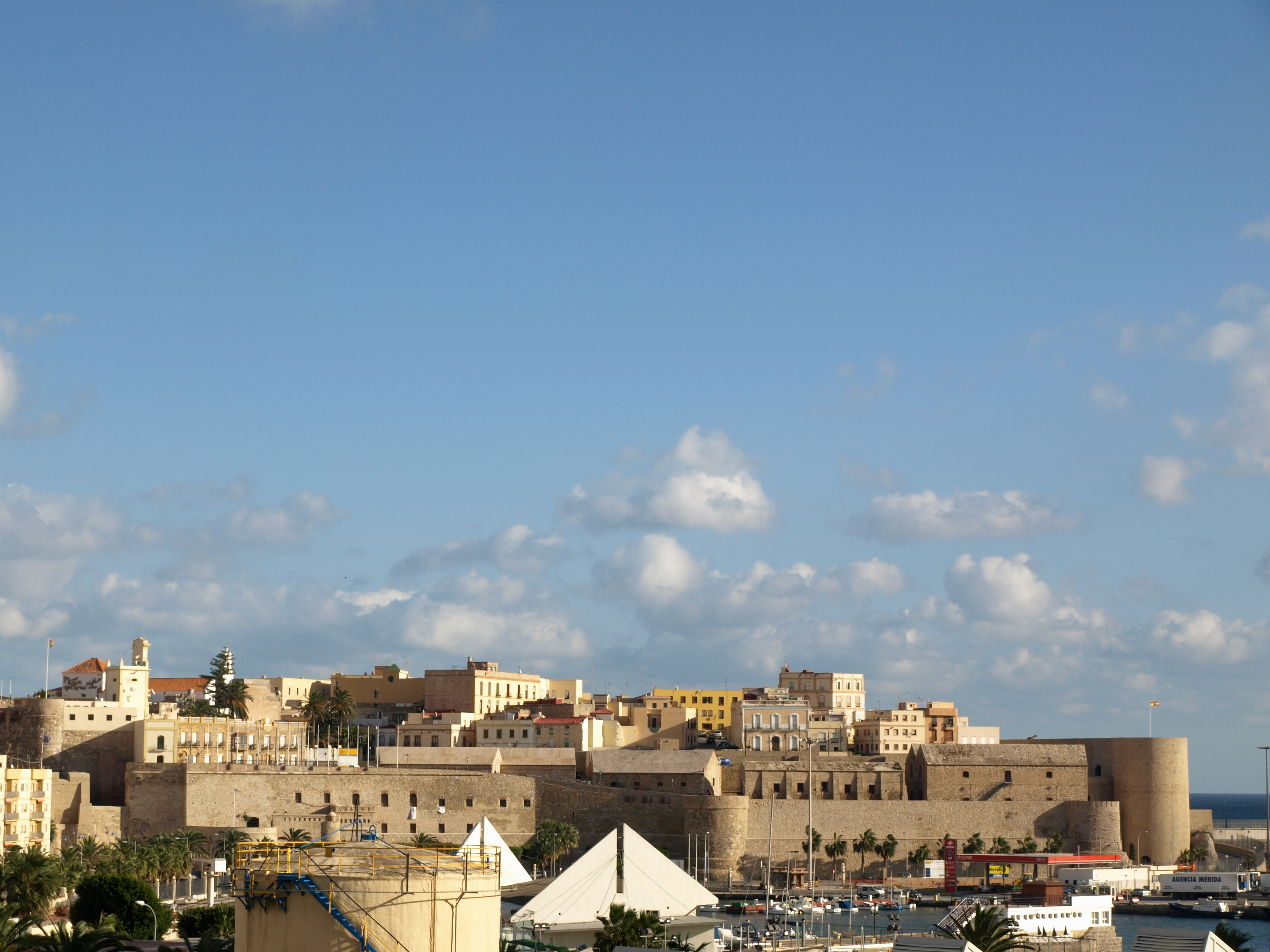
Sea Front
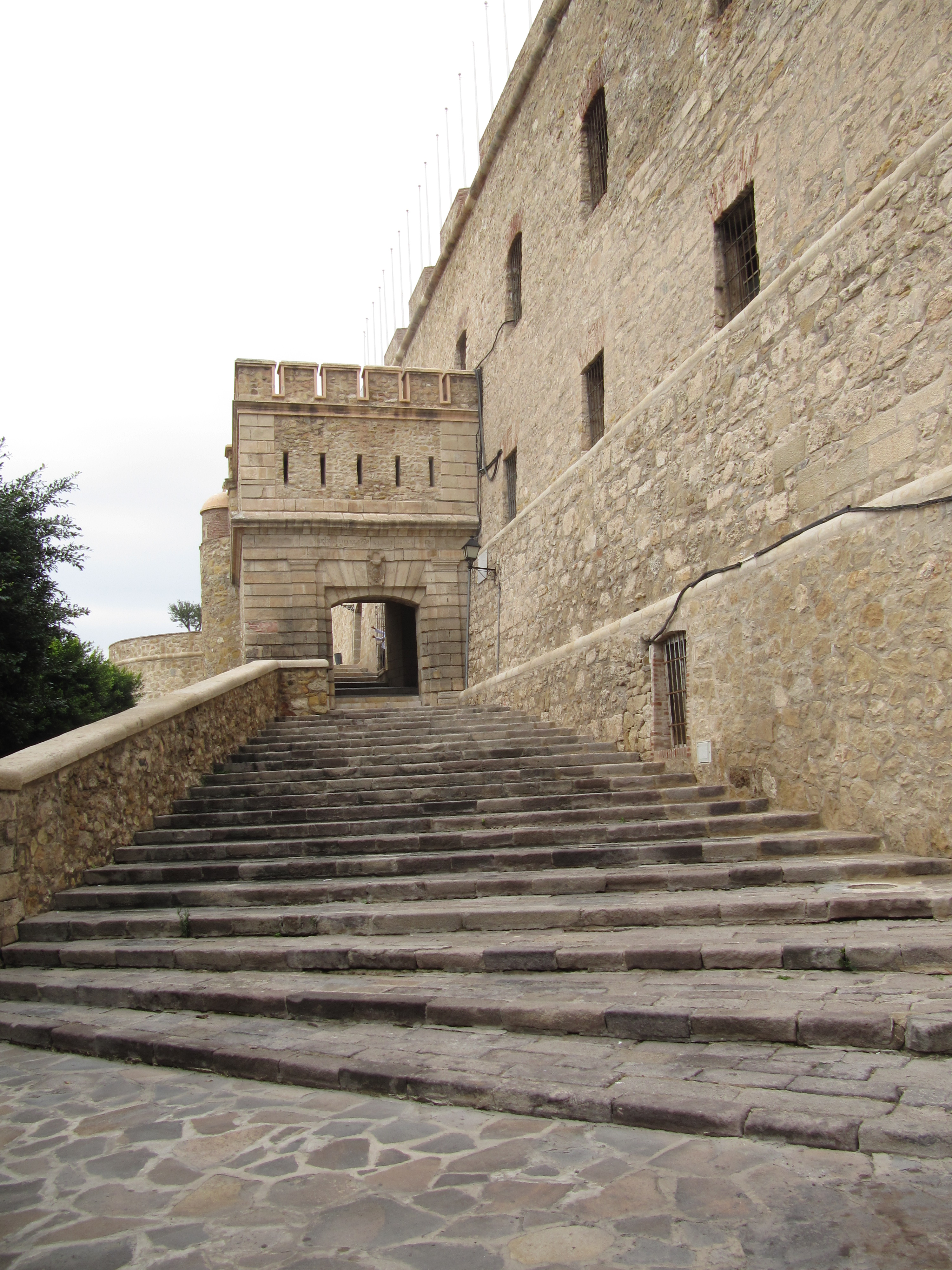
Sea Gate
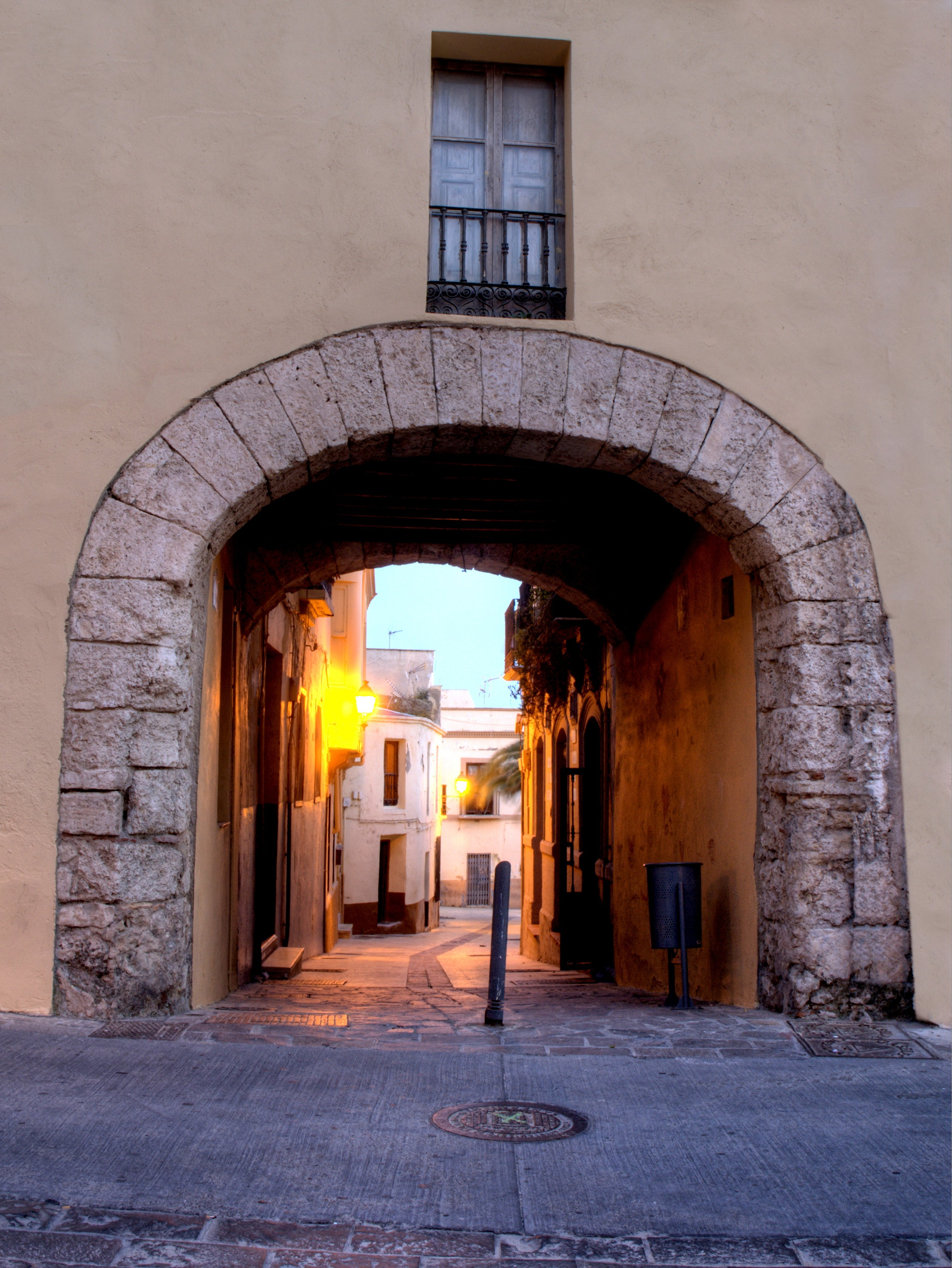
San Francisco Hospital and Apothecary
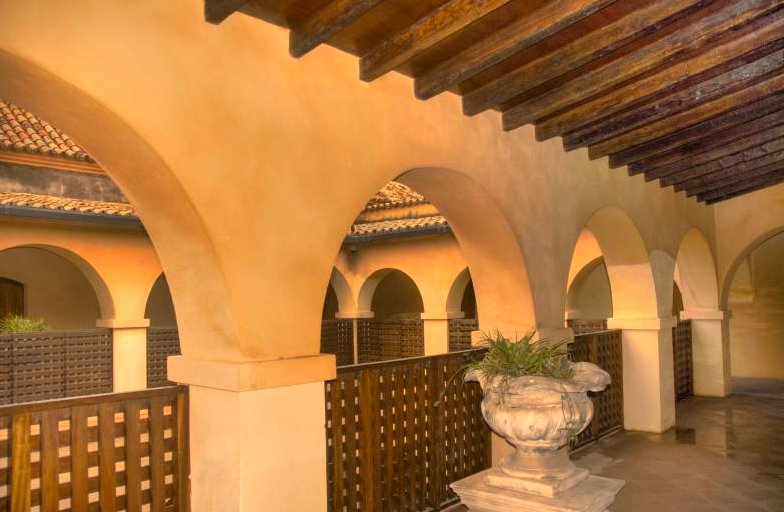
Hospital del Rey
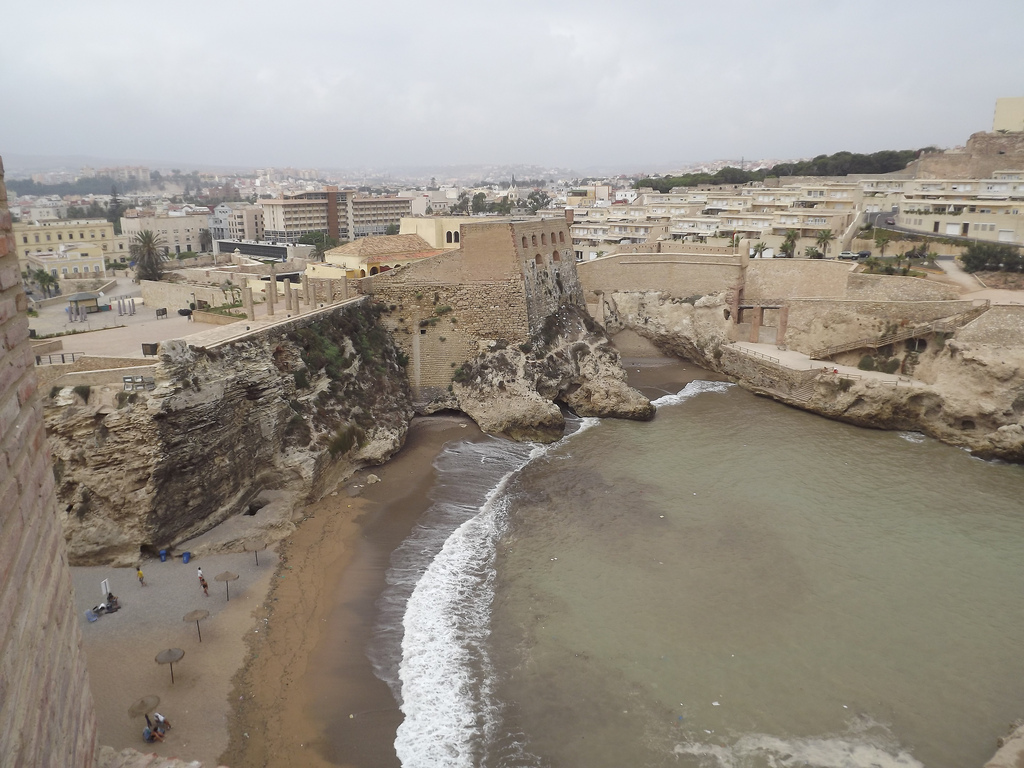
Galápagos Cove Beach
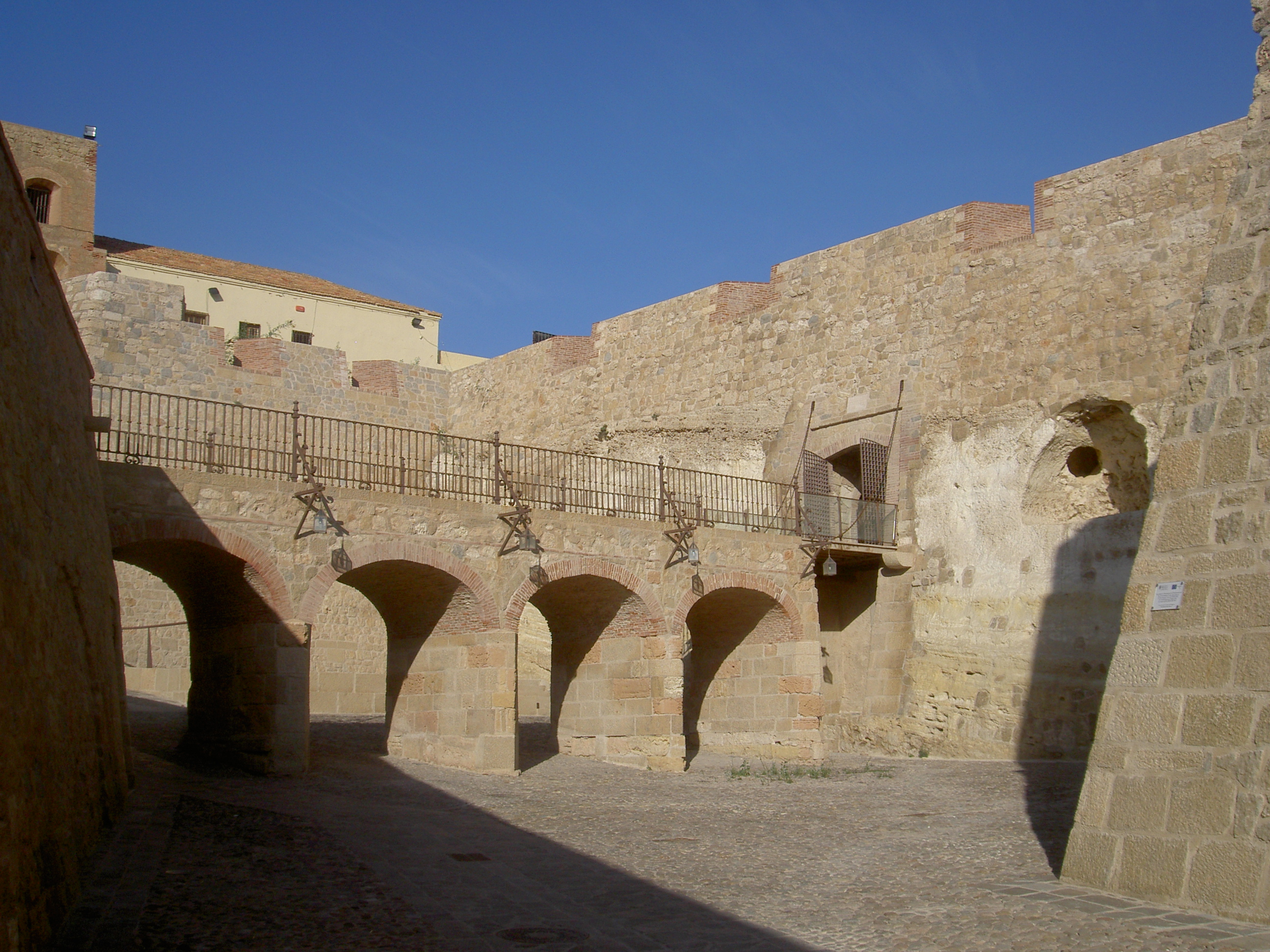
Hornabeque Moat

#### Tor und Kapelle von Santiago

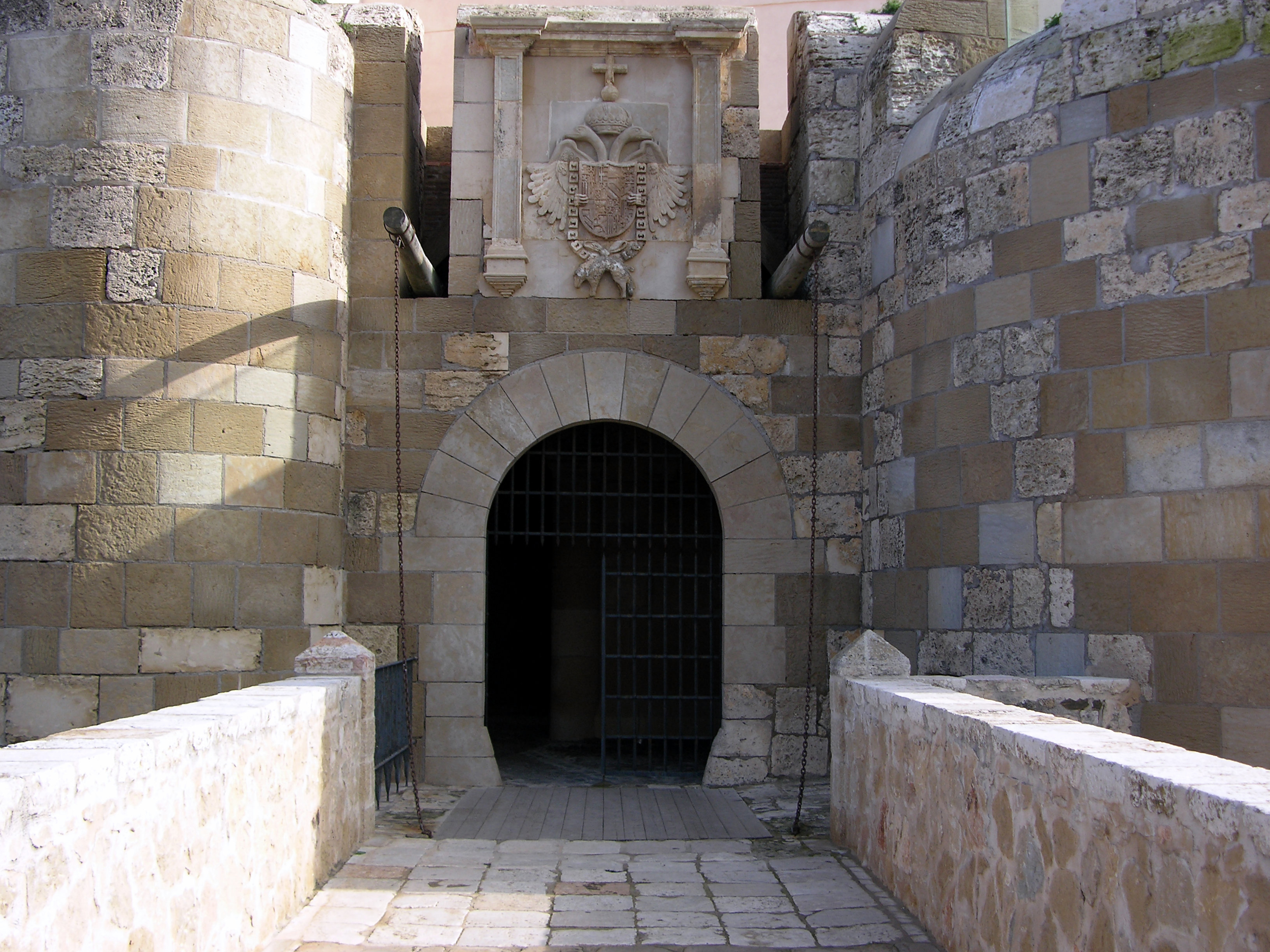
Tor von Santiago

Das Santiago-Tor und die Kapelle sind Teil der ersten befestigten Umfassung von Melilla la Vieja und wichtige Elemente des historischen Erbes der Stadt. Das Santiago-Tor wurde 1549 von Ingenieur Miguel de Perea erbaut und mehrmals umgebaut. Es verfügt über ein abgeschrägtes Design, das von Türmen flankiert wird und mit einem Wappen von Karl V. verziert ist.
Neben dem Tor befindet sich die Kapelle von Santiago, die 1551 erbaut wurde und als eines der wenigen Beispiele gotische Architektur in Afrika gilt. Sie hat einen rechteckigen Grundriss, der mit einem Rippengewölbe bedeckt ist. Sie wurde mehreren Restaurierungen unterzogen und bietet heute auch Zugang zu den unterirdischen Galerien der Zitadelle.
Im Jahr 2025 wurde es zum Ausgangspunkt des Vía Rusadir, der ersten offiziellen Camino-de-Santiago-Route, die in Afrika beginnt. Ein Meilenstein, markiert mit Jakobsmuschel-Symbolen wie dem gelben Pfeil und der Pilger-Muschel, wurde vor dem Tor installiert, um die 972,09 km zu kennzeichnen, die Melilla von Santiago de Compostela trennen.

#### Höhlen von Conventico
Die Höhlen von Conventico sind eine Reihe künstlicher Grotten, die in die erste befestigte Umfassung von Melilla la Vieja in den Sandsteinfels gehauen wurden. Ihre Ursprünge reichen bis ins 18. Jahrhundert zurück, als sie erweitert wurden, um während der Belagerung von Melilla (1774–1775) als Schutz und Lagerraum zu dienen. Im Laufe der Zeit wurden sie auch als Orte der Verehrung und Zufluchtsstätten für Boote in früheren Zeiten genutzt.

#### Festungen der Siege
Die Forts der Siege befinden sich in der vierten befestigten Umfassung von Melilla la Vieja und wurden zwischen 1735 und 1736 erbaut, um die Platzierung feindlicher Artillerie zu verhindern. Sie wurden 1778 nach der Belagerung von Melilla (1774–1775) renoviert.
Das Komplex umfasst das Fort von Rosario, das Fort von Victoria Grande und das Fort von Victoria Chica.

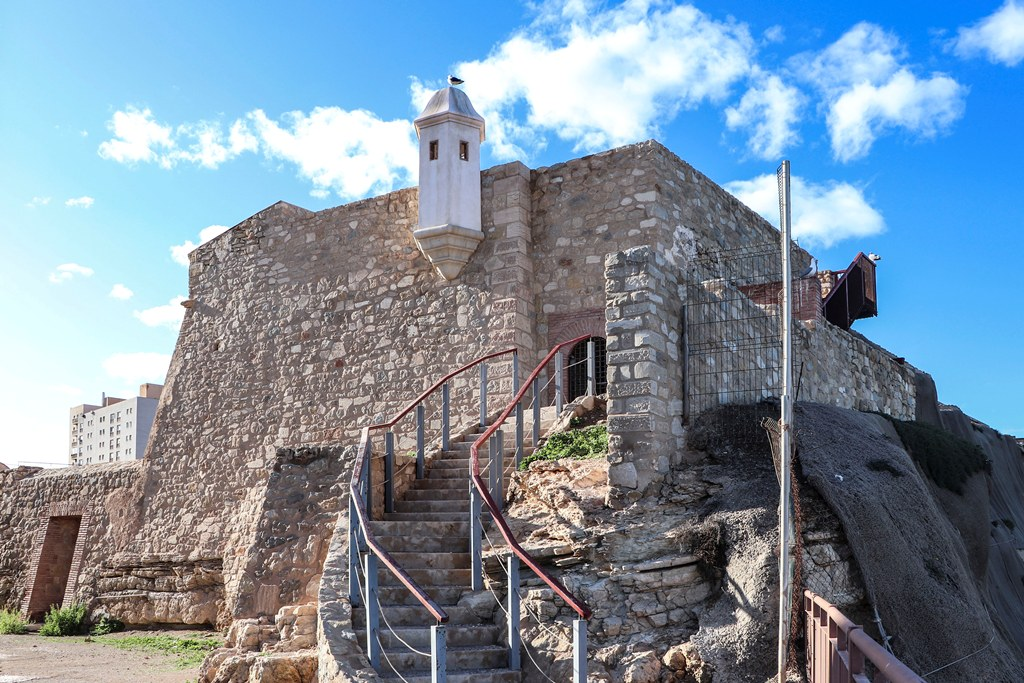
Fort von Rosario
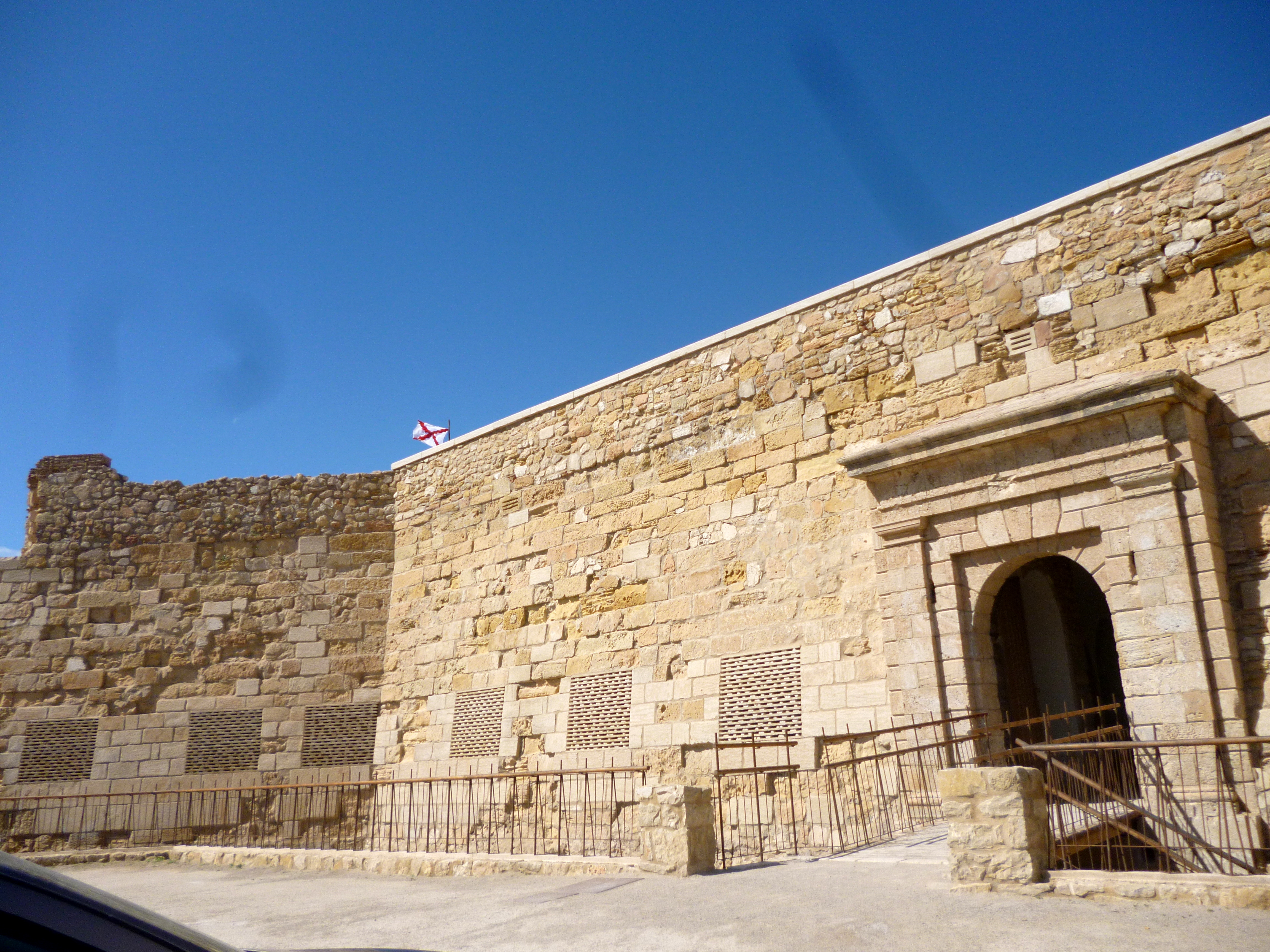
Fort von Victoria Grande
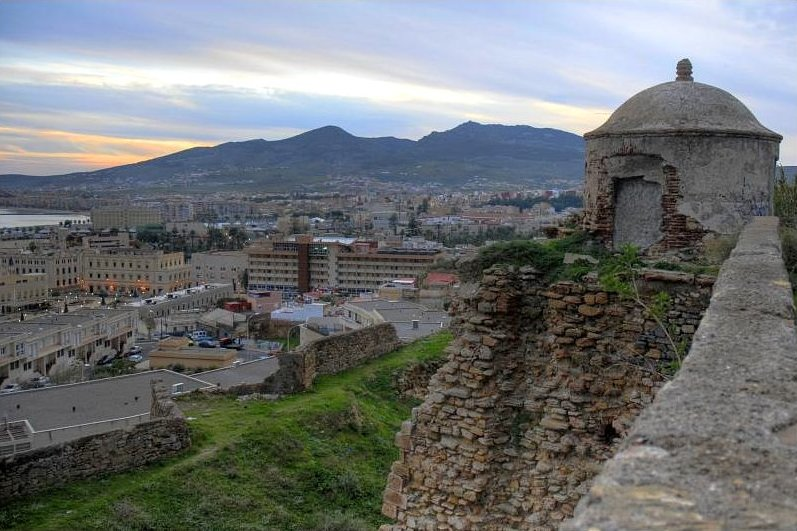
Fort von Victoria Chica

### Externe Festungen
Diese wurden mit lokalem Stein für die Wände und Ziegel für die Bögen und Gewölbe gebaut und verwenden veraltete Befestigungstechniken, die modernen Artillerieangriffen nicht standhalten konnten. Die Riff-Stämme, vor denen sie Melilla verteidigen sollten, besaßen keine Artillerie.
Es handelt sich um eine Reihe von Fortifikationen, Forts, die nicht miteinander verbunden sind und durch beträchtliche Entfernungen getrennt sind, die in der zweiten Hälfte des 19. Jahrhunderts im neomedievalen Stil gebaut wurden und mehr anmutig als bedrohlich sind, überschüttet mit Schönheit. In einigen Fällen sind sie in leuchtenden Farben wie Orange bemalt, was sie eher wie Spielelemente als wie Verteidigungsstrukturen erscheinen lässt.

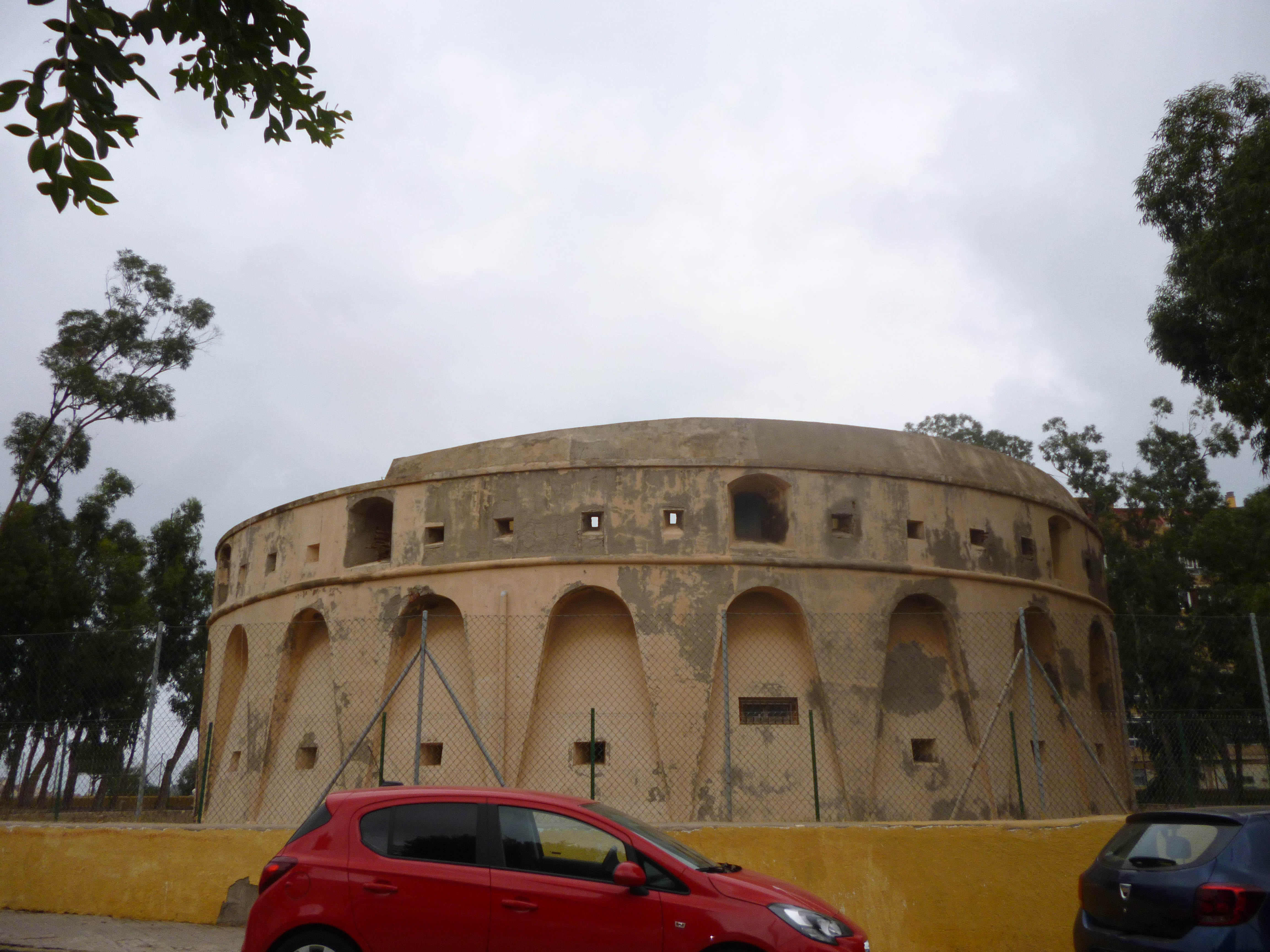
Kamel-Fort
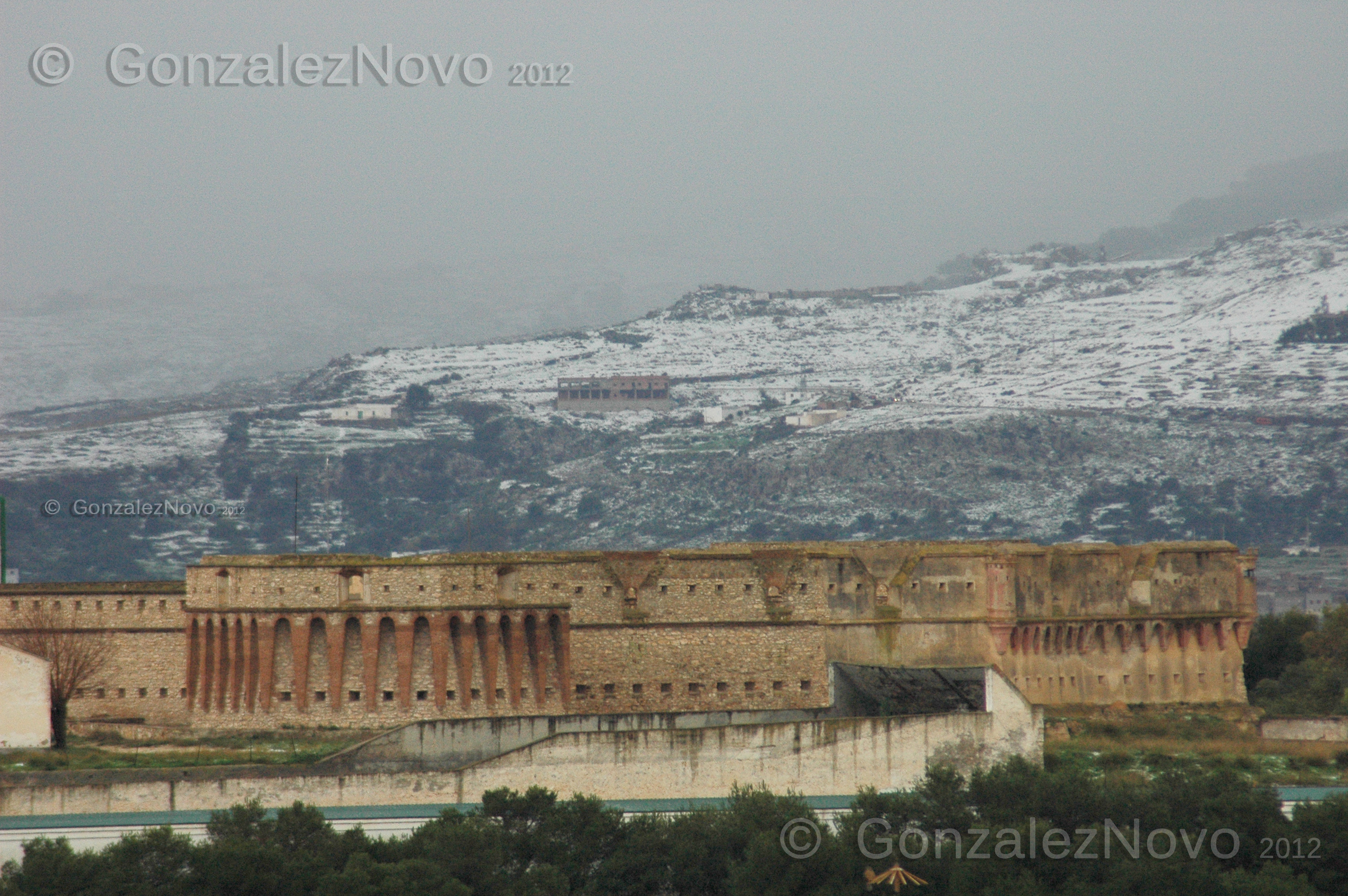
Cabrerizas Altas Fort
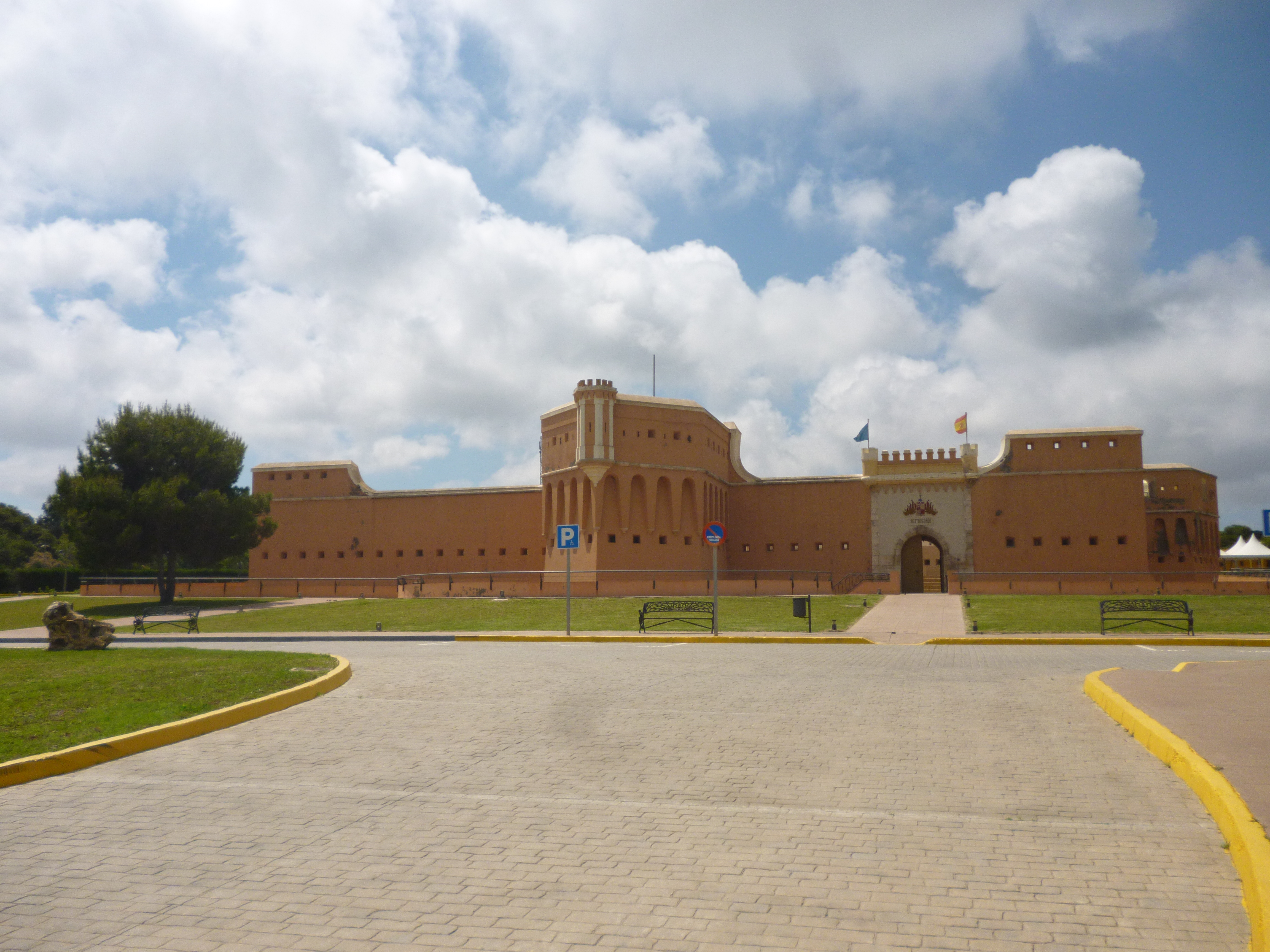
Rostrogordo Fort

### Erweiterung
Am Ende des 19. Jahrhunderts begann eine Blütezeit, die zu einer modernen Stadt führte.
Melilla ist nach Barcelona die Stadt mit der größten Vertretung Modernistische Architektur in Spanien und die größte Vertretung des Modernismus auf dem afrikanischen Kontinent. Hunderte von Gebäuden (mehr als 500 sind katalogisiert) sind über die zentrale Erweiterung und ihre Viertel verteilt. Dieses moderne Gebiet ist ebenfalls als Kulturerbe geschützt und enthält zahlreiche Gebäude von einem Architekten der Barceloner Schule mit Sitz in Melilla, Enrique Nieto y Nieto, der ein großes modernistisches Werk schuf, das dem Architekten Lluís Domènech i Montaner folgte. Seine floralen modernistischen Gebäude stechen hervor. Weitere modernistische Autoren in Melilla sind Emilio Alzugaray Goicoechea und Tomás Moreno Lázaro.

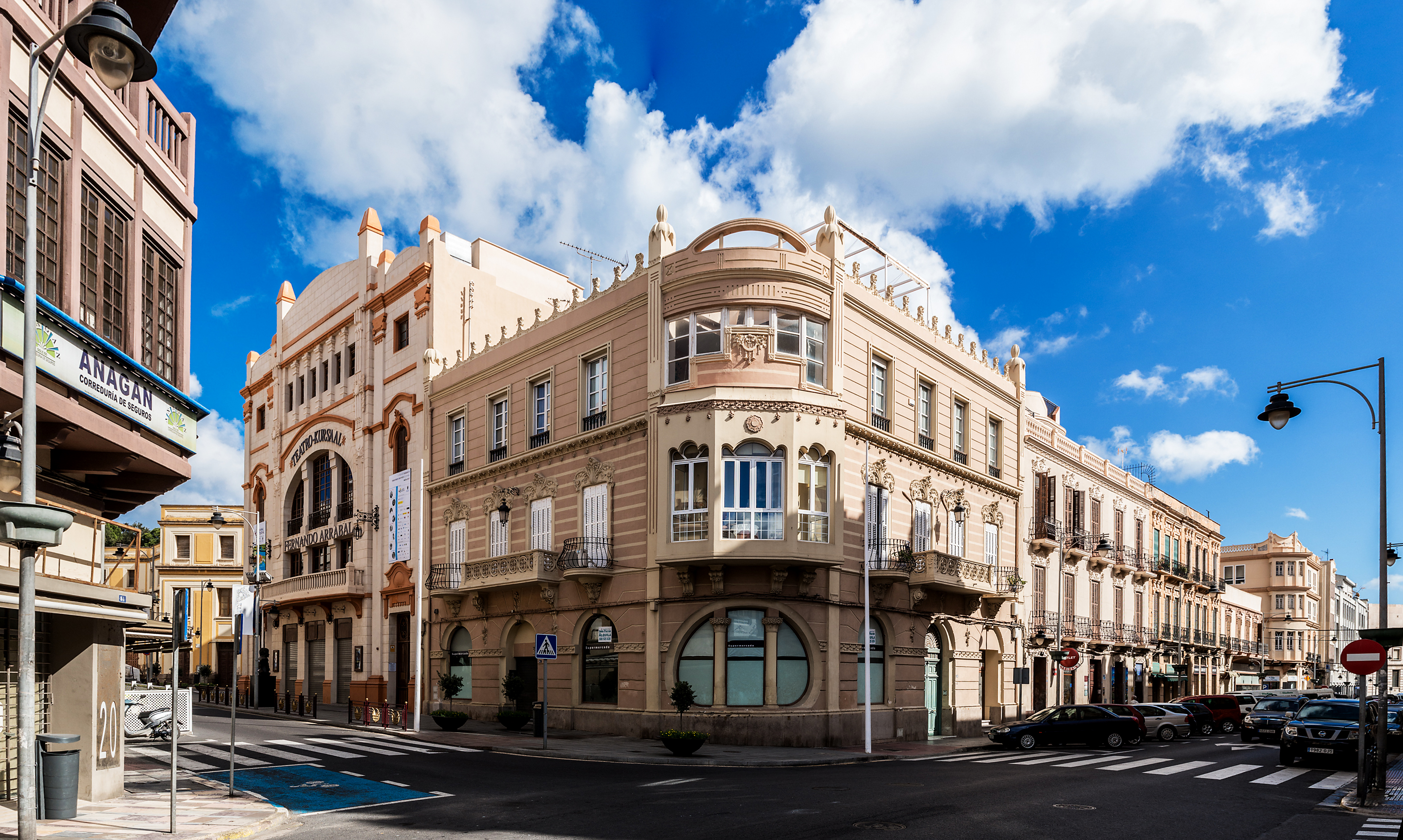
Ehemaliges Redaktionsbüro von El Telegrama del Rif
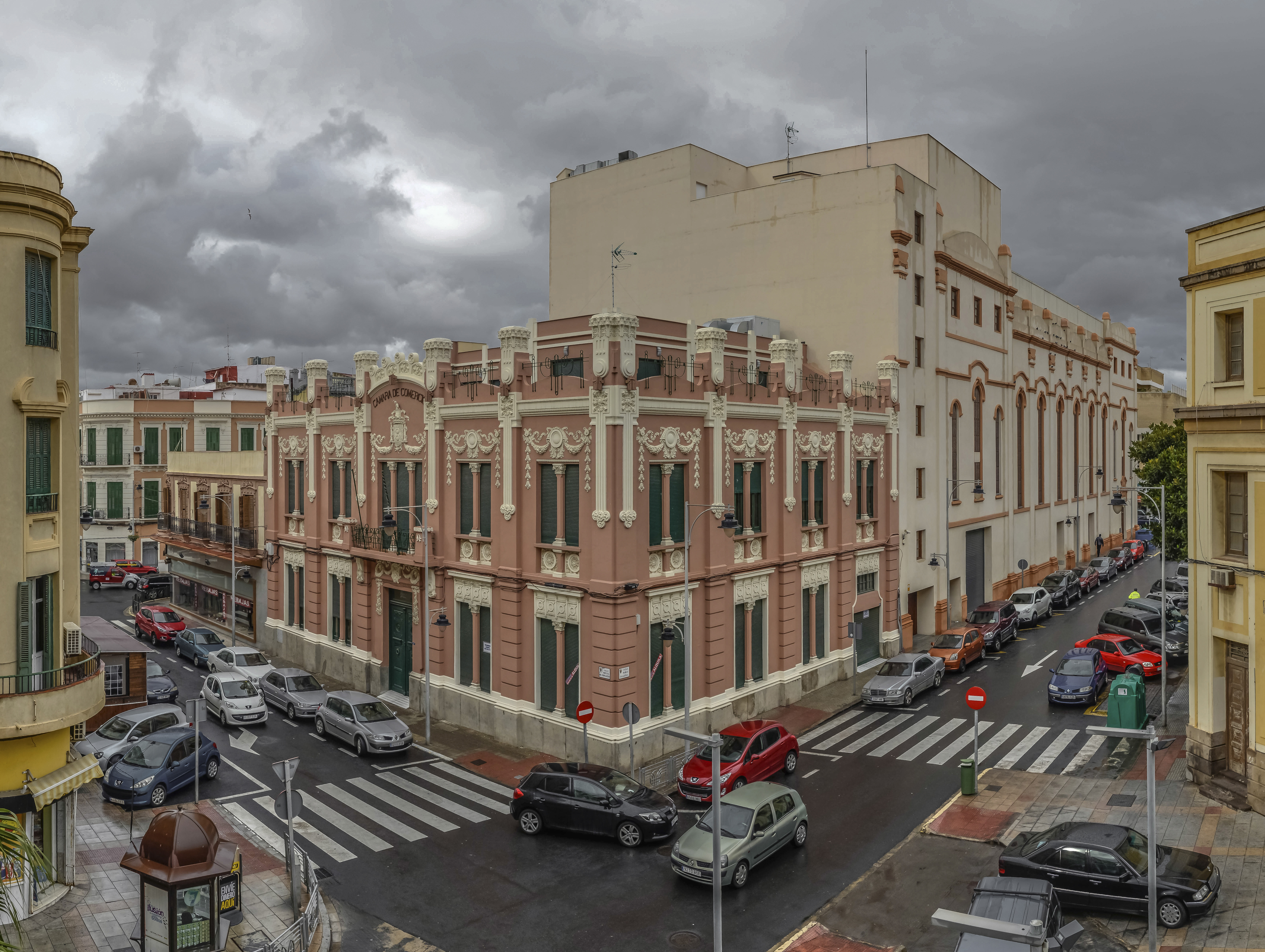
Offizielle Handelskammer, Industrie und Navigation
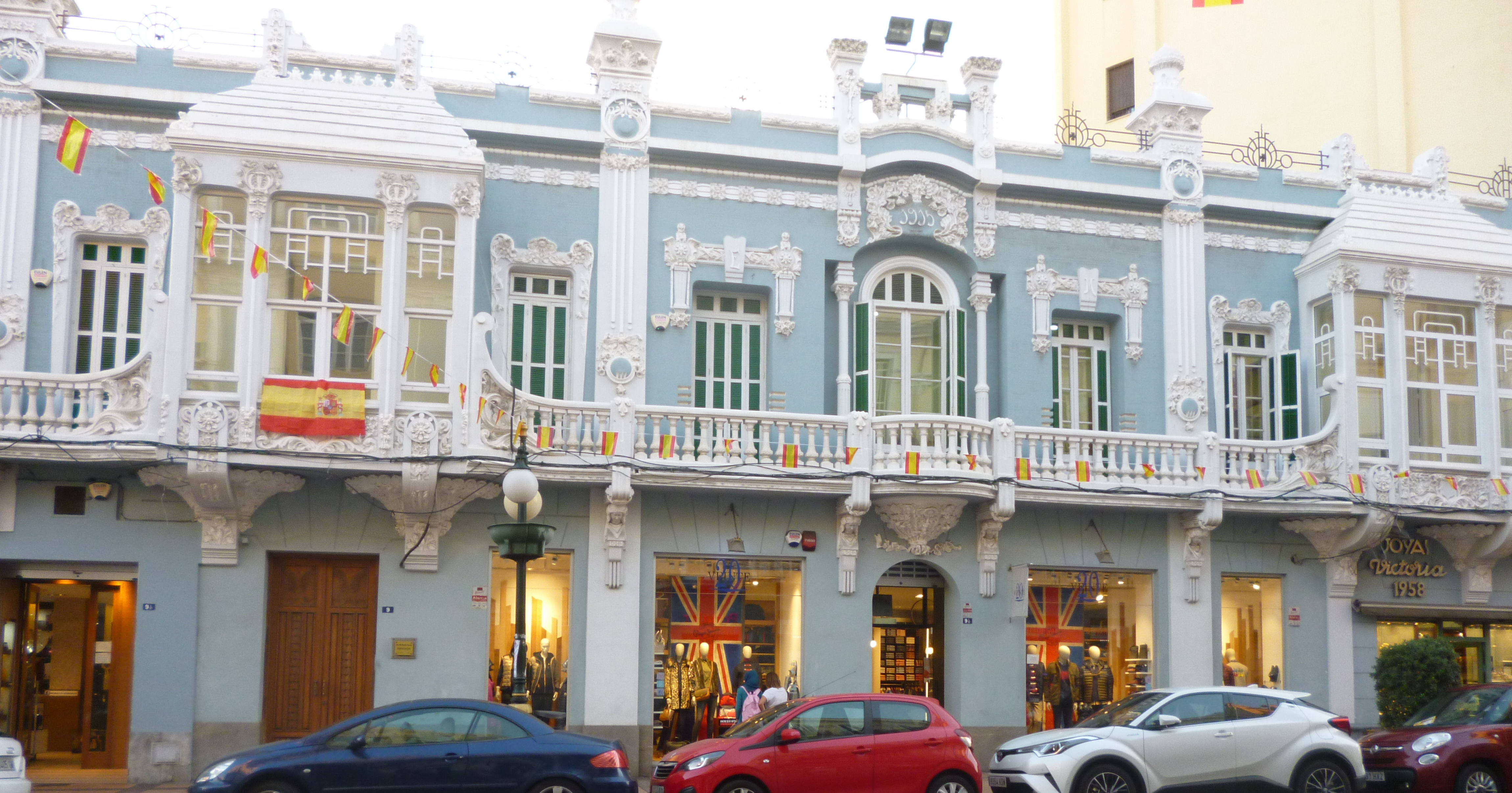
Ehemaliges Militärgeschäft
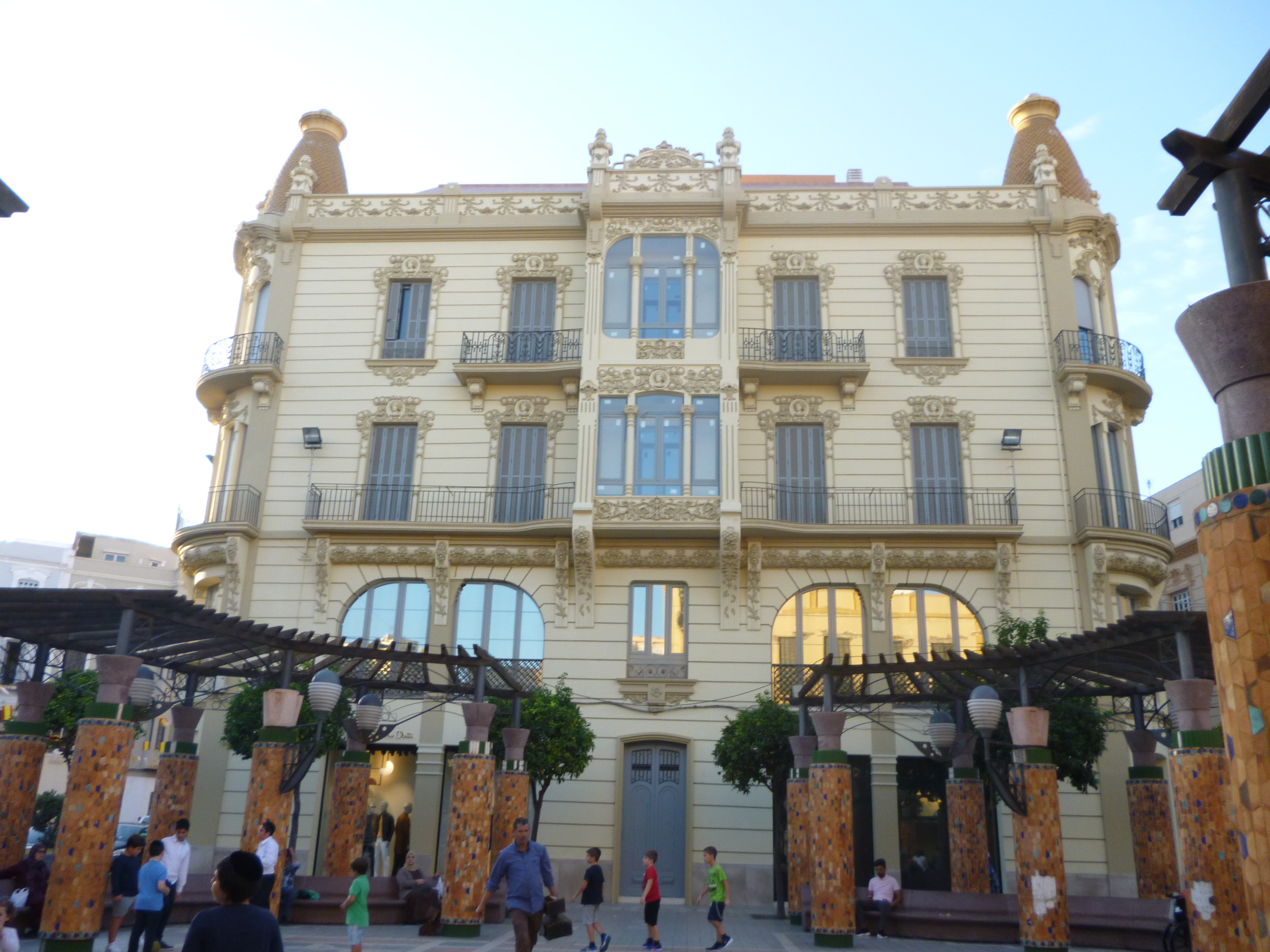
Ehemaliges Kaufhaus La Reconquista
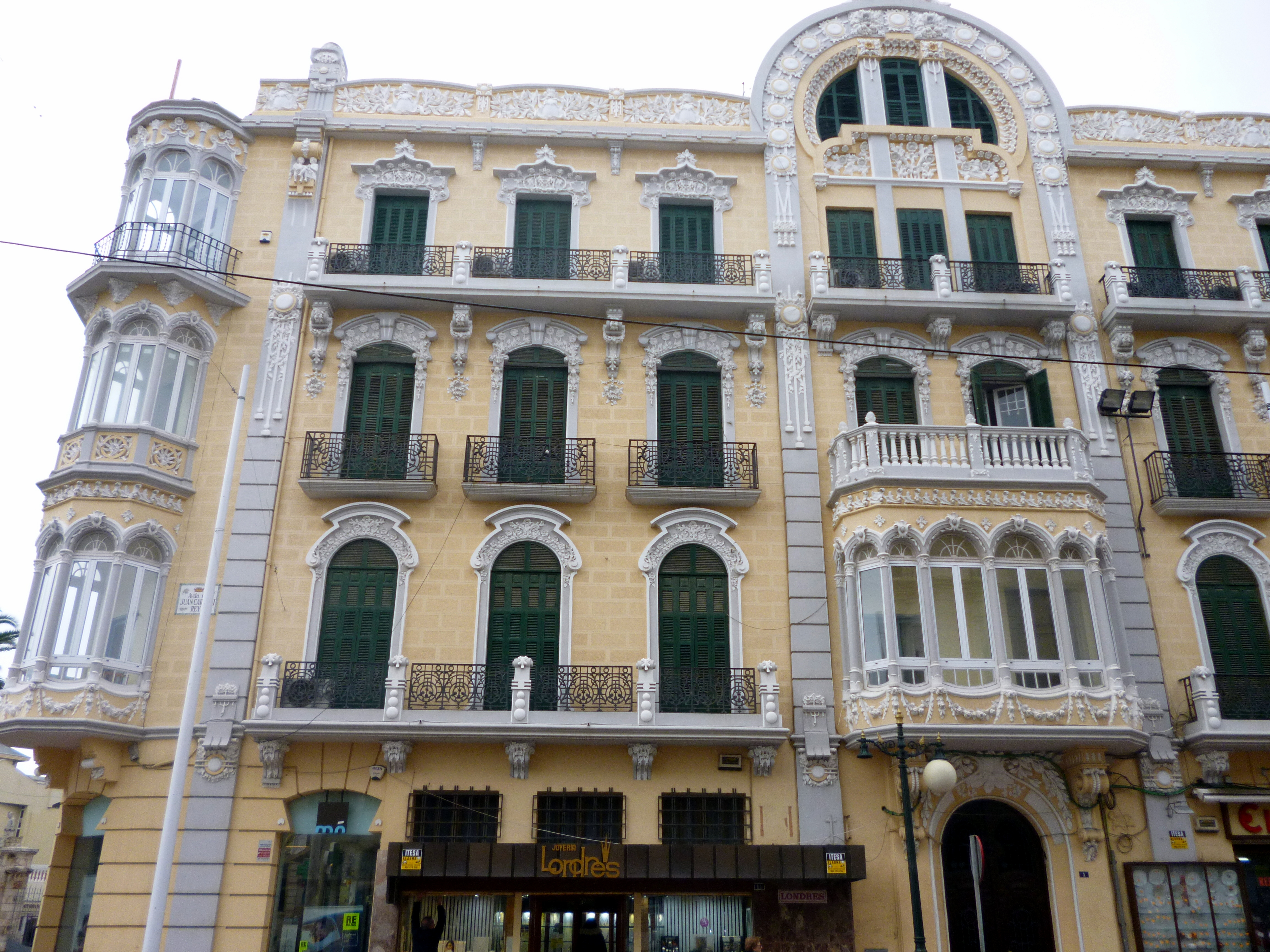
David J. Melul Haus
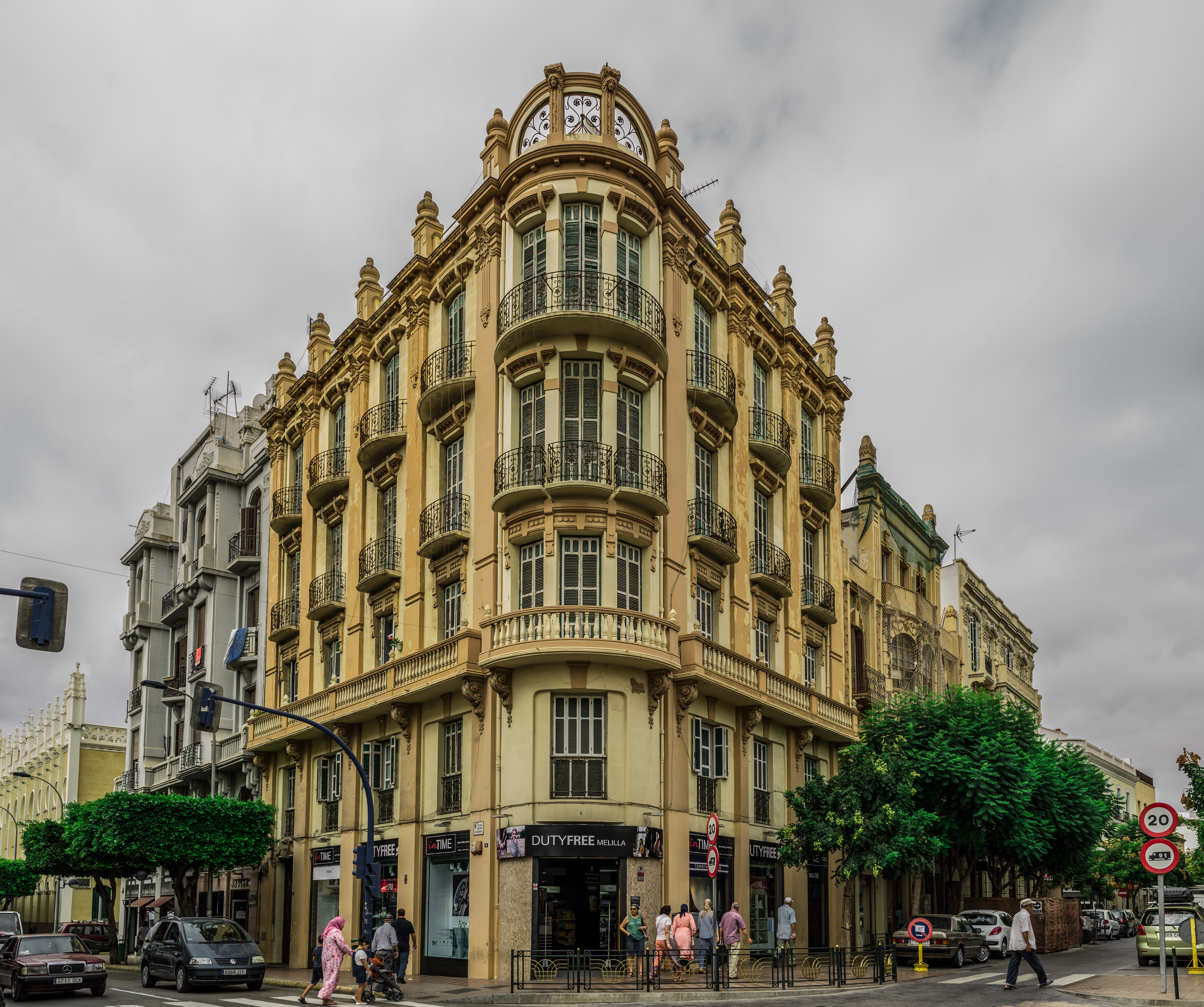
José García Álvaro Haus
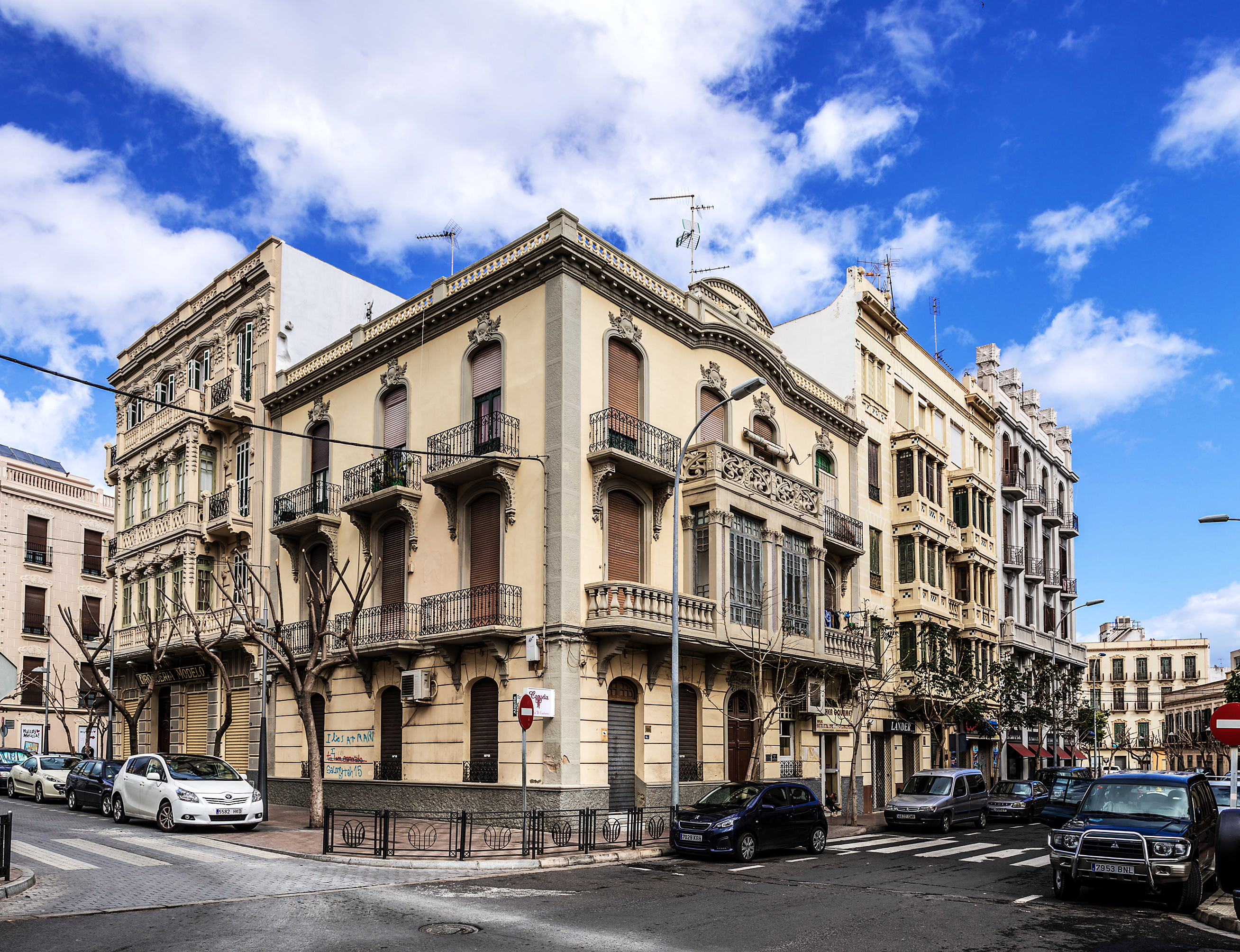
Miguel Gómez Morales Haus
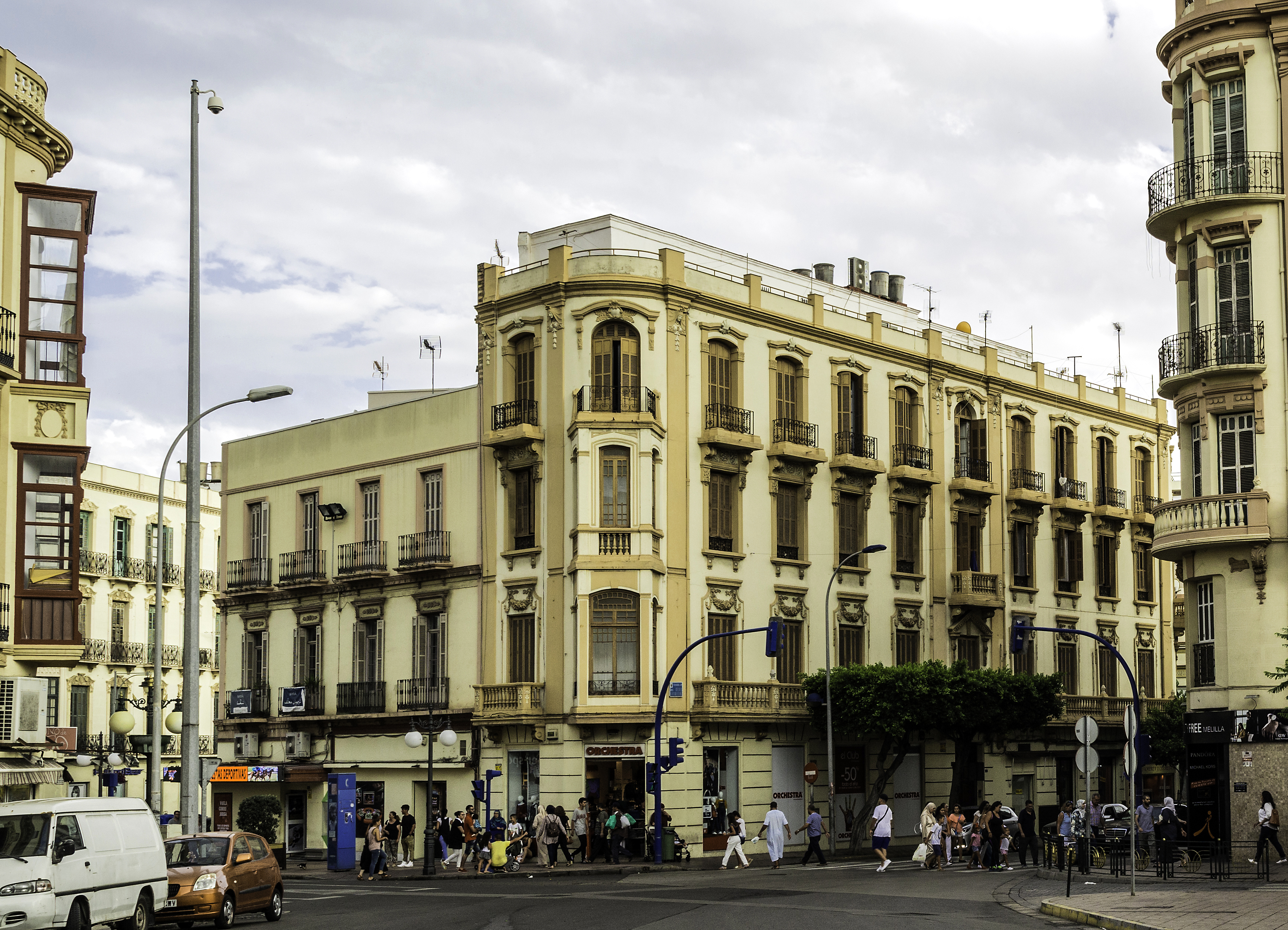
Juan Montes Hoyo Haus

In den 1930er-Jahren hielt der Art Deco Einzug in die Architektur Melillas, mit Architekten wie Francisco Hernanz Martínez und Lorenzo Ros Costa, die spektakuläre Gebäude in den Stadtvierteln der Stadt entwarfen.

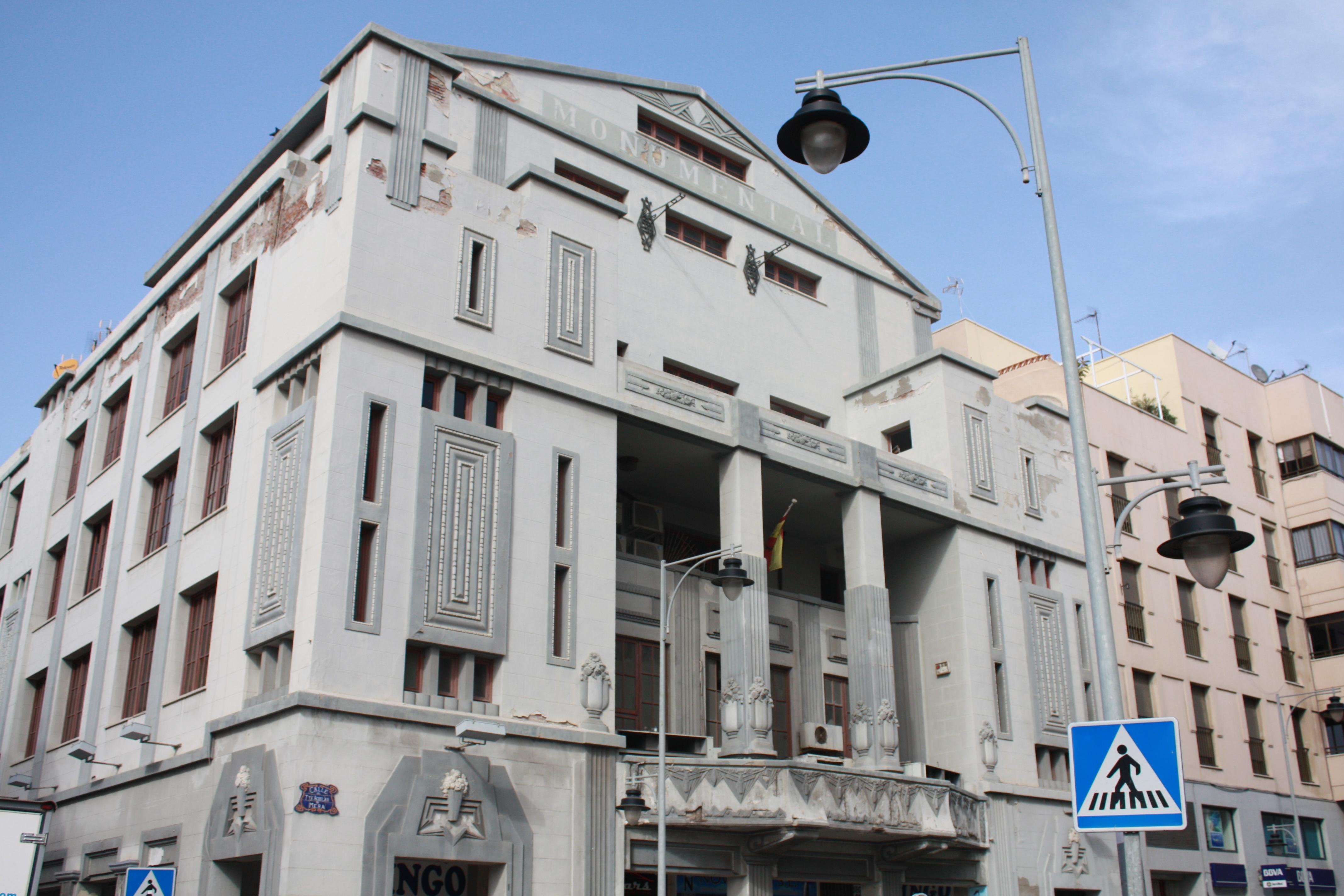
Monumental Cinema Sport
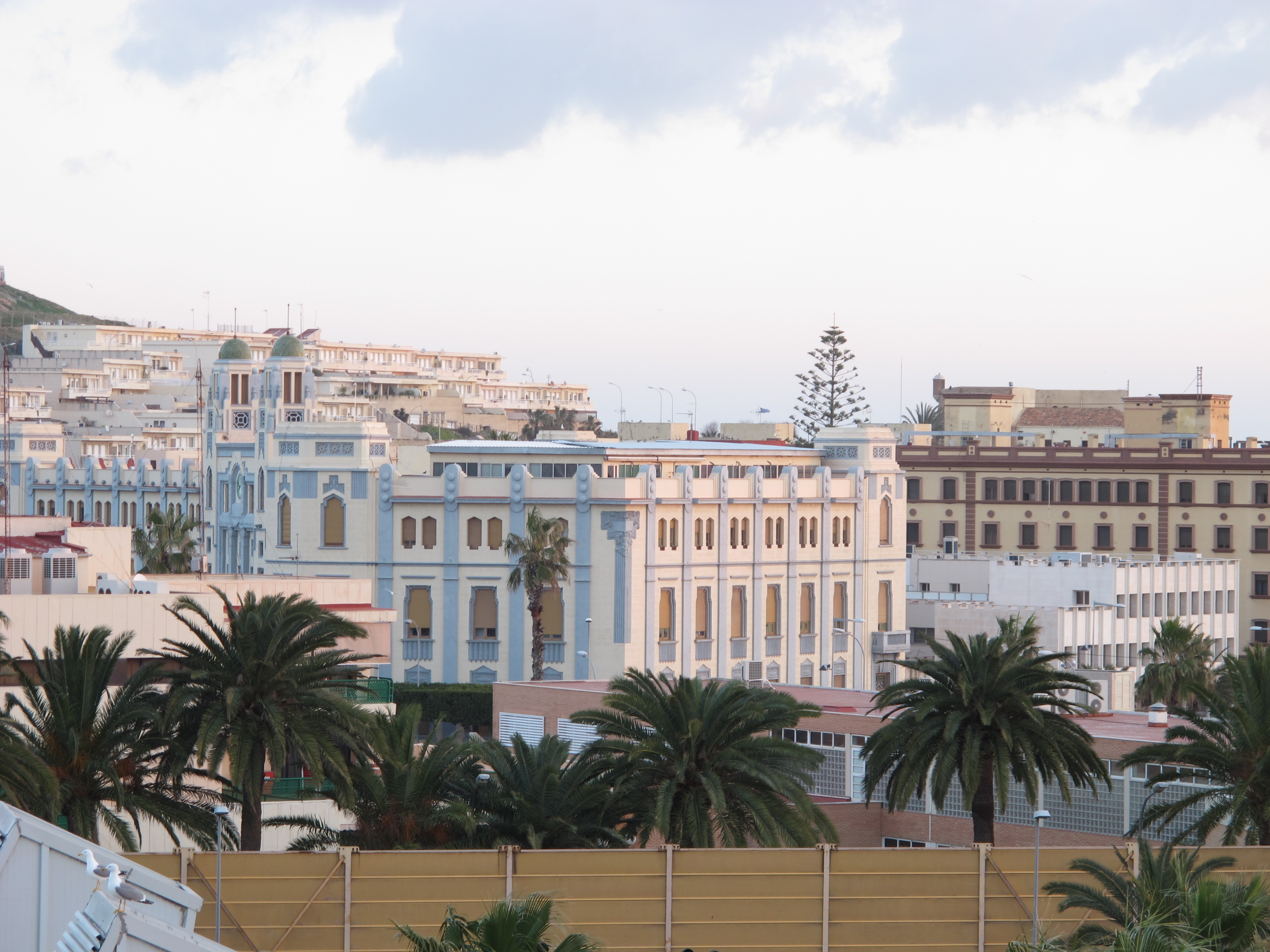
Versammlungspalast
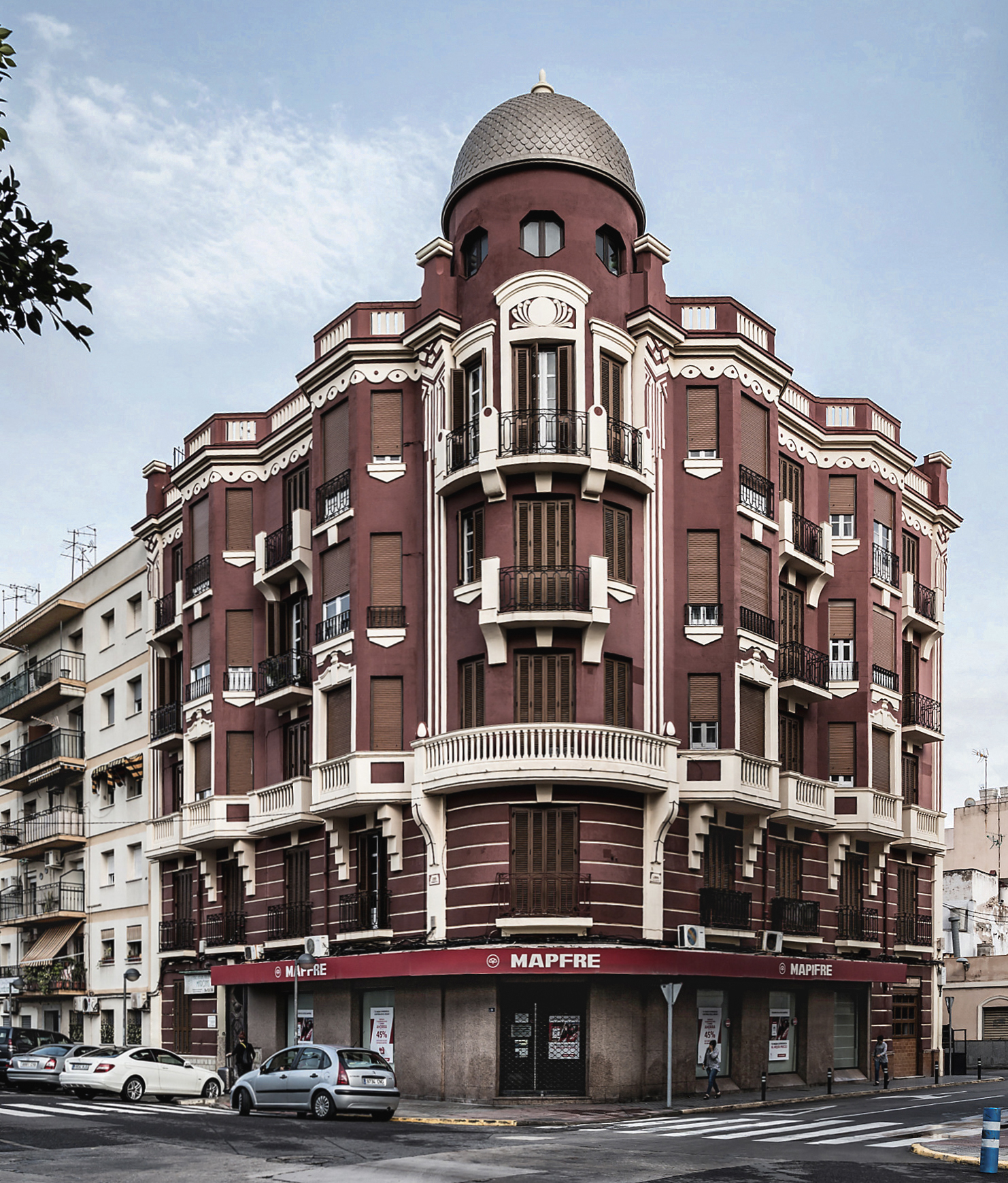
Rotes Gebäude
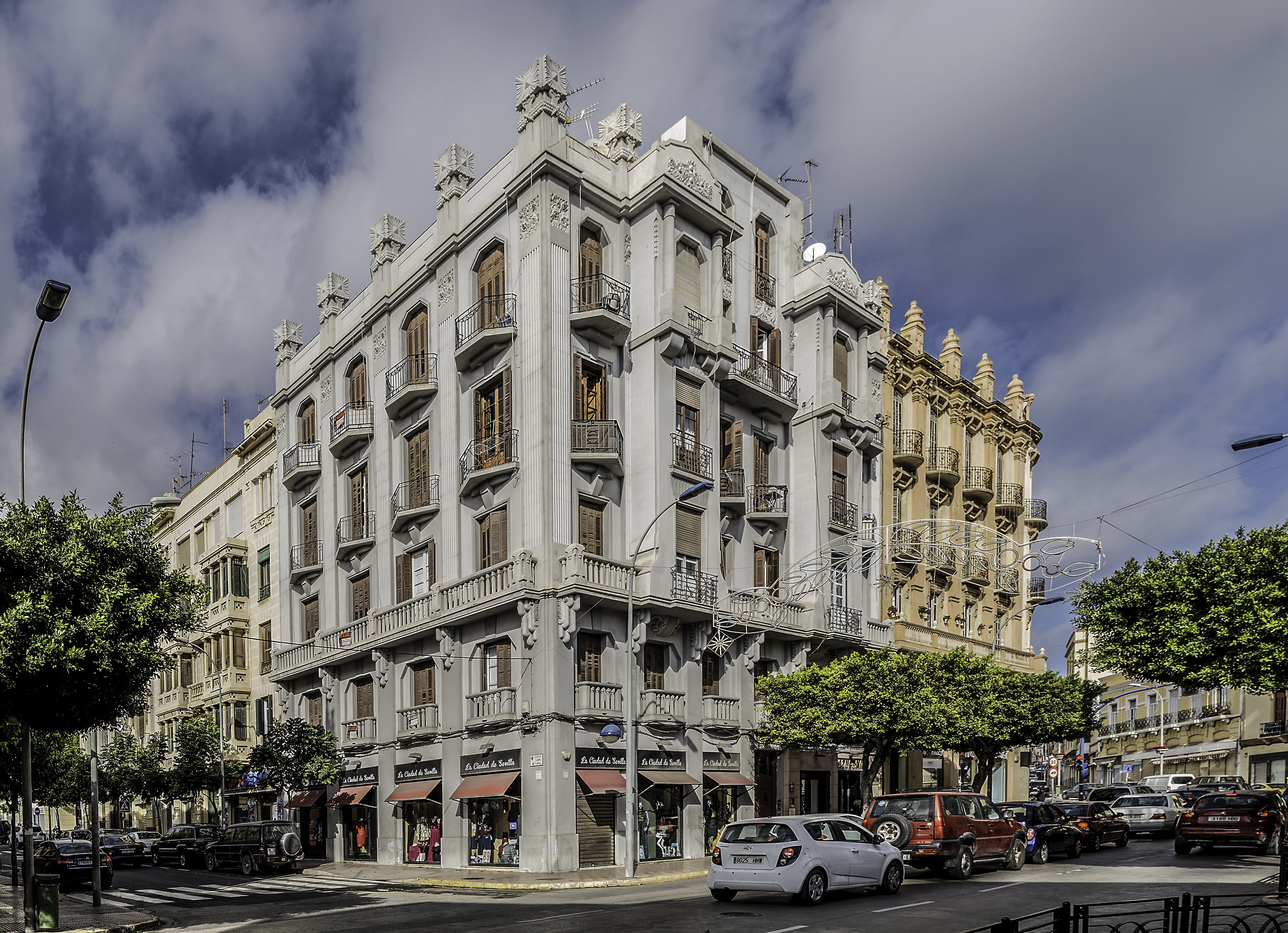
Enrique Nieto's Haus

Es gibt auch historistische und eklektische Gebäude.

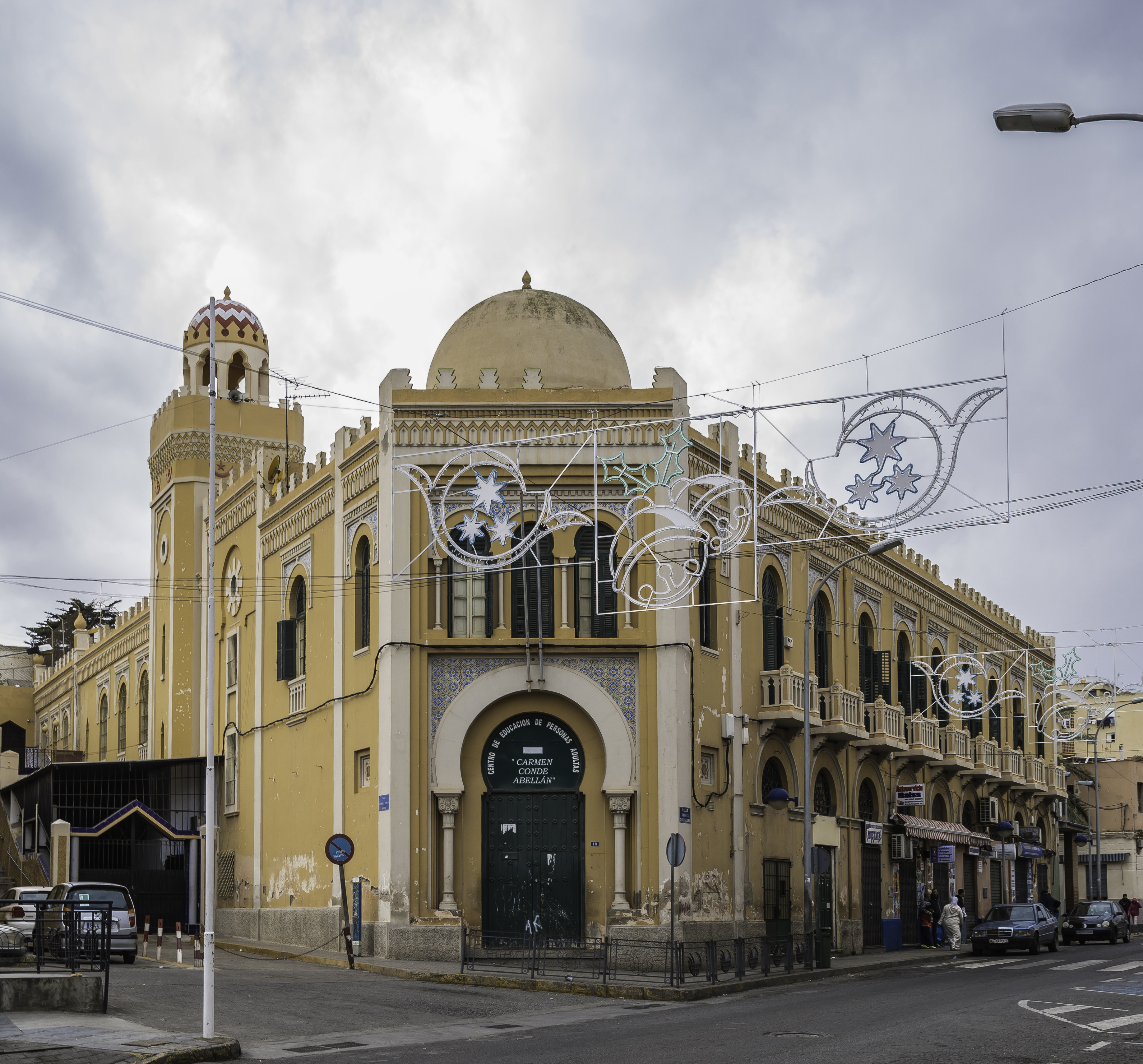
Zentralmoschee
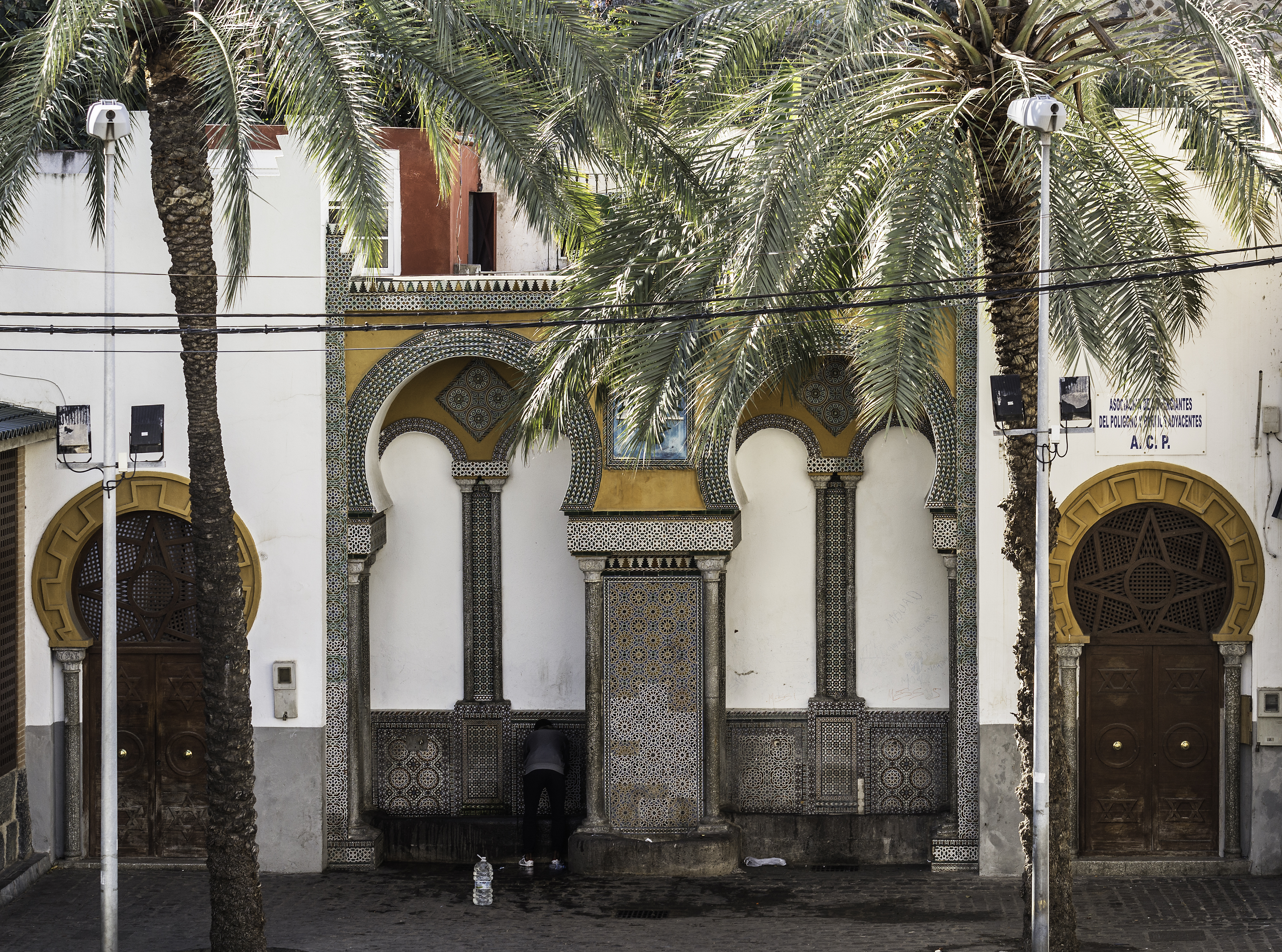
Bombillo Brunnen
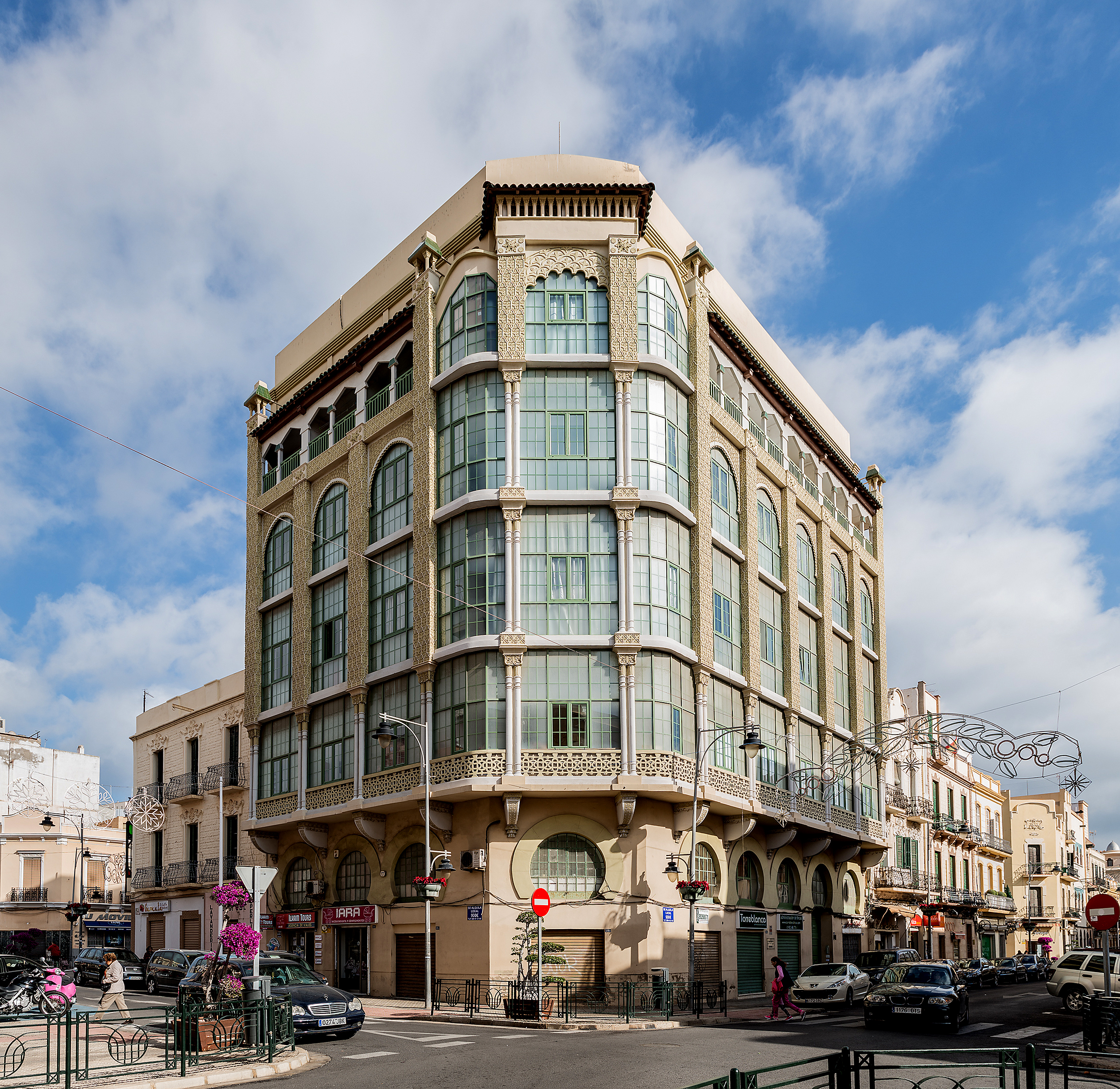
Glashaus
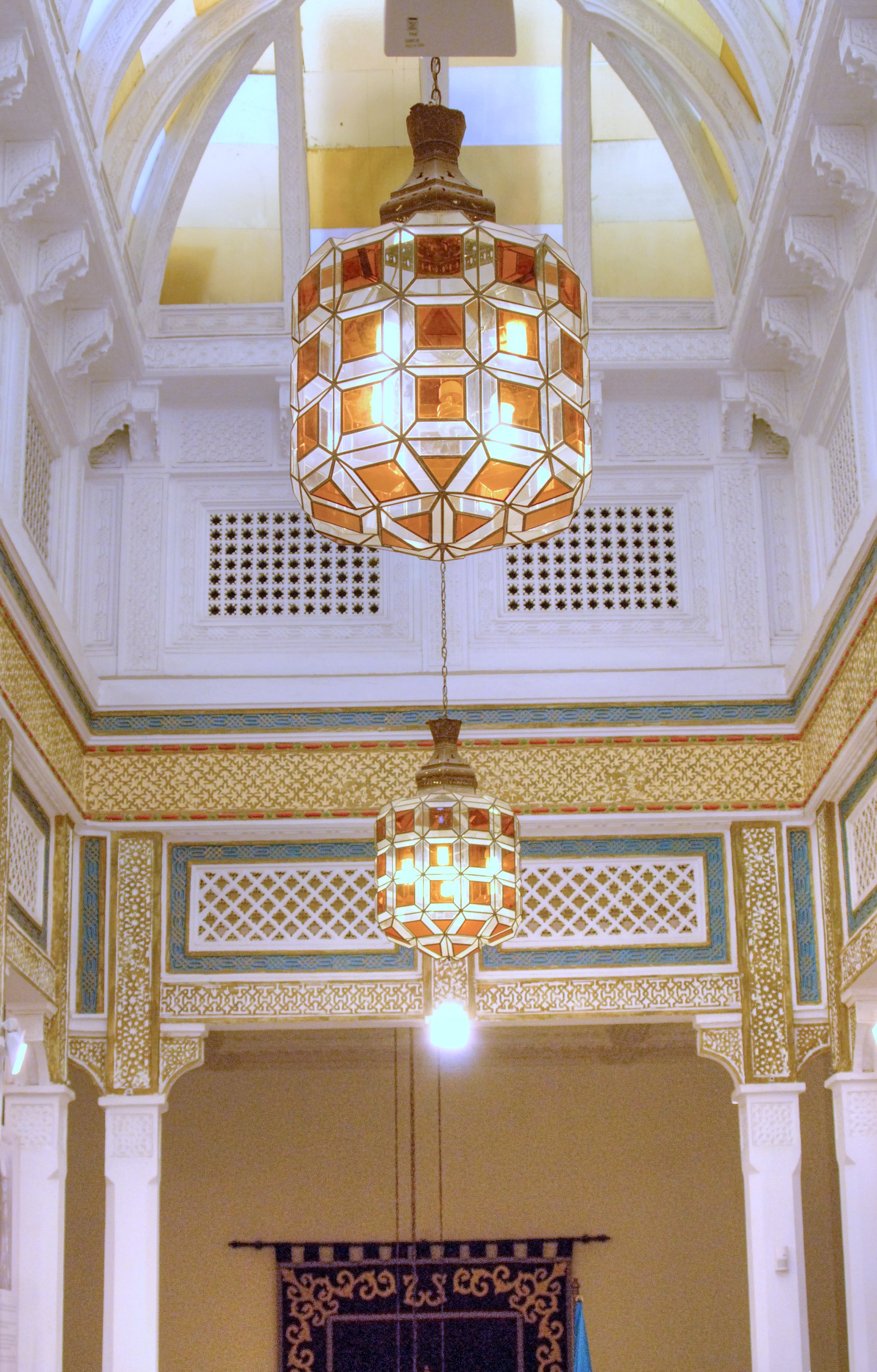
Melilla Militär-Casino

### Städtischer Friedhof von Purísima Concepción
Es ist der Hauptfriedhof der spanischen Stadt Melilla. Er befindet sich auf dem Plaza del Cementerio, am Ende der Cañada del Agua, und wurde 1890 unter dem Projekt des Ingenieurs Eligio Suza und des Bauunternehmers Manuel Fernández gebaut. Er wurde am 1. Januar 1892 eingeweiht und vom Vikar Juan Verdejo gesegnet.
Der erste dort beerdigte Leichnam war der von Francisco López López, einem vier Monate alten Kind.

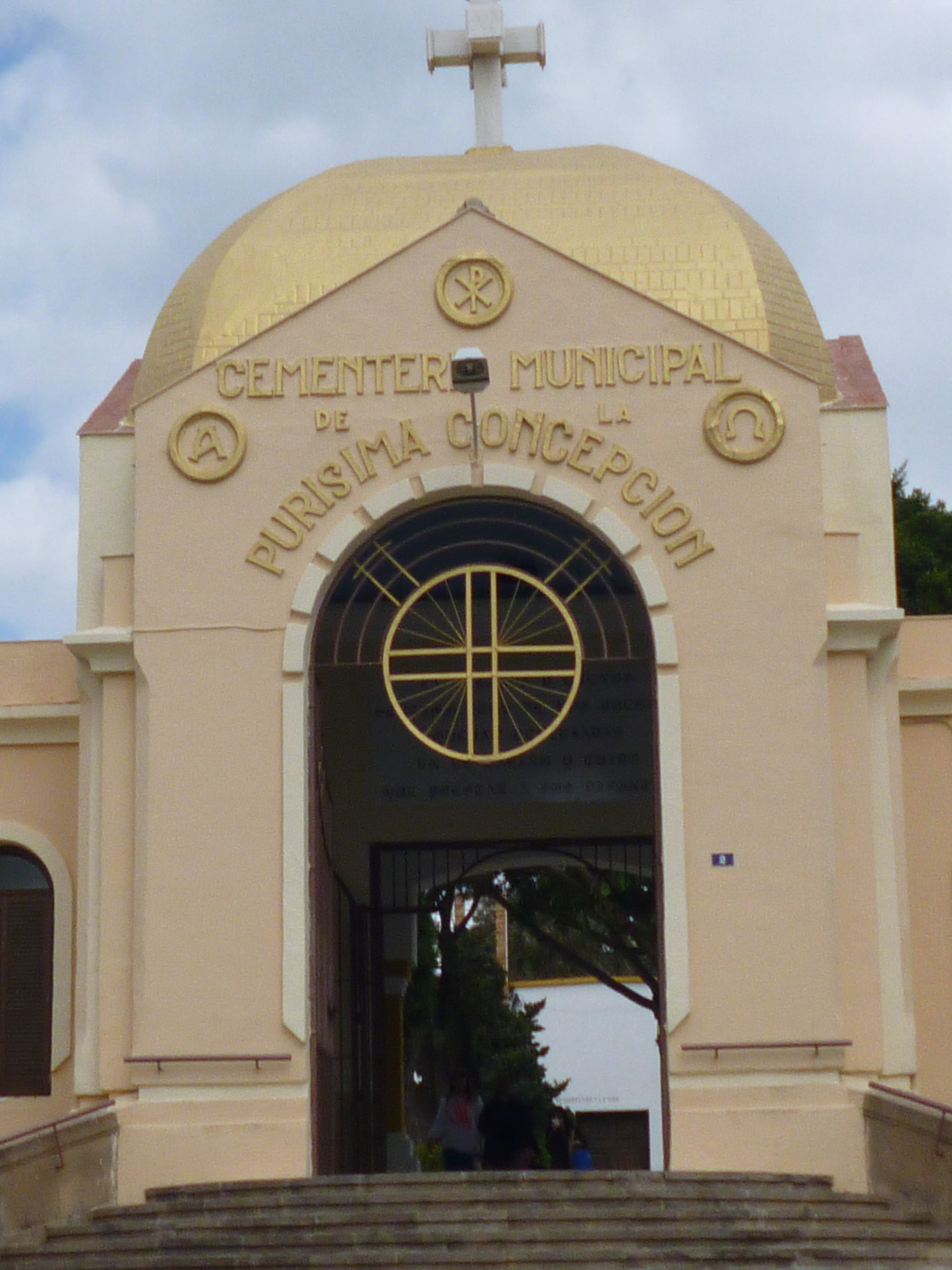
Eingang zum Friedhof von La Purísima Concepción
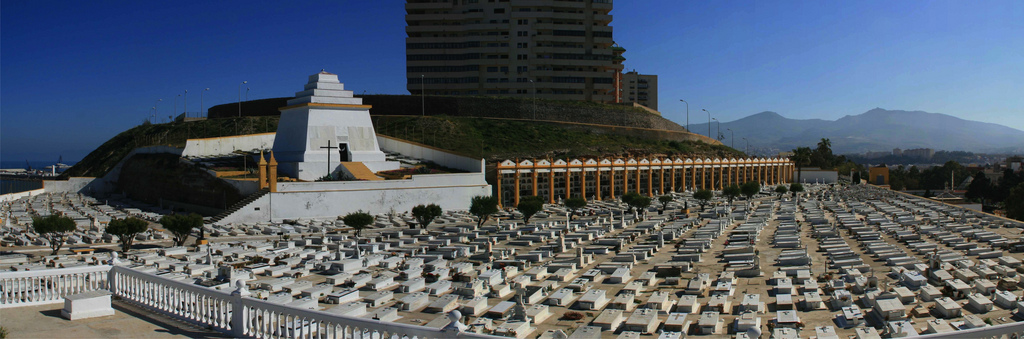
Friedhof von Melilla
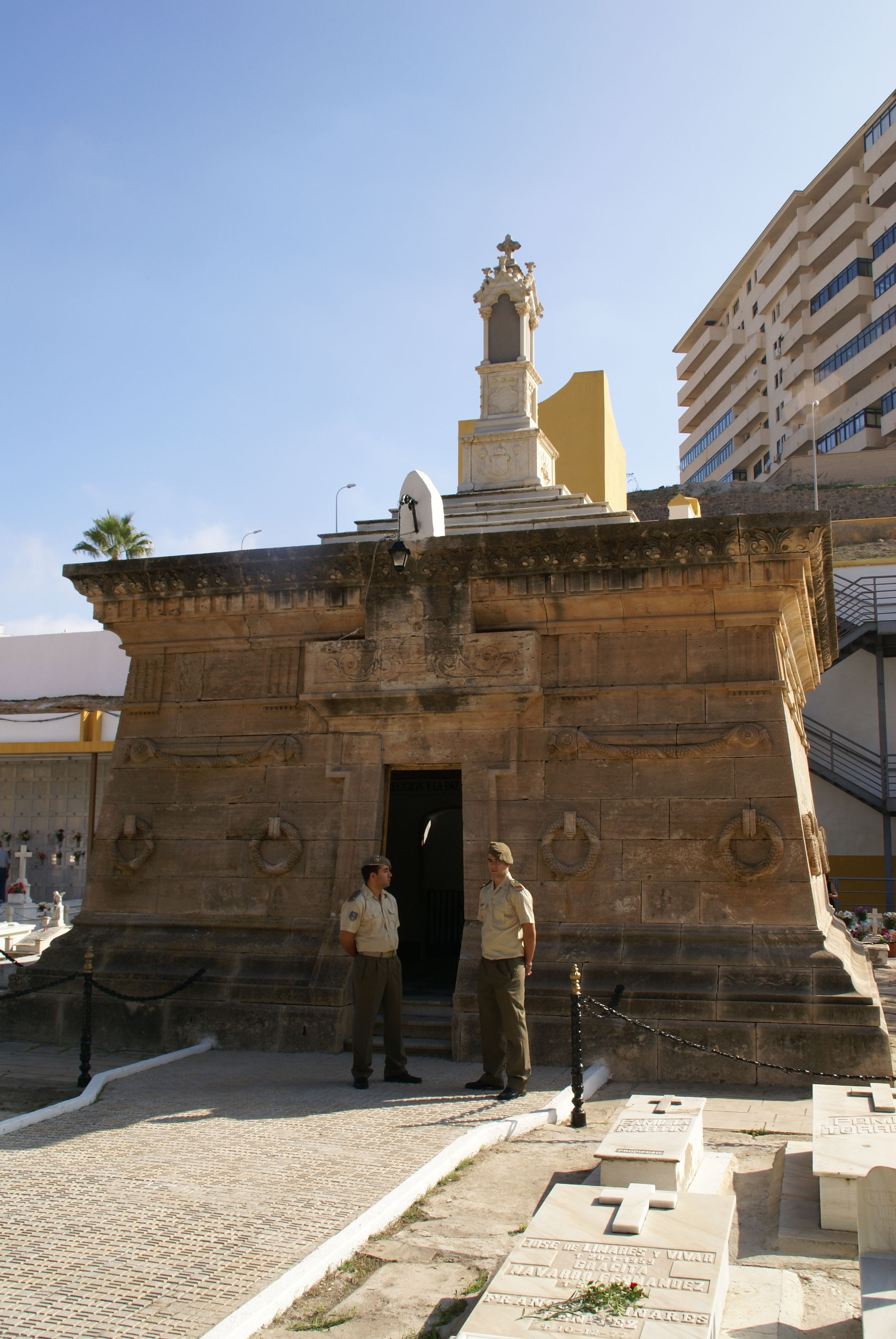
Panteón Margallo
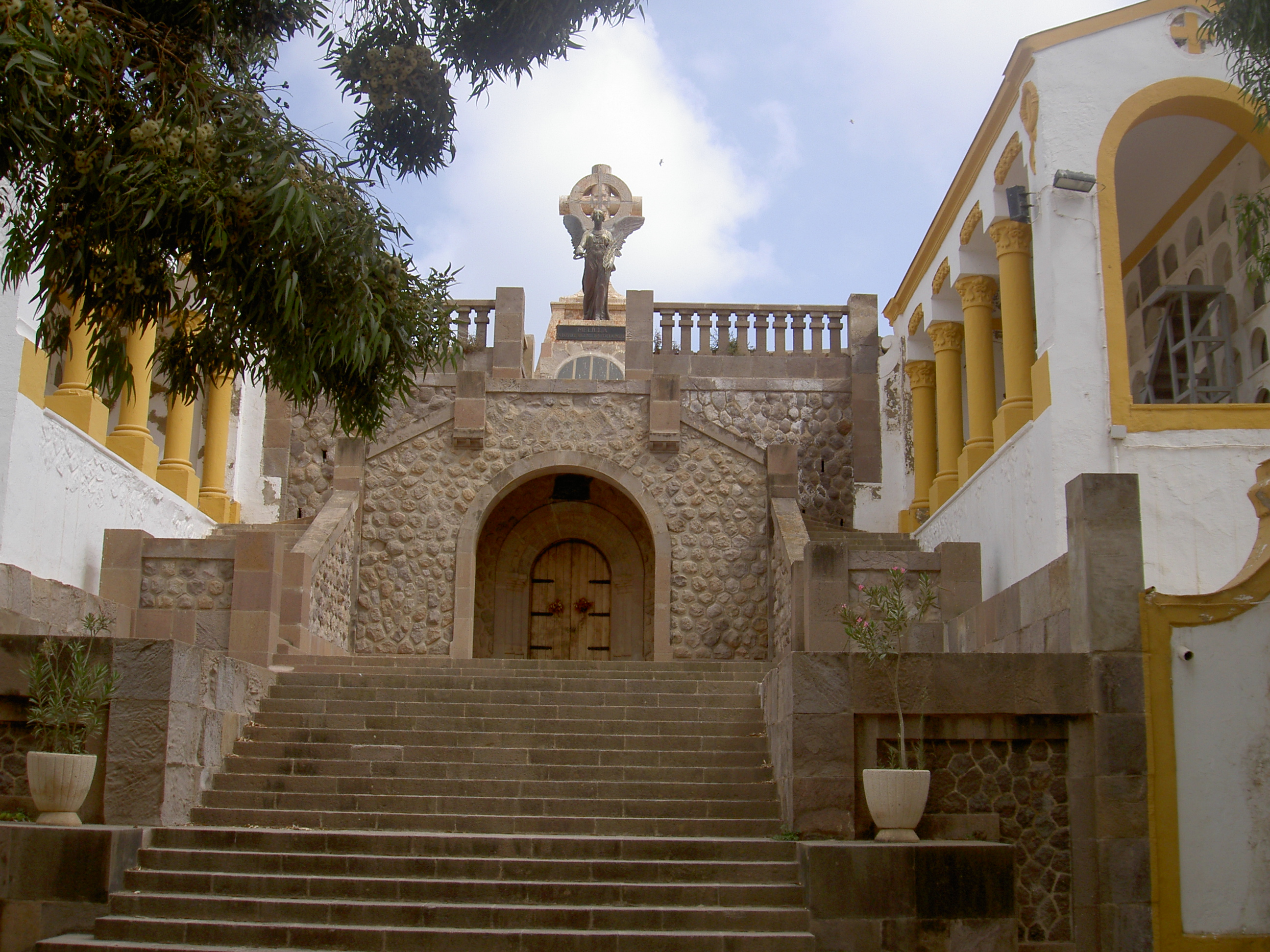
Panteón der Helden
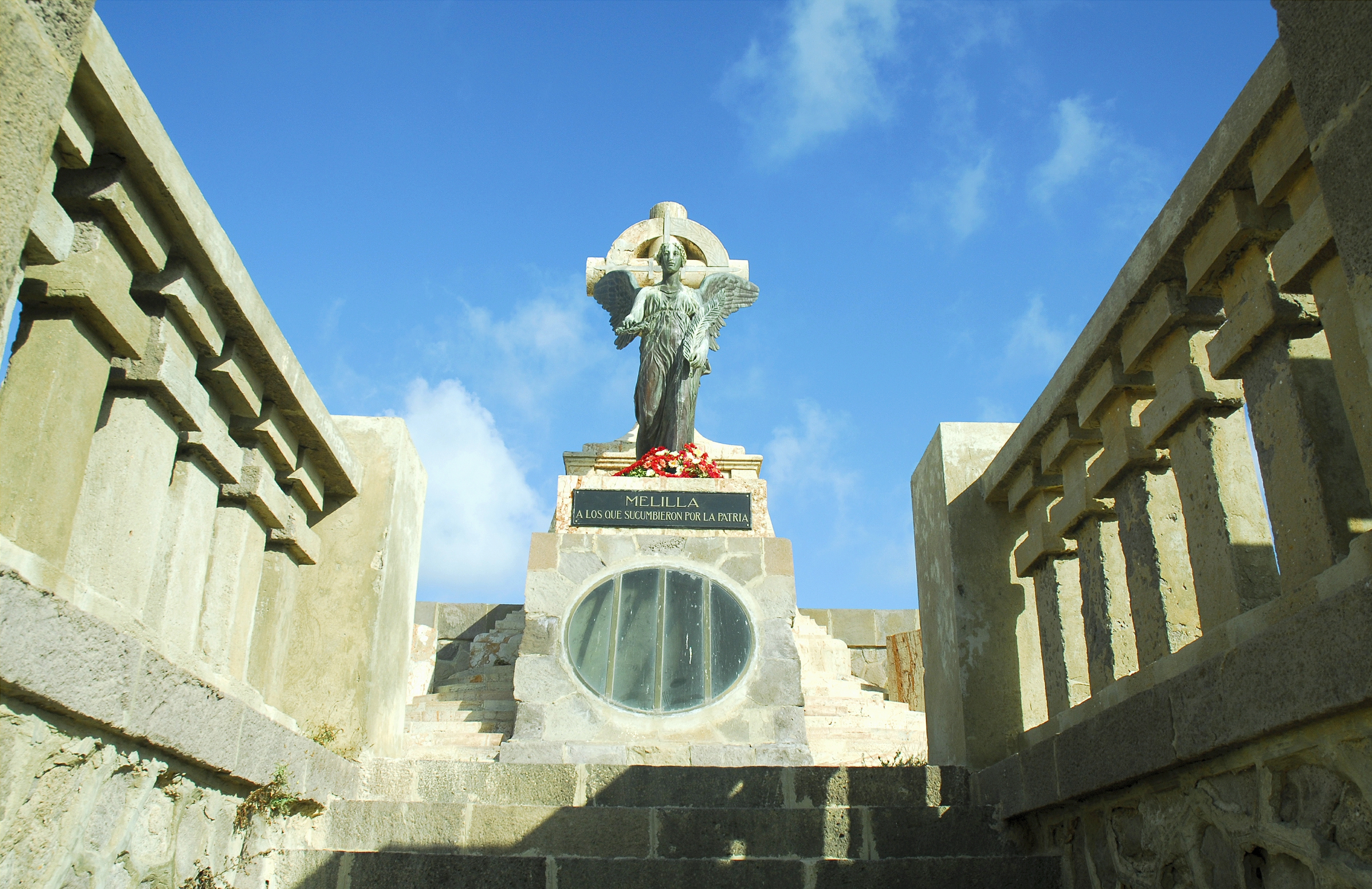
Panteón der Helden
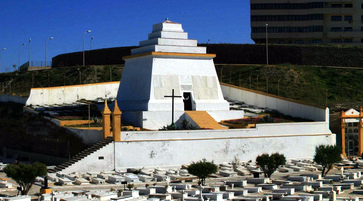
Panteón der Regulares Nummer 5

### Parks und Gärten

#### Plätze
Es gibt die Plaza de España, Plaza de las Culturas, Plaza Héroes de España, Plaza Menéndez Pelayo, Plaza Comandante Benítez und Plaza de San Lorenzo.

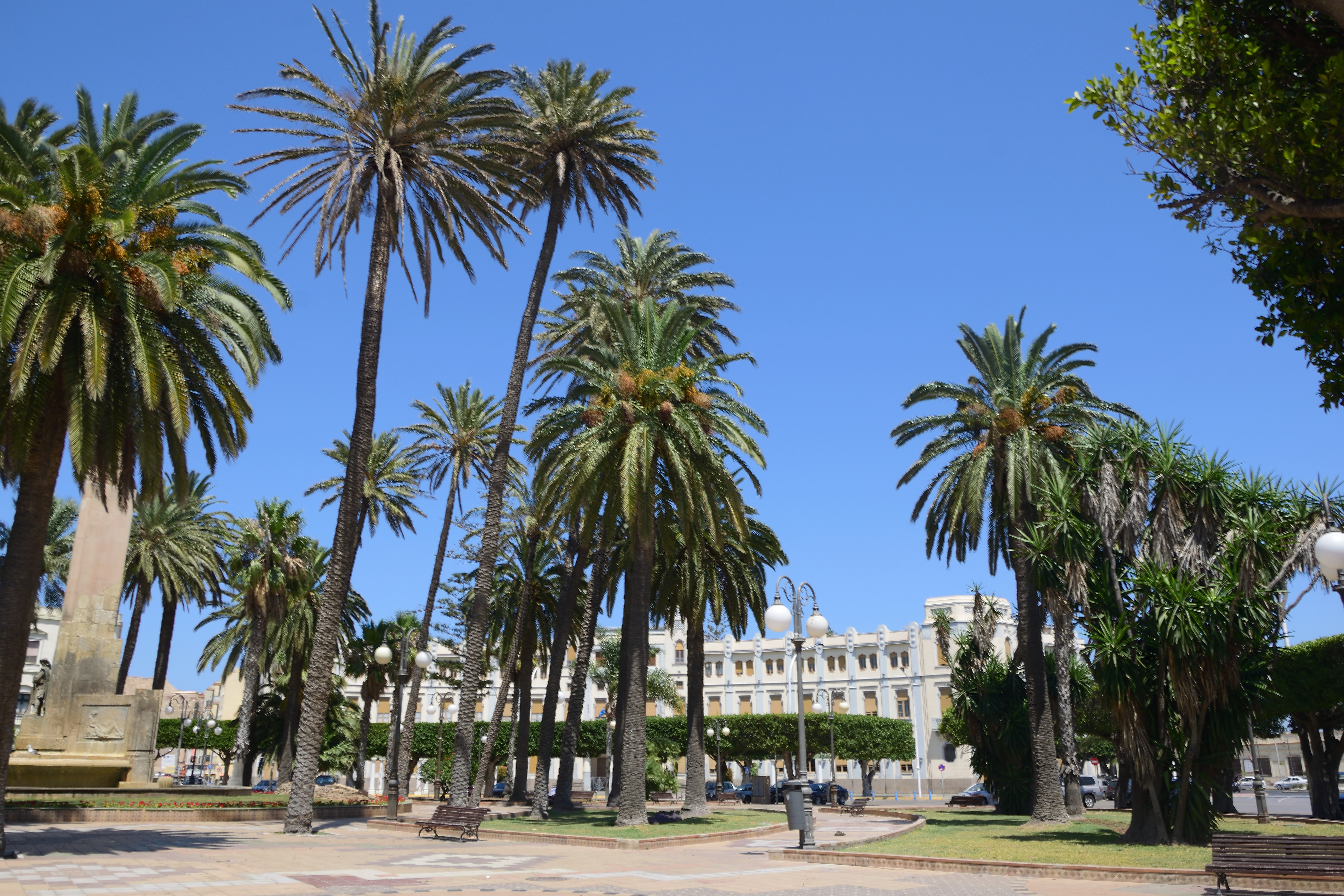
Plaza de España
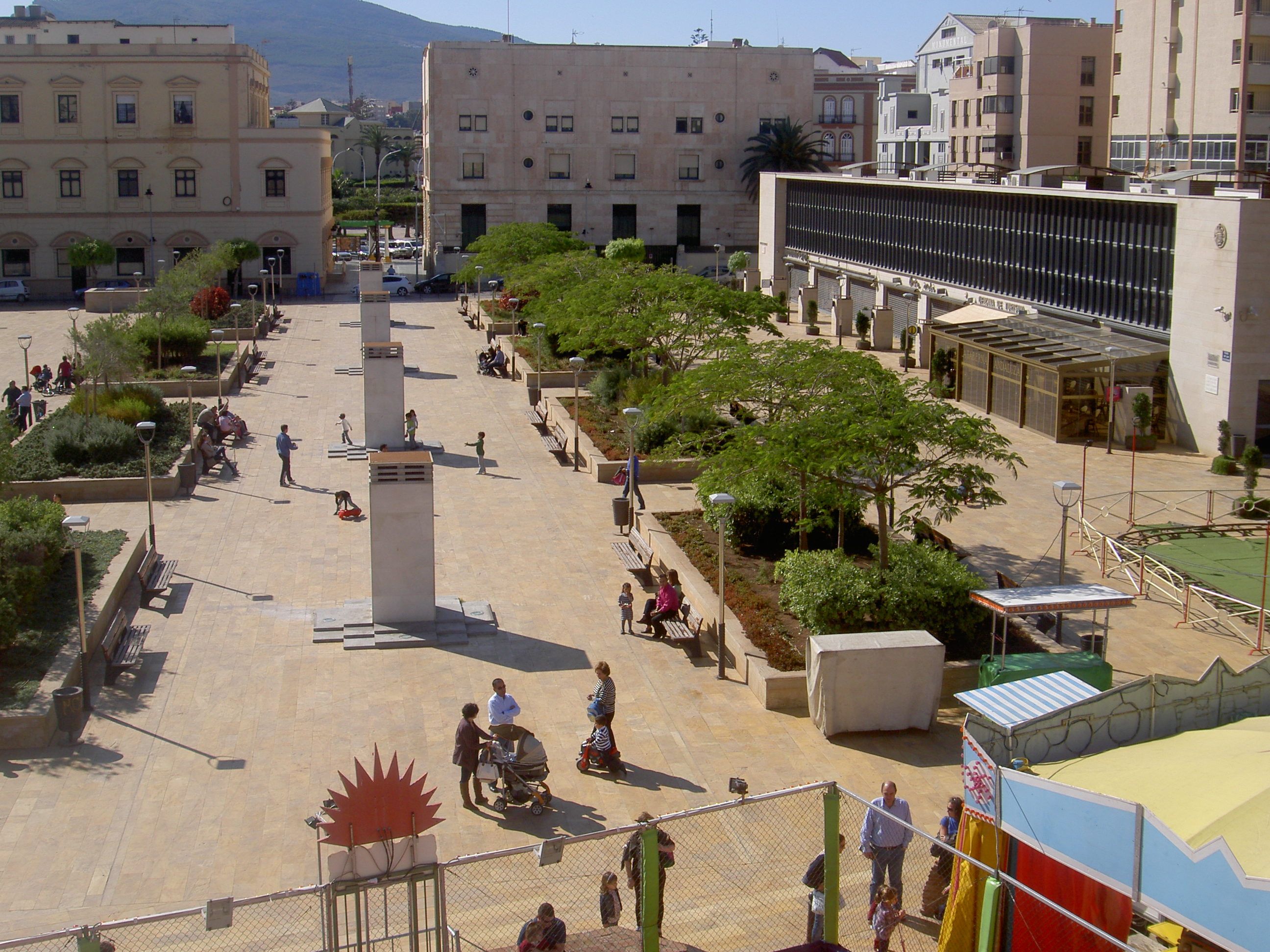
Plaza de las Culturas
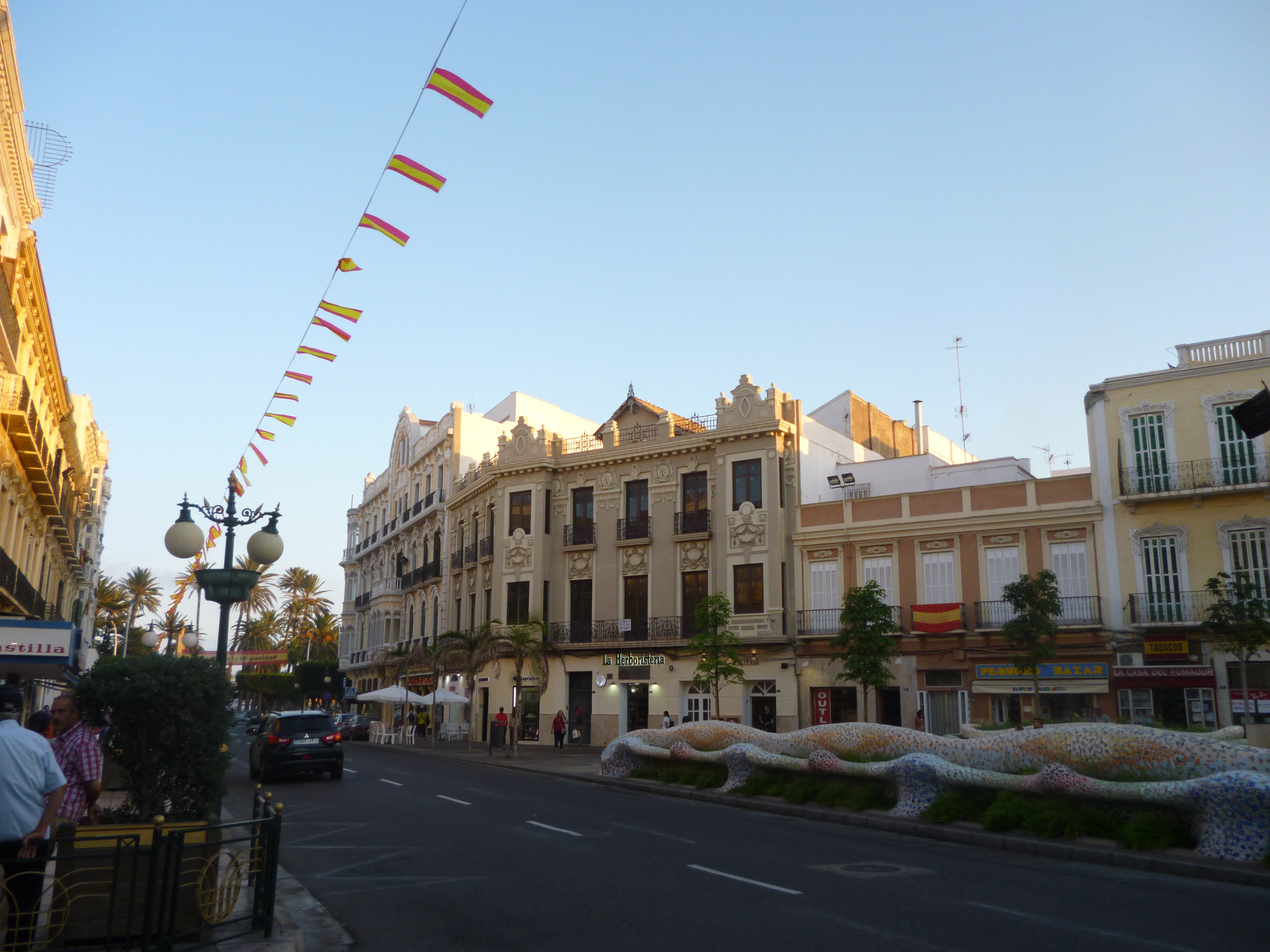
Plaza Héroes de España
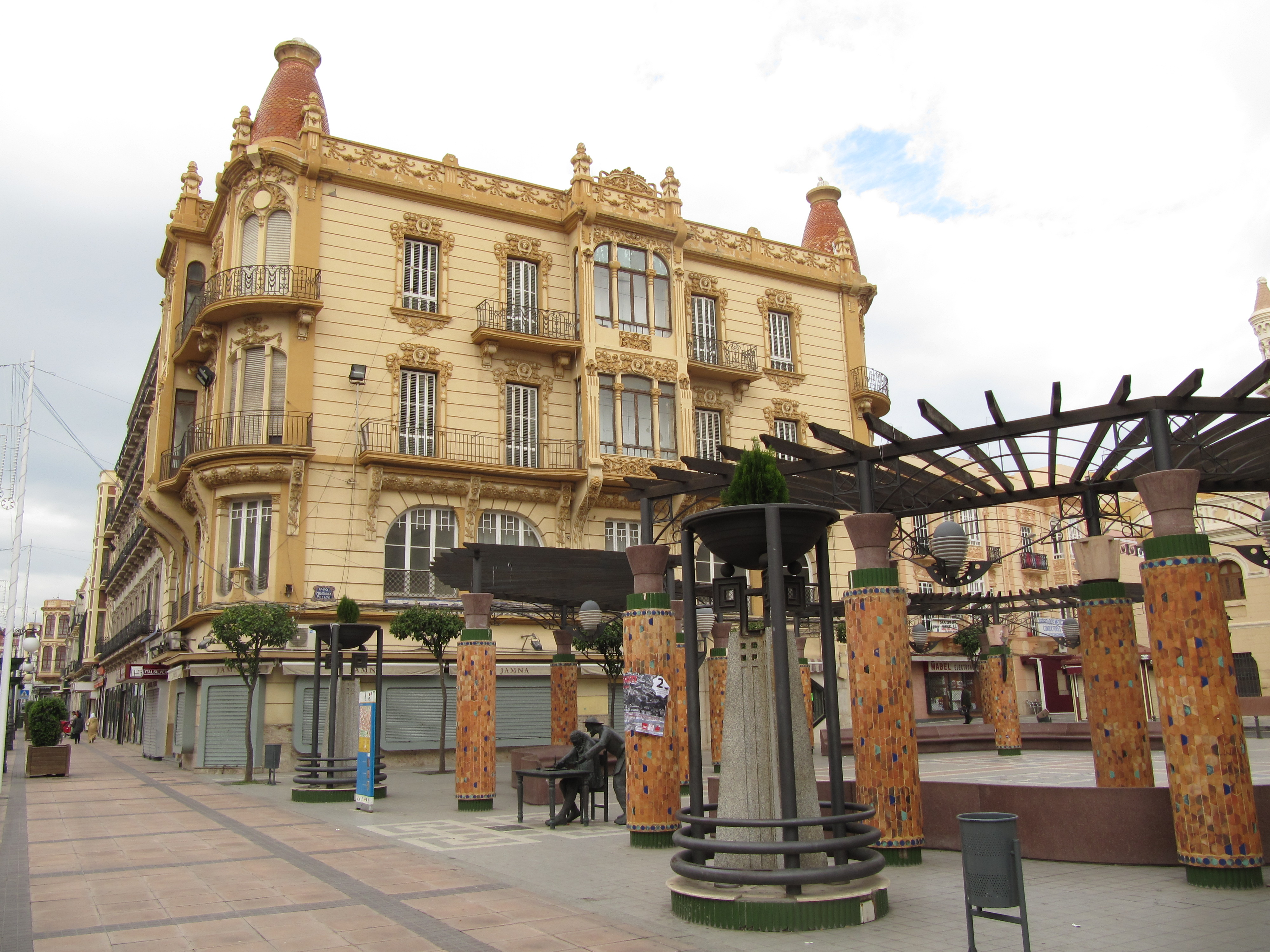
Plaza Menéndez Pelayo
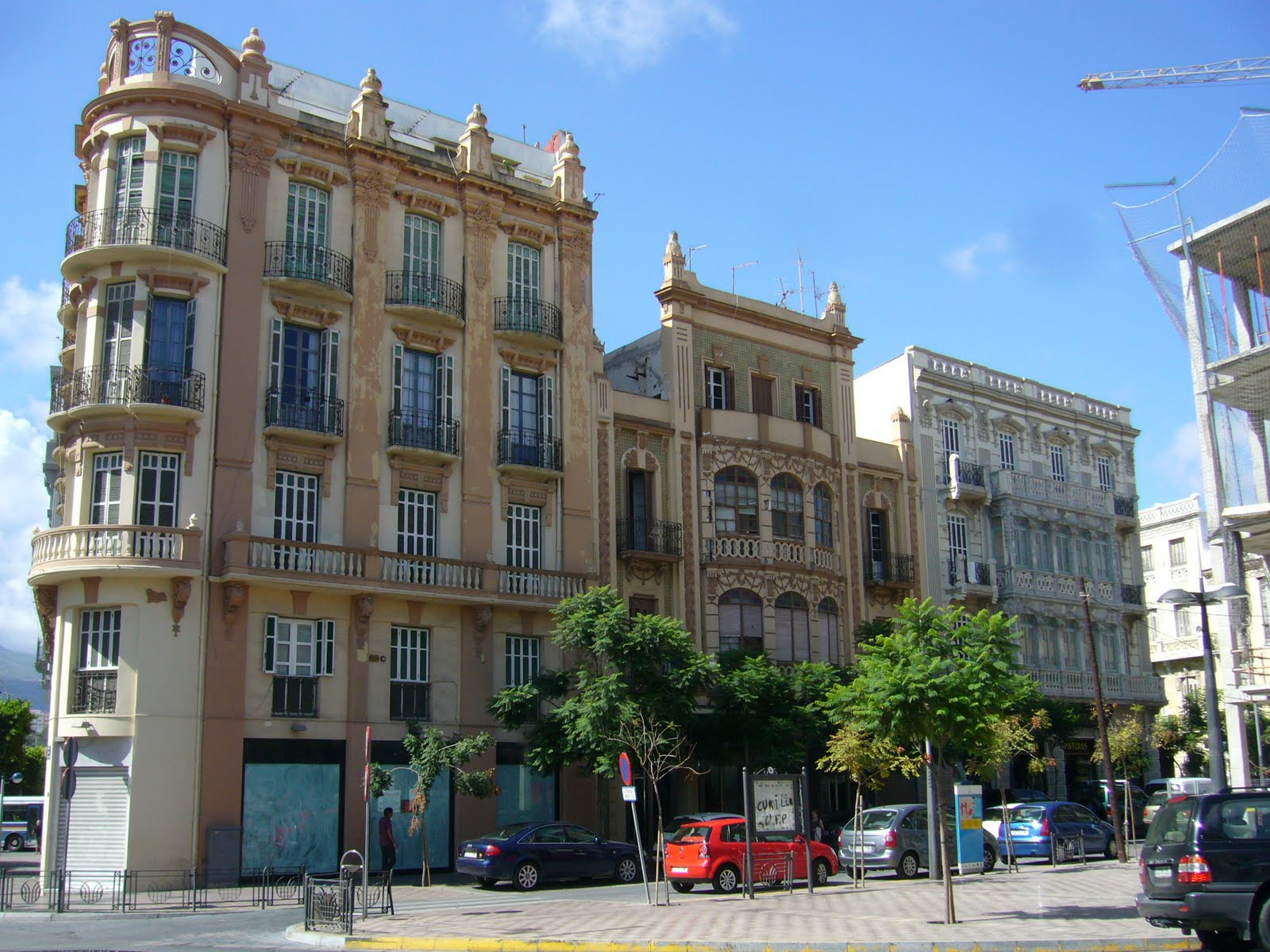
Plaza Comandante Benítez
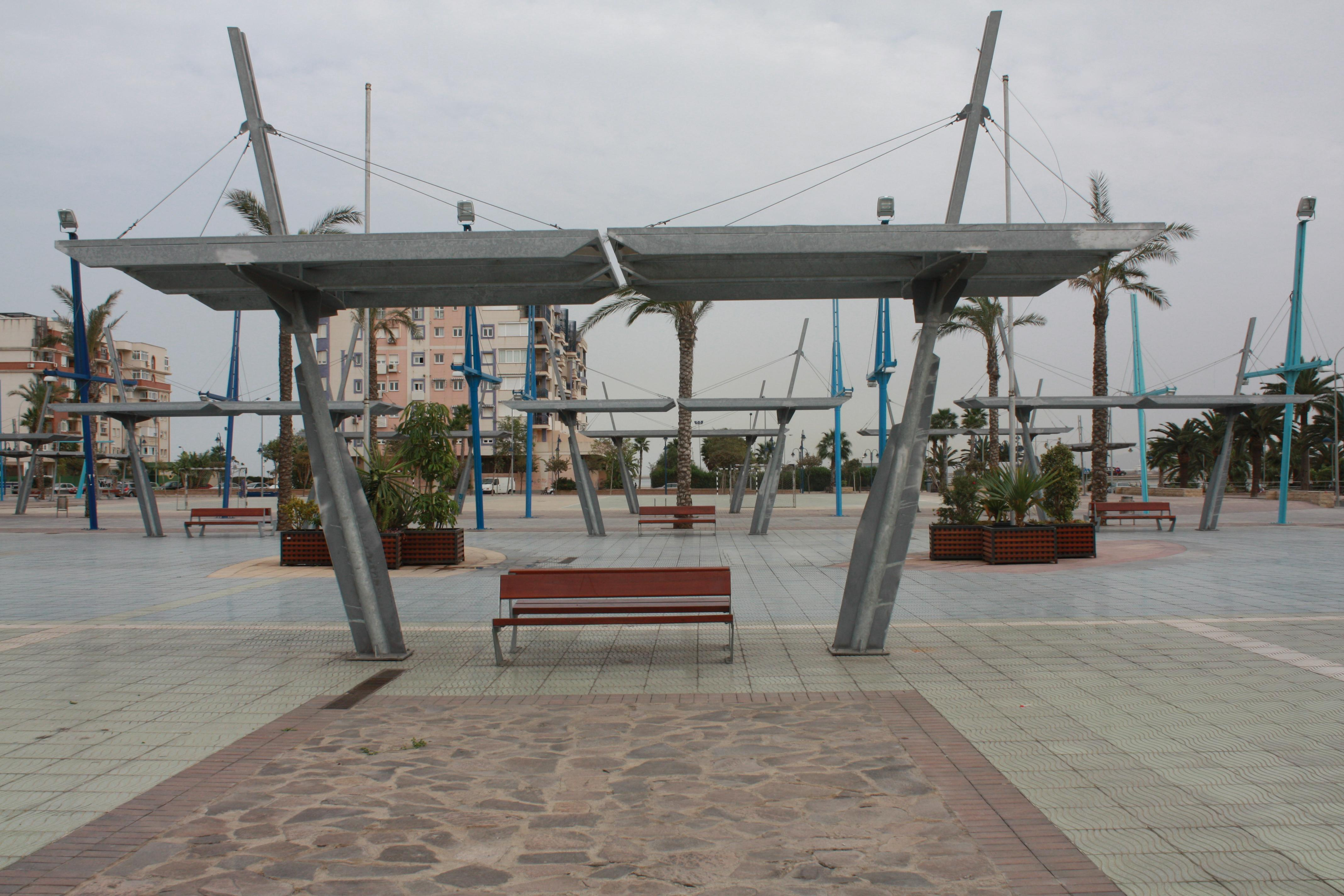
Plaza de San Lorenzo

#### Hernández Park
Es der wichtigste Park von Melilla, der 1902 in einer trapezförmigen Form nach dem Entwurf des Ingenieurs Vicente García del Campo angelegt wurde und sich in der Plaza de España befindet.

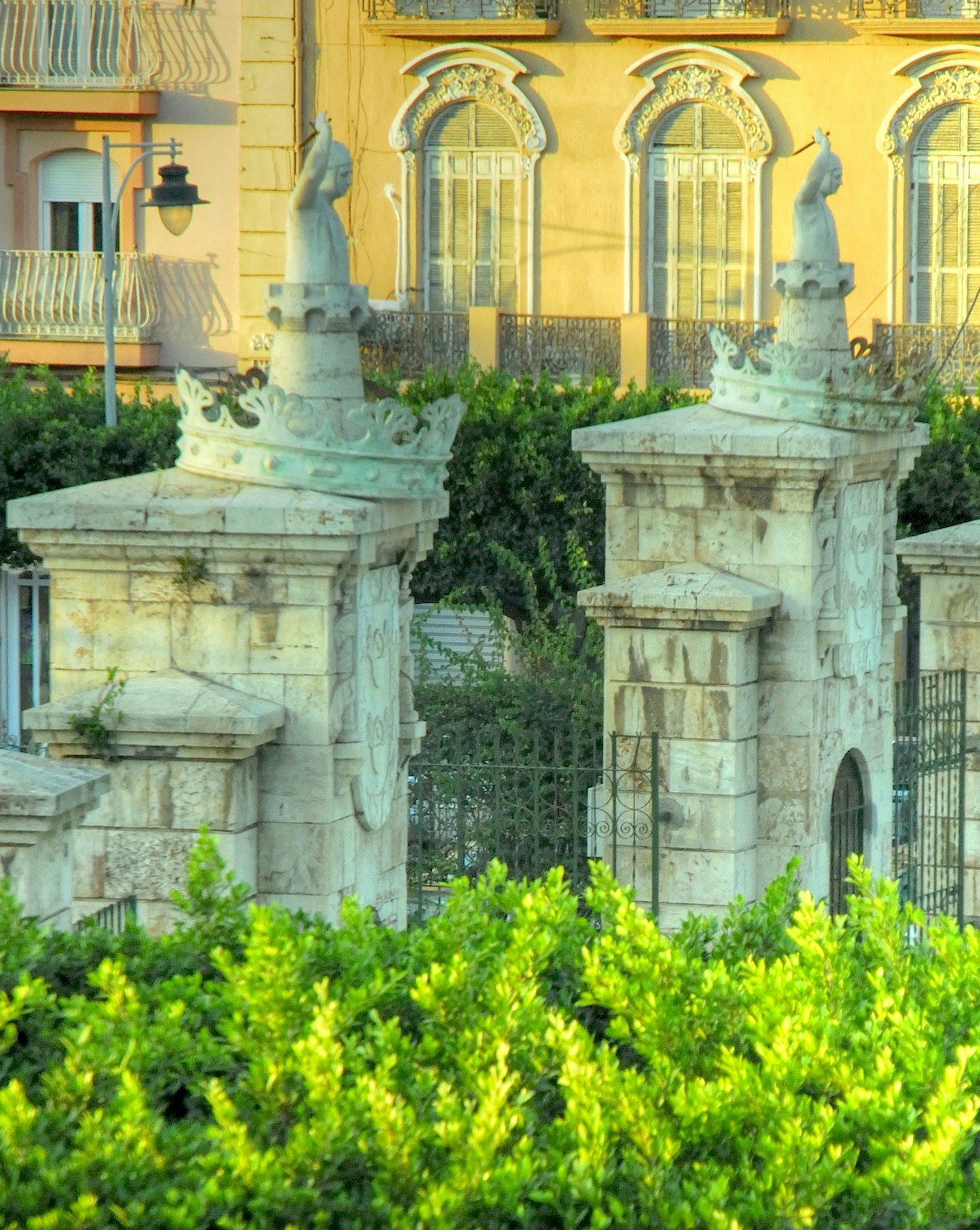
Hernández Park
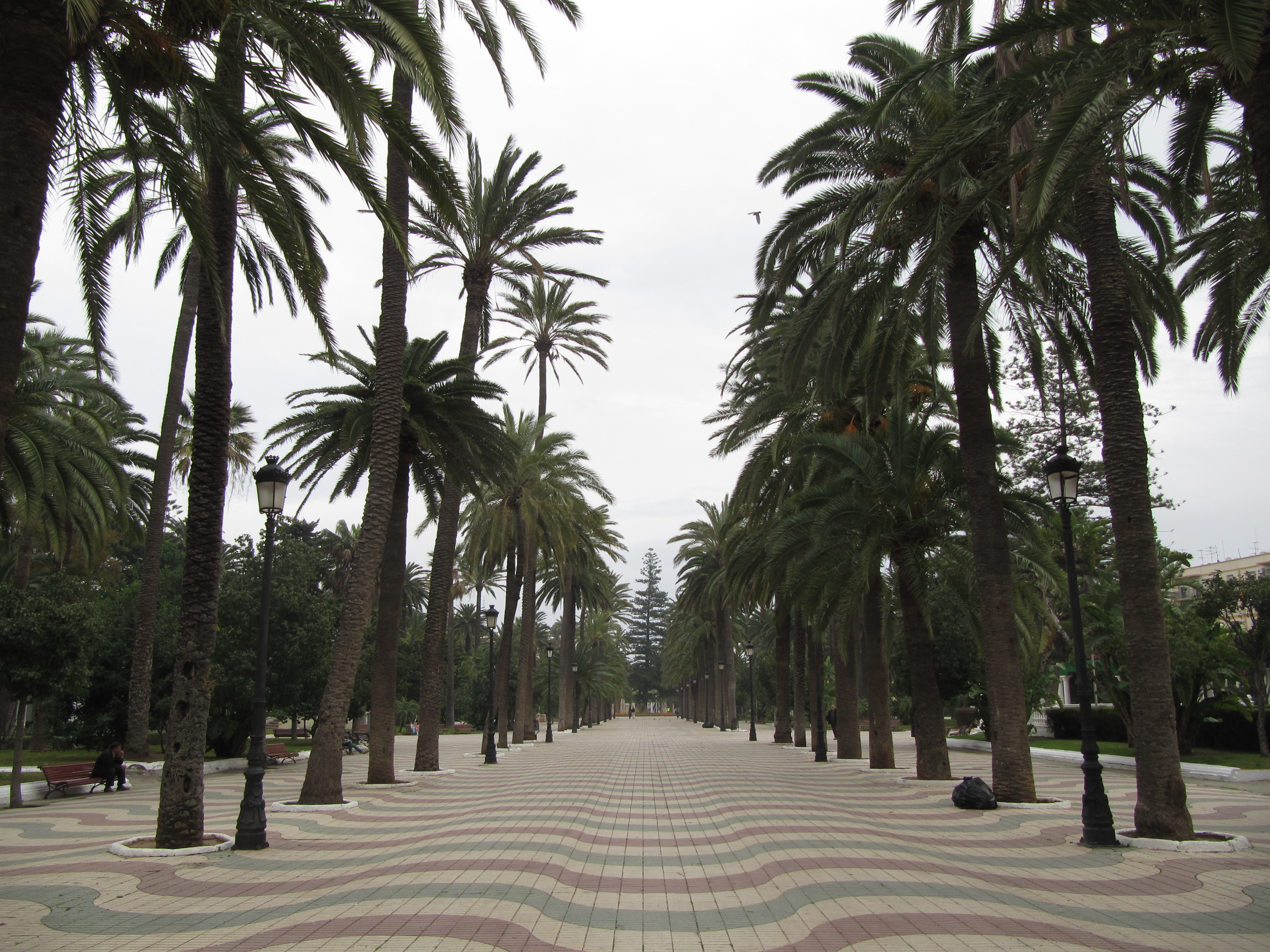
Hernández Park
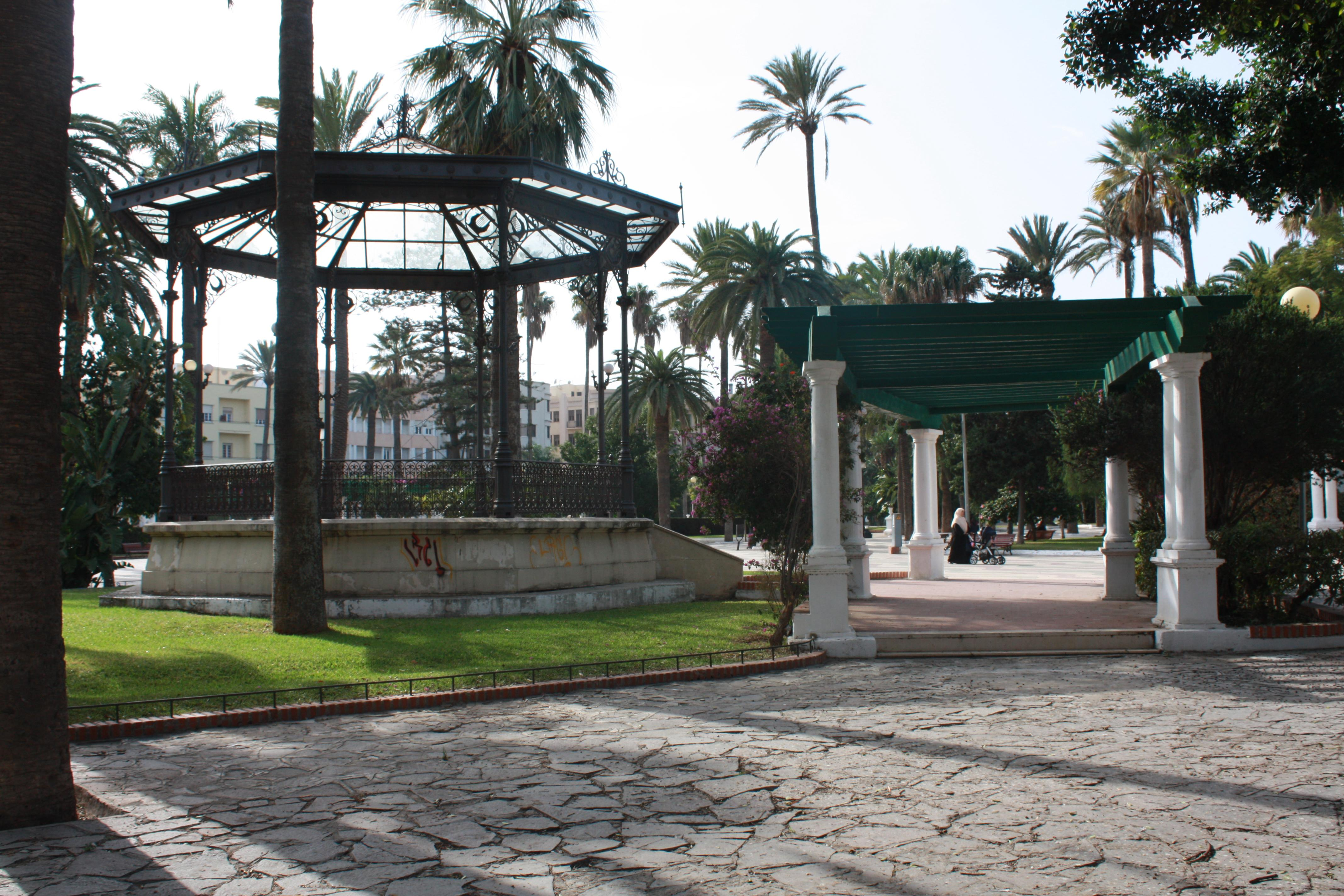
Hernández Park
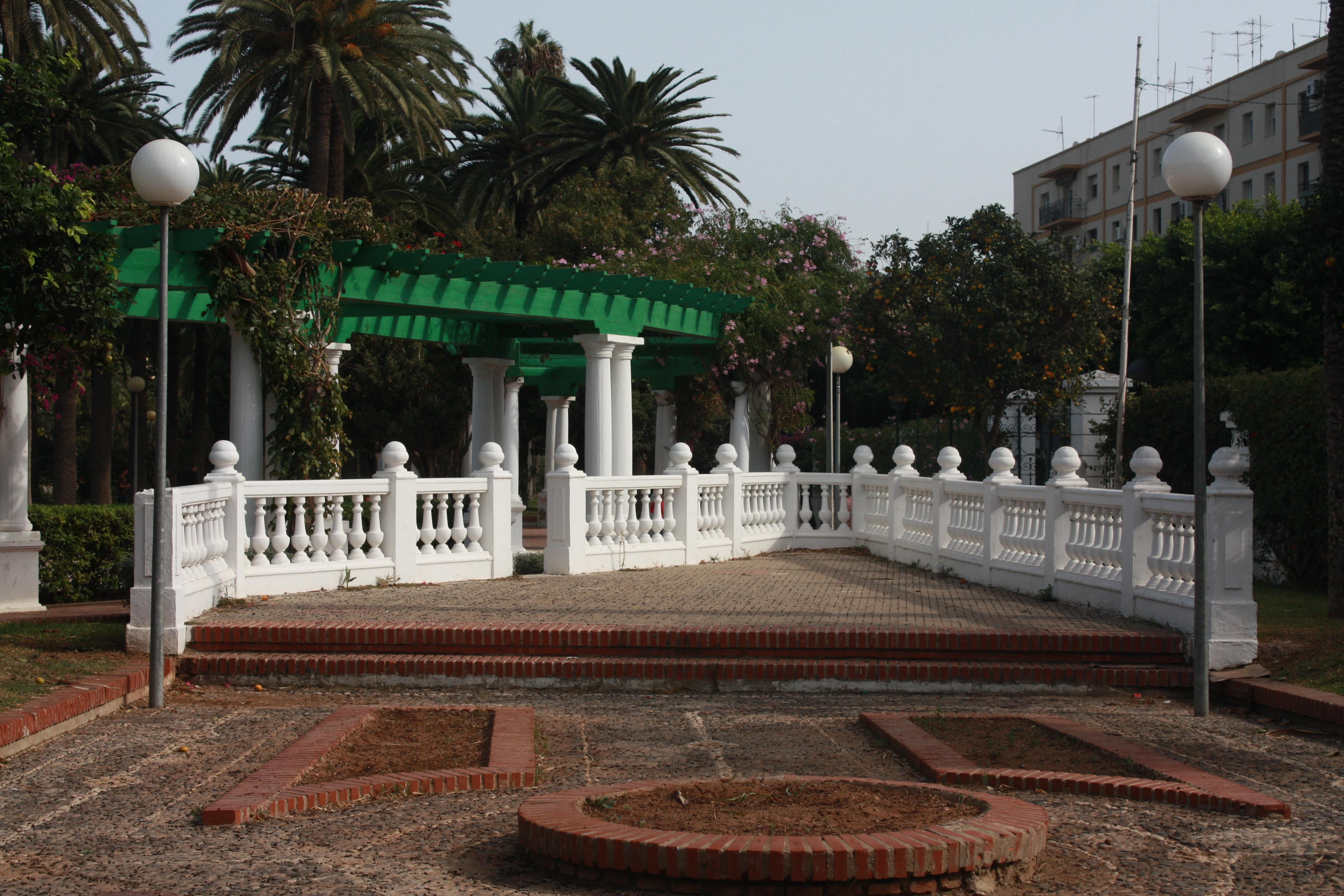
Hernández Park
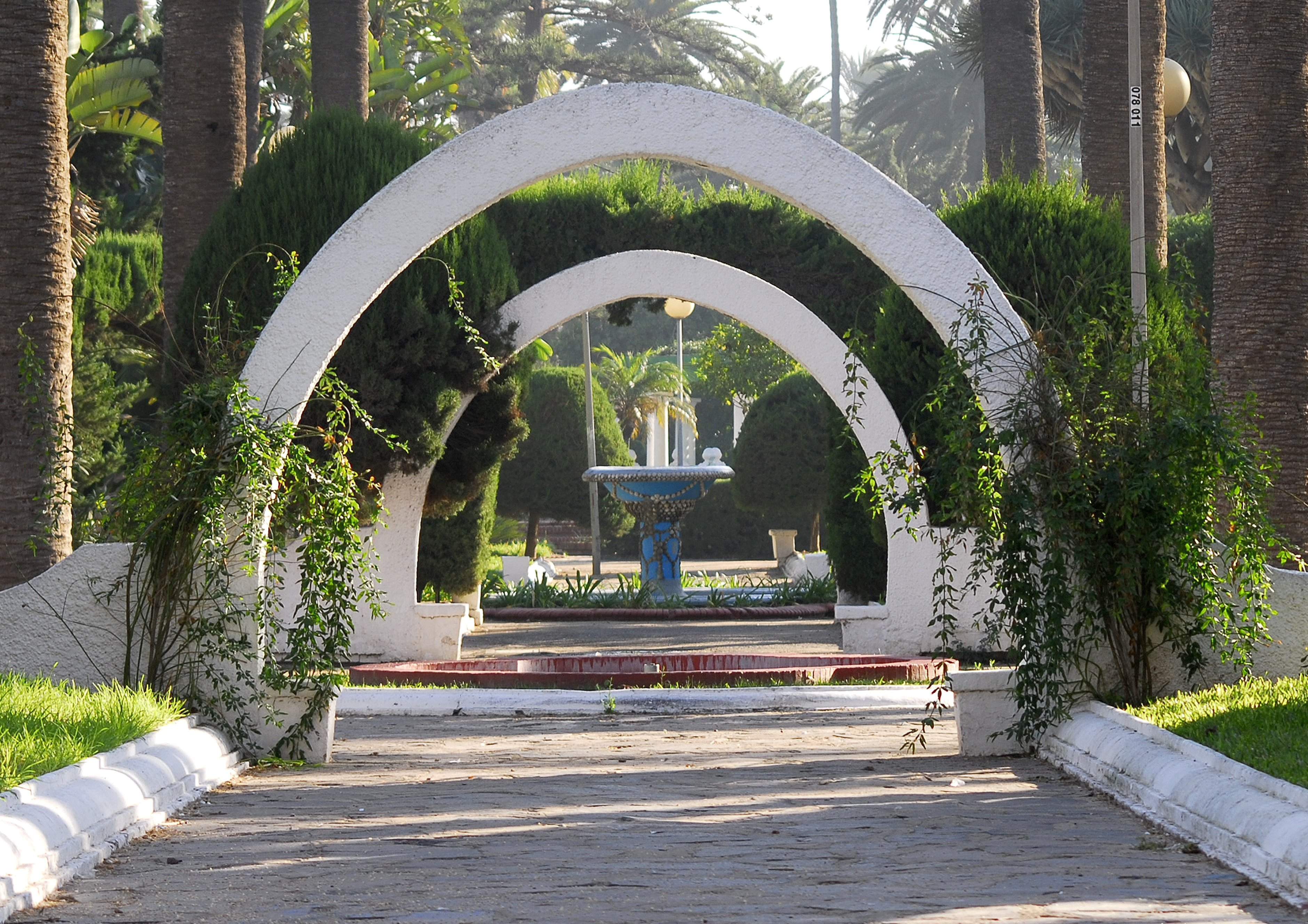
Hernández Park

#### Lobera Park
Er wurde nach seinem Gründer, Cándido Lobera Girela, benannt, der, als er Präsident der Junta de Arbitrios war, diesen Park anlegte, um den Bau von Hütten auf seinem Land zu verhindern.

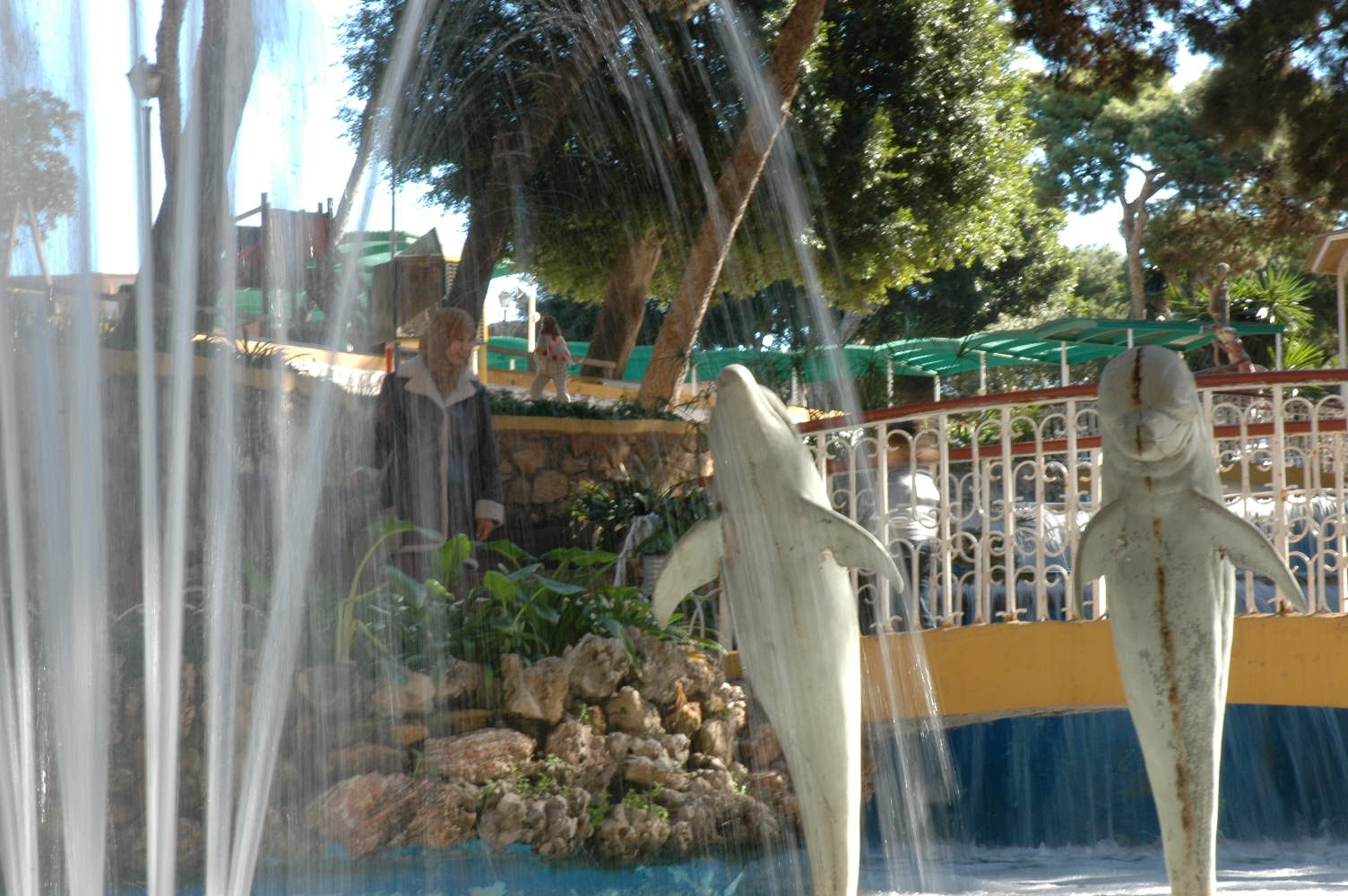
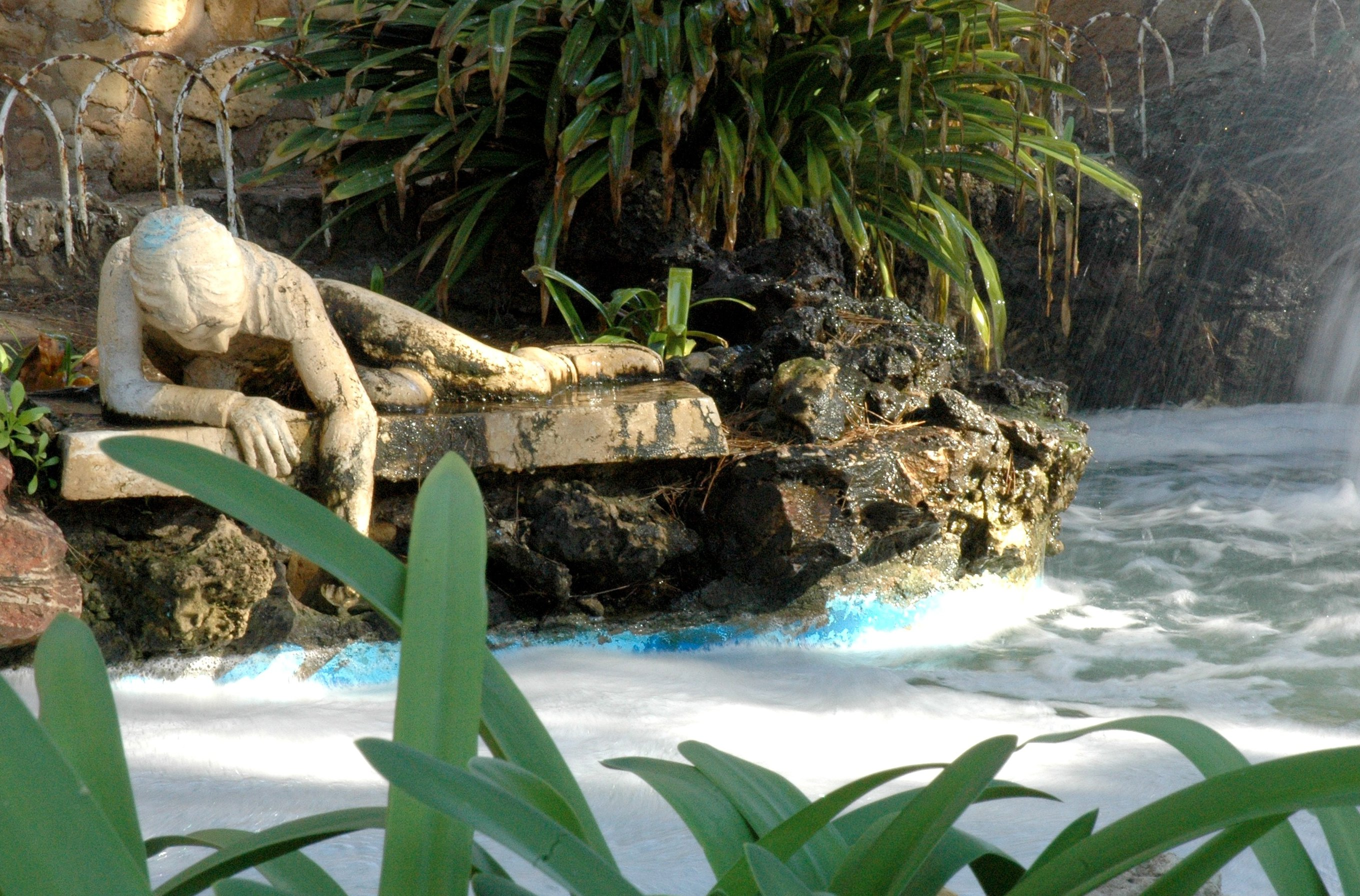
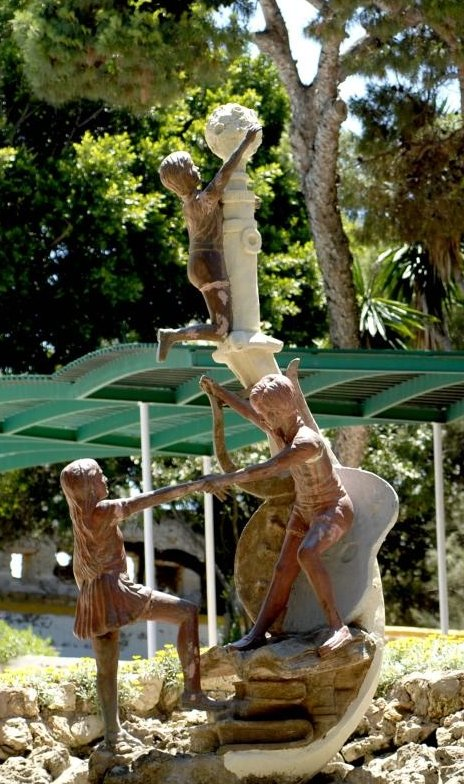

#### Waldpark Juan Carlos I Rey
Es ein natürlicher Raum von sechs Hektar, der als botanische Lunge der Stadt gilt. Es ist ein beliebter Ort zum Spazierengehen, Sporttreiben und Zeit mit der Familie zu verbringen und bekannt für seine reiche mediterrane Flora und vielfältige Fauna, insbesondere Vögel und Reptilien. Historisch gesehen war der Park eine landwirtschaftliche Farm, die genutzt wurde, um Arten zu experimentieren, die für den Anbau im Protektorat geeignet waren. Obwohl der Park im Laufe der Zeit Veränderungen unterzogen wurde, bleibt er ein wichtiger Raum für den Erhalt der Biodiversität.

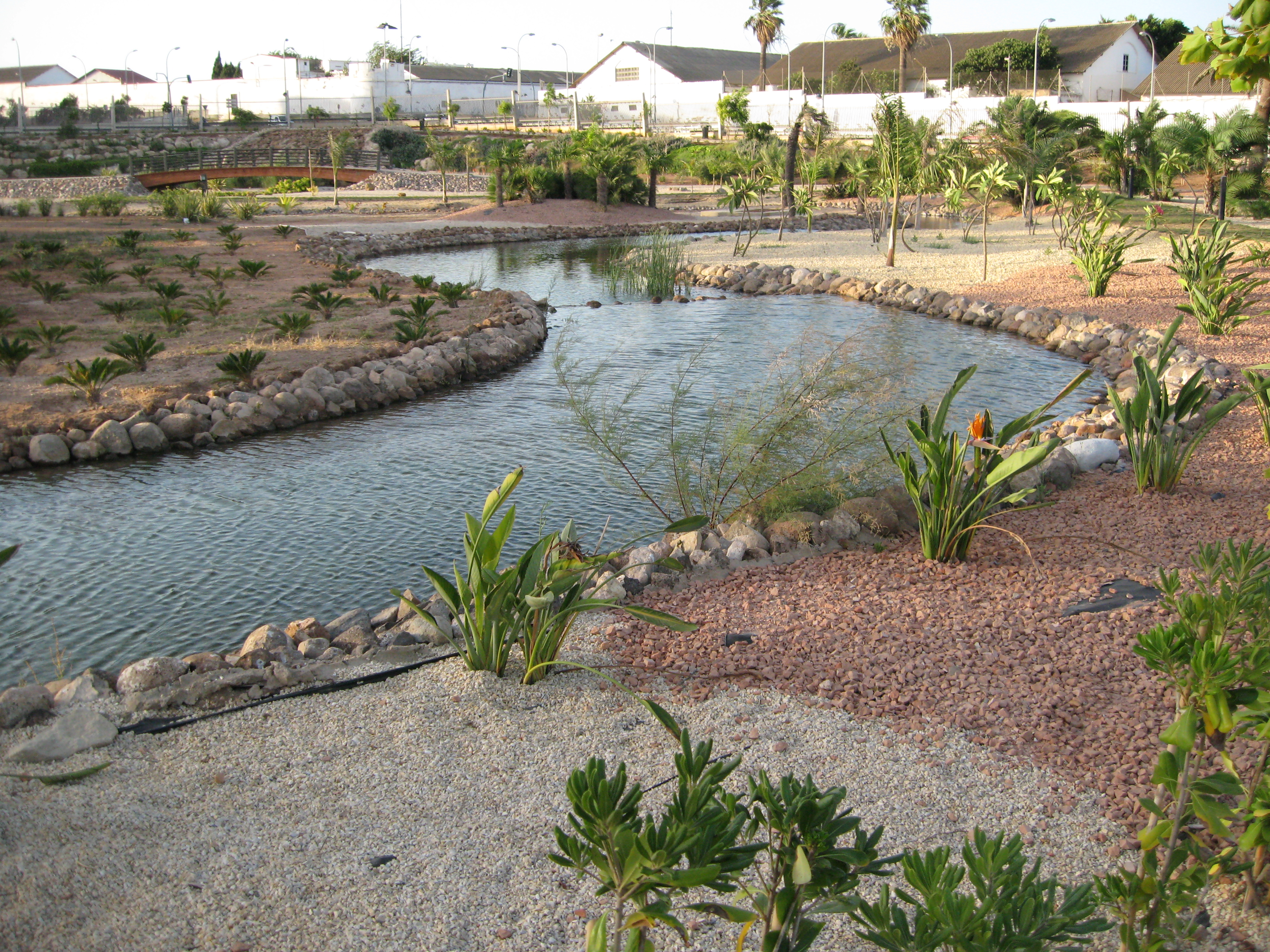
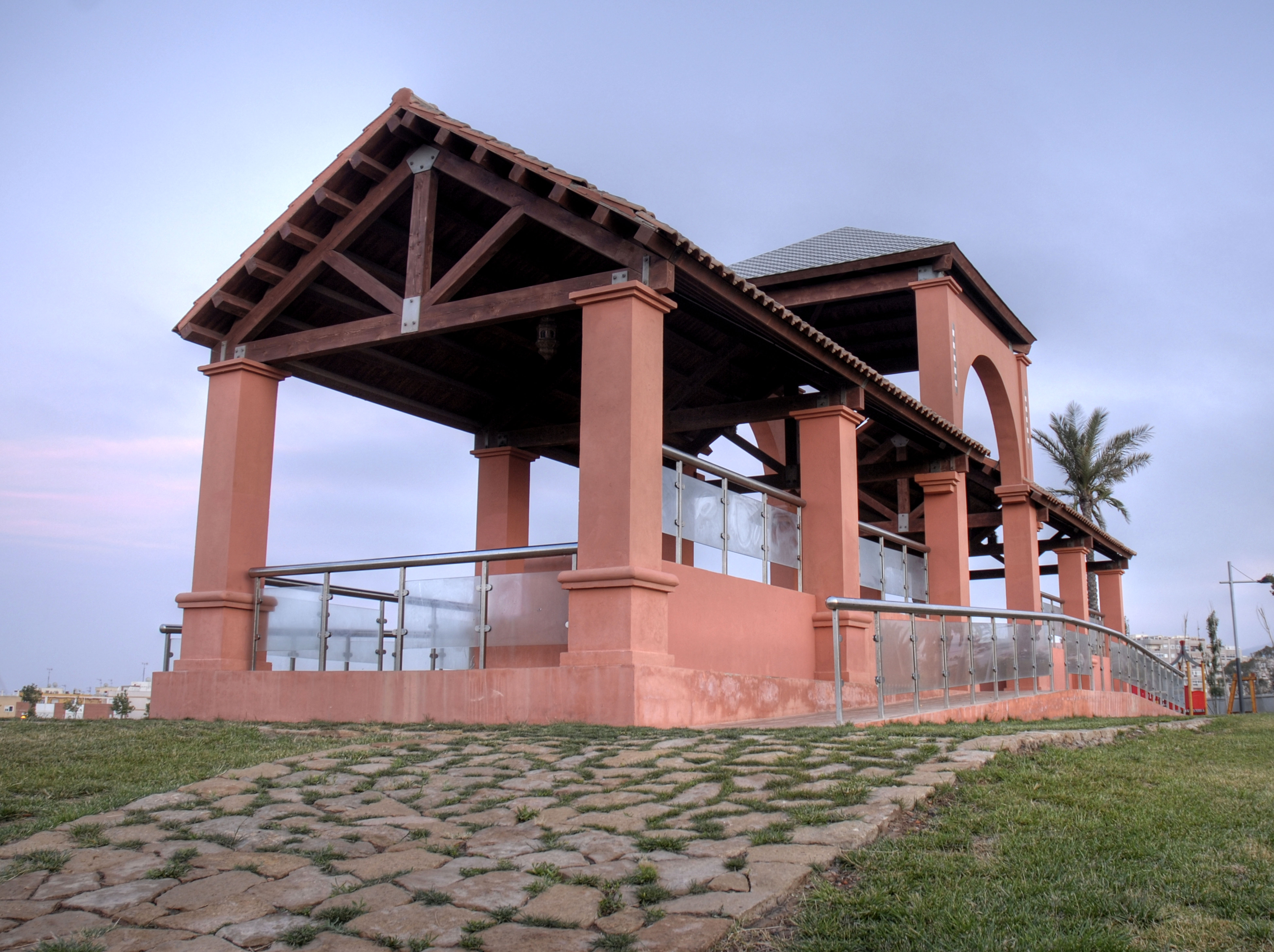
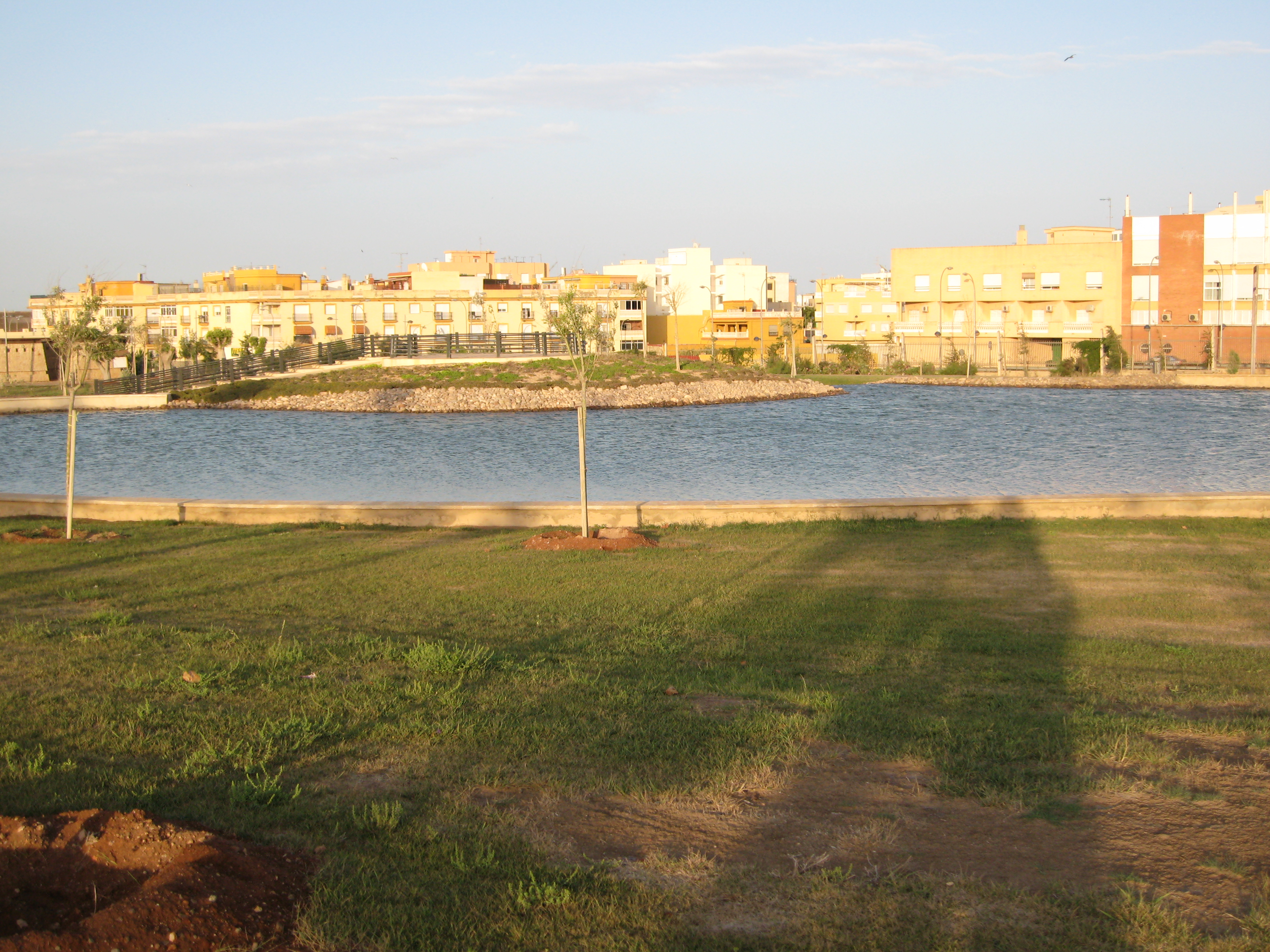
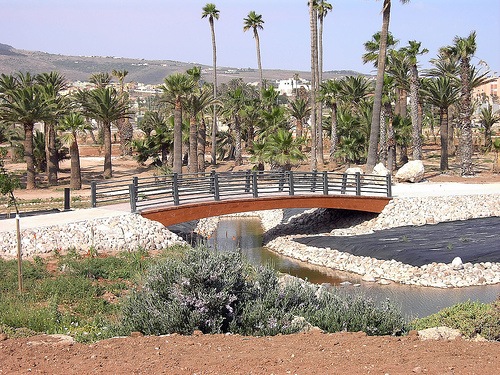

#### Park Agustín Jerez
Er wurde 1992 zu Ehren von Agustín Jerez Rodríguez eingeweiht. Auf einer Fläche von einem halben Hektar bekannt für seine Sammlung von Kanarischen Dattelpalmen, Dattelpalmen und Washingtonias. Die Kanarischen Dattelpalmen, die als einzigartiges Erbe der Stadt gelten, haben einen hohen ornamentalen Wert und sind durch den roten Palmkäfer, eine invasive Art, bedroht. Neben der Flora beherbergt der Park auch Wildtiere wie Schwarze Stare und Gemeine Stare.

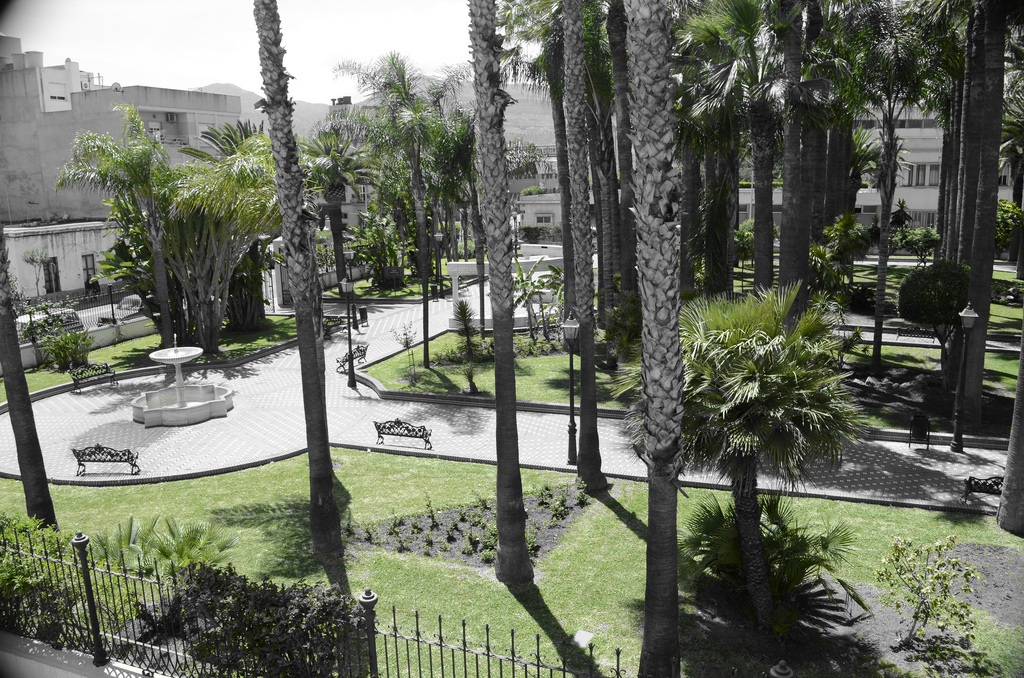
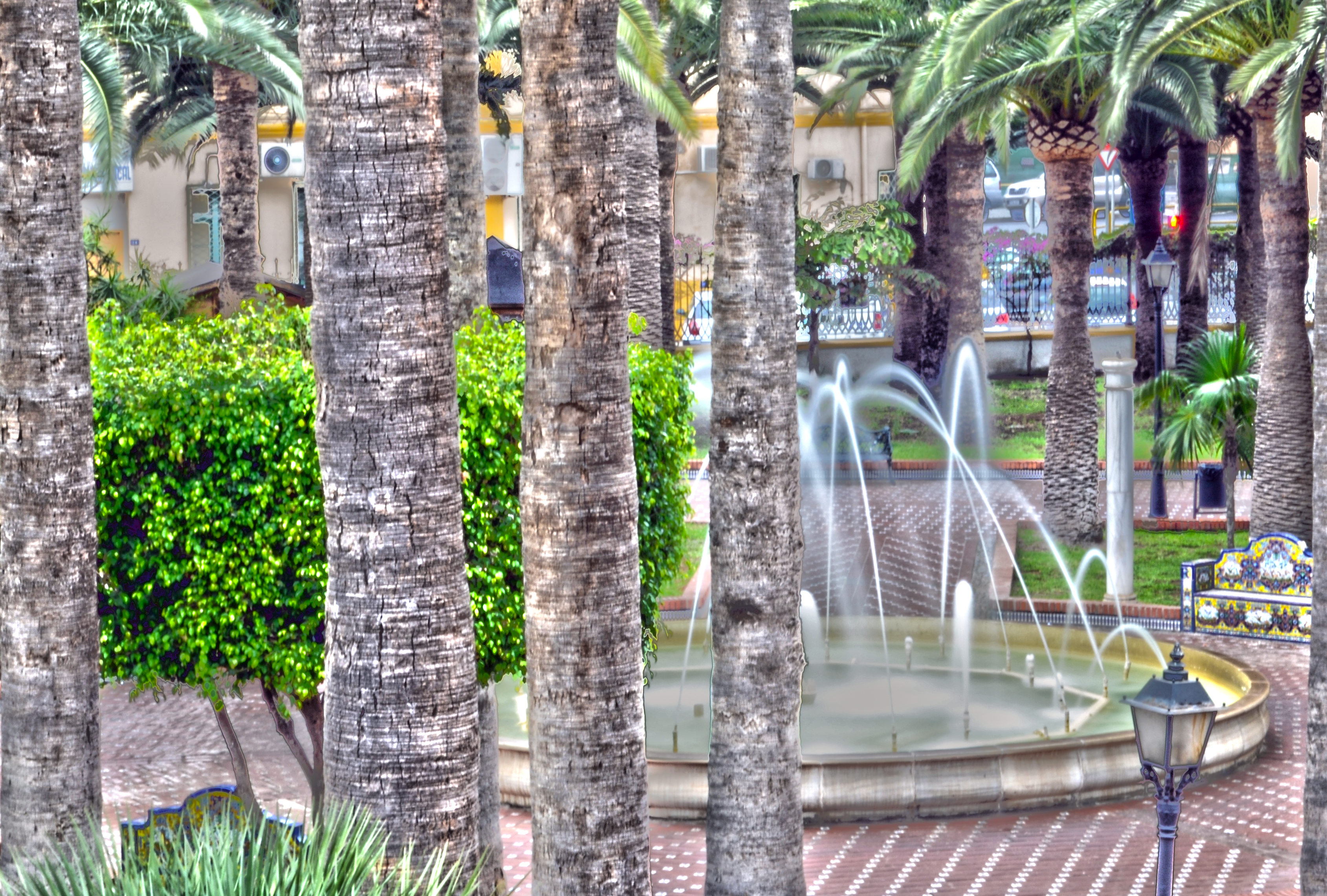

#### Wasser-Gärten

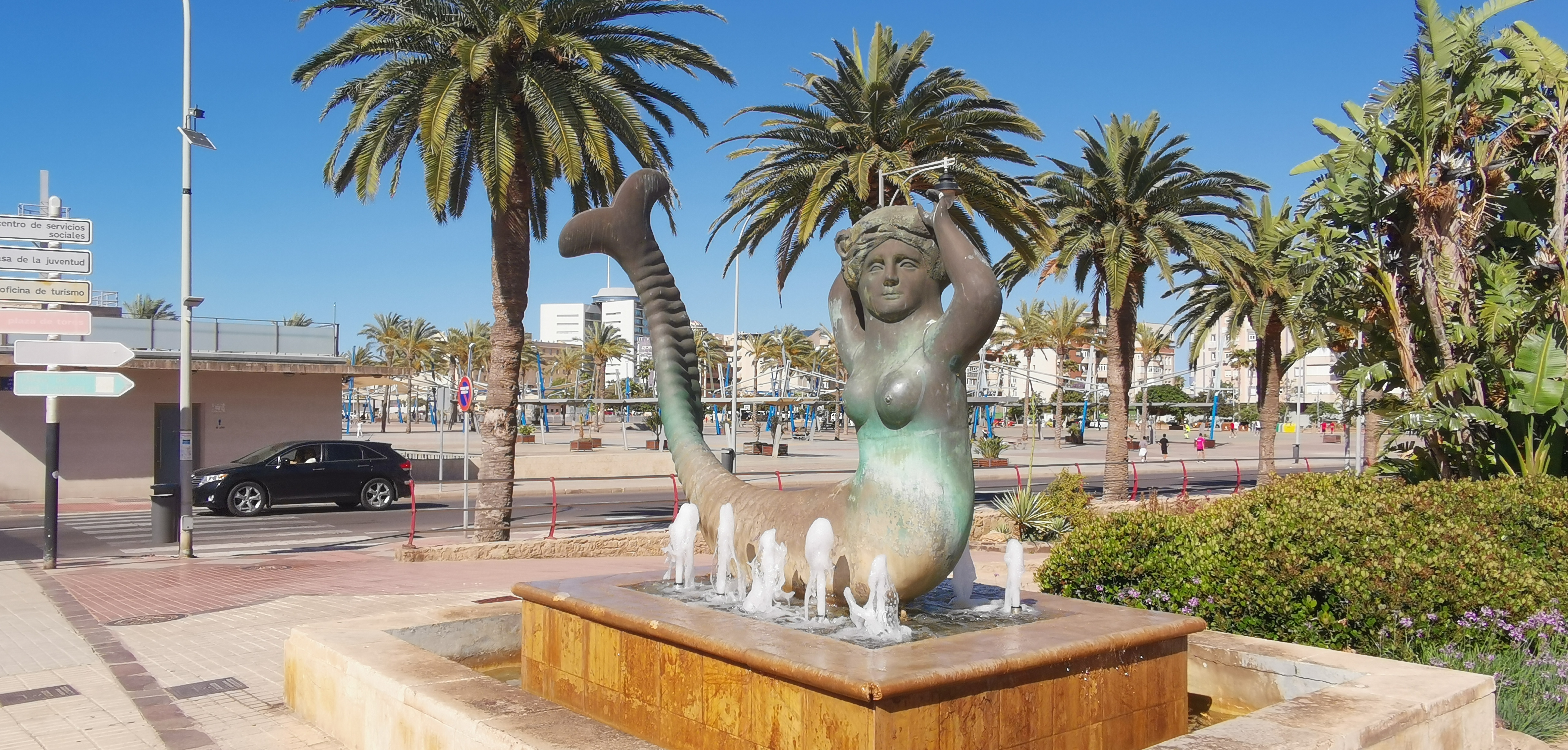
Meerjungfrau Melilla

Eingeweiht im Jahr 2006, erstrecken sich die Gärten über 0,6 Hektar in der Nähe der Mündung des Río de Oro. Der Park zeichnet sich durch Reihen von Kanarischen Dattelpalmen, Springbrunnen mit Lichteffekten und eine Vielzahl von Pflanzen wie Kakteen, Sukkulenten und Agaven aus. Ein zentraler Springbrunnen mit einer Skulptur einer Frau, die halb Mensch und halb Meerjungfrau ist, fällt auf, die nachts beleuchtet wird, was sie sowohl tagsüber als auch nachts zu einer visuellen Attraktion macht.

### Archäologische Stätten
Ausgrabungen im Haus des Gouverneurs haben seit dem frühen 20. Jahrhundert bedeutende archäologische Funde zu Tage gefördert, die eine Besiedlung seit dem 7. Jahrhundert v. Chr. in Melilla La Vieja belegen. Im Laufe der Jahre haben verschiedene Teams in diesem Gebiet gearbeitet, wobei Entdeckungen wie Häuser aus dem 2. und 1. Jahrhundert v. Chr. gemacht wurden, die mit der antiken phönizischen Stadt Rusaddir verbunden sind. Weitere wichtige Stätten wurden entdeckt, wie die Huerta de Reyes, mit Überresten der Ibéromaurusien-Bevölkerung, und die Chafarinas Inseln, mit Spuren aus dem 5. Jahrtausend v. Chr. Rusaddir war ein wichtiger Hafen in der Region und durchlief verschiedene Phasen der Besiedlung, einschließlich der römischen Herrschaft. Trotz der aktuellen Verlassenheit und Zerstörung einiger Funde gibt es Pläne, die Stätte als Teil eines Restaurierungsprojekts für das ehemalige Militärregierung-Gebäude zu restaurieren.

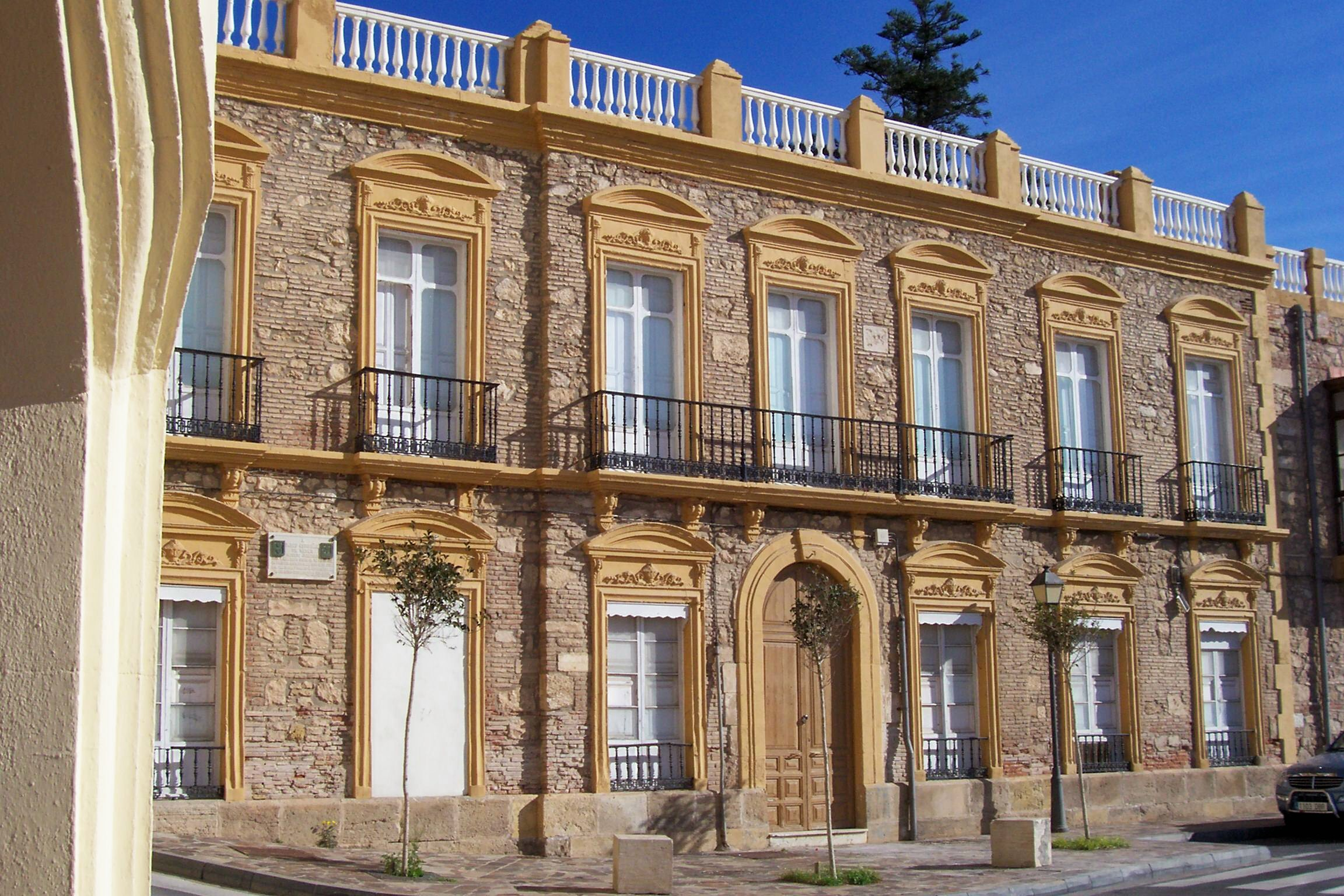
Haus des Gouverneurs
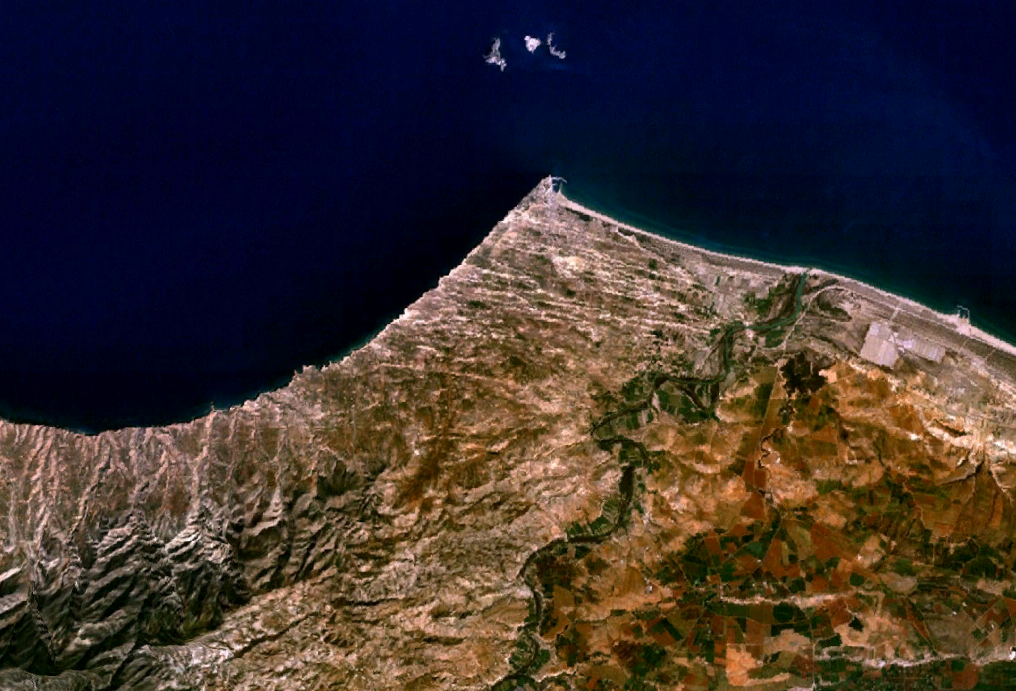
Chafarinas Inseln

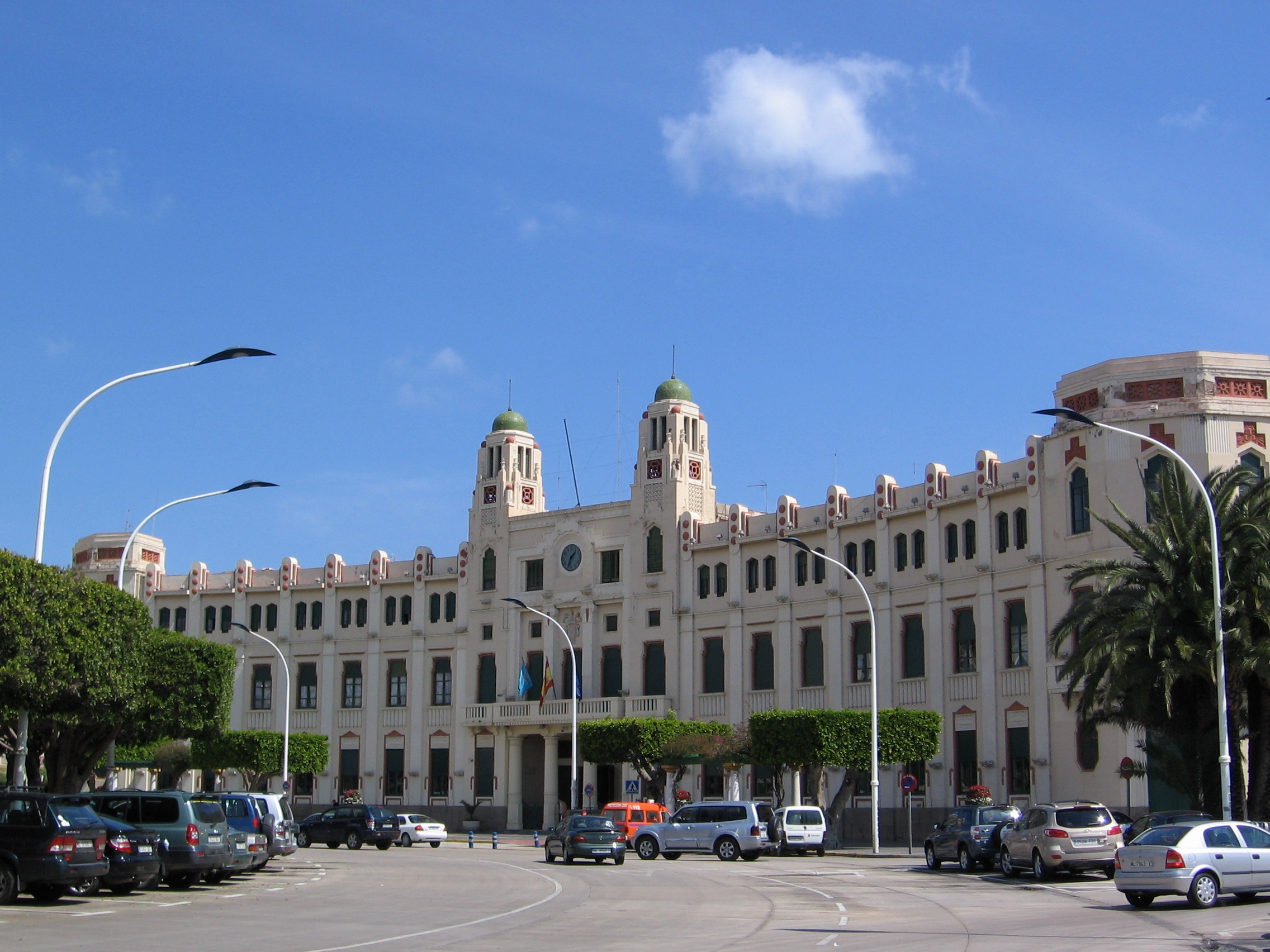
Rathaus (ayuntamiento) von Melilla an der Plaza de España

- Rathaus (ayuntamiento) von Melilla an der Plaza de EspañaDer ringsum befestigte Altstadthügel, auch Medina Sidonia genannt, ist das historische Zentrum der Stadt. In den winkligen und manchmal ansteigenden Gassen finden sich Zisternen (aljibes) und Lagerräume (almacenes), die in Belagerungszeiten die Wasser- und Lebensmittelversorgung sicherstellten.
- Da ist auch der Leuchtturm und mehrere Museen, darunter das Museo de Arqueología e Historia de Melilla mit Exponaten zur Stadtgeschichte.
- In der Kirche der Purísima Concepción (1687, rekonstruiert 1757) wird eine Statue der Nuestra Señora de la Victoria verehrt, der Schutzpatronin der Stadt.
- In den zumeist rechtwinklig verlaufenden Straßen der Neustadt sowie an der Plaza de España finden sich viele Häuser im Stil des spanischen Modernisme aus dem letzten Drittel des 19. und dem ersten Drittel des 20. Jahrhunderts. Melilla gehört – nach Barcelona und Madrid – zu den wichtigsten Städten der spanischen Gründerzeitarchitektur.

## Persönlichkeiten
Söhne und Töchter der Stadt:
- Fernando Arrabal (* 1932), spanisch-französischer Schriftsteller und Dichter
- Juan José Imbroda (* 1944), spanischer Politiker
- Alfredo Ramírez (* 1954), spanischer Generalleutnant
- Javier Imbroda (1961–2022), spanischer Basketballtrainer und Politiker
- Araceli Jover (* 1971), spanische Schauspielerin
- Farid Bang (* 1986), deutsch-marokkanischer Rapper (Farid Hamed El Abdellaoui)
- Munir El Kajoui (* 1989), Fußballtorhüter
- Samu Omorodion (* 2004), spanisch-nigerianischer Fußballspieler